# Cathédrale Notre-Dame de Chartres
Ne doit pas être confondu avec La Cathédrale de Chartres.
Pour les articles homonymes, voir Cathédrale Notre-Dame.
La cathédrale Notre-Dame de Chartres est un édifice catholique situé au cœur de la ville de Chartres dans le département français d'Eure-et-Loir, en région Centre-Val de Loire. Monument de l'architecture gothique, elle est traditionnellement considérée comme l'une des cathédrales de ce style les mieux conservées par ses sculptures, vitraux et dallages.
Elle a été construite au début du XIIIe siècle, pour la majeure partie en trente ans, sur les ruines d'une précédente cathédrale romane, elle-même détruite lors d'un incendie en 1194. Des ajouts ont par la suite été réalisés, tels la chapelle de Vendôme ou encore la flèche nord qui date du XVIe siècle.
Abritant une relique que la tradition identifie comme le voile de la Vierge, elle est un grand lieu de pèlerinage marial qui domine la ville de Chartres et la plaine de la Beauce et se dévoile au regard à près de trente kilomètres de distance. Elle a notamment inspiré les écrivains Joris-Karl Huysmans et Charles Péguy.
L'édifice fait l'objet d'un classement au titre des monuments historiques par son recensement sur la liste des monuments historiques protégés en 1862. Par ailleurs, il est parmi les premiers monuments français inscrits sur la liste du patrimoine mondial par l'UNESCO en 1979.

## Histoire

### Les édifices précédents

#### Légendes chartraines
La légende de l'élection divine et mariale de Notre-Dame de Chartres est une tradition forgée au XIVe siècle par les chanoines de la cathédrale. Vers 1420, le prédicateur Jean de Gerson s'appuie probablement sur cette légende pour évoquer une ancienne grotte occupée par des druides carnutes cent ans avant notre ère, grotte dédiée à « la Vierge devant enfanter » (légende d'une statue de déesse mère qui aurait servi de sanctuaire aux premiers chrétiens, à l'époque romaine, la statue portant l'inscription Virgini pariturae). Ce mythe des druides commence à se constituer dans le grand courant qui fait abandonner la légende de l'origine troyenne des Francs pour un retour à la tradition gauloise.
Il est popularisé au XVIIe siècle par l'avocat au Parlement de Paris Sébastien Roulliard, pèlerin au sanctuaire de Chartres en 1608. Ce mythe des druides s'est ainsi développé pendant des siècles à partir de compilations, et a été progressivement intégré par l'historiographie religieuse locale qui en a donné toutes les apparences de la vérité historique. Cette « Vierge devant enfanter » est par la suite vénérée dans la chapelle de Notre-Dame de Sous-Terre à l'intérieur de la crypte, sous la forme d'une statue d'origine romane datée du XIIe siècle.

#### Puits des «Saints Forts»

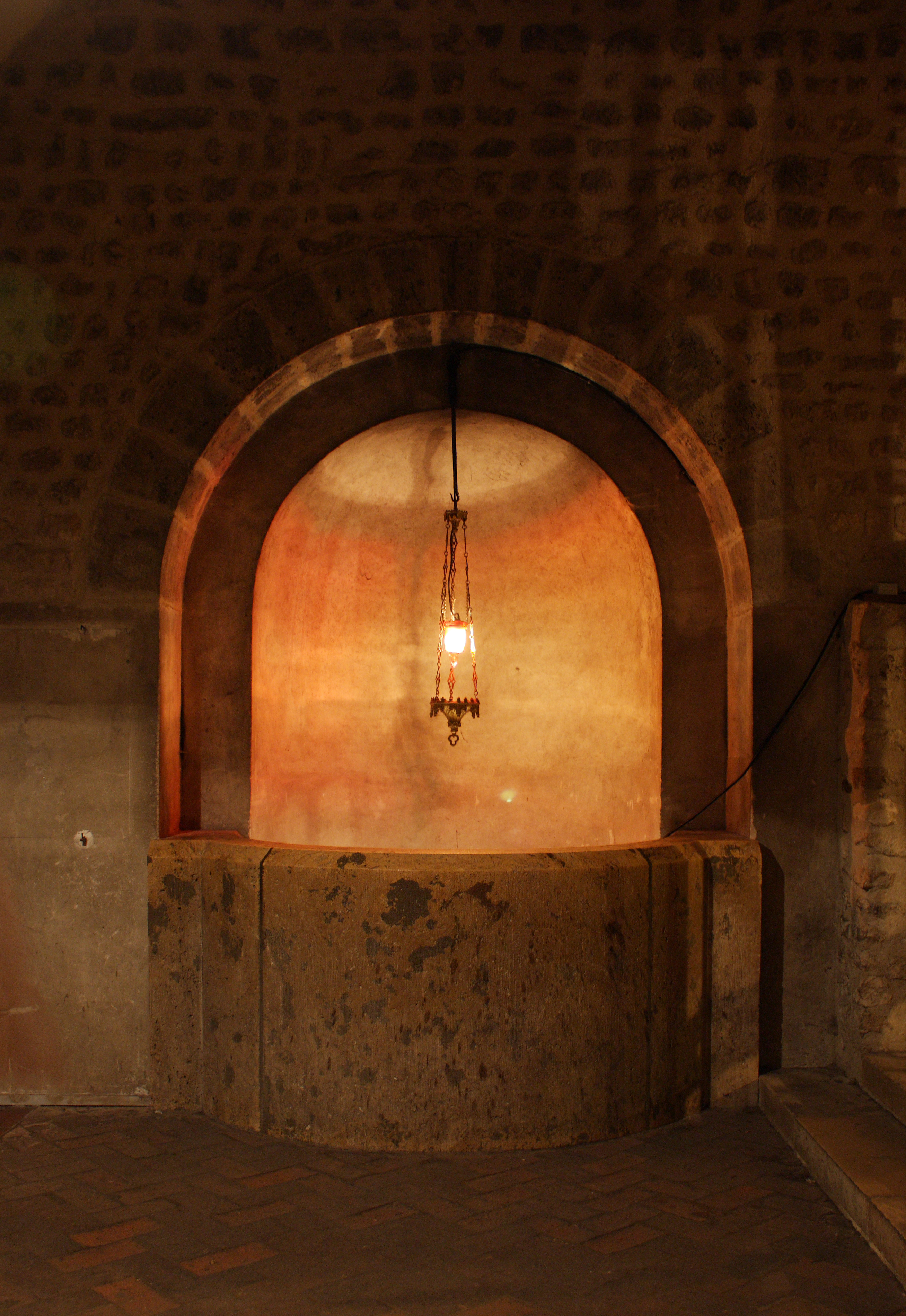
Puits des Saints Forts ; l'ouverture et la margelle (restaurée) datent de 1903.

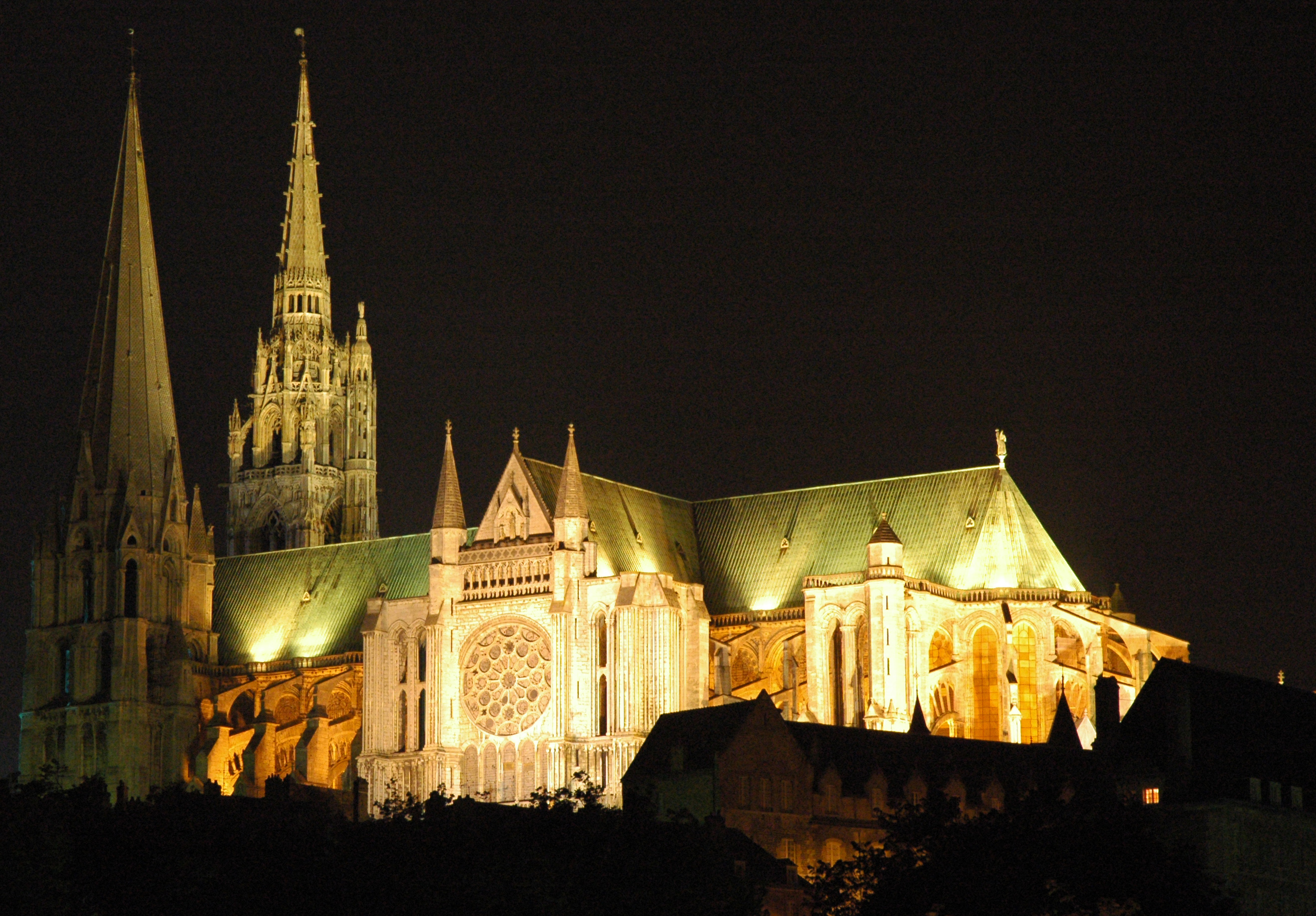
La cathédrale de nuit.

Après la galerie courbe qui dessert les chapelles absidiales de la crypte, s'ouvre dans le mur de gauche une niche abritant l'ouverture d'un puits qui est le lieu le plus ancien de la cathédrale. Appelé puits des « Saints Forts », autrefois « Lieux Forts », il a été probablement creusé à l'intérieur de l'enceinte de l'oppidum carnute d'Autricum à l'époque gallo-romaine. Profond d'environ 33,5 m, il est alimenté par la nappe phréatique circulant sous la cathédrale et atteignant les courants qui rejoignent l'Eure. Alimentant en eau l'oppidum, il est resté en dehors de l'église jusqu'en 1020.
La crypte abritant la statue de la Vierge et le puits est au Moyen Âge le lieu de rassemblement des pèlerins, surtout locaux. Le puits est comblé au milieu du XVIIe siècle et son emplacement est caché : le clergé chartrain juge en effet fâcheuses les superstitions attachées au puits et à la crypte, dite « caveau de Saint-Lubin » et devenue grotte druidique, si bien qu'il fait construire une épaisse maçonnerie dissimulant l'un et l'autre. Le puits est retrouvé, dégagé en 1900–1901 par l'historien local René Merlet, la niche et l'ouverture datant de 1903, année de la restauration aux frais des fidèles.
Merlet réactive le mythe druidique car la tradition locale affirme depuis que ce puits votif est réputé être d'époque celtique, faisant l'objet d'offrandes. Les sanctuaires chrétiens étant parfois construits sur de précédents lieux de culte païens, la tradition chartraine a ainsi associé la grotte druidique à de nombreuses légendes.

#### Des origines à la cathédrale de Fulbert
Selon des traditions tardives et légendaires qui visent à prouver l'antériorité du siège épiscopal de Chartres sur celui de Sens, la construction du premier édifice aurait eu lieu vers 350. Appelé « cathédrale d'Aventin », du nom du premier évêque de la ville, Aventin de Chartres, cette dernière date plus probablement du début du VIe siècle. Placée sous le vocable de la Vierge, elle est incendiée en 743 ou 753 par les troupes du duc d'Aquitaine Hunald Ier.
La cathédrale reconstruite est à nouveau détruite par les vikings danois le 12 juin 858 puis remise en état par l'évêque Gislebert de Chartres. On lui doit probablement certaines parties de l'actuel martyrium, appelé caveau Saint-Lubin.
En 876, le roi d'Aquitaine Charles le Chauve, petit-fils de Charlemagne, fait don à la cathédrale de la relique connue sous le nom de « Voile de la Vierge » ou « Sainte Tunique ». Cet événement fait de Chartres un sanctuaire de premier plan.
Enfin, après avoir été incendiée le 5 août 962 pendant la guerre qui oppose le duc de Normandie Richard Ier de Normandie au comte de Chartres, Thibaud Ier de Blois, la cathédrale fit l'objet d'un nouveau sinistre provoqué par la foudre le 7 et 8 septembre 1020.

#### La cathédrale de Fulbert

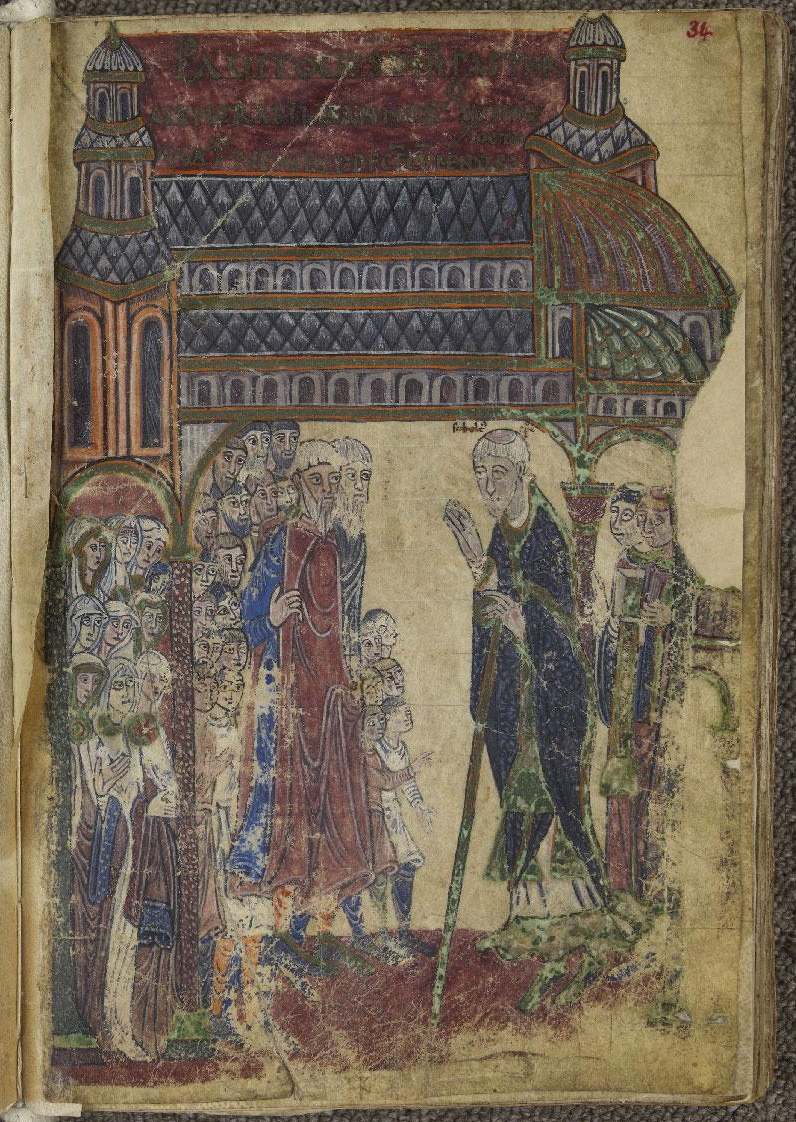
L'évêque Fulbert de Chartres devant sa cathédrale (peinture sur vélin d'André de Mici, 1028, Bibliothèque municipale de Chartres, Ms. 4, fol. 94).

L'évêque Fulbert de Chartres entreprend aussitôt la reconstruction de la cathédrale. Malgré un nouvel incendie qui ravagea la charpente, elle est consacrée par le successeur de Fulbert, l'évêque Thierry (Theodoricus), le 17 octobre 1037.
La cathédrale de Fulbert était constituée de deux niveaux avec des accès différenciés. La crypte était consacrée à la vénération des reliques tandis que l'étage supérieur était dédié aux cérémonies présidées par l'évêque. Par la suite, une puis deux tours furent ajoutées pour encadrer la façade occidentale, avant que celle-ci ne soit elle-même rebâtie en même temps que le portail royal.

### Construction de la cathédrale actuelle
Le 5 septembre 1134, la ville de Chartres est presque entièrement détruite par un incendie. Si la cathédrale romane de Fulbert est épargnée, c'est l'occasion de construire une nouvelle façade sur le terrain rendu libre et d'édifier le portail royal vers 1145-1150. La ville est de nouveau la proie d'un incendie le 10 juin 1194. Le voile de la Vierge de Chartres aurait été providentiellement mis à l'abri dans le martyrium dit « chapelle de Saint Lubin » par des clercs. Après deux ou trois jours de déblayage, les chanoines qui s'étaient réfugiés avec elle et la relique sont retrouvés. En réchappent plusieurs parties : les cryptes, les deux tours qui ne subissent que des dégâts mineurs. Le portail occidental est conservé ainsi que les trois baies de vitraux le surplombant. Un autre vitrail, « Notre-Dame de la Belle Verrière », est aussi sauvé de l'incendie avant d'être remonté dans le déambulatoire.
La réédification de la cathédrale, sous la forme que nous connaissons aujourd’hui, débute immédiatement après cet incendie, ce qui suppose un programme architectural planifié depuis longtemps. Initié par l'évêque Renaud de Bar, ce projet n'est donc certainement pas la conséquence de l'incendie. Les historiens émettent deux hypothèses : soit l'incendie est un accident de chantier (chantier de restauration ou de construction, par exemple lors de travaux de soudure), soit il a été provoqué pour débloquer une situation conflictuelle entre les chanoines et l'évêque.
Certains architectes qui interviennent dans la construction de cette cathédrale gothique sont de nos jours connus, mais il faut prendre en compte une succession de maîtres d’œuvre venus d'autres chantiers contemporains,. Toutefois force est de constater l'extrême rapidité du chantier et ce, sans rupture de financement : la nef est bâtie avant 1210.
Le bois d'échafaudage retrouvé dans des anciens trous de boulin permet de dater la construction de la cathédrale par dendrochronologie. Les arbres d'où sont issus ce bois ont été abattus en 1195, après l'incendie. Le bas de la cathédrale a été construit de 1210 à 1215, en allant de la nef vers le chœur. La nef terminée, les claires-voies (des rangées de fenêtres en hauteur) du chœur sont réalisées entre 1215 et janvier 1221, année où les chanoines s'installent. Donc, à ce moment, fenêtres et voûtes sont probablement en place, pour protéger le mobilier. Les claires-voies des transepts sont érigées de la fin des années 20 au début des années 30. Entre 1222 et 1226, Guillaume le Breton (chroniqueur), écrit son admiration pour l'église de Chartres, l'édifice lui paraissant achevé.
Les fenêtres constituent pour l'époque le plus vaste et le plus onéreux ensemble en verre dans un édifice : ce matériel est plus coûteux que la pierre. Un étalage de cette dépense se manifeste au niveau du fenestrage des claires-voies : chacun est constitué de deux fenêtres à lancette et d'une rosace au-dessus ; jusqu'alors, la rose était plus petite que la largeur des lancettes, mais à Chartres elle a la même taille, augmentant la surface de verre. Lors de la construction, les roses de la façade occidentale et les fenêtres de transepts sont installées d'abord, chacune avec son propre remplage. Celles du sud sont installées entre 1225 et 1230, suivies par celles du nord.
Dès 1221, les chanoines s'installent dans leurs stalles, ce qui indique que l'érection du chevet est achevé. Tout le gros œuvre, hormis les porches, les voûtes et les pignons du transept, est achevé en une trentaine d'années (1194-1225). En 1240, les vitraux sont déjà réalisés et la consécration solennelle a lieu le 24 octobre 1260.
De 1200 à 1230, l'intérieur de la cathédrale est recouvert de plâtre et peint en ocre, avec les colonnes badigeonnées en blanc. Par-dessus, des faux joints ont été retracés pour donner l'illusion de conserver la maçonnerie visible.
L'édifice est très tôt envisagé par les historiens de l'art comme la formule fondatrice du gothique classique mais ce jugement doit être nuancé, la construction de la cathédrale chartraine s'inscrivant dans un contexte d'émulation générale faite d'échanges et de transferts d'expérience.
La cathédrale est construite par des ouvriers spécialisés, appelés compagnons, réunis en confréries ou fraternités. Ces derniers, payés à la tâche, ont parfois laissé sur les pierres quelques signes gravés, les marques de tâcheron qui sont leurs signatures.

### La chapelle Saint-Piat et la salle capitulaire

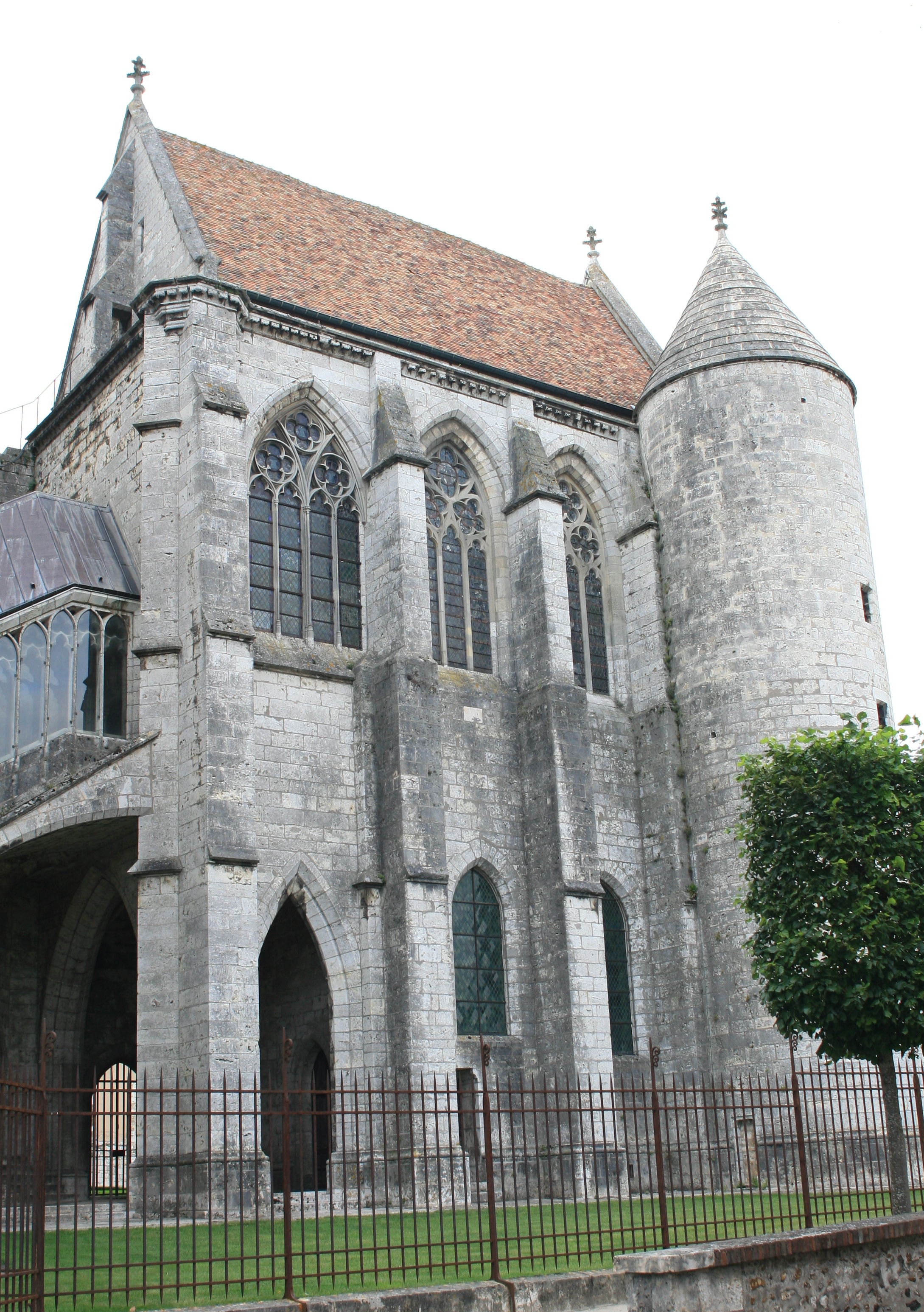
La chapelle Saint-Piat.

La chapelle Saint-Piat de Chartres est une chapelle hors les murs de la cathédrale, reliée à cette dernière par un escalier vitré qui conduit à l'ancienne chapelle du premier étage.
Fermée à la visite en 2000, elle bénéficie durant 24 ans d'un long processus de recherches et de restauration et rouvre le 21 septembre 2024 afin d'exposer le trésor de la cathédrale et une collection de pièces archéologiques datant en grande partie du XIIIe siècle. Le trésor est présenté dans la chapelle du premier étage et le dépôt lapidaire au sein de l'ancienne salle capitulaire située au rez-de-chaussée. Les deux salles communiquent par un escalier dans la tourelle sud.
Comme les tours et les parties hautes de la cathédrale, l'édifice est géré par le Centre des monuments nationaux.

### La chapelle de Vendôme

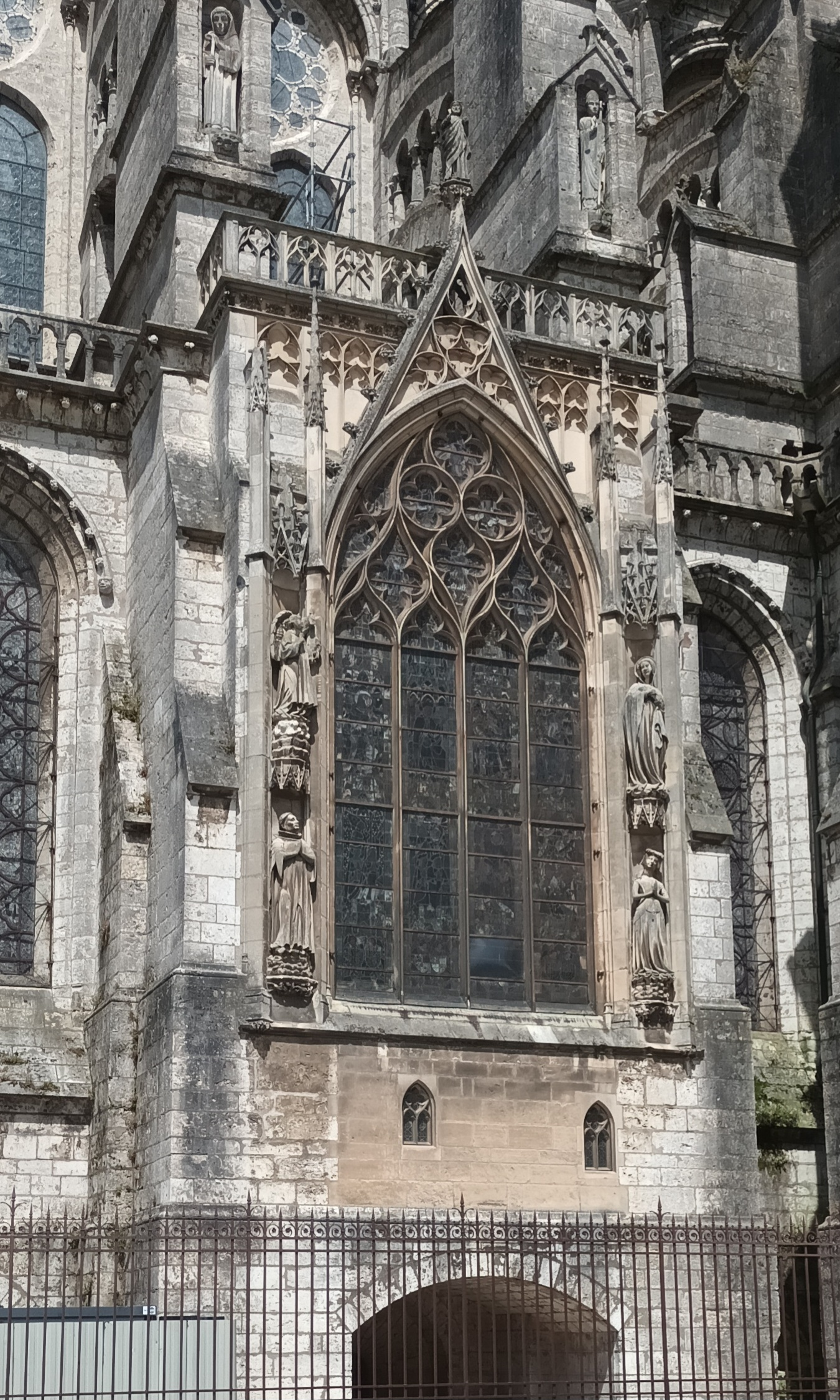
La chapelle de Vendôme vue de l'extérieur.

La chapelle fut construite par Louis de Bourbon, comte de Vendôme à la suite du vœu qu'il fit le 31 mai 1413, alors qu'il était à Chartres en pèlerinage d'action de grâce pour avoir été libéré de la captivité où le tenait son frère Jacques de Bourbon comte de la Marche, partisan des Bourguignons.
Par acte capitulaire du 2 décembre 1414, les chanoines permirent au comte de Vendôme de bâtir sur la cathédrale une chapelle hors d'œuvre. La chapelle a en effet été prise en abattant le mur du collatéral sud de la cathédrale, encadrant la construction entre les deux contreforts de la cinquième travée.
Après la bataille d'Azincourt, où Louis de Bourbon fut à nouveau fait prisonnier, les travaux sont réalisés en 1417 par Geoffroy Sevestre,, pendant sa longue captivité. Délivré en 1422, il s'engagea ensuite auprès de Jeanne d'Arc.

### Les aménagements à l'époque moderne
À la Renaissance, divers aménagements sont opérés. Le 26 juillet 1506, la flèche de bois recouverte de plomb qui surmonte la tour nord disparaît dans un incendie allumé par la foudre. Les chanoines chargent l'architecte Jehan de Beauce de reconstruire entièrement en pierre le « clocher Neuf » dans le style gothique flamboyant, travail achevé en 1513. Le même architecte entame la construction en 1514 de la clôture de chœur dont la réalisation s'étend sur deux siècles et érige en 1520 le pavillon de l'horloge de type Renaissance, structure extérieure devant la première travée du côté septentrional de la nef.
L'ensemble est peu modifié au XVIIIe siècle. En septembre 1723, cinq nouvelles cloches sont installées.
En 1757 les chanoines de Chartres, gênés par la faible lumière descendant des vitraux, voulurent les remplacer par des fenêtres grisailles en verre opaque, plus lumineuses. Ainsi ils en détruisirent une douzaine, surtout pour mieux voir dans le chœur. Une mésaventure arriva également aux vitraux des églises de Paris à la même époque. Heureusement, vers 1700, François Roger de Gaignières, antiquaire, avait fait réaliser des aquarelles d'un grand nombre des vitraux de Chartres, gardant la mémoire de ceux qui ont été détruits depuis.
Le jubé du XIIIe siècle (probablement construit entre 1230 et 1240) de plus de vingt mètres de long est détruit en 1763 lors des réaménagements du chœur. Certains fragments sont remployés comme dalles. Cette clôture est notamment remplacée en 1769 par une grille en fer forgé dessinée par l'architecte Victor Louis.

#### Le jubé duXVIIIesiècle
Le jubé du XVIIIe siècle, réalisé en 1769 sous l'épiscopat de Pierre Augustin Bernardin de Rosset de Rocozels de Fleury, se compose en effet de la grille de Victor Louis,, encadrée de chaque côté d'un bas-relief de Pierre-François Berruer, lui-même flanqué à droite et à gauche de deux allégories de vertus, hauts-reliefs d'environ 2,75 m de hauteur du même sculpteur. Chacun des deux ensembles latéraux est soutenu par un soubassement en avancée décoré de rinceaux.
Sont ainsi placés :
- sur la partie gauche, un bas-relief figurant le baptême du Christ[38],[39], accompagné des vertus :
  - l'Espérance, appuyée sur une ancre marine[36],
  - la Charité, portant un pélican le ventre ouvert afin de nourrir son petit[36] ;
- sur la partie droite, le bas-relief de l'Annonciation[40],[39], accompagné des vertus :
  - la Foi, soulevant un calice[35],
  - l'Humilité, piétinant une couronne[35].

Les trois premières vertus sont les vertus théologales. Pour respecter la symétrie, l'architecte conçoit dans son projet d'ajouter une des quatre vertus cardinales, la Tempérance. Le sculpteur préfère la transformer en représentation de l'Humilité.
Tous ces éléments sont exposés dans la salle basse du clocher sud, à l'exception du baptême de Jésus, accroché sur le mur ouest de la salle basse du clocher nord.

Dessin du jubé du XVIIIe siècle et photographies de ses composants (vue de la nef)
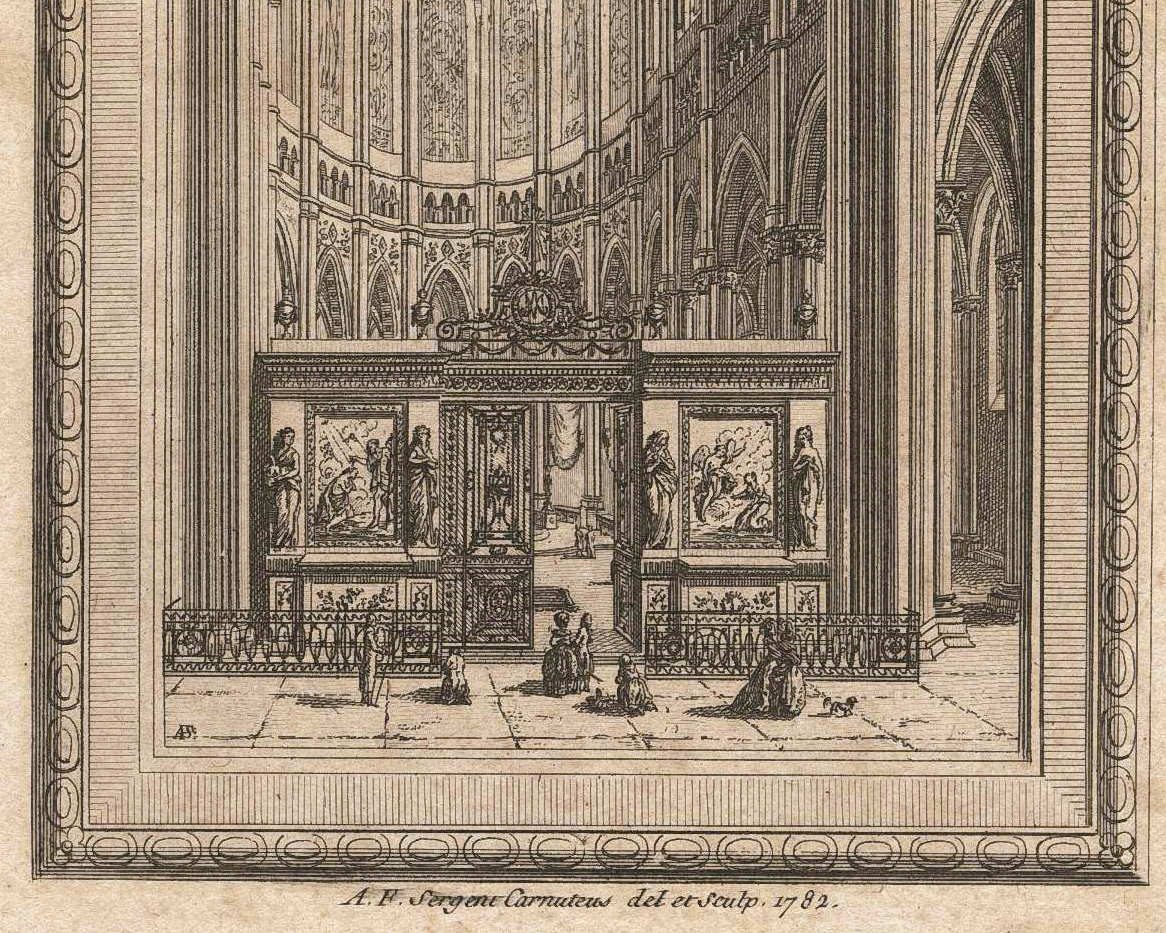
Sergent-Marceau, 1782 (détail).
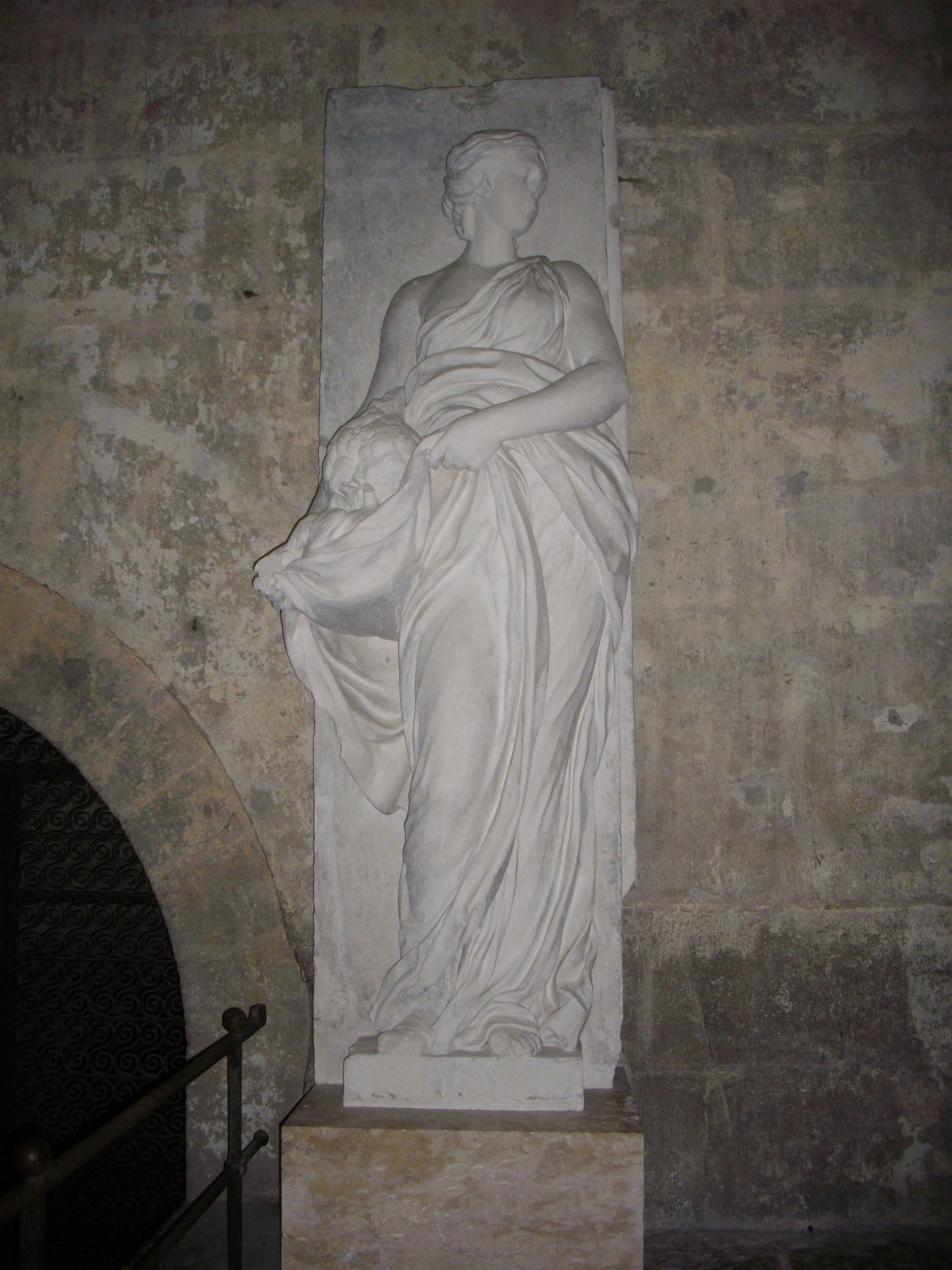
La Charité.
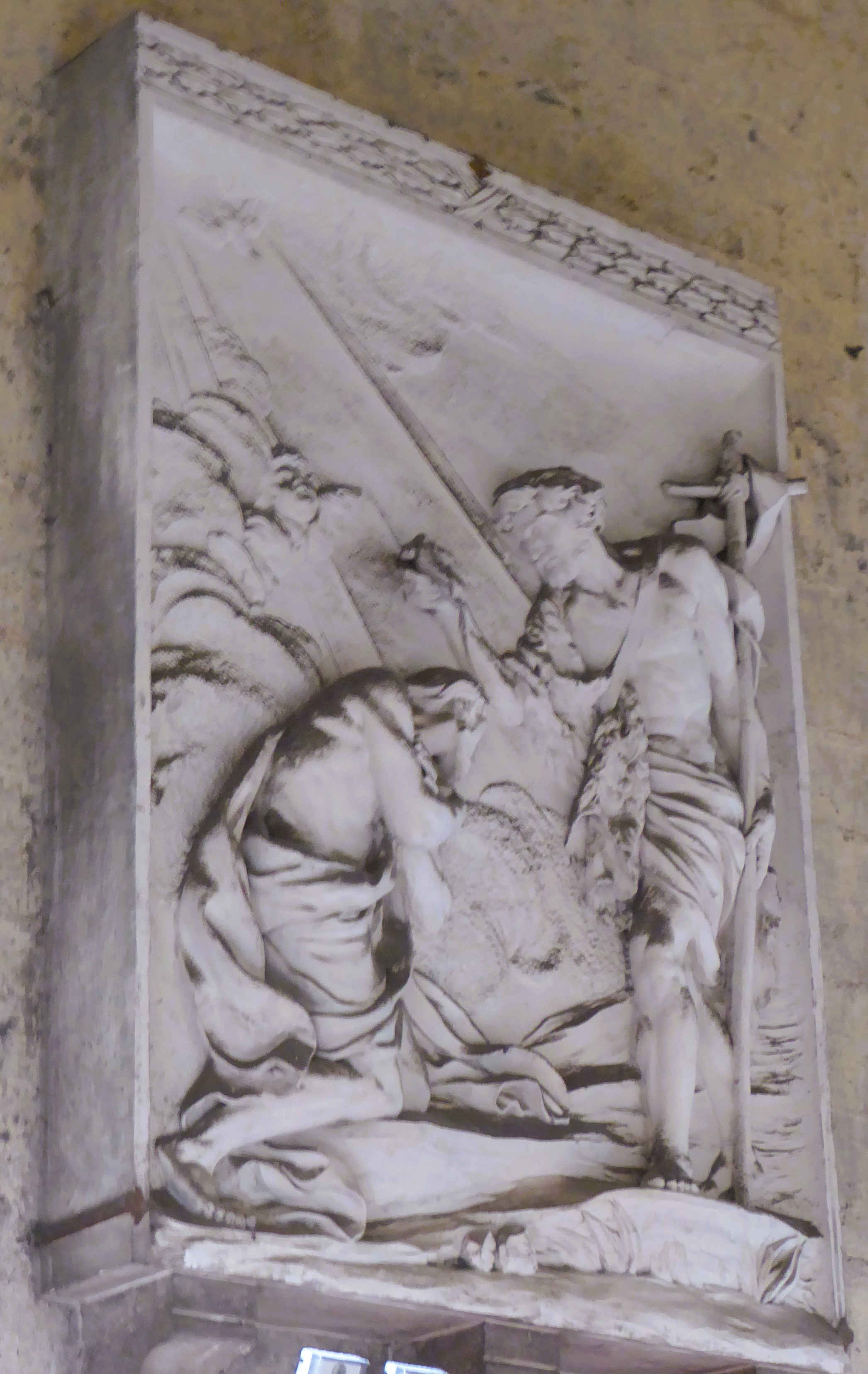
Le baptême du Christ.
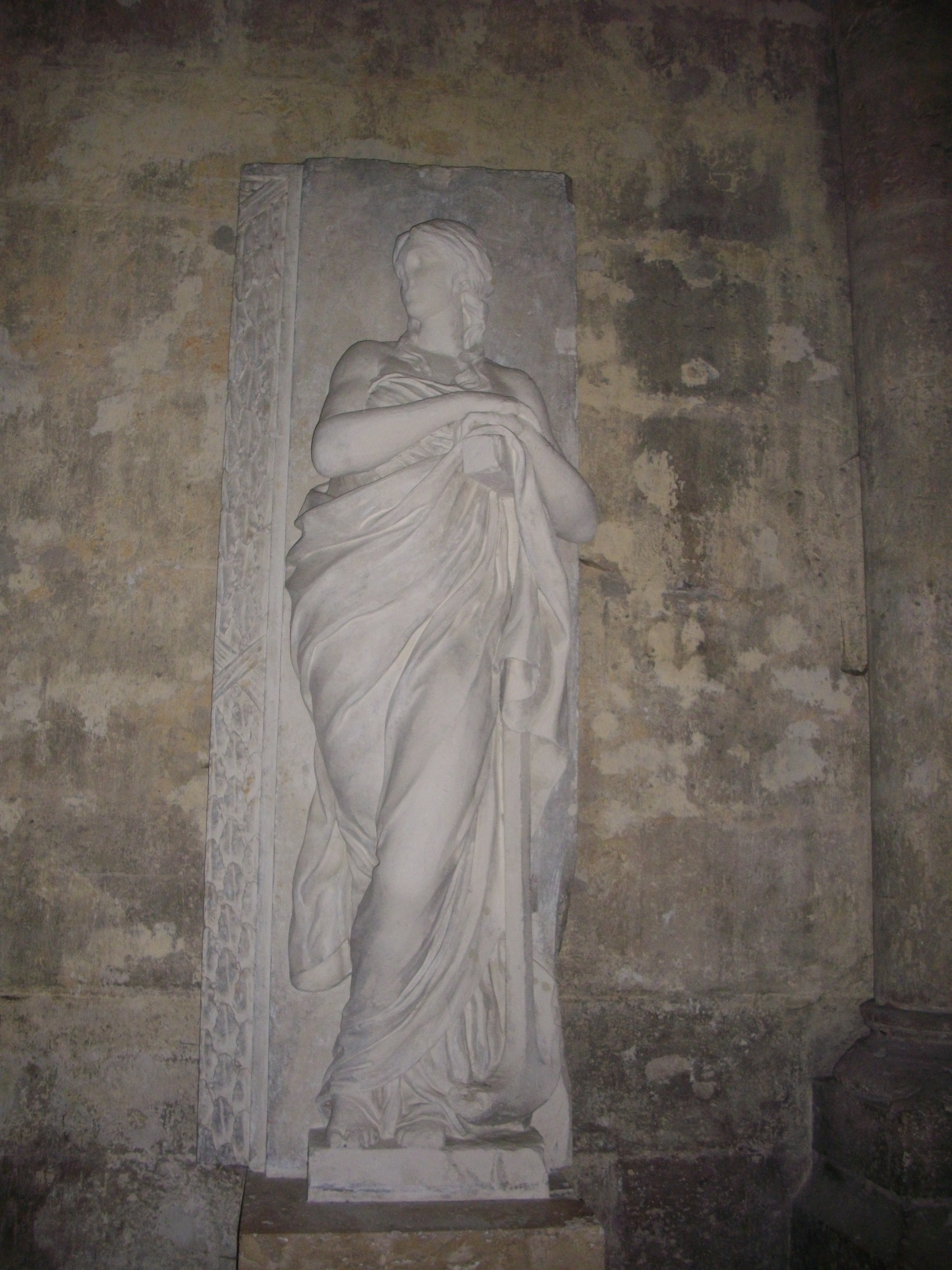
L'Espérance.
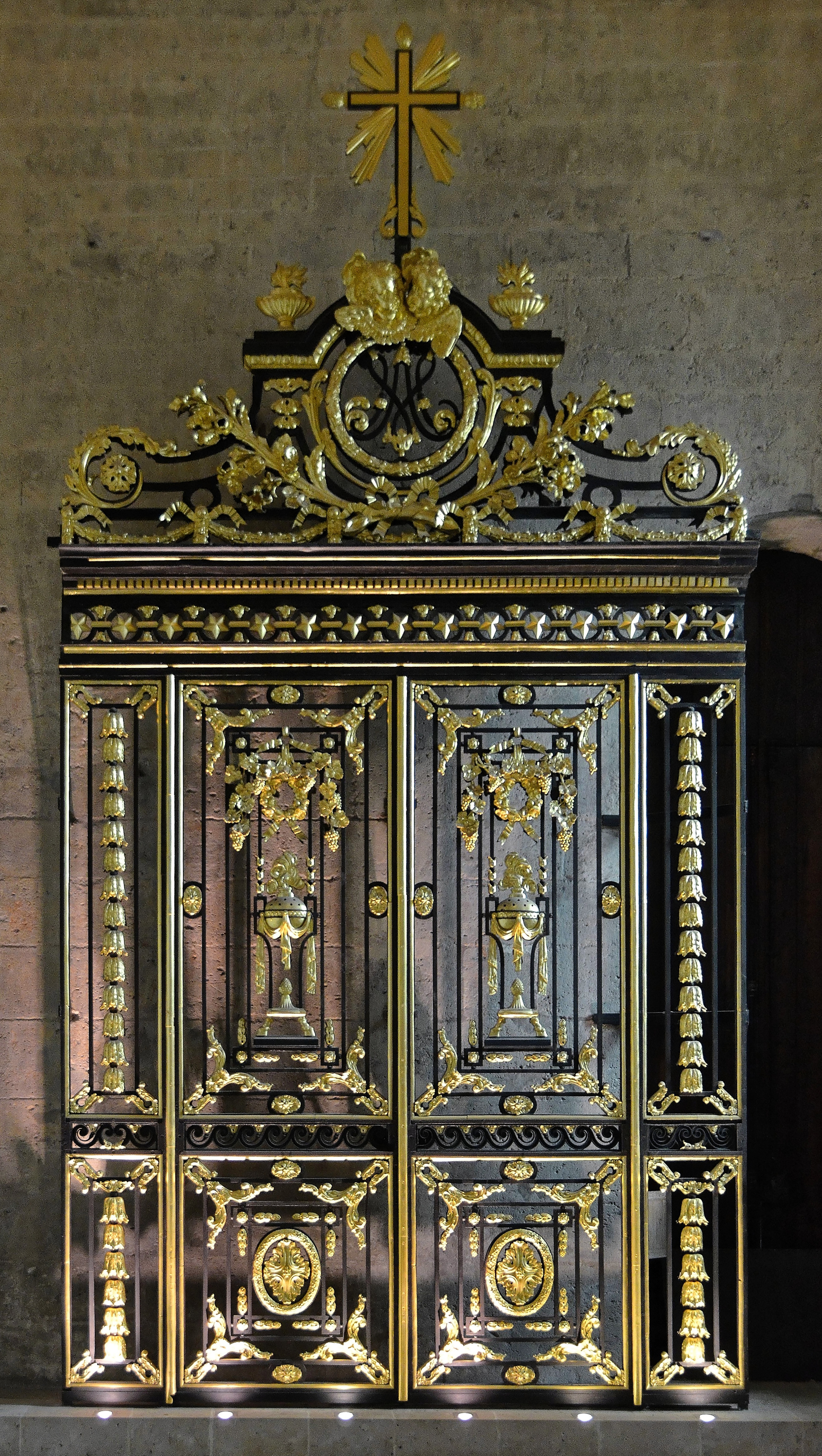
La grille centrale.
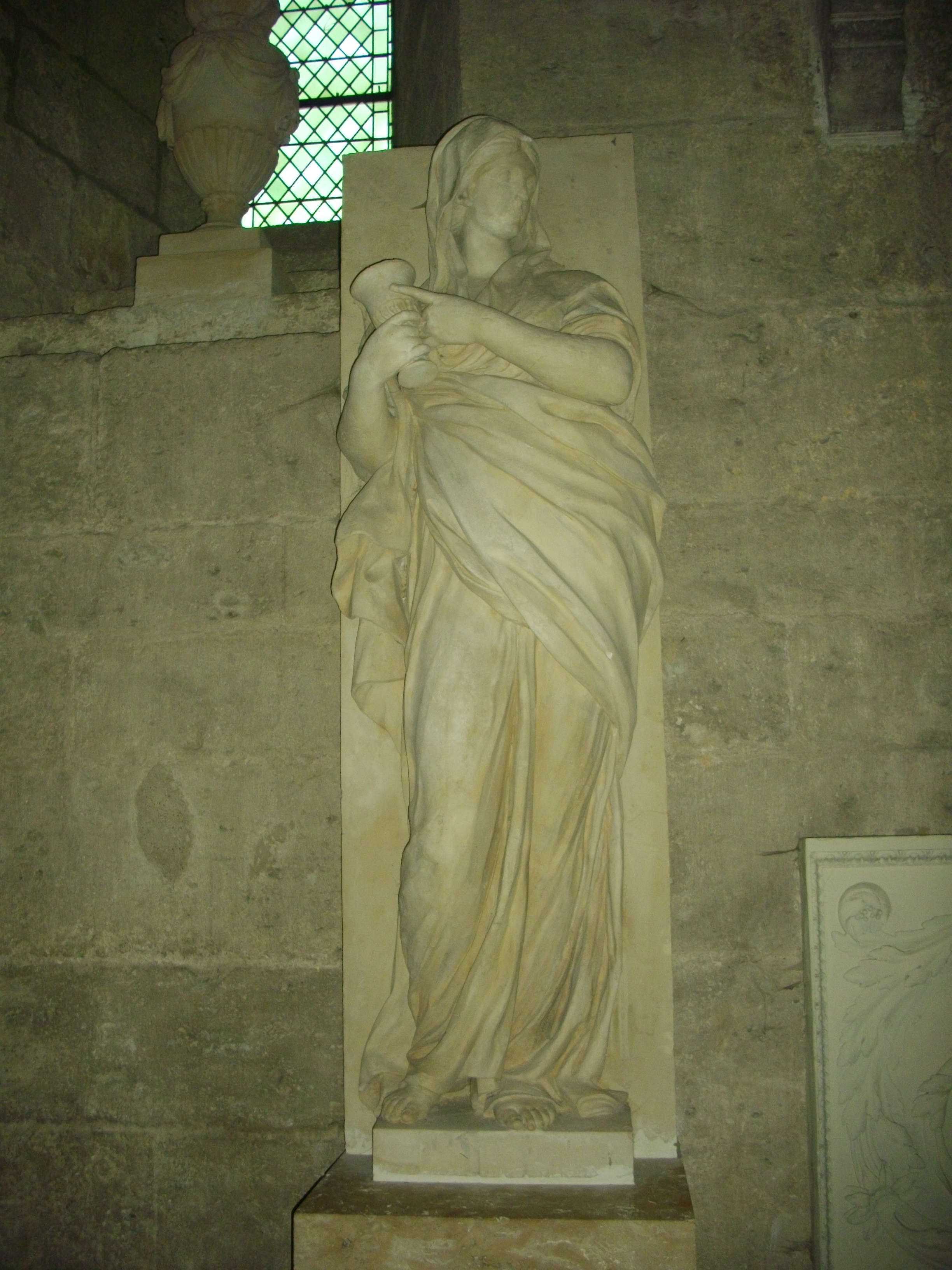
La Foi.
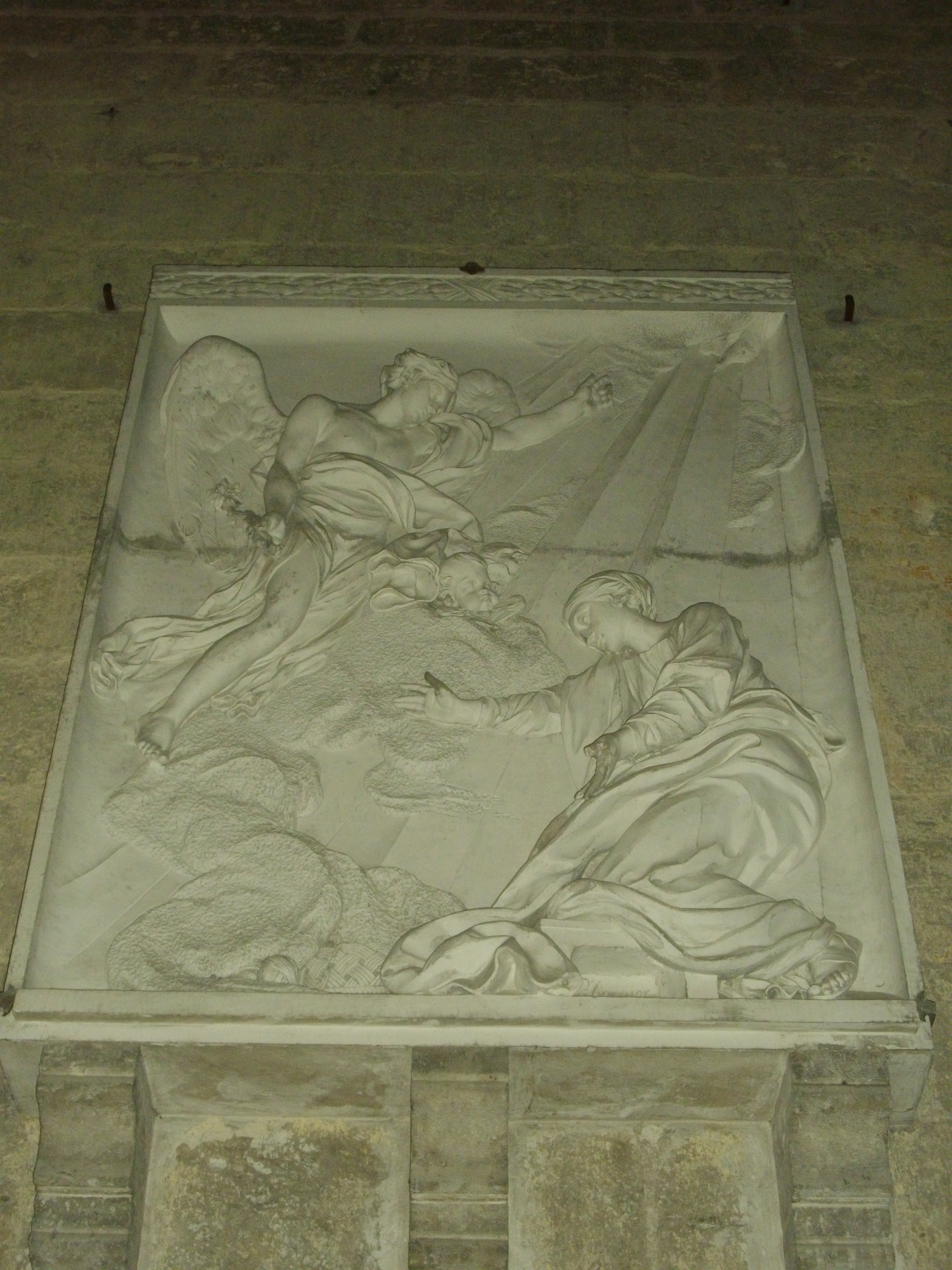
L'Annonciation.
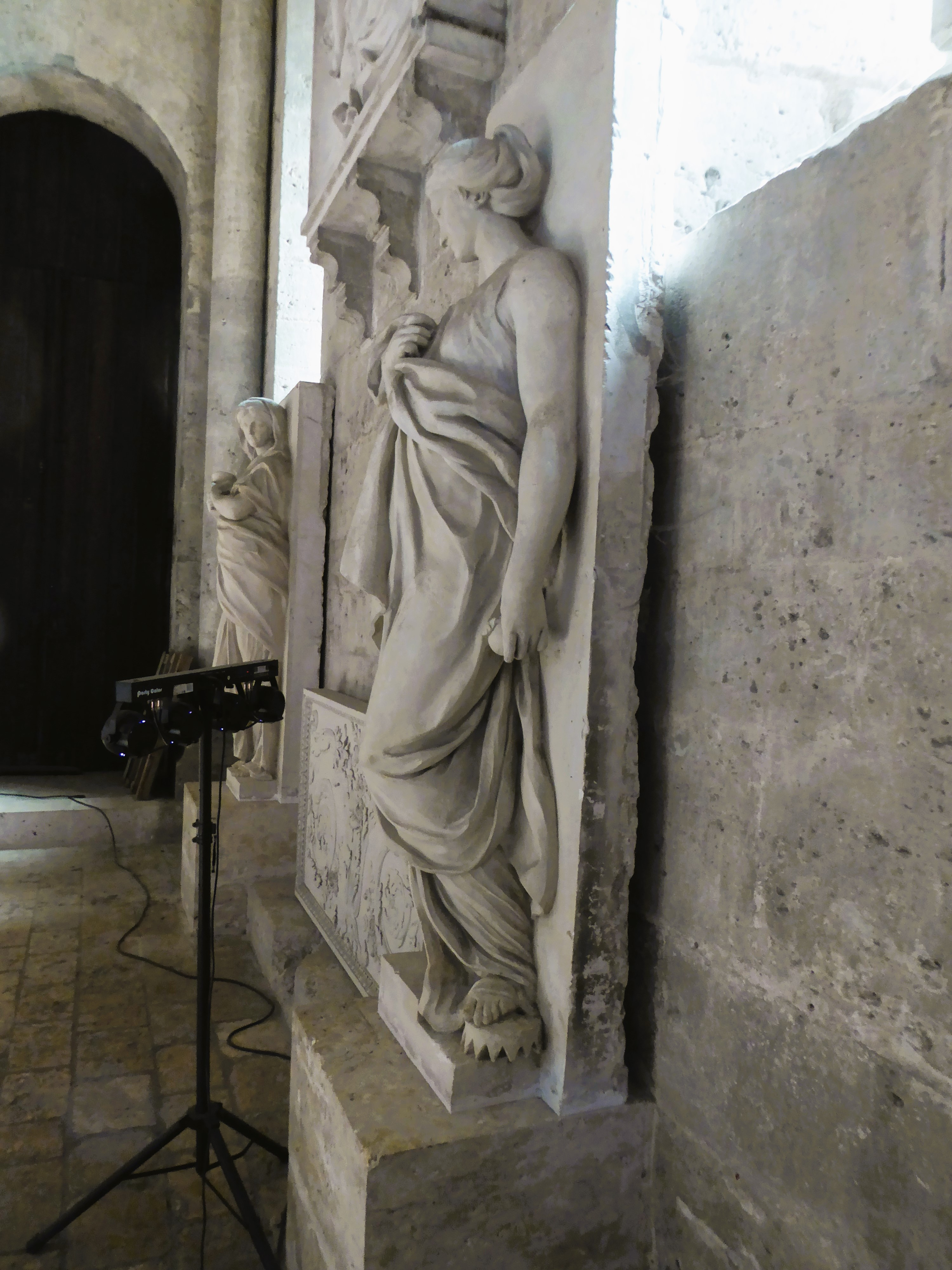
L'Humilité.

### La cathédrale à l'époque contemporaine

#### Période révolutionnaire
Sous la Révolution française, la cathédrale est convertie en temple de la Raison le 9 frimaire an II (29 novembre 1793) ou le 15 novembre 1793, puis en temple du culte de l'Être suprême. Le culte catholique est rétabli en 1795.
Elle subit des dommages pendant la Terreur : destructions de vitraux et des statues du portail sud, disparition de tout le mobilier, plomb de la couverture arraché et fondu pour fabriquer des balles de fusil.
L'orfèvrerie et l'argenterie du trésor sont également fondus. La statue de Notre-Dame-de-Sous-Terre est livrée aux flammes. Le député de la Convention Sergent-Marceau, originaire de Chartres, est nommé en octobre 1792, adjoint à la commission conservatrice des monuments des arts. C'est à ce titre qu'il prend des mesures pour que soit évitée la destruction de toutes les sculptures et même de tout l'édifice. Les chapelles absidiales reçoivent même des embellissements grâce à l'entrepreneur-architecte Laurent Morin.

#### Après la Révolution

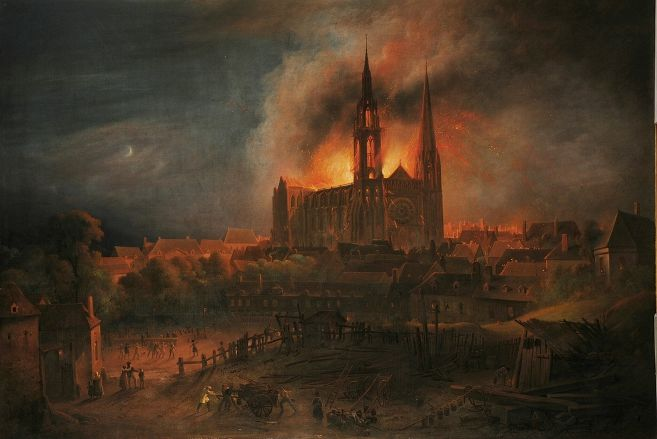
Tableau de l'incendie de la cathédrale Notre-Dame de Chartres par Pernot, 1836, musée des Beaux-Arts de Chartres.

Le 4 juin 1836, un vaste incendie dû à la négligence de deux ouvriers plombiers qui avaient laissé leur brasero sans surveillance, détruit la toiture et la « forêt » (la charpente en bois de châtaignier). La relation de cet accident est faite par Lejeune en 1839, puis reprise par Merlet et Sablon en 1860.
Grâce à la révolution industrielle et sa foi dans les possibilités architecturales de nouveaux matériaux incombustibles, l'architecte départemental Édouard Baron propose son remplacement par une charpente métallique de 600 tonnes de fonte et de fer laminé, et une toiture constituée de 11 000 plaques de cuivre. La charpente est réalisée de 1836 à 1841 par l'ingénieur Émile Martin et l'entrepreneur parisien de serrurerie Sylvain Mignon, tandis que Quenehen réalise la couverture en cuivre. L'effort est soutenu par des dons et plusieurs lois de financement que fait voter le ministre des Cultes Sauzet, l'État propriétaire des cathédrales depuis le Concordat de 1801 prenant à sa charge une grande partie de la reconstruction.
La cathédrale est sauvée de la destruction le 16 août 1944, pendant la Seconde Guerre mondiale grâce au colonel américain Welborn Griffith. Celui-ci remet en question l'ordre reçu de détruire les clochers de la cathédrale, ses chefs croyant que les Allemands s'y abritaient et s'en servaient comme poste d'observation. Il se porte volontaire pour aller vérifier avec un autre volontaire la présence de soldats allemands à l'intérieur. Constatant que la cathédrale est vide, il sonne les cloches pour avertir de l'absence d'ennemi. Il est tué au combat le même jour à Lèves près de Chartres. Il est décoré à titre posthume de la croix de Guerre avec palme, de la Légion d'Honneur et de l'Ordre du Mérite par le gouvernement français, ainsi que de la Distinguished Service Cross du gouvernement américain,.
Au XIXe et XXe siècles, plusieurs éléments (clochers, vitraux, chapelles, crypte) font l'objet de restaurations sur proposition de la commission des Monuments Historiques. Les fouilles archéologiques qui sont effectuées à cette occasion permettent un renouvellement des connaissances par les apports de l'archéologie du bâti.
La cathédrale de Chartres est classée en 1979 comme Patrimoine mondial par l'UNESCO aux trois motifs suivants :
- représenter un chef-d’œuvre du génie créateur humain. « Construite assez rapidement et presque d’un seul jet, la cathédrale de Chartres constitue, par l’unité de son architecture et de sa décoration, l’expression totale et achevée d’un des aspects les plus unanimes du Moyen Âge chrétien » ;
- témoigner d’un échange d’influences considérable… « La cathédrale de Chartres a exercé une influence considérable sur le développement de l’art gothique en France et hors de France » ;
- offrir un exemple éminent d’un type de construction… « La cathédrale de Chartres est à la fois un symbole et un édifice type : l’exemple le plus éclairant que l’on puisse choisir pour élucider la réalité culturelle, sociale et esthétique de la cathédrale gothique ».

### Travaux de restauration (2009-2019) et directive de protection (2022)

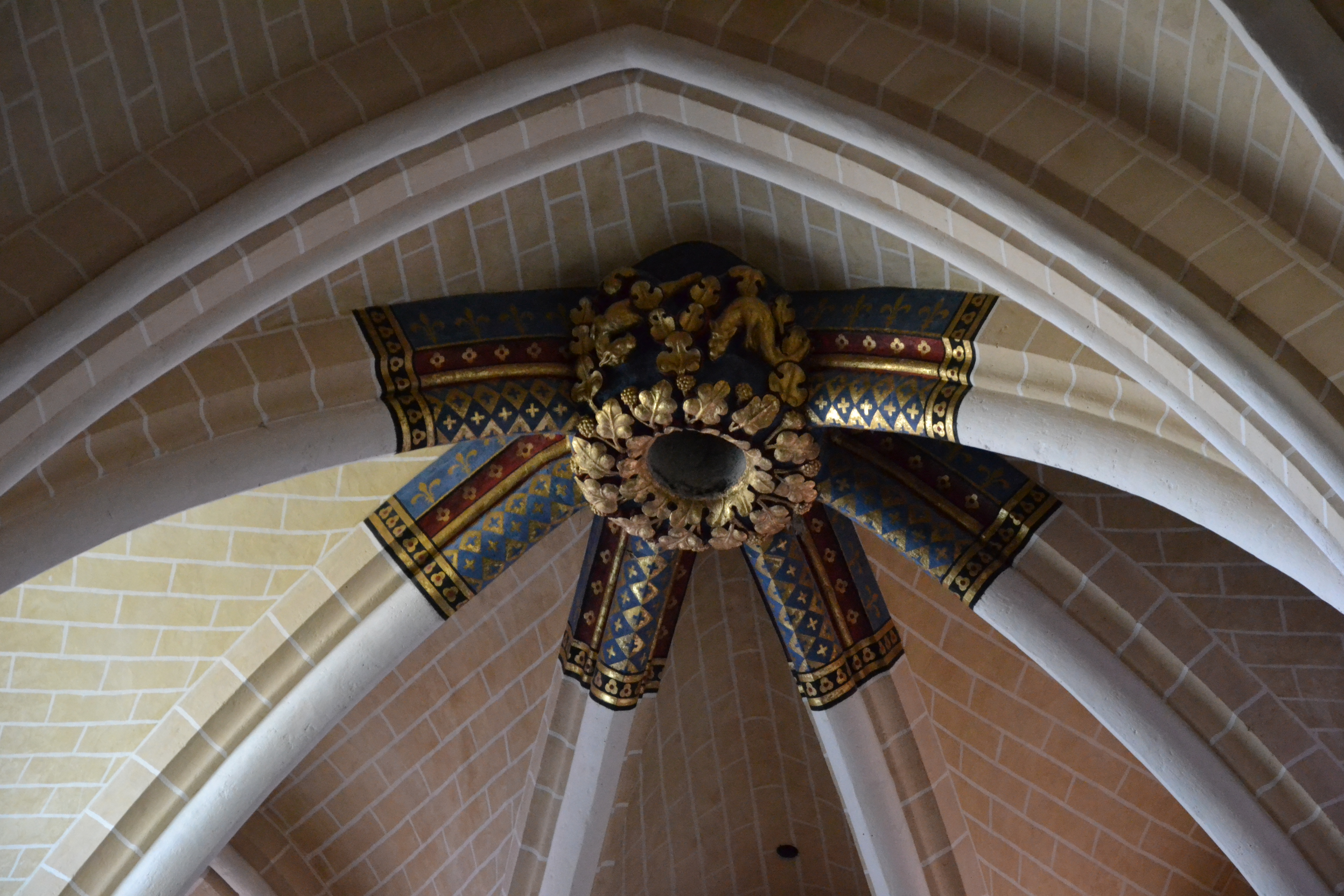
Polychromie retrouvée et restaurée des voûtes

En 1989 dans le Bulletin monumental, l'historien d'art Jürgen Michler (1936-2015) a étudié la polychromie originale de l'intérieur de la cathédrale de Chartres. Cet article a conduit le service des Monuments historiques à remettre en question sa vision traditionnelle de la cathédrale gothique et sa politique de restauration.
Le service des Monuments historiques admettait que les murs étaient sombres et dénués de tout décor intérieur contrastant avec l'éclat des vitraux. Jürgen Michler a montré, qu'au contraire, les murs sont revêtus d'une polychromie claire créant avec le coloris des verrières un ensemble architectural lumineux facilitant la lecture des vitraux.
Financés par le ministère de la Culture, la région Centre-Val de Loire et par de nombreux dons (soit en tout près de 14 millions d'euros), la cathédrale est actuellement en plein chantier de restauration. Les travaux ne sont d'ailleurs toujours pas terminés.

#### Intérieur

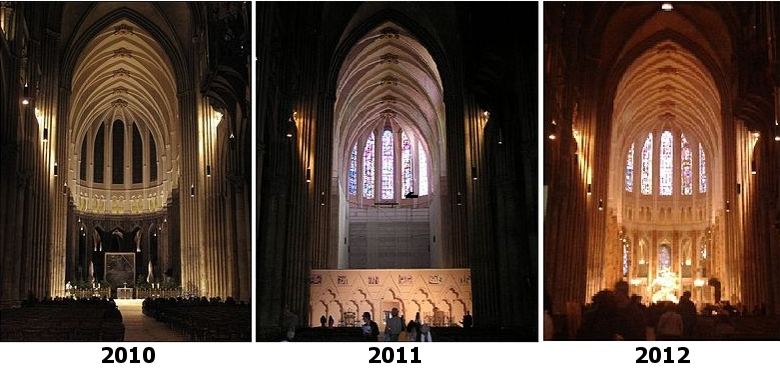
Travaux du haut-chœur, puis du bas-chœur, et enfin de l'intégralité du chœur.

La première partie des travaux, en 2008, concernait deux chapelles du chœur (chapelle des martyrs et chapelle d'axe). Il s'agissait d'expérimenter la reconstitution des enduits. Le haut-chœur a été restauré entre 2009 et 2010. Cette opération a mis au jour des badigeons ocre et blanc du XIIIe siècle, reprenant un motif de pierre, jusque-là cachés par la pollution. Le bas-chœur a été provisoirement masqué par une restitution de l'ancien jubé.
De juillet 2010 à novembre 2011, le narthex (côté intérieur de la façade occidentale, ou « avant-nef »), le bas-chœur et le déambulatoire nord ont été mis en travaux. En septembre 2012, Notre-Dame du Pilier fut transférée dans le collatéral nord de la nef. Les travaux ont été suspendus entre les fêtes de Pentecôte 2013 et 2014. La montée des échafaudages de la nef (trois premières travées côté croisée du transept) est en cours depuis juin 2014. Il est prévu deux ans pour la totalité de nef (un peu moins : Pentecôte 2014 à Pâques 2016).

#### Extérieur
Les restaurations extérieures entreprises en 2006 ont porté sur la façade occidentale, les portails de la façade nord et les contours de la rose sud. Comme à l'intérieur, les chercheurs ont découvert que la totalité de la superficie extérieure était peinte : des traces de badigeon de couleur ocre et blanc recouvrant les parois sont caractéristiques d'une polychromie sur enduit. Cette polychromie extérieure identique au revêtement couvrant intérieur, révèle notamment une esthétique du faux appareil et laisse entrevoir combien la couleur des cathédrales, lumière matérielle, devait participer à l’effet de transparence, favoriser la confusion visuelle entre la paroi et l’enveloppe, niant ainsi « la réalité lithique de l’édifice sous le voile d’une luminance incarnée ».

#### Vitraux
Les vitraux du XIIIe siècle, répartis sur quatre-vingt-quatorze baies, font l’objet d'un programme de restauration complet au rythme de deux à trois baies par an (la restauration d'une baie est estimée à environ 160 000 euros). En 2012, les deux tiers des baies étaient déjà restaurés : le niveau inférieur (déambulatoire, bas-côté de la nef et chapelles rayonnantes), les baies hautes du chœur, les rosaces du transept avec les lancettes correspondantes, et les verrières de la façade ouest (les plus anciennes).
En 2017, après la réfection du toit de la chapelle Saint-Piat, les sept vitraux de la chapelle, dont les plus anciens datent du XIVe siècle, sont restaurés grâce au financement de l'association Chartres sanctuaire du Monde : les trois baies nord et la baie est sont confiées à l'atelier de Claire Babet de La Bourdinière-Saint-Loup (Eure-et-Loir), les trois baies sud à l'atelier Pinto de Tusson (Charente),.
De nouveaux vitraux créés par l'artiste coréenne Bang Hai Ja et réalisés par les ateliers Glasmalerei Peters de Paderborn (Allemagne) sont installés en 2022 au niveau inférieur de la chapelle Saint-Piat dans la salle capitulaire destinée à devenir le lieu d'exposition du trésor de la cathédrale,.

#### Le trésor de la cathédrale
Un quart de siècle après sa fermeture au public, après des travaux de réaménagement de la chapelle Saint-Piat, le trésor de la cathédrale est ouvert à la visite le 21 septembre 2024,.
Ce trésor, connu depuis l'inventaire de 1322, comprend notamment :
- un ensemble d’armures royales médiévales ;
- des colliers de coquillages, ou wampums, offerts au XVIIe siècle par deux tribus indiennes d’Amérique du Nord ;
- le tabernacle dit de saint Aignan, cuivre, XIIIe siècle,  Classé MH (1899)[65],[66] ;
- un retable d’Ancien Régime ;
- des sculptures monumentales médiévales provenant de la cathédrale, dont six statues-colonnes et quatre colonnettes du portail royal déposées dans les années 1970 ;
- trois hauts-reliefs du jubé du XIIIe siècle : la Nativité, l'Adoration des Mages, le Réveil des Mages endormis,  Classé MH (1903)[67] ;
- la navette à encens de Miles d'Illiers, en forme de navire, nacre et argent, 1540,  Classé MH (1899)[68].

#### Projet d'aménagement du parvis
La mairie de Chartres a pour projet d'aménager le parvis de la cathédrale par la construction d'un centre d'interprétation à partir de 2020. Ce nouveau bâtiment engendrant une modification de la perspective de l'édifice a été avalisée par la commission nationale des monuments historiques section « abords ». Cette annonce suscite des contestations relatives à son utilité et à son impact sur les abords de la cathédrale,.

#### Protection
Selon l'UNESCO, la cathédrale a une « valeur universelle exceptionnelle » et relève, à ce titre, du patrimoine mondial. En conséquence, Chartres et les communes aux alentours font l'objet d'une directive de protection et de mise en valeur des paysages destinée à préserver les vues sur la cathédrale, approuvée en 2022 par un décret en Conseil d'État.

### Évènements importants

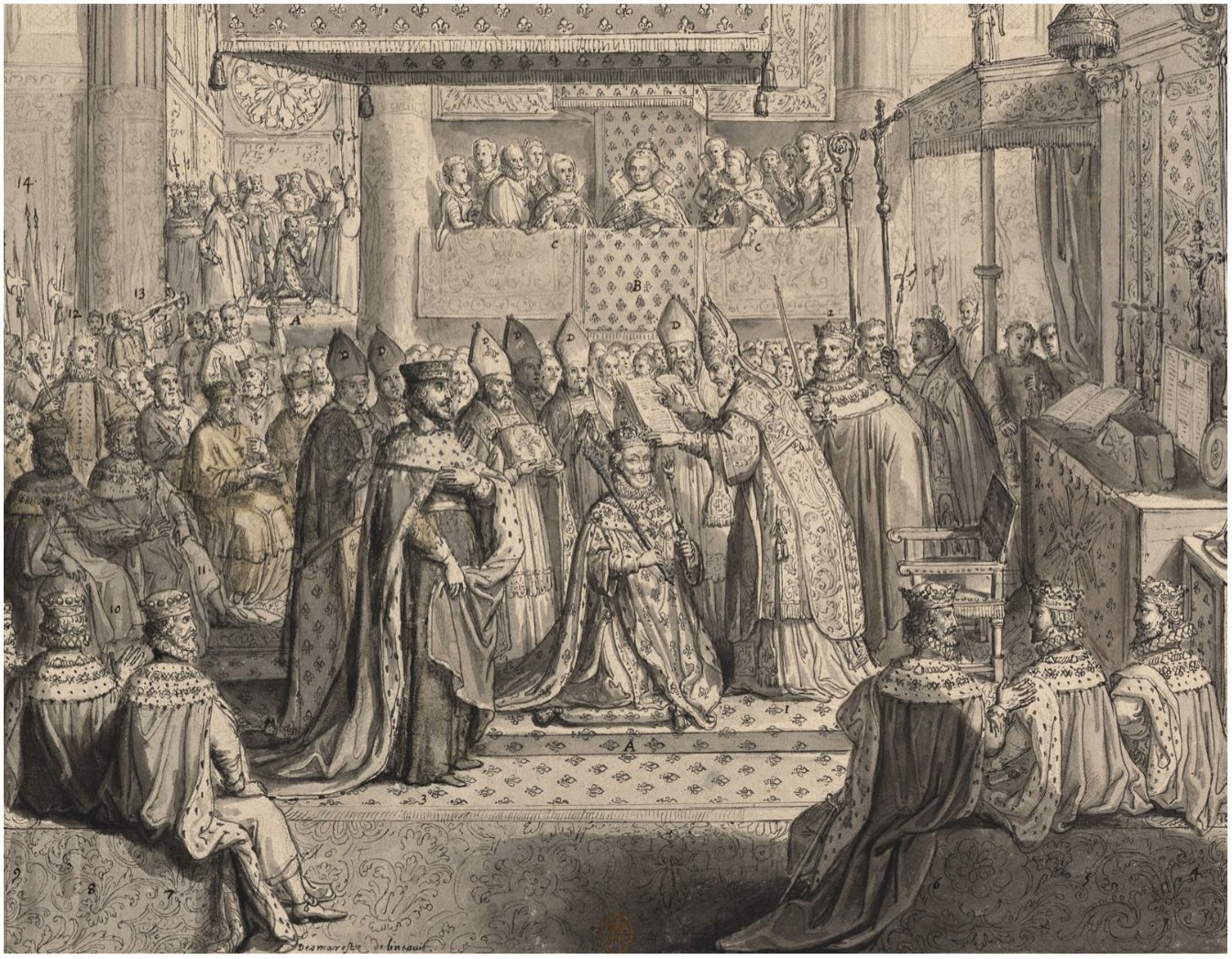
Sacre d'Henri IV à Chartres.

Henri IV est sacré dans cette cathédrale et non pas à Reims, comme le voulait la coutume. Reims et Paris sont en effet tenus à cette époque par l'armée de la Ligue catholique, qui opposent leur résistance au roi à cause de sa religion protestante. Arrivé le 17 février à Chartres, il passe ses journées en prières et en recueillement et se fait sacrer roi de France dans la cathédrale de Chartres le 27 février 1594 : après s'être vêtu d'une chemise blanche, ouverte devant et derrière pour permettre l'onction, et d'une cape en satin cramoisi, il entre solennellement dans la cathédrale, non pas selon la légende sur son cheval, mais à pied. La cérémonie se déroule dans le chœur, le peuple ne pouvant la voir à cause du jubé. À la fin de ce rituel, le roi et l'évêque s'installent sur le jubé afin que le prélat célèbre la messe et que le peuple puisse y participer. Après la messe du sacre, un cortège se dirige vers l'évêché, sous les « Vive le Roi » de la foule, pour un immense banquet.

## Structure

### Plan, composition et dimensions principales

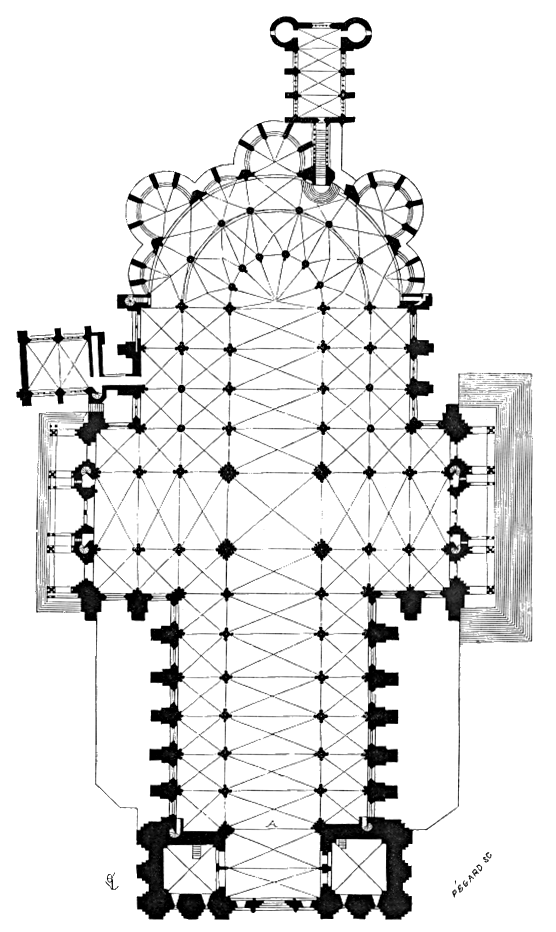
Plan de la cathédrale de Chartres, dans le Dictionnaire raisonné de l’architecture française d'Eugène Viollet-le-Duc.

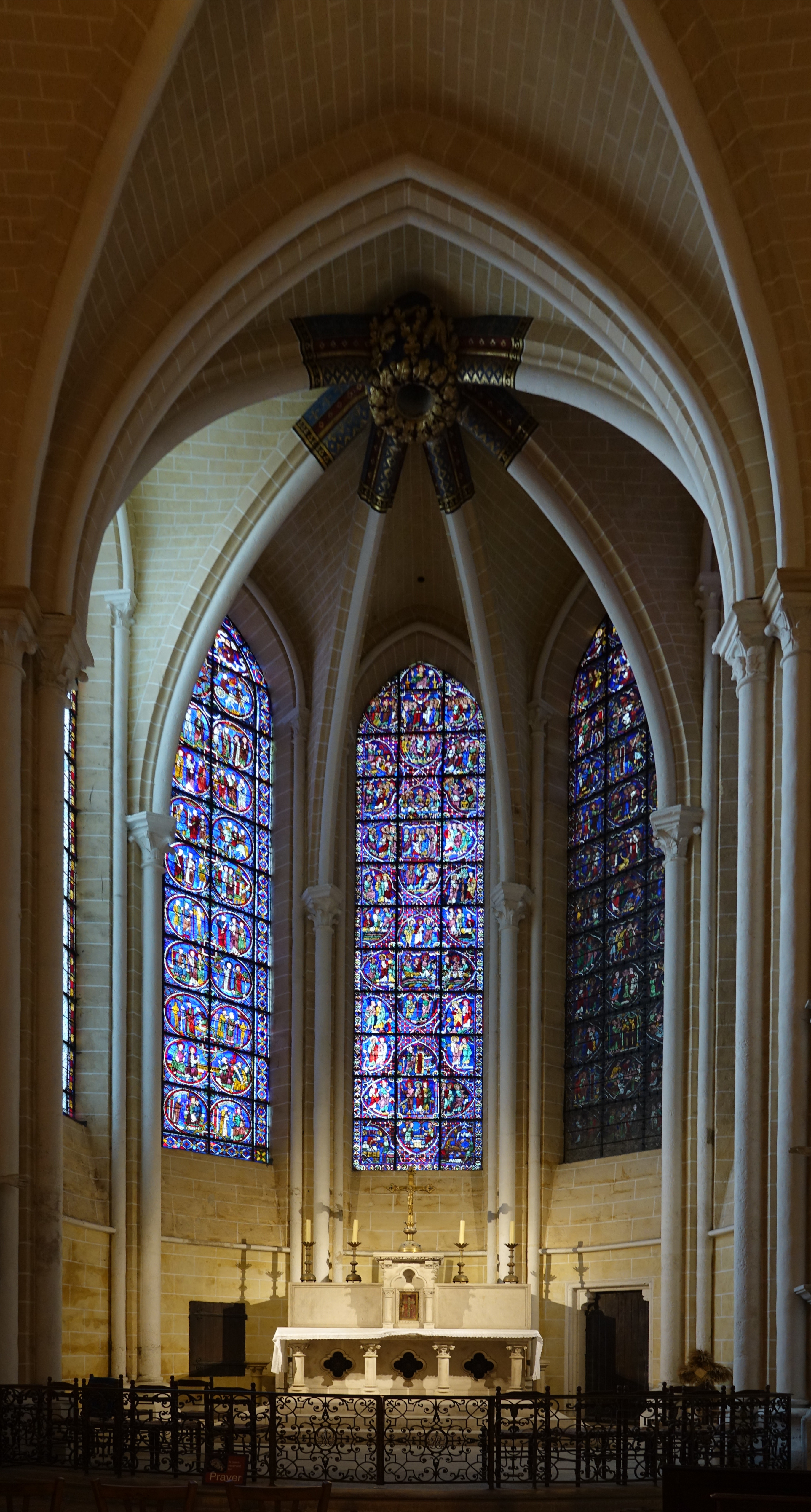
Chapelle des Apôtres.

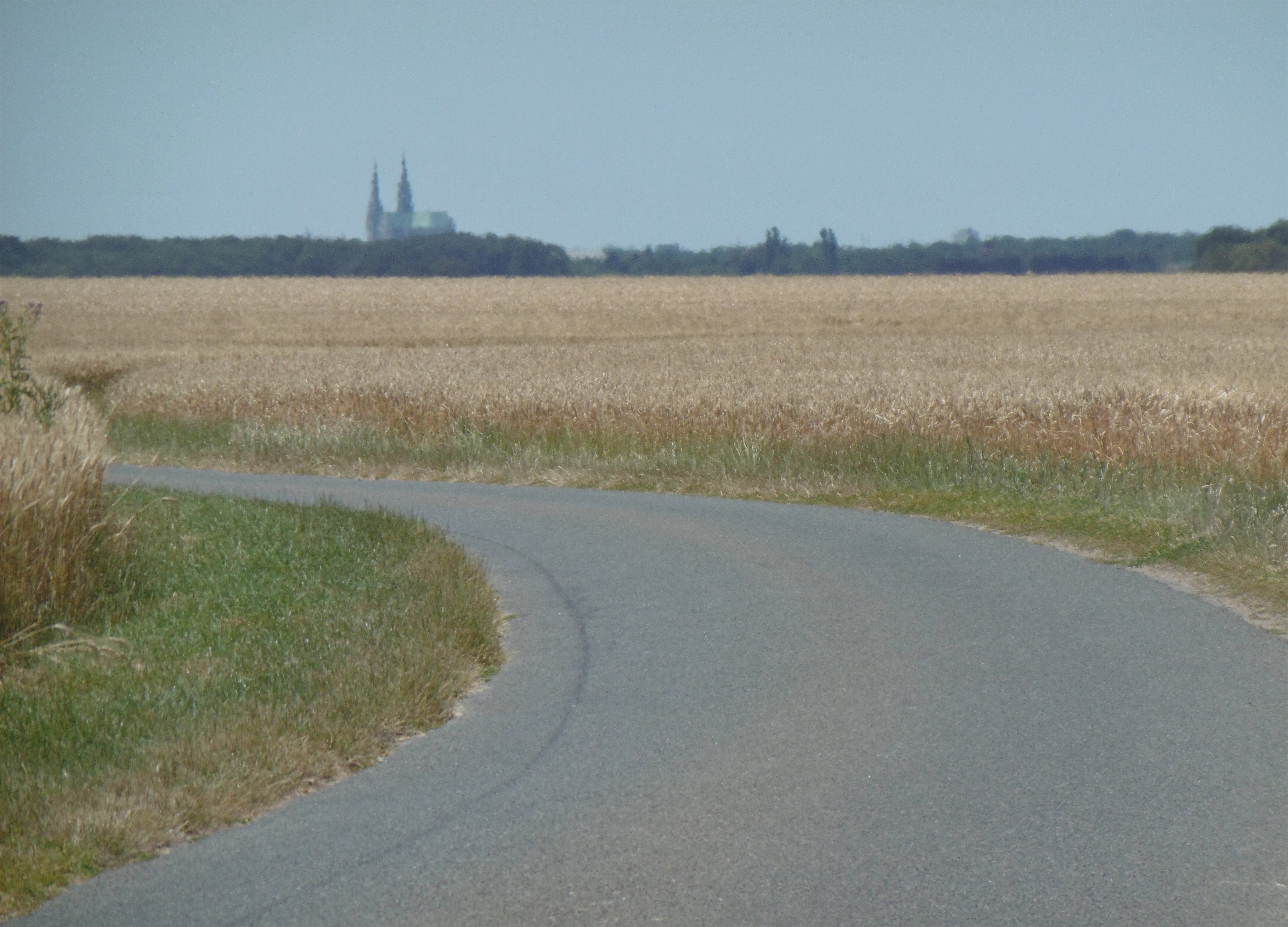
La cathédrale vue depuis la campagne environnante.

La forme de l'édifice, orienté vers le Nord-Est, est celle d'une croix latine avec nef basilicale. La nef comprend cinq travées voûtées d'ogives quadripartites sur plan barlong que longent des collatéraux voûtés d'ogives quadripartites implantées sur des travées plus larges que longues, rompant ainsi avec le tracé quadrangulaire traditionnel.
Les deux bas-côtés deviennent doubles à l'entrée du chevet. Les bras du transept se composent de trois travées voûtées d'ogives quadripartites sur plan barlong et sont percés en leurs extrémités de trois portails précédés de porches flanqués de tourelles qu'une flèche devait dominer. Le projet primitif envisageait peut-être une tour couronnant le carré oblong du transept comme le suggèrent les quatre piles massives composées de colonnes engagées qui cantonnent ce carré.
Autour du rond-point du chœur, hémicycle composé de sept pans, le double déambulatoire est lui aussi voûté d'ogives quadripartites, le couloir annulaire extérieur présentant une variation inhérente à la difficulté du plan tournant.
Ce déambulatoire dessert les chapelles absidiales et la sacristie construite entre 1260 et 1270 au nord sur deux travées dont l'axe est légèrement différent de celui de la cathédrale.
Les chapelles absidiales sont de deux types, rayonnantes à cinq pans pour les trois chapelles les plus saillantes, ou murales à deux ou trois pans pour trois chapelles moins importantes, situées entre les chapelles rayonnantes. Du sud au nord du déambulatoire, les chapelles sont distribuées ainsi :
- chapelle de tous les Saints nommée précédemment chapelle Saint-Loup et de Saint-Gilles, à trois pans portant les baies no 24, 22 et 20 ;
- chapelle des Confesseurs ou de Saint-Nicolas, à cinq pans portant les baies no 18, 16, 14, 12 et 10 ;
- l'accès à la chapelle Saint-Piat s'effectue au travers d'une ancienne chapelle murale à deux pans, portant les baies no 8 et 6 ;
- chapelle des Apôtres, chapelle axiale de l'édifice, encadrée par deux statues de Charles-Antoine Bridan : la Madeleine, à gauche et le Christ à droite[78] ; les cinq pans portent les baies no 4, 2, 0, 1 et 3 ;
- chapelle à deux pans portant les baies no 5 et 7 ;
- chapelle des Martyrs ou de Saint-Étienne dite aujourd'hui chapelle du Saint-Cœur de Marie, à cinq pans portant les baies no 9, 11, 13, 15 et 17 ;
- chapelle murale à trois pans potant les baies no 19, 21 et 23.

La cathédrale gothique reprend le massif occidental de l'ancien édifice.
Avec les dimensions suivantes, l'édifice fait partie des plus grandes cathédrales de France :
- hauteur sous voûte : 37,50 m ;
- hauteur du sol au faîte de la toiture : 51 m ;
- hauteur du clocher de style roman : 105 m ;
- hauteur du clocher de style gothique : 115 m ;
- longueur extérieure (sans la chapelle Saint-Piat) : 130,20 m (contre 145 m pour Amiens) ;
- longueur intérieure : 130 m (contre 133 m pour Amiens) :
  - dont longueur de l’avant-nef : 17 m,
  - longueur de la nef : 44 m,
  - croisée du transept : 14 m,
  - longueur du chœur : 37 m,
  - déambulatoire et chapelle axiale : 18 m ;
- largeur du vaisseau central de la nef : 16,4 m (contre 12 m pour Notre-Dame de Paris) ;
- largeur de la nef avec les bas-côtés : 33 m ;
- largeur intérieure du transept de trumeau à trumeau: 63,4 m ;
- largeur du chœur avec les bas-côtés : 47 m ;
- largeur de la façade Ouest : 48 m :
  - dont le Portail Royal : 15 m ;
- largeur de chacune des façades nord ou sud : 40 m.

La cathédrale de Chartres, située dans une région de plaine dépourvue d'obstacles, est visible sur le territoire de plus de cent communes et à près de trente kilomètres de distance, conduisant à la mise au point d'un projet de directive de protection et de mise en valeur des paysages.

### Élévation

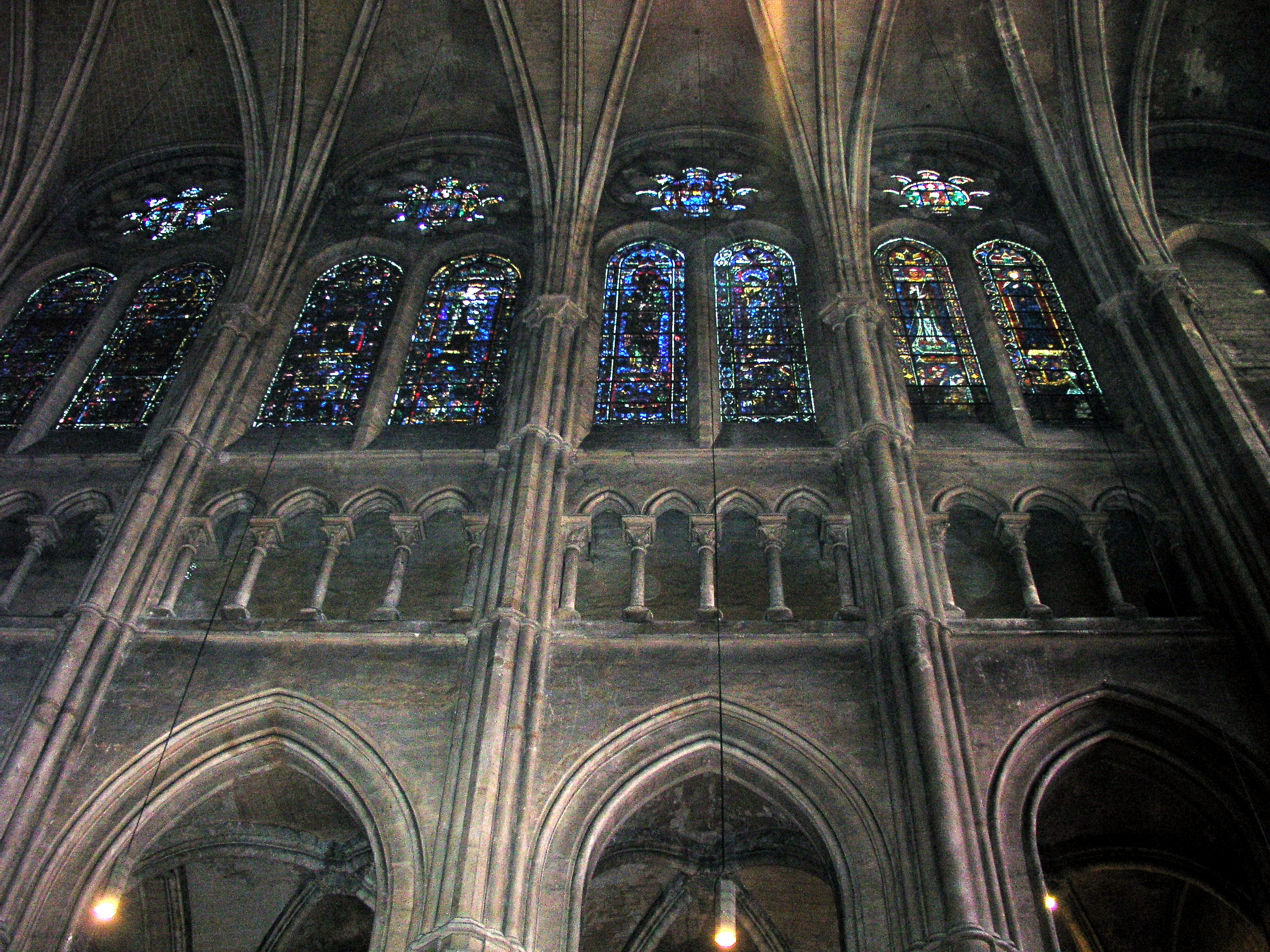
Élévation à trois niveaux.

Le grand vaisseau adopte une élévation à trois niveaux : grandes arcades en arcs brisés profilées d'un méplat entre deux tores et reposant sur des colonnes à supports engagés (l'abandon du voûtement sexpartite au profit d'un voûtement quadripartite barlong n'appelle plus d'alternance des supports qui est subtilement rappelée par la variation du dessin des supports, alternativement circulaire et octogonal) ; triforium qui devient « continu », composé de quatre arcades brisées à la clef par travée ; fenêtres hautes à lancettes géminées en arc brisé surmontées d'une rose à huit lobes qui occupe toute la largeur du mur.
La maîtrise de l'arc brisé, de l'ogive et de l'arc-boutant a ainsi permis la suppression du niveau des tribunes propre aux années 1140-1180 (cathédrales de Laon, Noyon et Senlis, entre autres) et l'agrandissement des arcades et des fenêtres hautes. L'autre trait de l'élévation chartraine est l'équilibre entre les lignes verticales et les lignes horizontales soulignées par les deux bandeaux continus profilés en amande qui encadrent le triforium dont les arcades semblables créent une puissante horizontale.

### Détails complémentaires
Avec une superficie de 650 m2, le chœur est le plus étendu de France et le transept d'une longueur de 63,4 m est le plus long de France. La crypte romane est également la plus vaste de France. Dans cette crypte se trouve le puits des Saints-Forts, d'une profondeur de 33 mètres.
La cathédrale comprend 3 500 statues, dont 200 dans la clôture du chœur. On compte neuf portails sculptés, ce qui est unique en Europe.
La grande rosace, avec un diamètre de 13,36 mètres, est une des plus grandes du monde : les deux rosaces du transept de Notre-Dame de Paris ont un diamètre de 13,1 mètres.
Près de 9 000 personnages sont représentés dans la cathédrale, si l'on inclut les vitraux. La Vierge est figurée 181 fois.
On compte 176 verrières. La surface totale de vitraux est de 2 600 m2 ; la cathédrale possède ainsi la plus importante surface au monde de vitraux des XIIe et XIIIe siècles.
Le sol de la nef est en très légère pente : en partant des portails de la façade occidentale et en se dirigeant progressivement vers la croisée des transepts, on monte petit à petit. Par contre, le sol des bas-côtés est bien horizontal, de sorte qu'il est au même niveau que celui de la nef à la croisée des transepts, mais du côté de la façade occidentale il est à quatre marches au-dessus de celui de la nef.
Épargné par les guerres et les révolutions, l'édifice est considéré comme la cathédrale gothique la plus complète et la mieux conservée de France : environ 90 % de son gros œuvre, 80 % de ses sculptures, 60 % de ses vitraux ainsi que de son dallage sont d'origine, bien qu'elle soit construite avec les techniques de l'architecture romane, montrant ainsi une continuité et non une rupture entre ces deux types d'architecture.

### Matériaux de construction
La cathédrale est principalement construite en calcaire de Beauce, qui s'est déposé dans un immense lac qui couvrait la Beauce au Miocène (Tertiaire) il y a environ 20 millions d'années. Il est appelé « pierre de Berchères » car il provient principalement des carrières de Berchères-les-Pierres, à dix kilomètres au sud-est de Chartres, mais aussi des carrières de Ver, de Corancez et d'Emprainville (village maintenant disparu). C'est un calcaire dur, lourd et compact (peu poreux, il est étanche), avec une texture grossière peu adaptée aux fines sculptures. Il est difficile à travailler, mais il est solide et très résistant dans le temps.
Malgré ses défauts, cette pierre a permis d'y sculpter les moulures, les roses, les arcatures, les balustrades, les colonnettes monolithiques et leurs chapiteaux, et les autres subtilités de l'architecture gothique. Ailleurs dans la région, cette pierre a été plus souvent réservée aux fondations et aux soubassements des bâtiments, tandis que des calcaires plus fins et tendres ont été utilisés en élévation, mais ces derniers étaient difficilement disponibles à Chartres. De nos jours, outre une carrière dédiée aux besoins des restaurations de la cathédrale, cette pierre de Beauce est surtout exploitée en concassé pour en faire du granulat pour béton. C'est également cette pierre de Berchères qui constitue le solide dallage à l'intérieur de la cathédrale, très bien conservé et poli par les semelles des visiteurs au cours des siècles. Le labyrinthe est aussi en pierre de Berchères, qui est de couleur claire, contrastant avec une pierre marbrière noire probablement importée des Ardennes.
Lors des restaurations récentes, de la craie a été repérée dans les voûtes, c'est un calcaire plus léger que la pierre de Berchères, et plus adapté pour ce type de structure.
Les sculptures des portails, en revanche, sont en calcaire lutétien, plus précisément du « liais franc ». Importé des anciennes carrières de la vallée de l'Oise (Saint-Maximin, Saint-Leu-d'Esserent, Conflans-Sainte-Honorine), il a comme fossiles caractéristiques, rares, les milioles et les cérithes. C'est une pierre à la fois dure et très fine, d'excellente qualité pour la sculpture. Cette pierre se reconnait bien ici à sa teinte plus jaune qui se détache de la pierre de Berchères qui est d'un blanc grisâtre. Le liais n'existe qu'en une couche de 30 à 40 cm d'épaisseur dans les carrières de Paris, c'est cette contrainte qui a déterminé le style allongé et assez plat des statues,.
D'autres calcaires sont employés : celui du Mantois et de Maule pour les soubassements, les chambranles des portes et les ébrasements des portails occidentaux ; calcaire à milioles pour les tympans des portails ; calcaire à patine jaune-rose et empreintes de cérithes pour le linteau et les sommiers du portail de la Vierge. 
La clôture du chœur quant à elle, finement sculptée, est en pierre de Vernon, une craie blanche, tendre et très fine, réputée à la fin du Moyen Âge et à la Renaissance, et bien adaptée pour ce type de sculpture, elle contient quelques rares silex noirs très durs.

## Extérieur

### Les tours

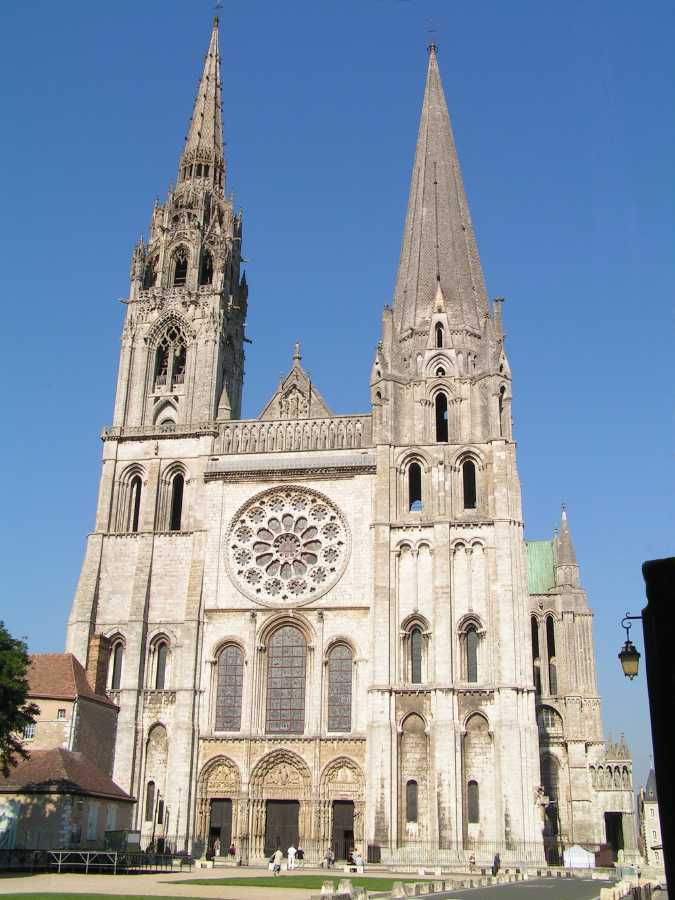
Tour Nord - Façade et rosace - Tour Sud.

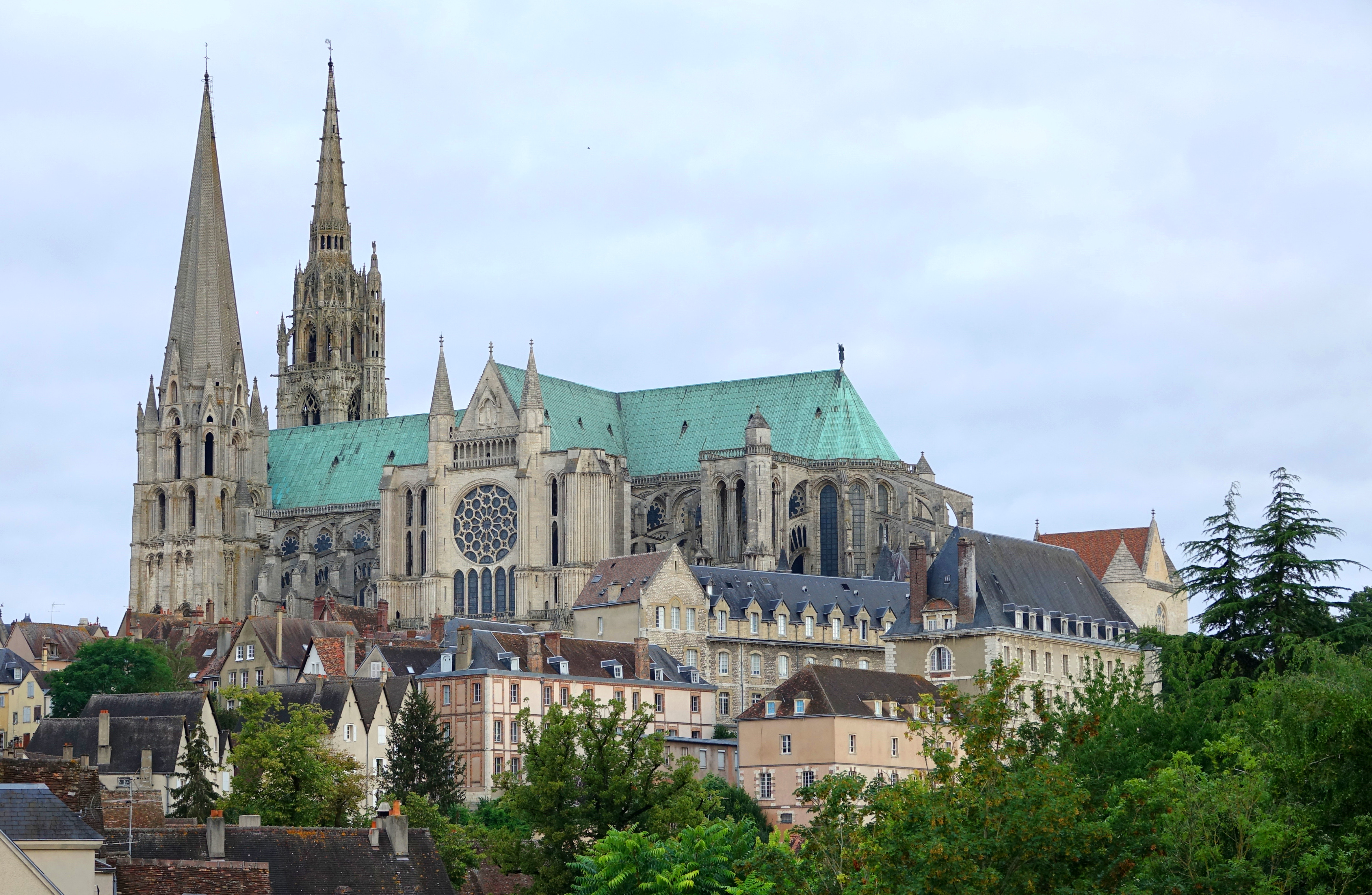
Vue éloignée de la cathédrale

Pour l'essentiel, le massif occidental est construit au XIIe siècle. La moitié supérieure de sa partie centrale remonte au XIIIe siècle et les étages supérieurs de la tour septentrionale au début du XVIe siècle, d'où l'asymétrie de la partie supérieure des tours :
- la tour sud (dite « clocher vieux »), d'une hauteur de 103 m, est reconnaissable à sa flèche effilée ; elle a été édifiée entre 1142 et 1170 ;
- la tour nord (dite « clocher neuf »), haute de 115 m et ornée de baies sculptées, a été achevée en 1516.

Les étages inférieurs de la tour nord sont en vérité plus anciens que la tour sud : on entreprend la construction du premier étage en 1134, après un incendie datant de la même année, le second étage est réalisé entre 1145 et 1152, et le troisième étage commencé en 1194, après un autre incendie. Son beffroi est à l'origine un simple clocher de bois, mais il est détruit par un incendie en 1506. Cette même année, on décide de confier la construction d'une nouvelle flèche à Jehan de Beauce. Il achève son clocher de style gothique flamboyant en 1516.
La tour sud est de plan carré pour les trois premiers niveaux, de plan octogonal pour le quatrième niveau et la flèche. Cette flèche est recouverte d'écailles taillées dans la pierre. Sa forme pourrait avoir été inspirée par la flèche de l'église de la Trinité de Vendôme, située à 80 km au sud de Chartres. Sa pureté géométrique a inspiré de nombreux artistes et écrivains, parmi lesquels Charles Péguy qui l'a dite « unique au monde » et Joris-Karl Huysmans qui l'a décrite comme « s'effusant d'un seul jet, (...) chassant dans les nuages une fumée de prières par sa pointe ».
Le clocher neuf (tour nord), richement décoré, peut être décomposé en quatre niveaux. Le premier est de plan carré, percé de baies géminées à réseaux gracieux en forme de gouttes (typique du gothique flamboyant). Le deuxième niveau est de plan octogonal, et s'appuie sur quatre arcs-boutants dont les culées, coiffées de pinacles à crochets, contiennent des niches sur trois de leurs (quatre) faces, dans lesquelles on peut voir des statues d'apôtres. Ses baies contiennent des roses à triskèle et sont coiffées de gables. Au troisième niveau, toujours de plan octogonal, huit culées viennent supporter deux doubles étages d'arc-boutant chacune (soit quatre arcs en tout), tous richement décorés de sculpture. Le quatrième niveau, également de plan octogonal, comprend encore des fenêtres et supporte la flèche ornée de crochets. Ce beffroi contraste avec la base romane, reconnaissable à ses contreforts épais et ses ouvertures réduites.
Au sommet de la flèche sud se trouve une lune, tandis qu'à celui de la flèche nord se trouve un soleil.

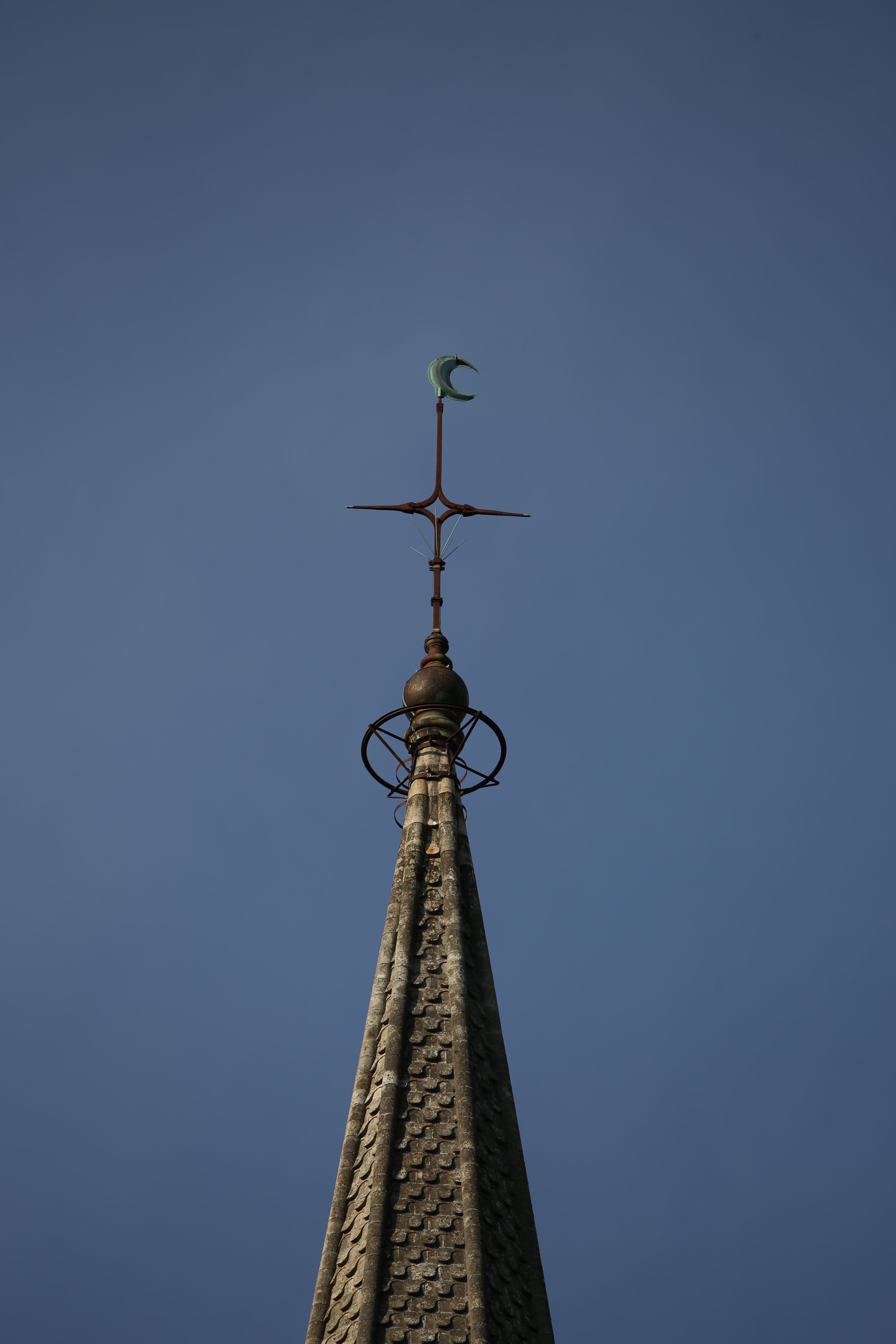
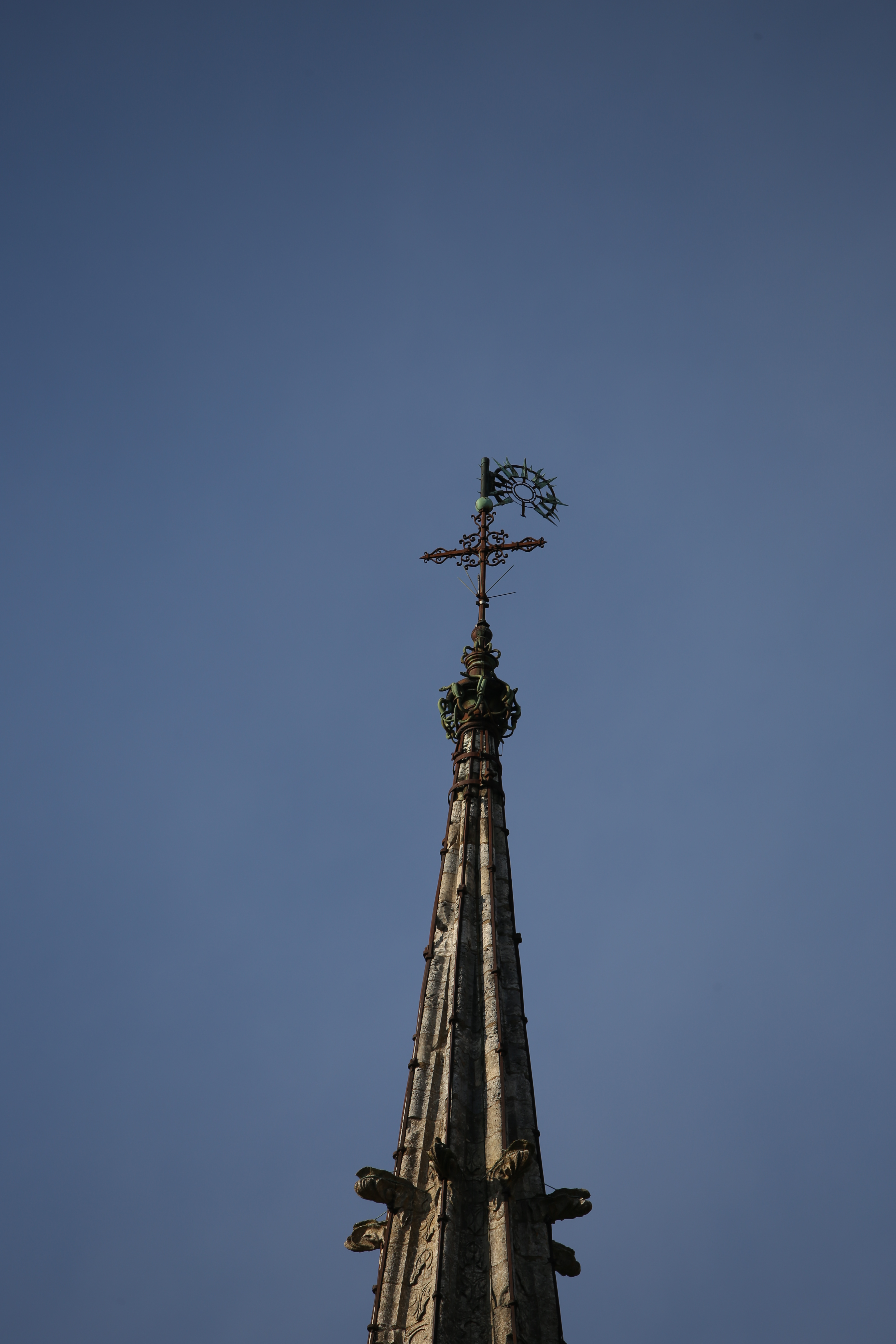

Le clocher nord a contenu six cloches, dont trois bourdons. On peut citer, principalement, Marie et Gabrielle, les plus gros et les plus anciens de la cathédrale. On estimait Marie pesant quinze tonnes et Gabrielle dix. Ces six cloches ont été fondues vers la fin 1793 pour fabriquer des canons et de la monnaie de bronze.

### Les cloches
La cathédrale possède 7 cloches, 6 cloches de volée et 1 timbre. Le timbre (La 2 - 4.900 kilos), fondue en 1520 par Pierre Savyet est la seule cloche rescapée des époques pré-révolutionnaires.
Deux cloches de volée ont été fondues en 1840 par les frères Alexandre et Jean-Baptiste Cavillier, fondeurs à Amiens :
- Marie (bourdon) : Sol 2 - 6 200 kilos ;
- Joseph : Si 2 - 2 350 kilos.

Les quatre autres ont été fondues en 1845 par Petitfour frères, fondeurs à Arbot (Haute-Marne) :

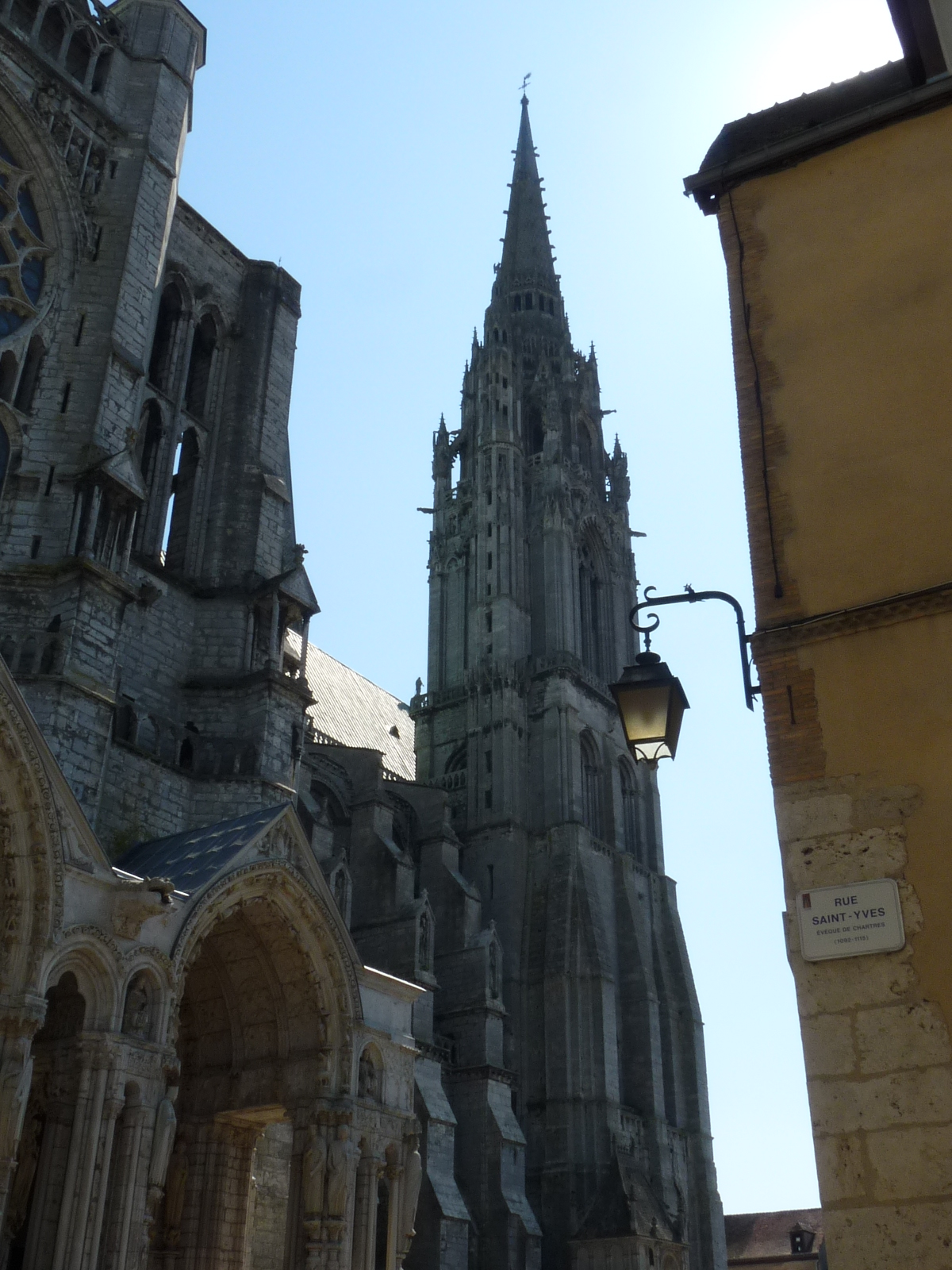
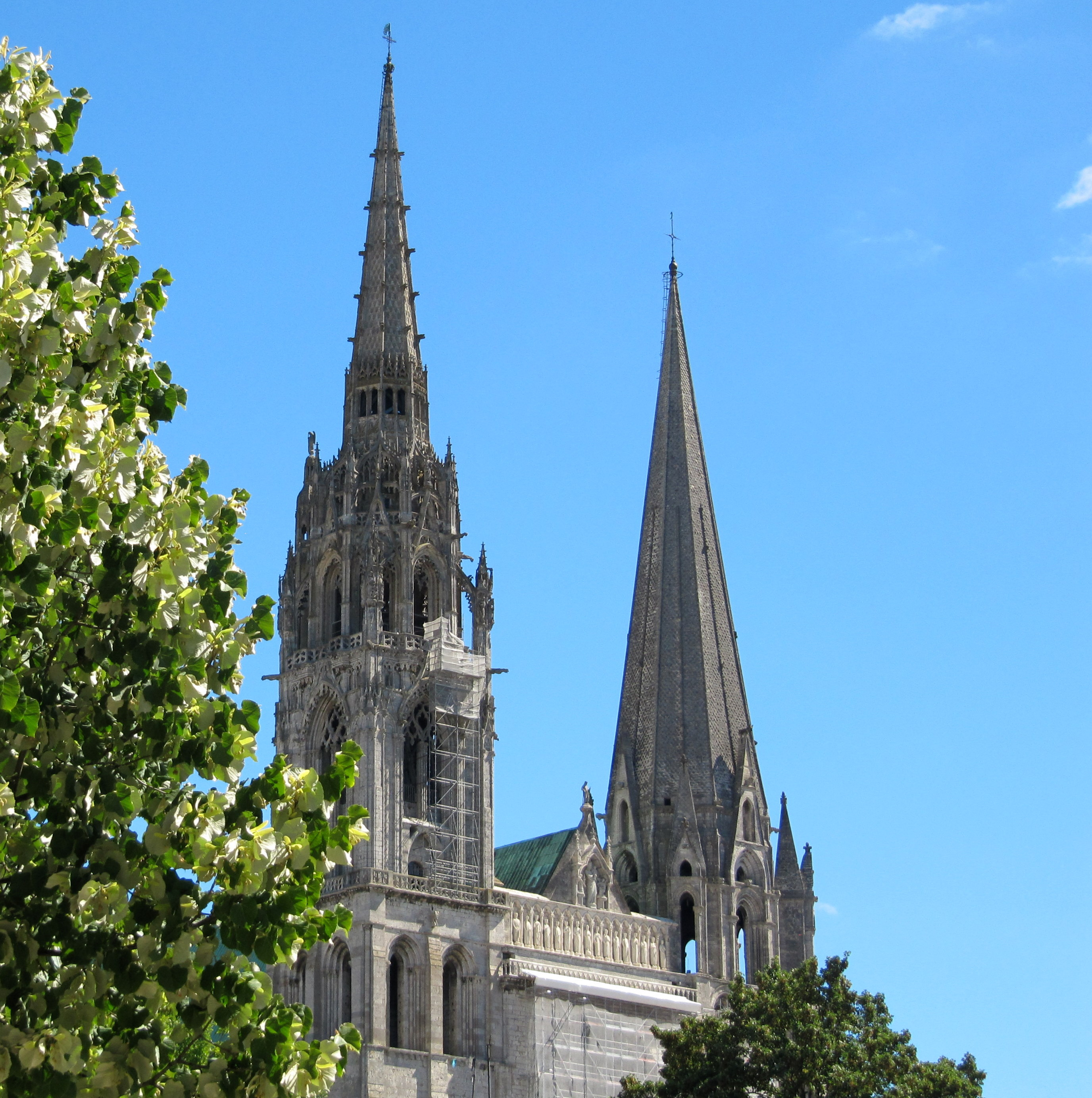
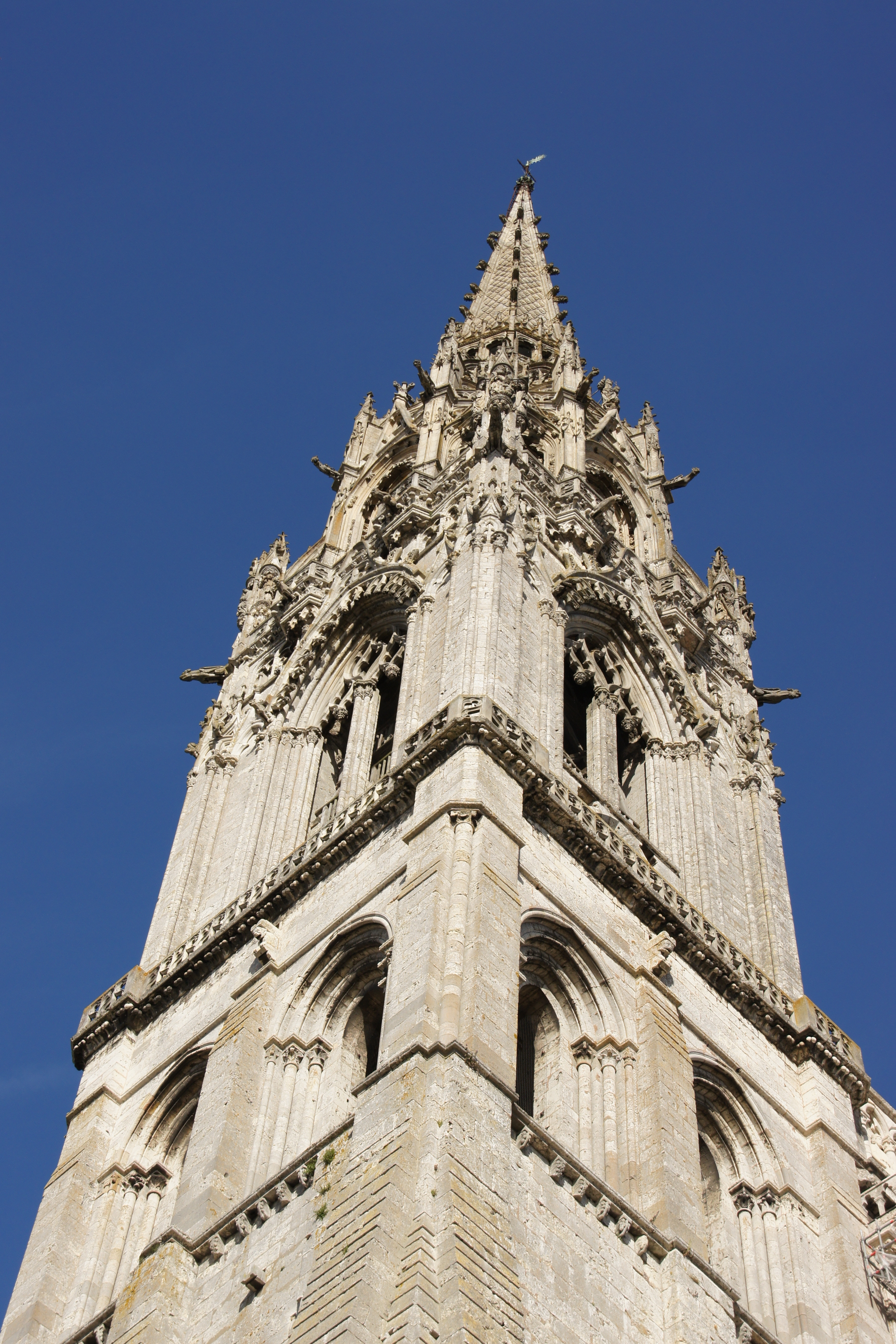
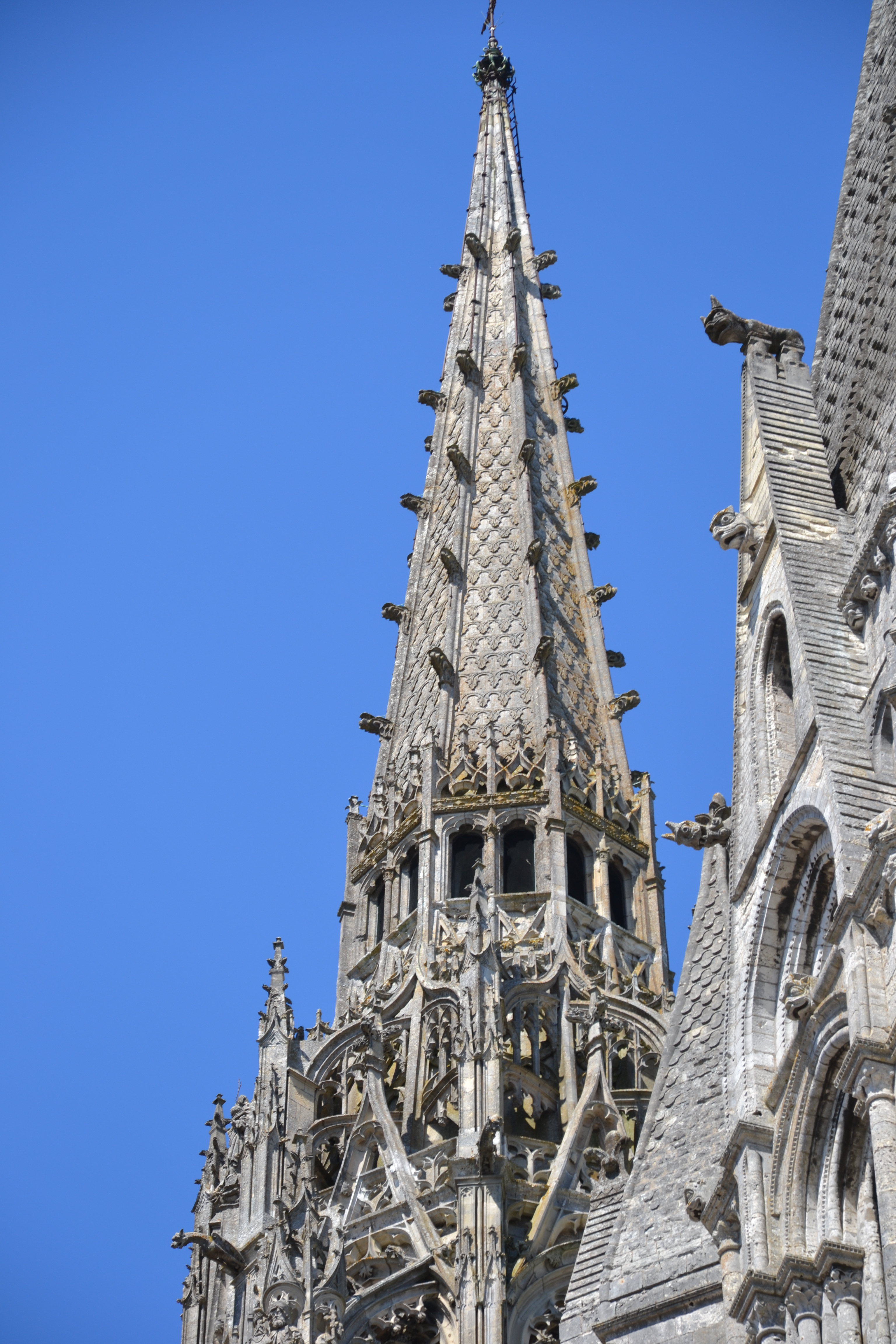
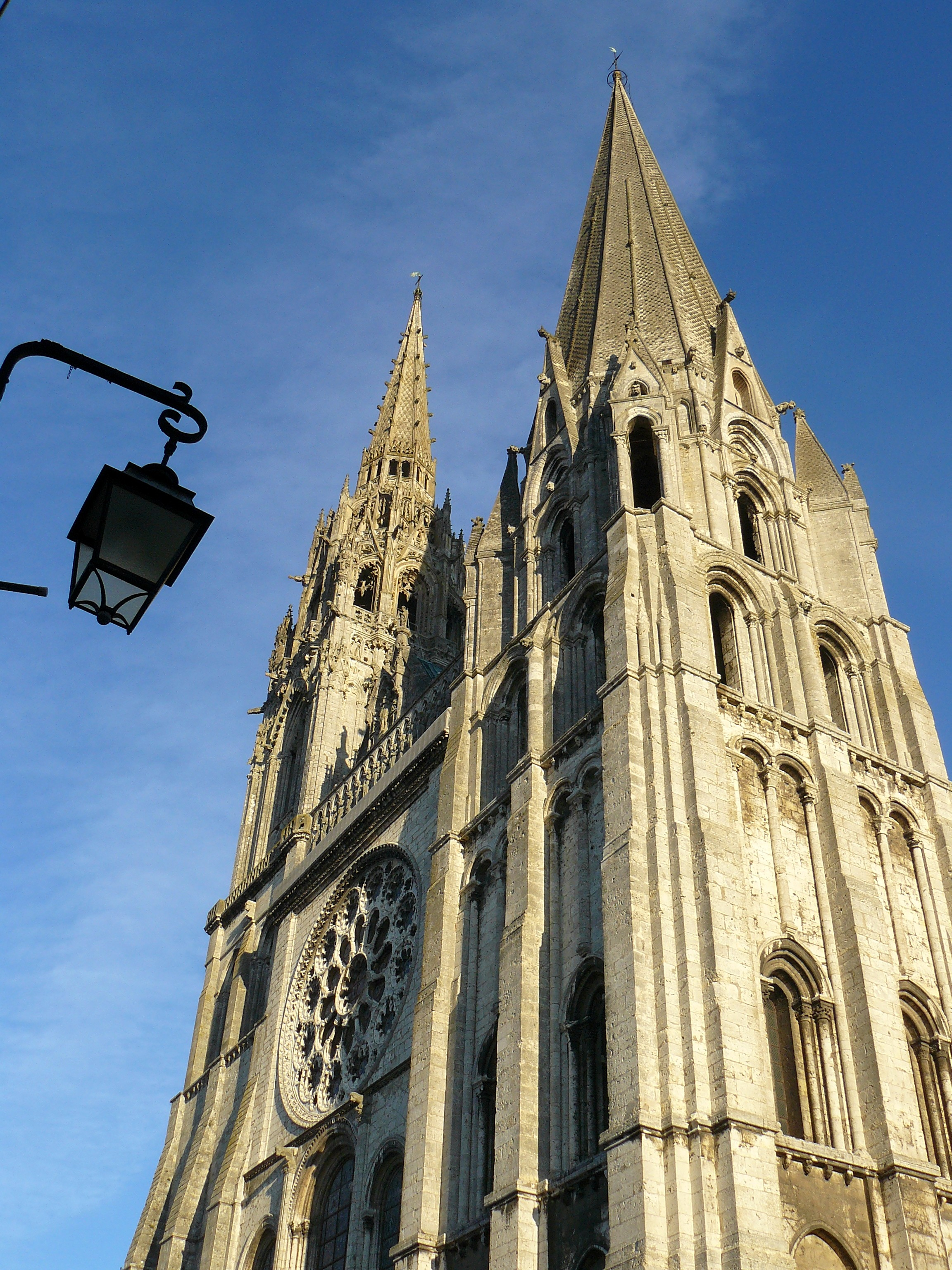
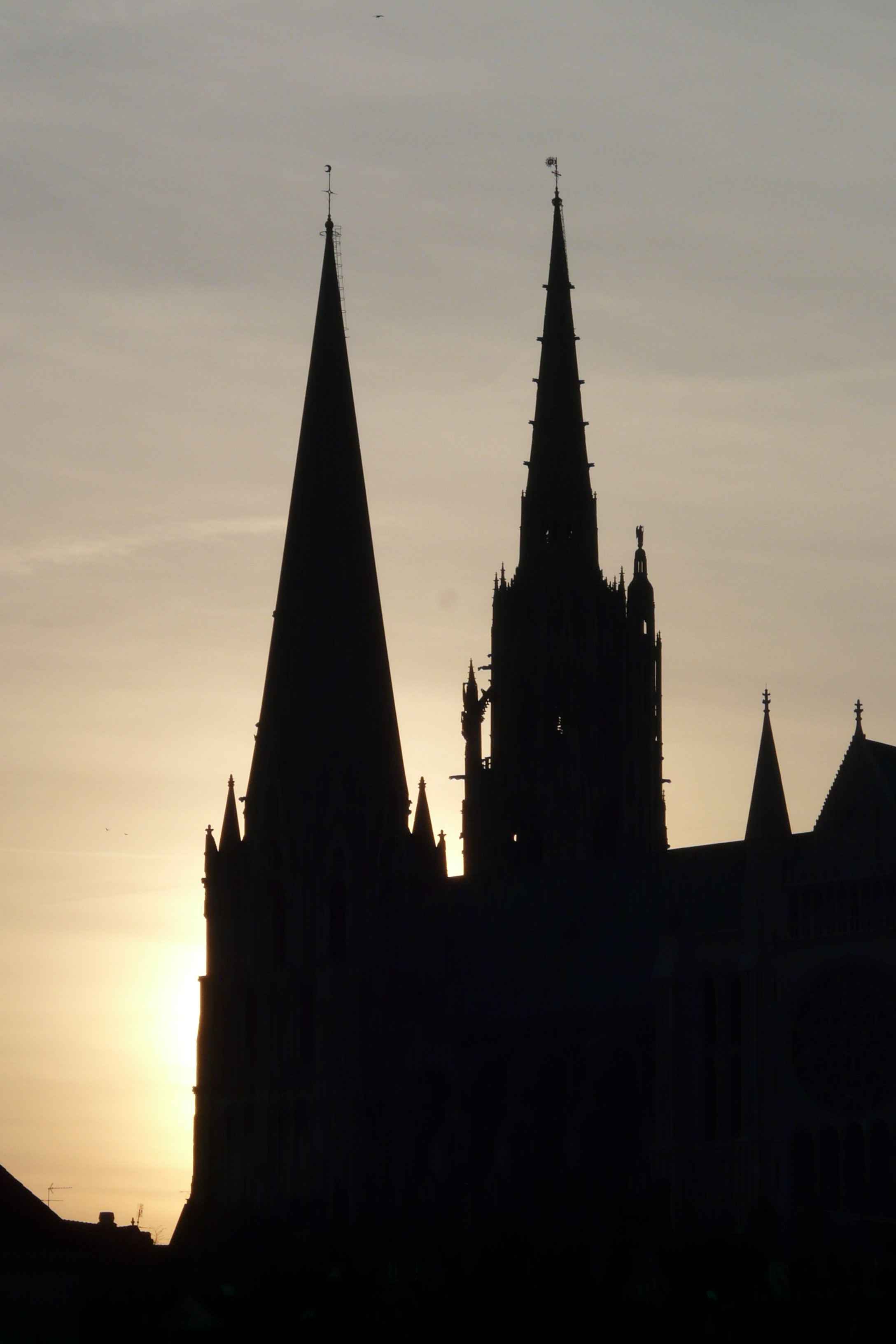

- Anne : Ré 3 - 2 040 kilos ;
- Élisabeth : Mi 3 - 1 515 kilos ;
- Fulbert : Fa # 3 - 1 095 kilos ;
- Pia : Sol 3 - 870 kilos.

### Façade ouest

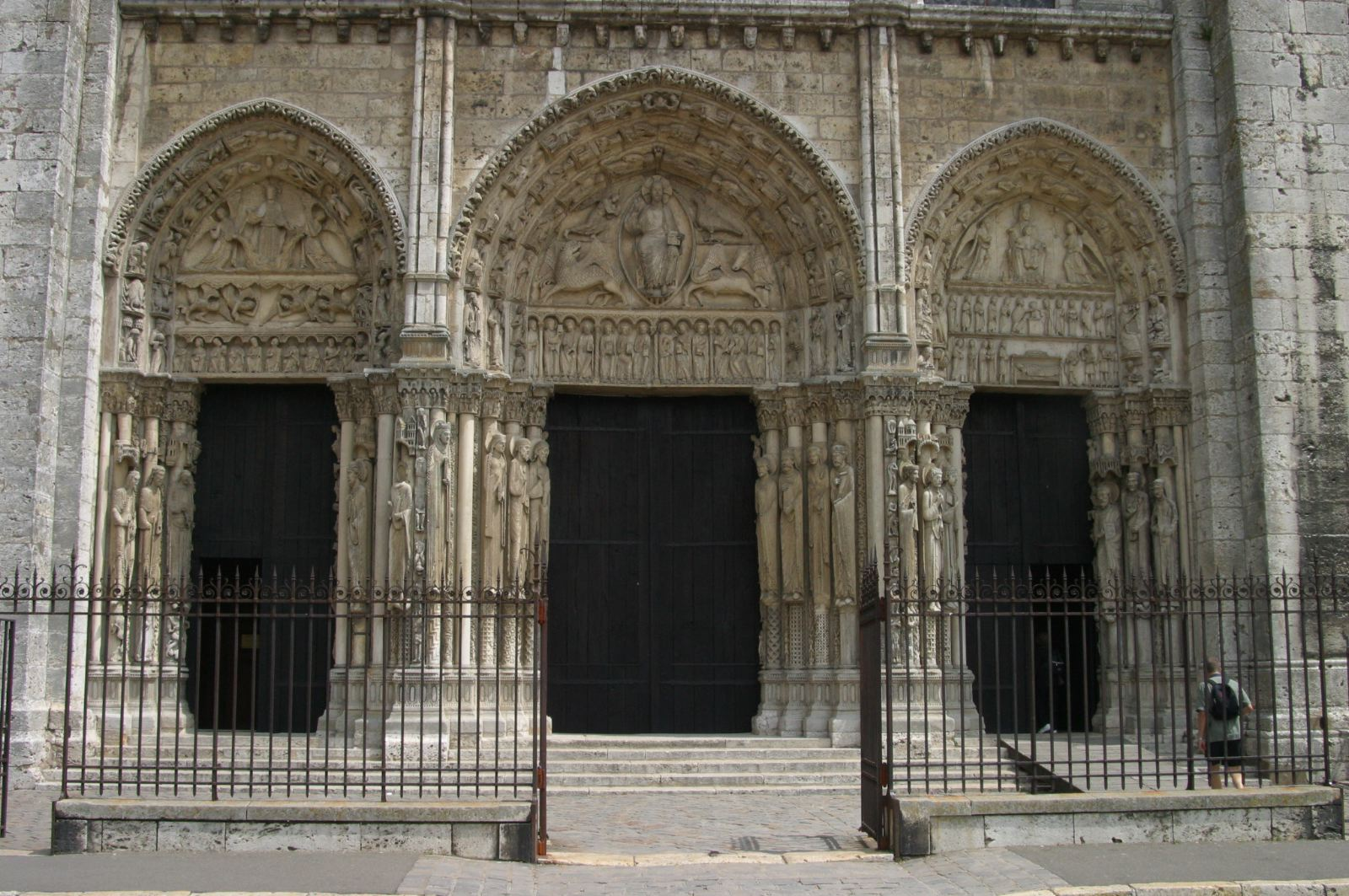
Portail royal.

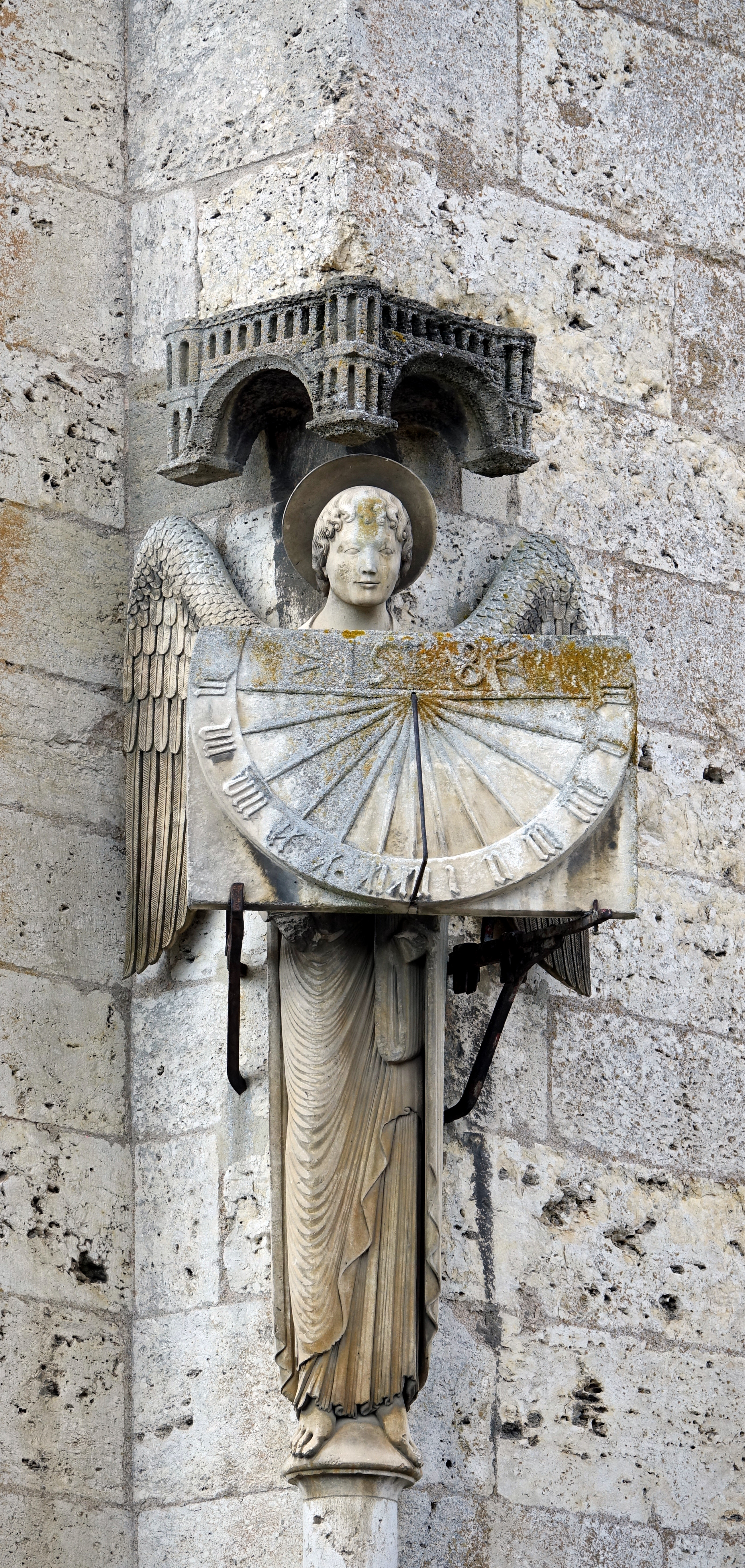
Cadran solaire à l'angle des façades ouest et sud.

La façade occidentale constitue la porte d'entrée principale de l'édifice religieux. Encadrée par deux tours, elle présente un programme sculpté important : 24 grandes statues (il en reste 19 aujourd'hui) et plus de 300 figures forment un décor en harmonie avec l'architecture de la cathédrale. L'identification des statues est incertaine, mais sur le plan artistique elles représentent un jalon important de l'évolution du style gothique : malgré un aspect assez hiératique, elles présentent selon Bulteau « une délicatesse et une habileté inimitables dans les détails, une naïveté charmante, une expression chrétienne admirable ».
Cette façade large de 47,65 m est percée d'une rosace de 12 mètres de diamètre : autour d'un œil central à douze lobes, rayonnent douze colonnes à larges chapiteaux portant 12 quartiers à 2 médaillons entre lesquels s'inscrivent 12 rosaces extérieures à huit lobes, séparées par des quadrilobes. On y distingue les compositions en panneaux et les larges bordures à motifs végétaux des encadrements.
La rose surmonte trois baies semi-romanes en lancette : la baie axiale, appelée verrière de l'Enfance du Christ, mesure 11 mètres de haut sur 3,80 mètres de large (c'est la plus grande baie du XIIe siècle en France). Elle est flanquée au sud du vitrail de l'Enfance et au nord d'une verrière consacrée à l'Arbre de Jessé) répondant point par point aux trois portails sculptés de l'étage inférieur, appelés le portail royal. Au sommet se trouve une galerie de 16 statues identifiées comme la lignée des rois de Juda, avec au milieu la statue du roi David reposant sur un lion. Cette galerie est elle-même surmontée à l'extrémité du pignon dont le galbe comporte une statue de la Vierge entourée de deux anges et le sommet une statue de trois mètres représentant le Christ donnant sa bénédiction.
Sa fonction principale est de porter au loin le son des cloches, de solenniser l’entrée dans l’église, de donner un point de départ aux liturgies des pèlerinages (le trumeau de son portail central est ainsi détruit pour augmenter la largeur des deux portes et faciliter les processions), et en même temps d’afficher par le programme iconographique les grands principes de la foi.

#### Le portail royal

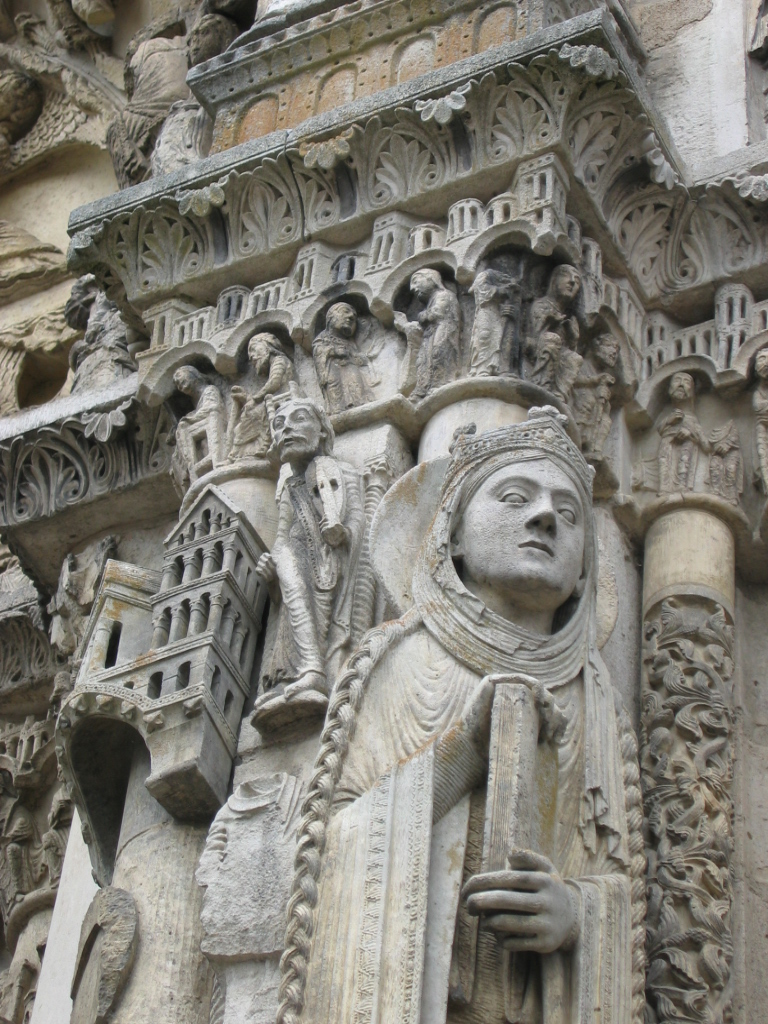
Détail du portail royal, en bordure de la baie centrale : reine de Juda (copie).

Le portail royal est antérieur à la reconstruction de l'édifice au XIIIe siècle. Épargné lors du grand incendie de 1194, il date des années 1145-1150. Parvenu pratiquement intact jusqu'à nous, il s'intègre dans le massif occidental qui se compose de trois baies largement décorées, cette composition tripartite ayant une influence manifeste avec la façade harmonique de filiation anglo-normande. Structure innovante, ce triple portail à statues latérales, à tympan, linteau et voussures sculptées a une influence architecturale importante puisqu'il est repris par de nombreuses cathédrales gothiques (Le Mans, Angers, portails nord et sud de Bourges, statues-colonnes de Rochester et Sangüesa). Situé à la charnière de l'art roman et de l'art gothique, il a probablement été réalisé par les mêmes sculpteurs que le portail de la basilique Saint-Denis. Il se démarque par la grande qualité de ses sculptures.
Le programme iconographique mêle des scènes de l'Ancien et du Nouveau Testament, associant ainsi les précurseurs de la Chrétienté - le peuple juif - à l’accomplissement de la promesse, formulée selon le dogme chrétien. Les trois tympans proclament les mystères de la Foi. Ils représentent respectivement de gauche à droite, selon une interprétation courante, l'Ascension, la Parousie et l'Incarnation.

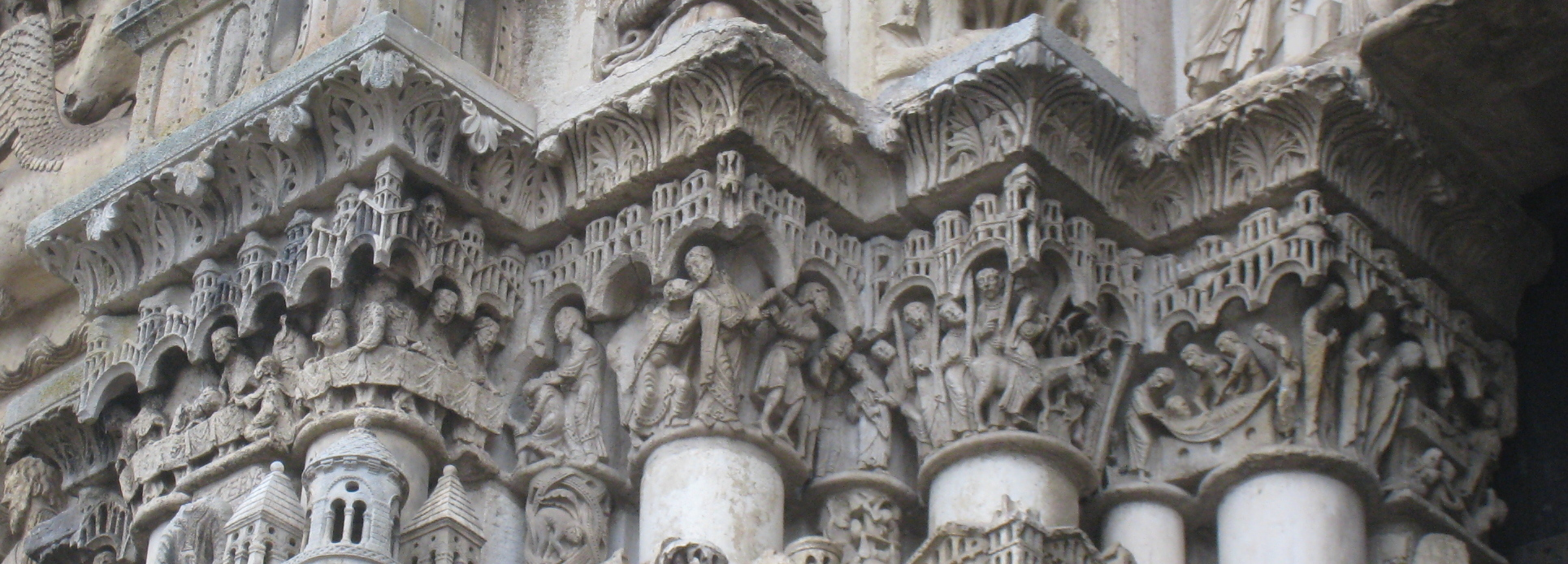
Cène et baiser de Judas, détail de la frise sculptée, ébrasement de gauche de la baie de droite.

Les trois baies précédées d'un perron à cinq marches sont unifiées par une longue frise sculptée qui, courant de chapiteau en chapiteau entre les statues-colonnes et les tympans, raconte la vie du Christ avec des dizaines de petites figures réparties en trente-six scènes. Cette frise se lit de droite à gauche en allant du portail central au clocher neuf, puis de gauche à droite en allant du portail central au clocher vieux.

##### La baie de gauche
Le tympan de gauche illustre l'Ascension du Christ. Certains spécialistes voient toutefois dans ce tympan une représentation de la descente aux Limbes ou ne se prononcent pas sur son sujet.
Les voussures sont ornées des signes du zodiaque et des mois de l'année. Deux de ces signes, toutefois, sont sculptés sur les voussures de la baie de droite.

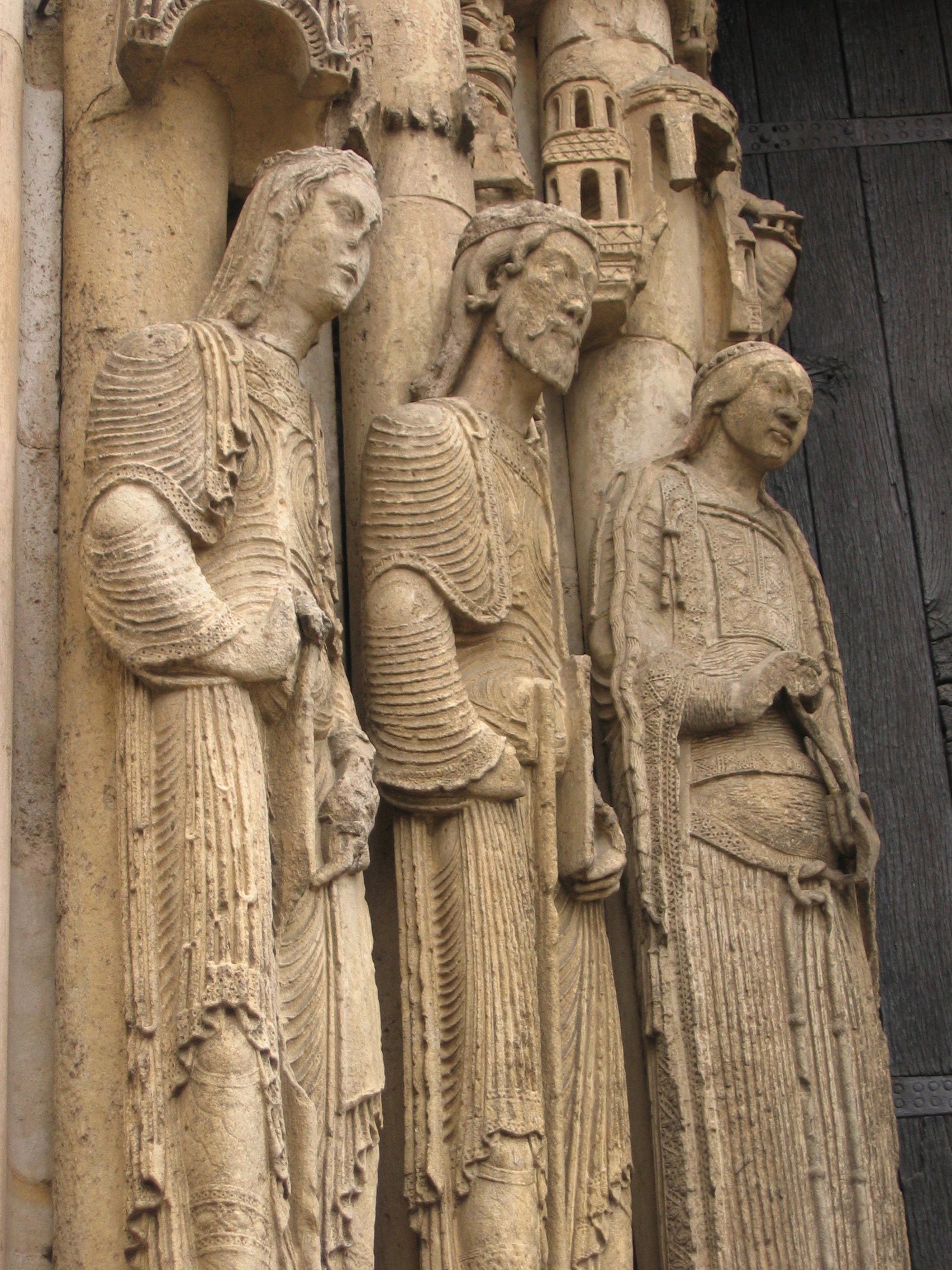
Ébrasement de gauche : Sara (?), Abraham (?), Agar (?)
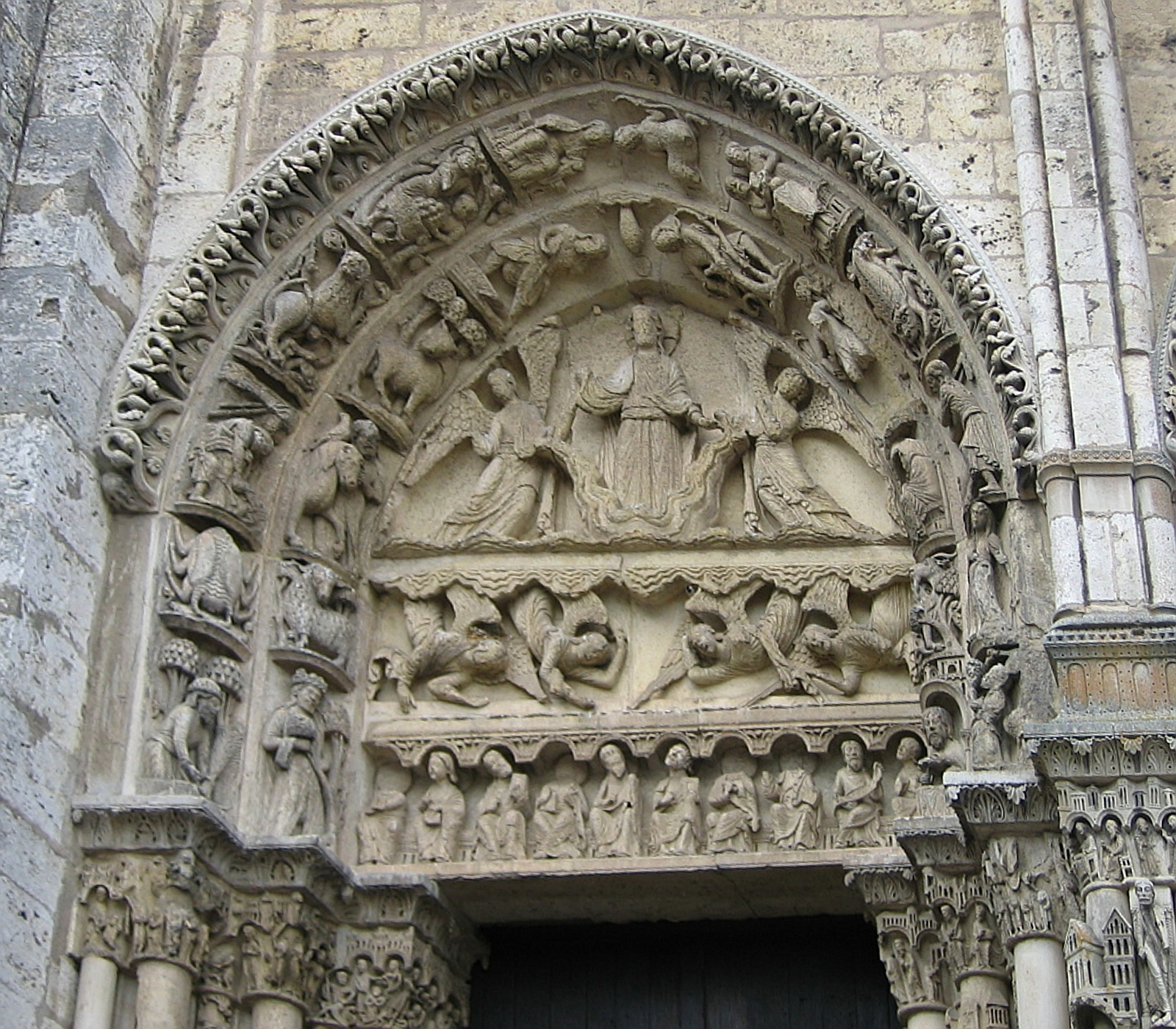
Le tympan : le Christ soutenu par deux anges
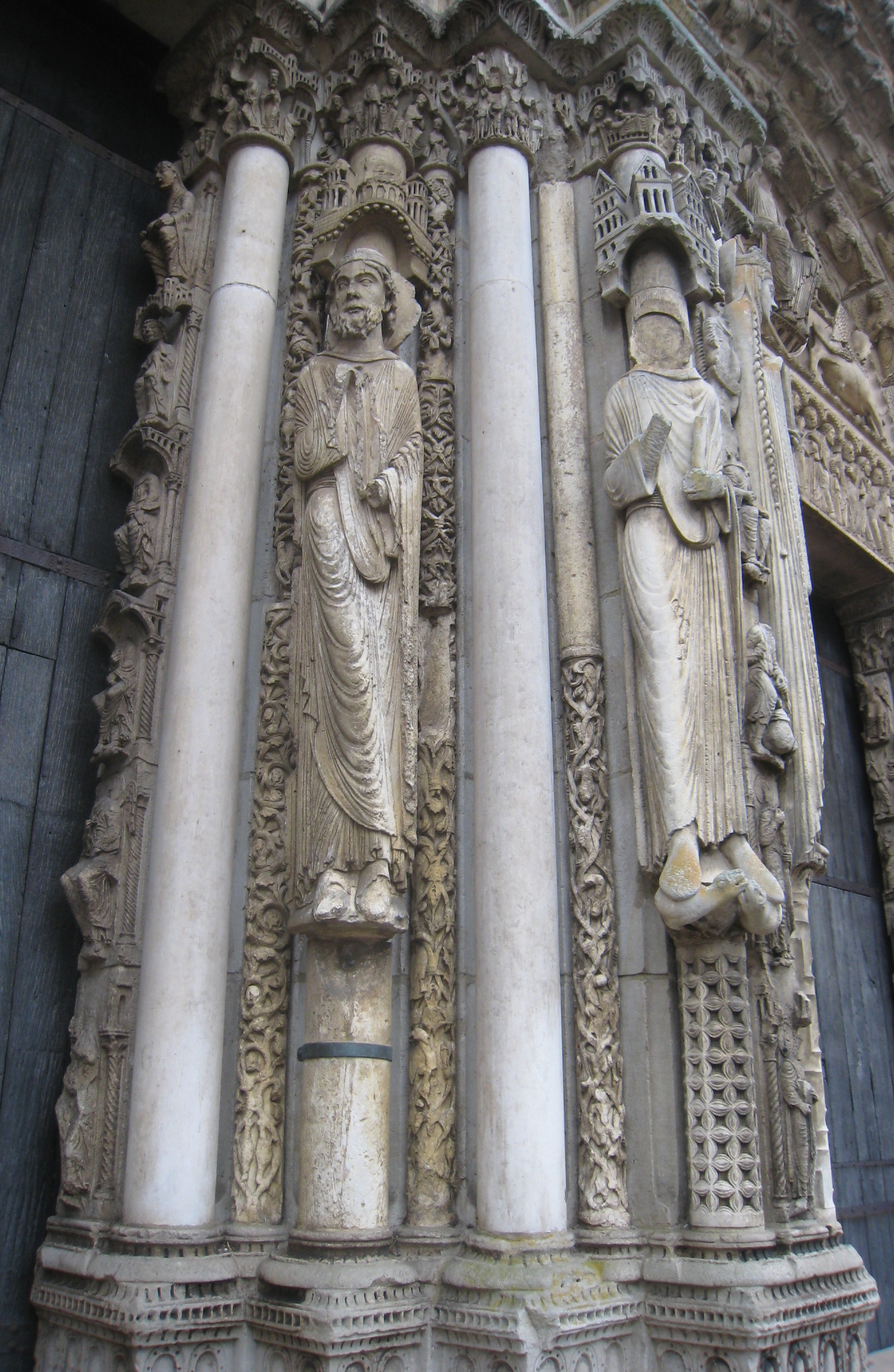
Ébrasement de droite : Moïse et statue mutilée (copie)
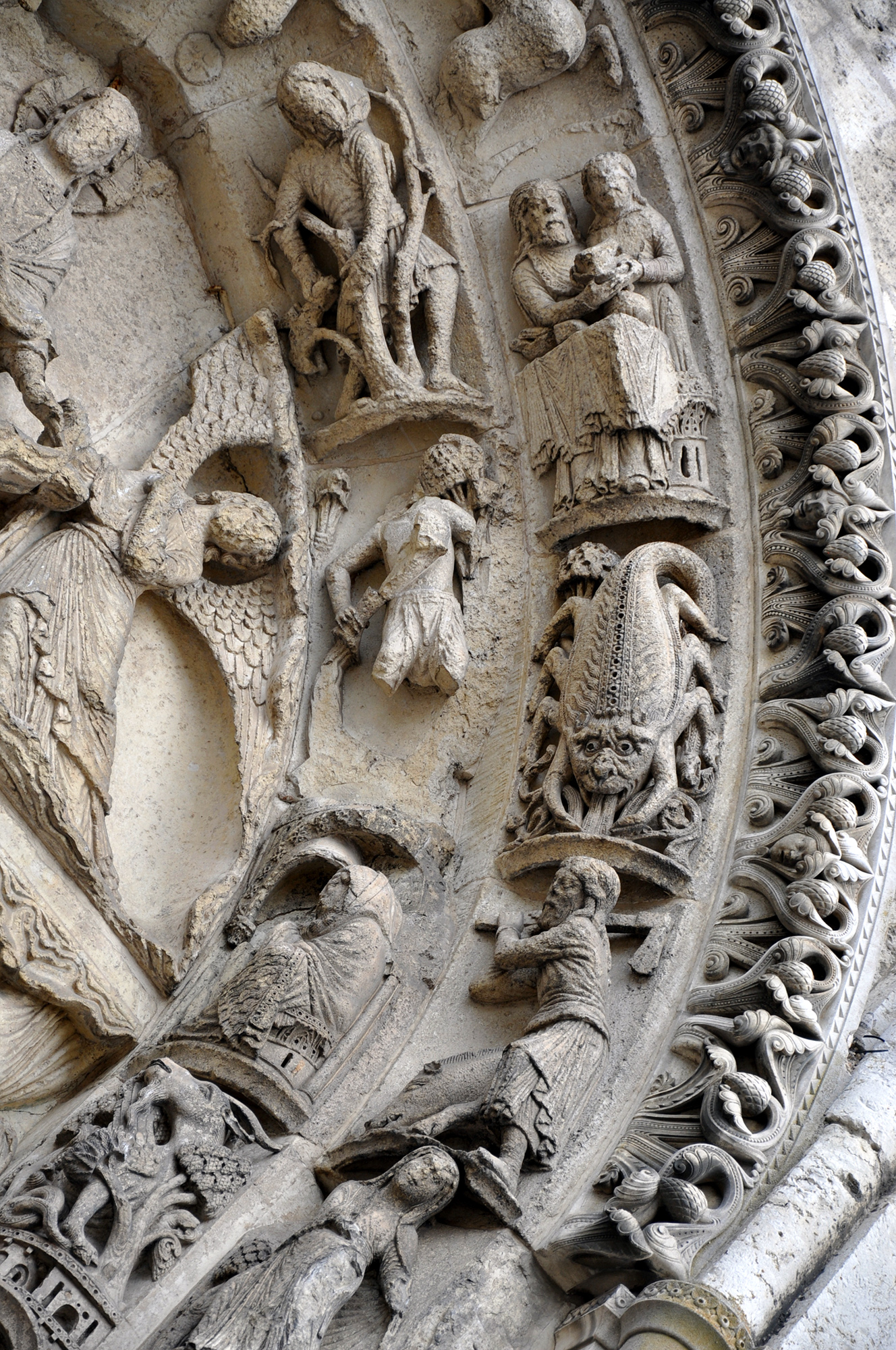
Quelques signes du zodiaque et activités typiques de certains mois de l'année

##### La baie centrale
Le tympan central illustre le quatrième chapitre de l'Apocalypse. Le Christ est représenté en majesté trônant dans une mandorle et tenant le livre des sept sceaux de l'Apocalypse. Il est entouré du tétramorphe – quatre animaux ailés symboles des quatre évangélistes. Sur les voussures, une troupe céleste glorifie le Christ : des anges tenant des astrolabes et les 24 vieillards de l'Apocalypse tenant dans leurs mains des flacons de parfum et des instruments de musique. Au sommet, deux anges tiennent une couronne au-dessus de la tête du Christ. Sur le linteau, on peut voir les douze apôtres ainsi que deux personnages, peut-être les prophètes Élie et Hénoch.
Selon Émile Mâle, ce portail s'inspire de ceux de Carennac, pour le Christ dans une mandorle accompagné des apôtres, et de Moissac pour la représentation des 24 vieillards de l'Apocalypse. Par la suite ce tympan fut imité au portail sud de la cathédrale du Mans et dans de nombreuses autres églises.
Les statues-colonnes qui soutiennent le tympan représentent David, Salomon, la Reine de Saba – peut-être Isaïe ou Ézéchiel. Le décor qui enserre les statues représente les derniers feux du style roman : il se compose d'entrelacs, de colonnettes et de feuilles d'acanthe qui témoignent d'influences méridionales.

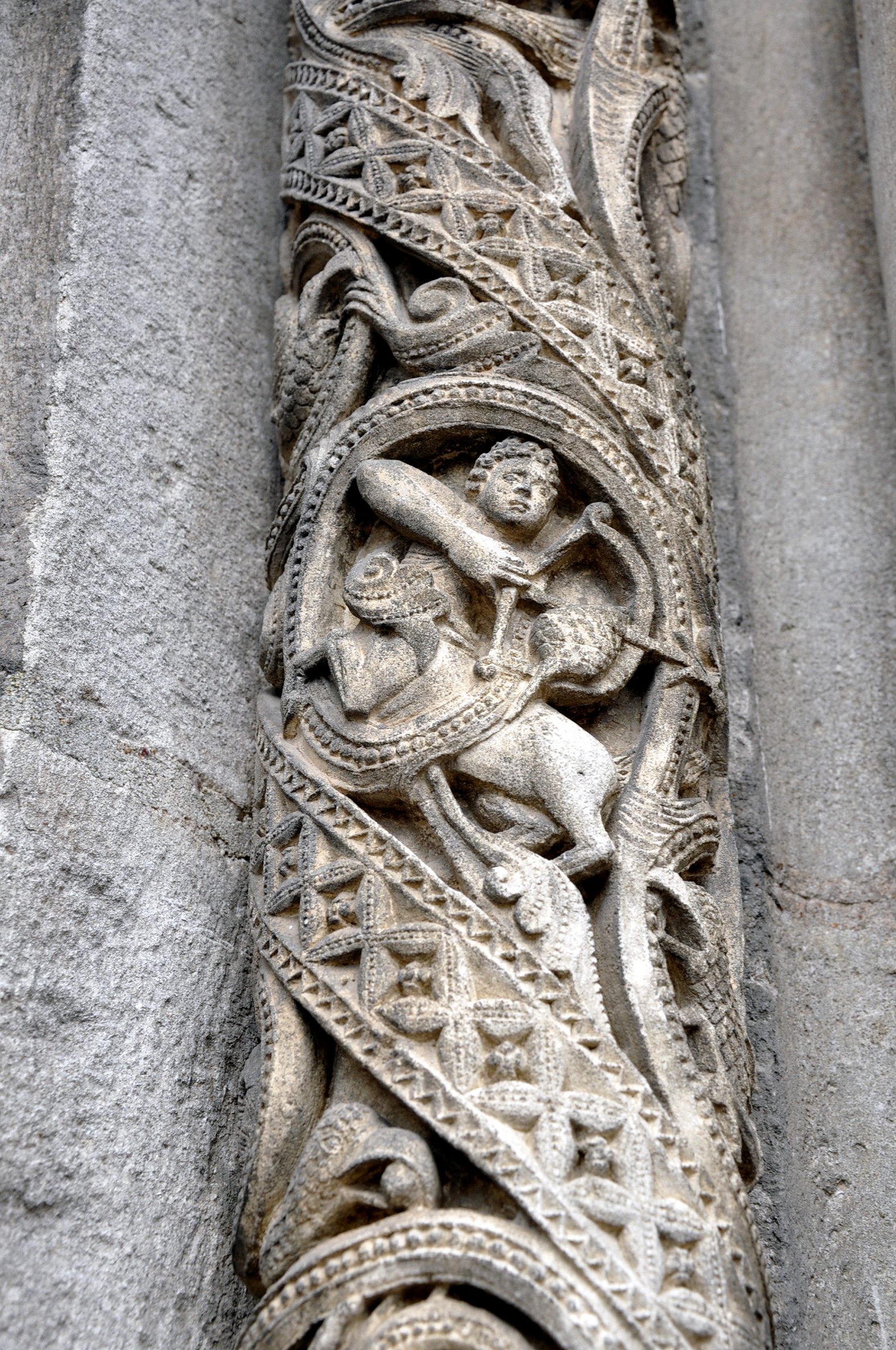
Colonnette sculptée d'un élément du zodiaque, ébrasement de gauche : signe du Sagittaire
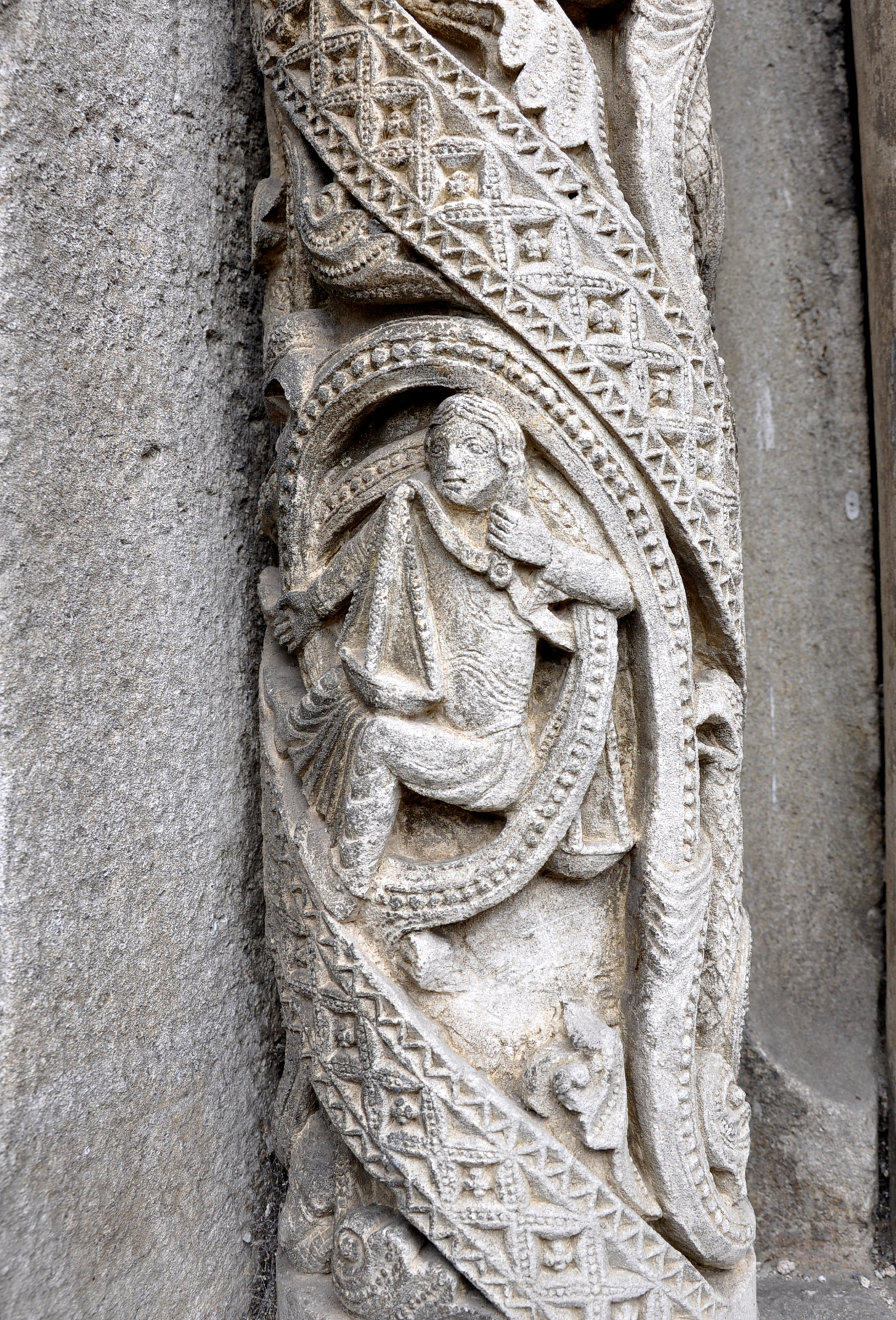
Même colonnette, signe de la Balance
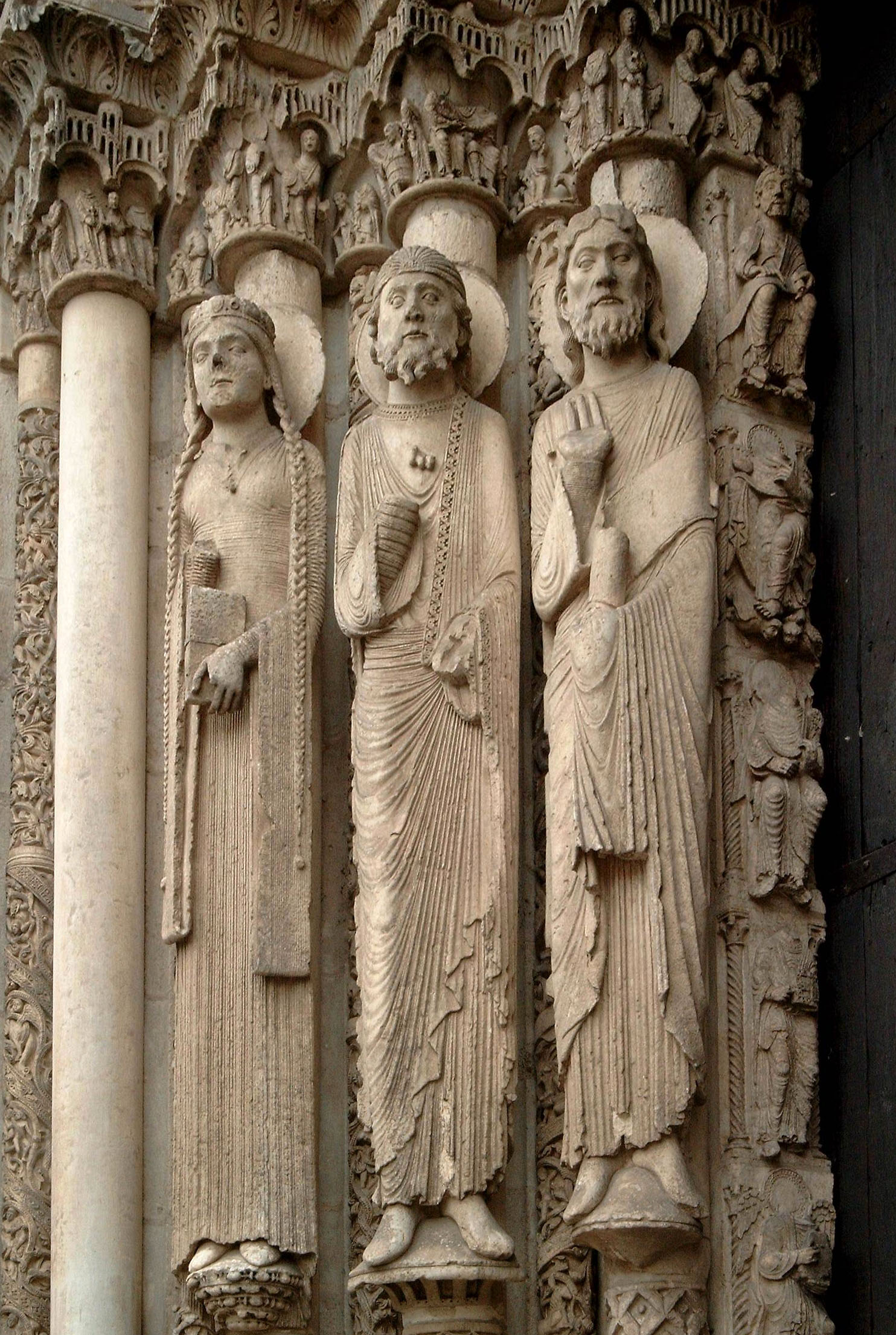
Trois statues de l'ébrasement de gauche : reine, Joseph (?), Isaïe (?)
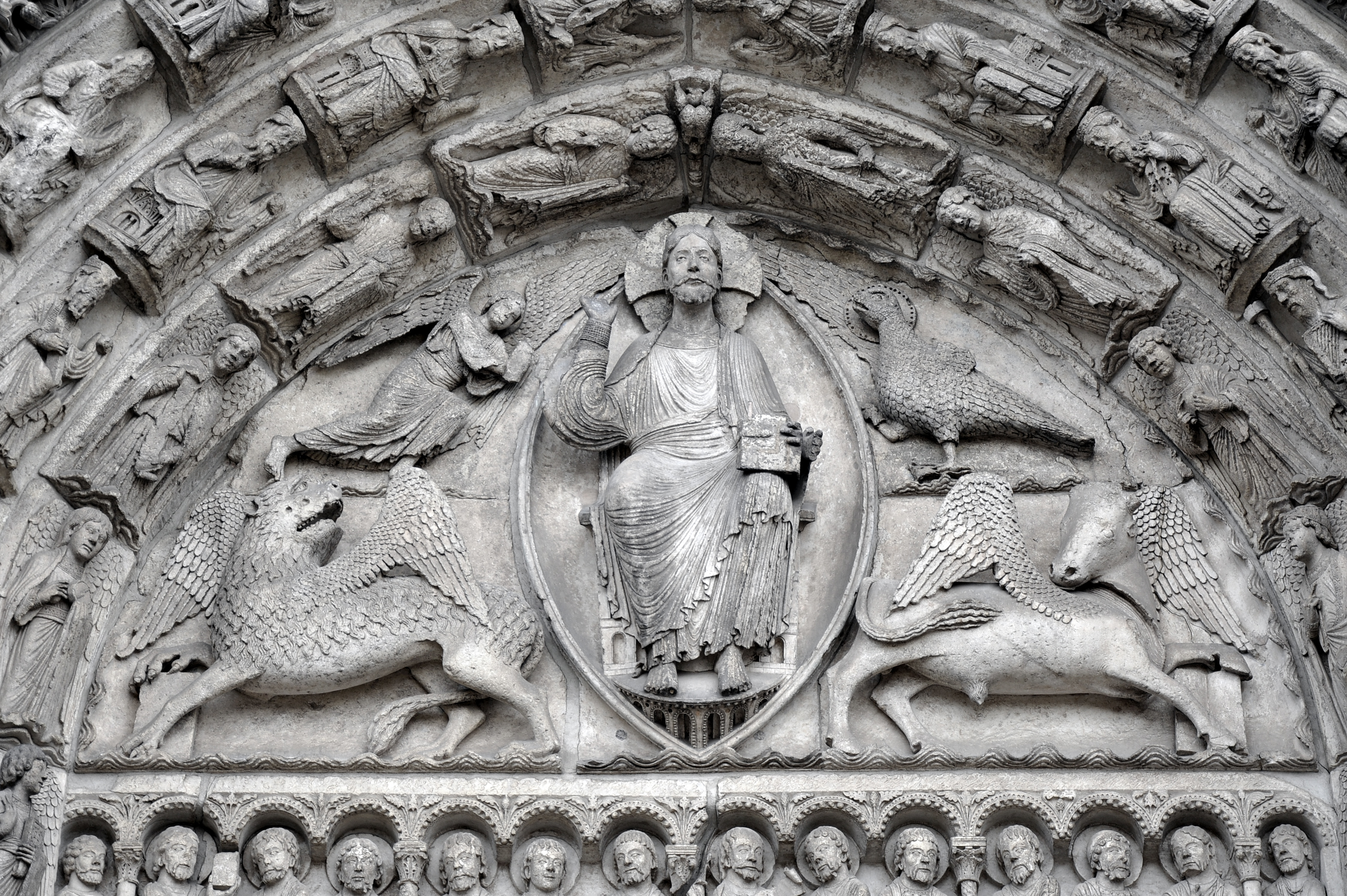
Tympan : le Christ entouré du tétramorphe
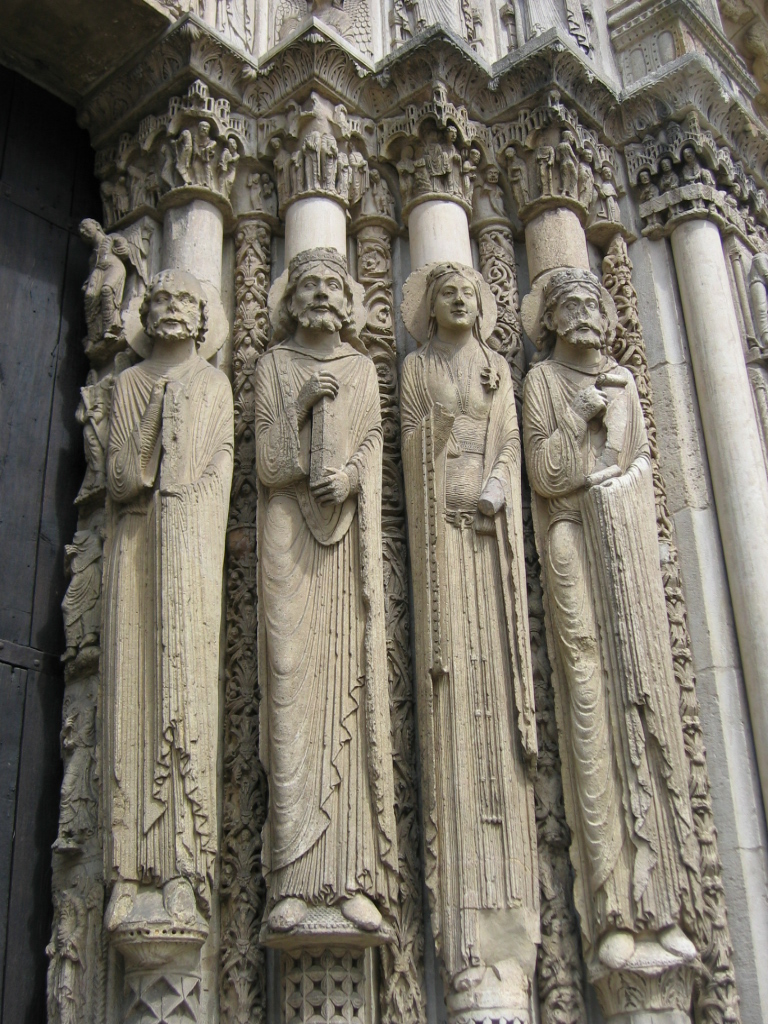
Statues de l'ébrasement de droite : Ézéchiel[107] ou Samuel, David, la reine de Saba, Salomon

##### La baie de droite

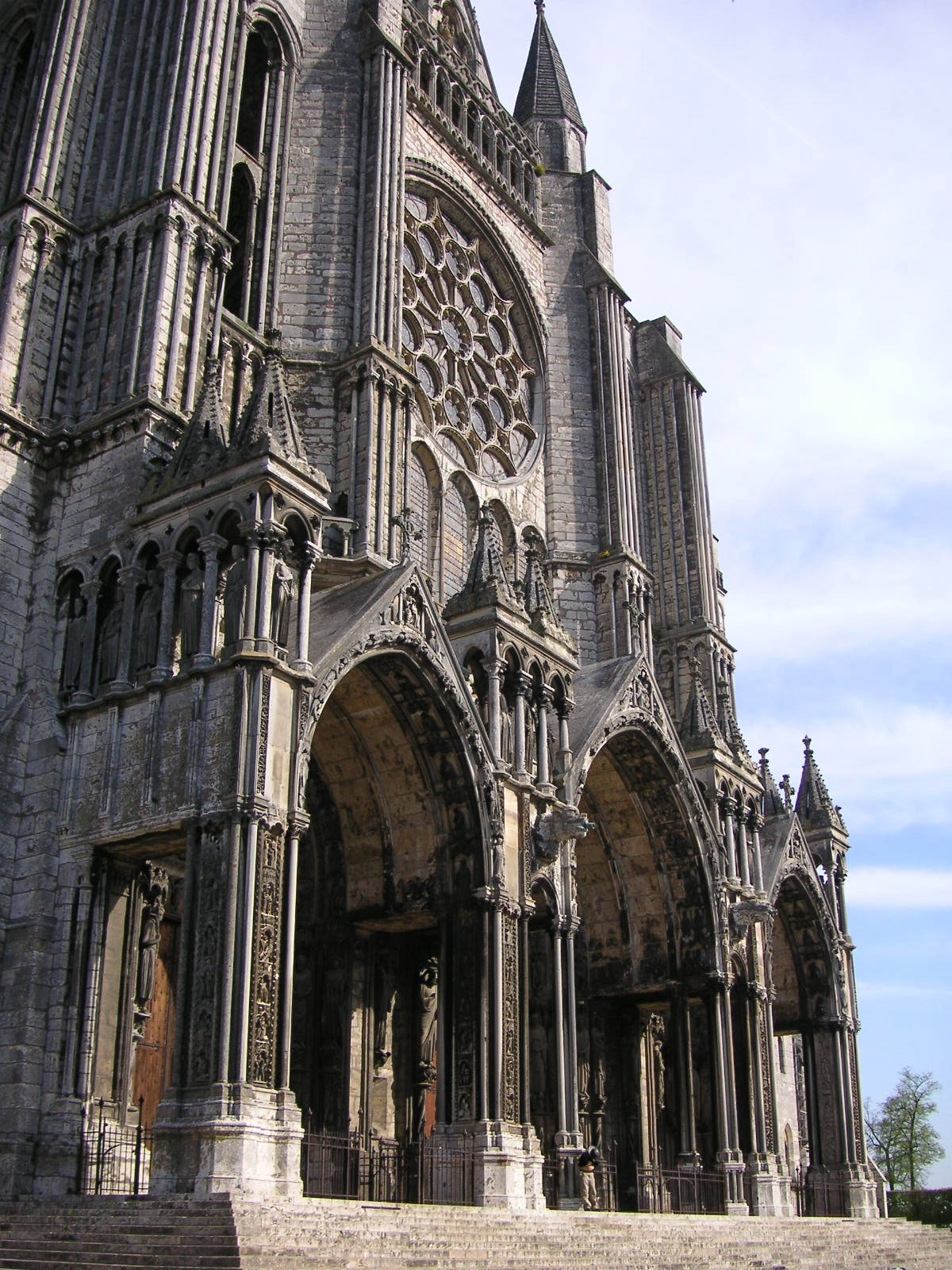
Vue d’ensemble du portail sud.

Le tympan de droite comprend une représentation de la Vierge sur le trône, dominant des scènes de sa vie. Sur les voussures sont notamment figurés les sept arts libéraux, chacun étant accompagné d'un personnage l'ayant illustré : Pythagore pour la Musique, Boèce pour l'Arithmétique, Quintilien ou Cicéron pour la Rhétorique, Euclide pour la Géométrie, Aristote pour la dialectique, Ptolémée pour l'Astronomie, enfin Donat pour la Grammaire.
C’est aujourd'hui l'entrée habituelle de la cathédrale, côté ouest.

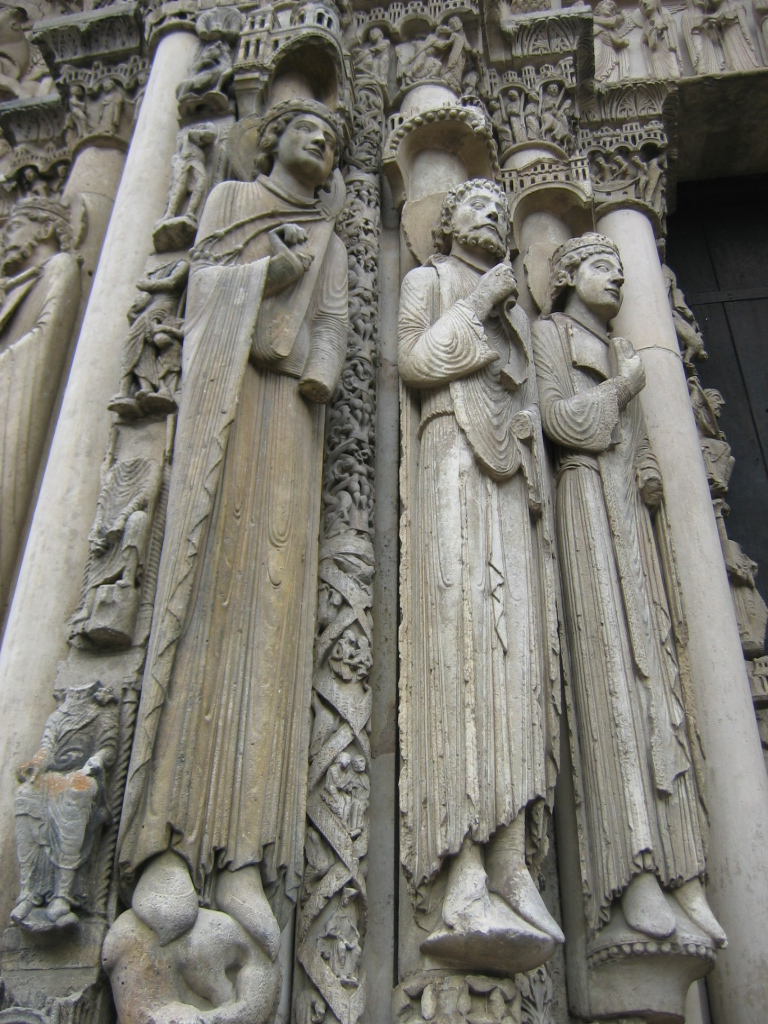
Ébrasement de gauche : jeune roi (copie[102]), rois
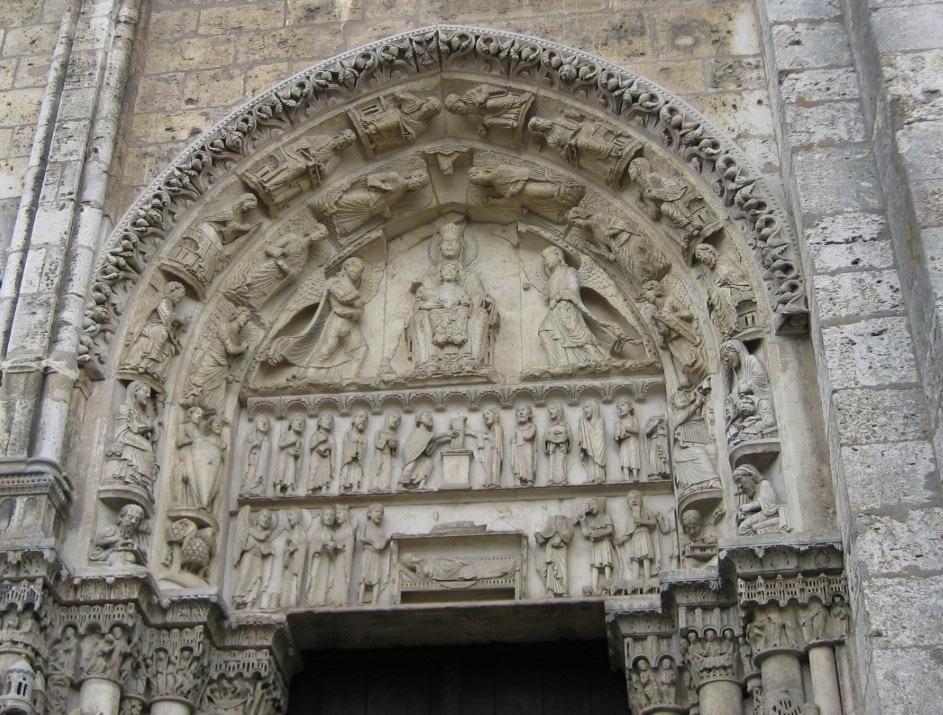
Tympan : (de haut en bas) la Vierge sur le Trône ; la présentation de Jésus au Temple ; Annonciation, Visitation et Nativité
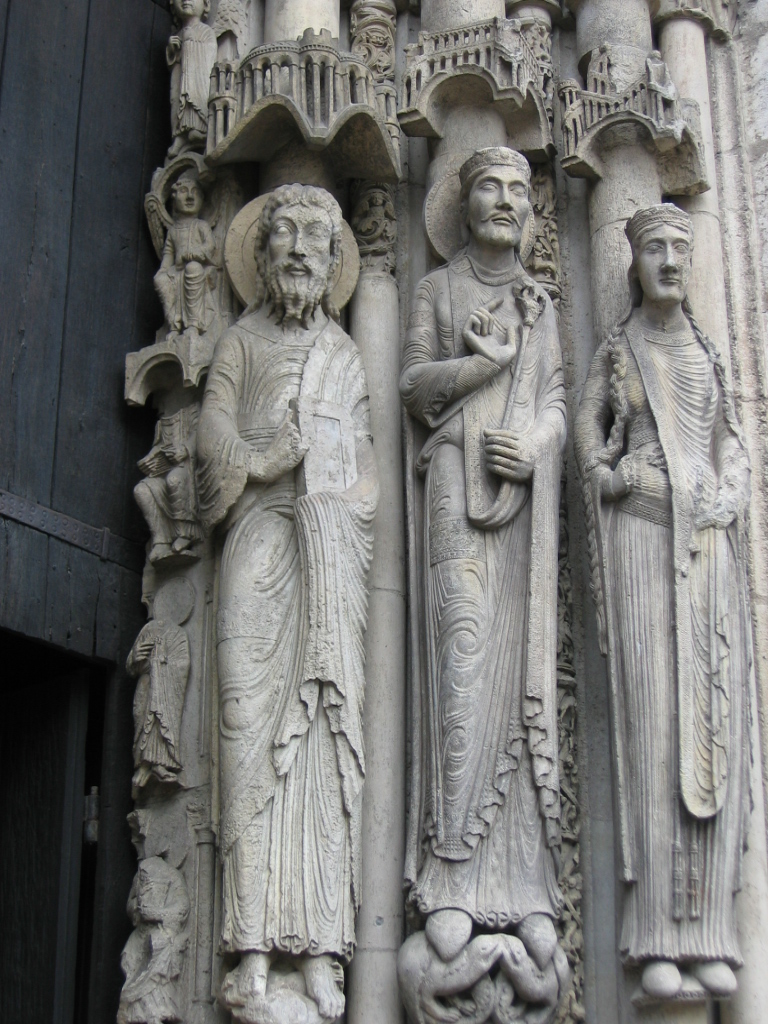
Ébrasement de droite : Matthieu, Charlemagne ou Constantin, Hildegarde de Vintzgau ou une reine
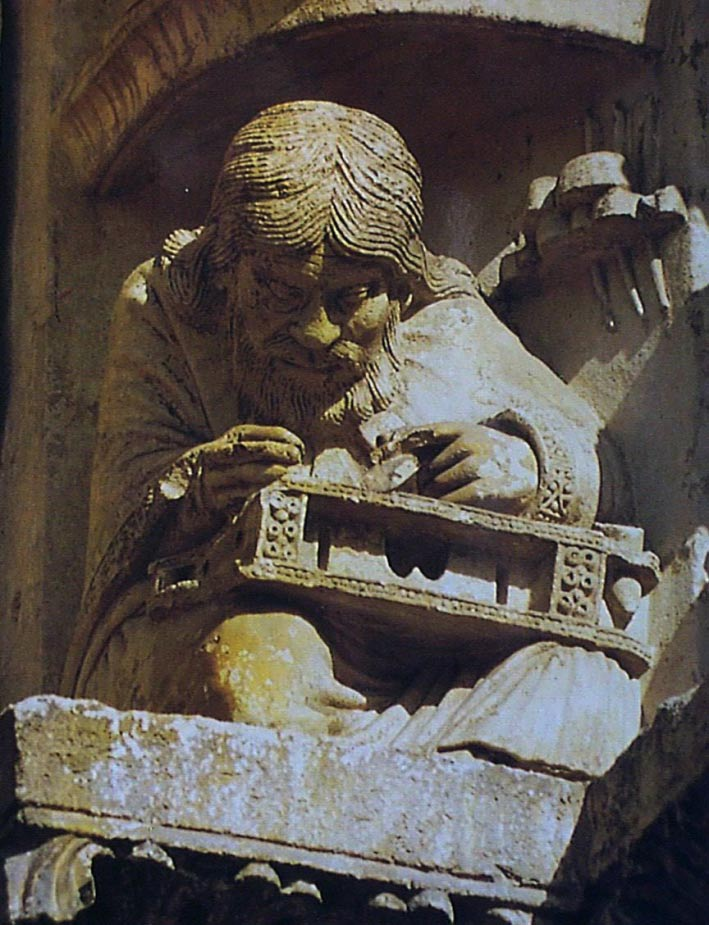
Voussures : Pythagore

### Le portail nord

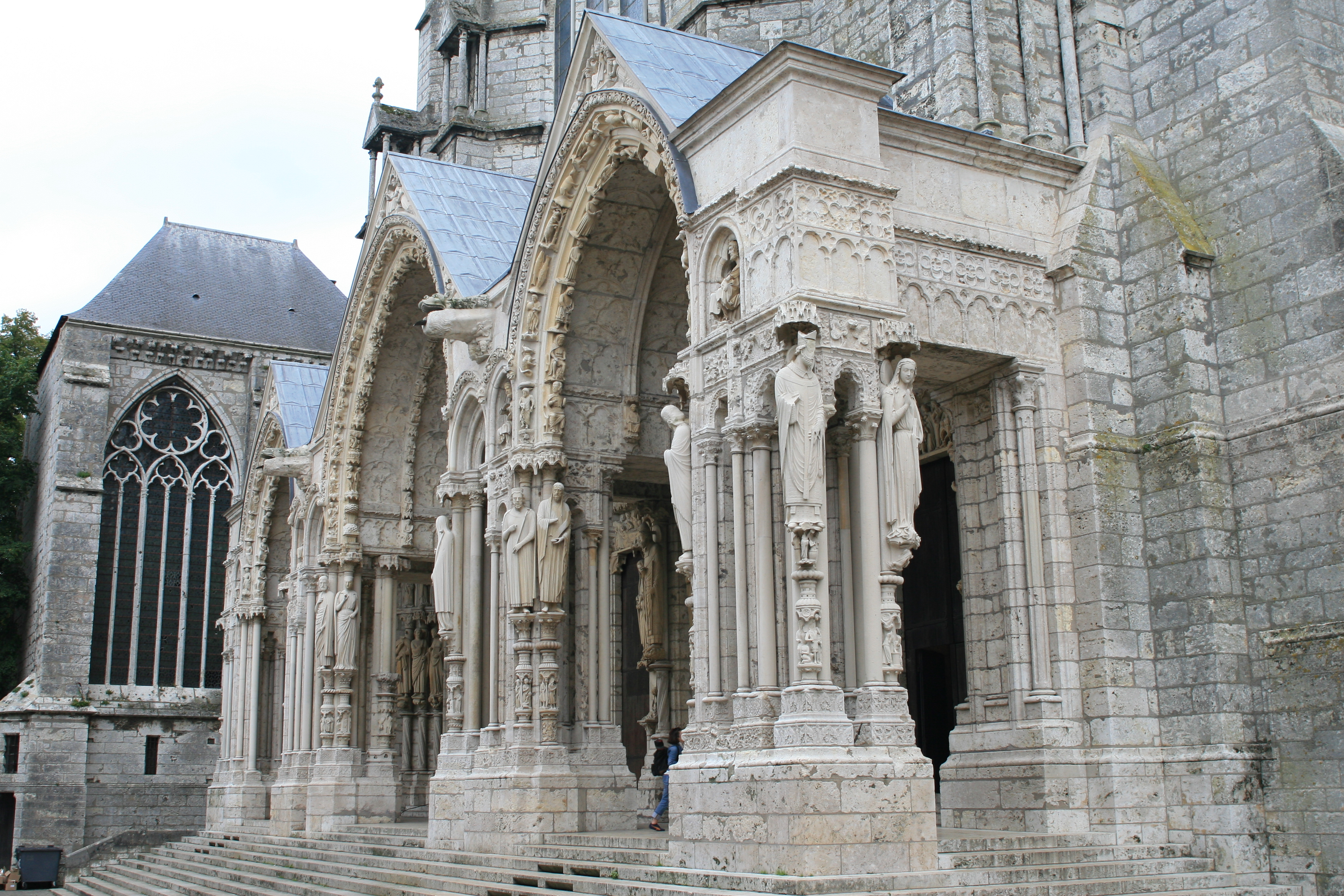
Vue d’ensemble du portail Nord.

Le portail nord est aussi appelé « portail de l'Alliance ». Il se présente, comme le portail sud, sous la forme d'un porche percé de trois portails. Des accès latéraux relient les trois baies et permettent de circuler à l'abri du porche. Ses statues ont été exécutées entre 1205 et 1210. Elles représentent des scènes de l'Ancien Testament et de la vie de la Vierge Marie. Les voussures de la baie centrale évoquent les épisodes de la Genèse. La baie de droite reprend le thème des travaux et des jours.

#### La baie de gauche
La baie de gauche représente des épisodes de la vie de Marie. L'ébrasement de gauche accueille d'abord Joseph père du Christ ou Daniel, voire le prophète Isaïe qui a annoncé selon l'Ancien testament que « la jeune fille deviendra enceinte, elle enfantera un fils », puis l'Annonciation : Marie écoute l'ange Gabriel en portant un livre symbolisant la sagesse. L'ébrasement de droite, de manière symétrique, présente la scène de la Visitation où Élisabeth reçoit Marie, puis, isolé à droite, le mari de celle-ci Zacharie ou bien un prophète qui pourrait être Malachie. Le tympan montre la naissance de Jésus et le réveil des bergers sur le registre inférieur, la venue des rois Mages et leur départ sur le registre supérieur ; cette disposition permet de placer la Vierge avec l'Enfant au centre de la composition.
Dans l'avant-porche, l'avant-dernier cordon extérieur de la voussure figure le thème de la vie active et de la vie contemplative : six figures illustrent à gauche les activités d'une femme active à gauche, et six autres, à droite, les attitudes d'une femme se consacrant à la contemplation.

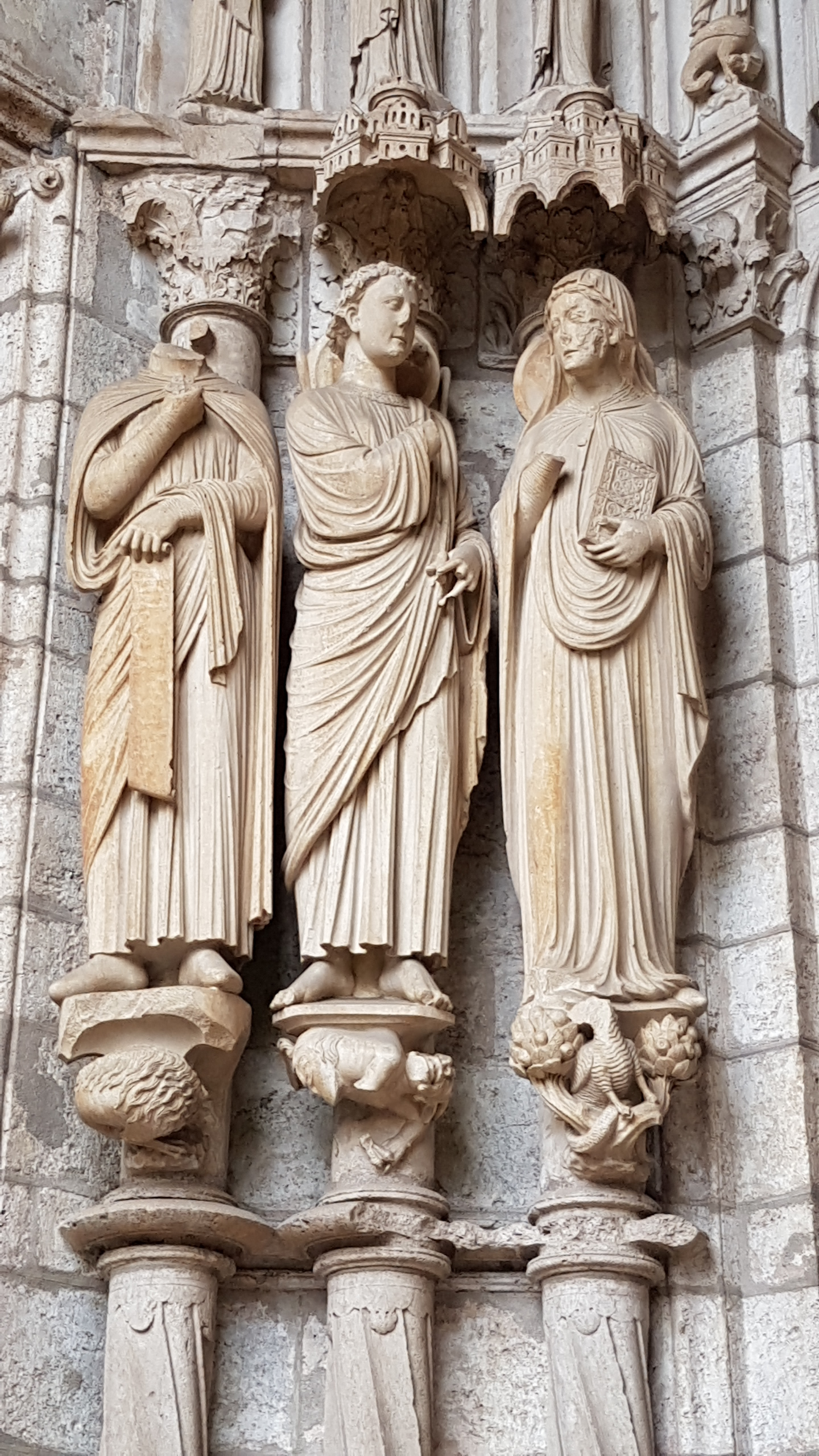
Ébrasement de gauche
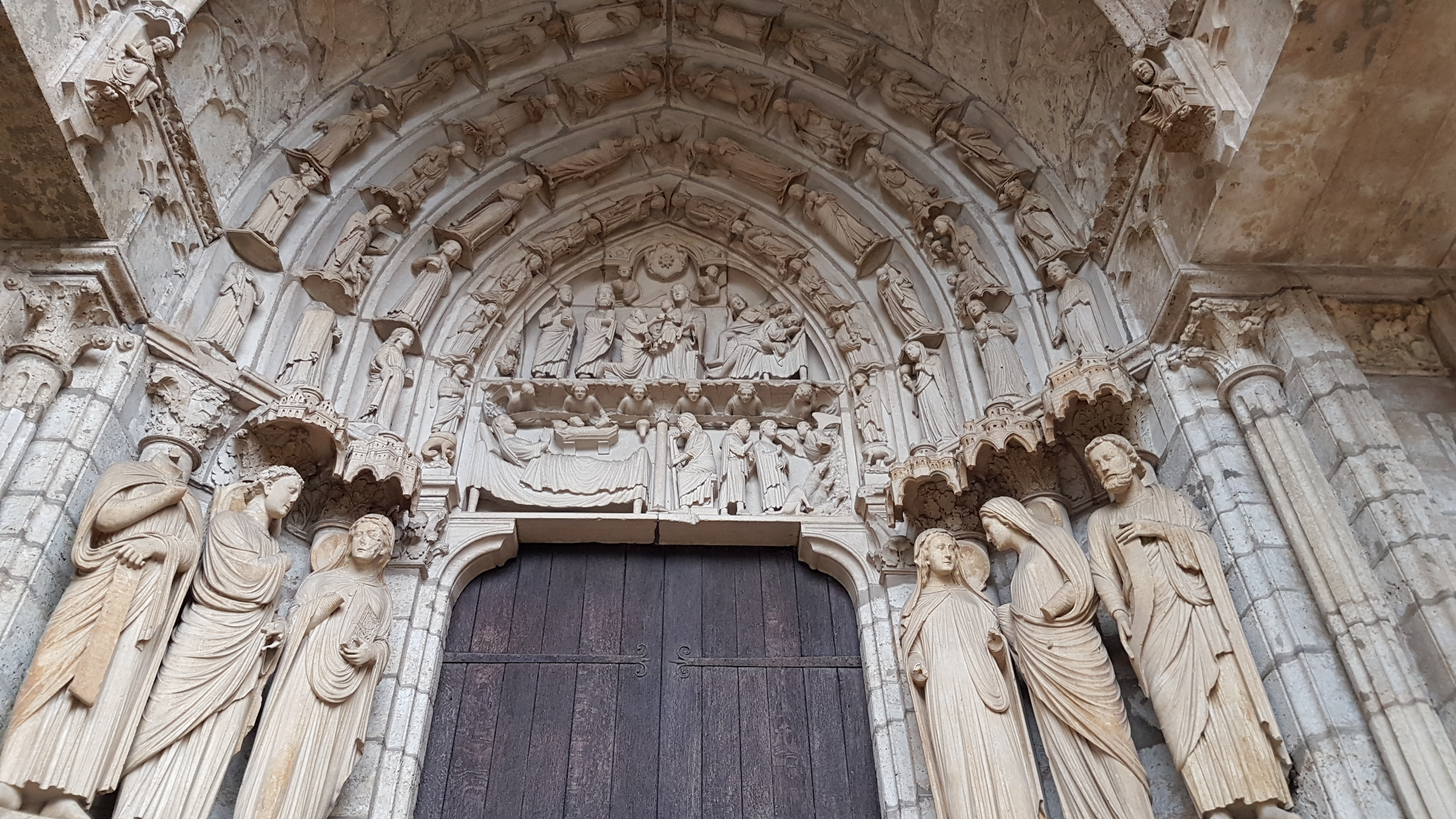
Tympan
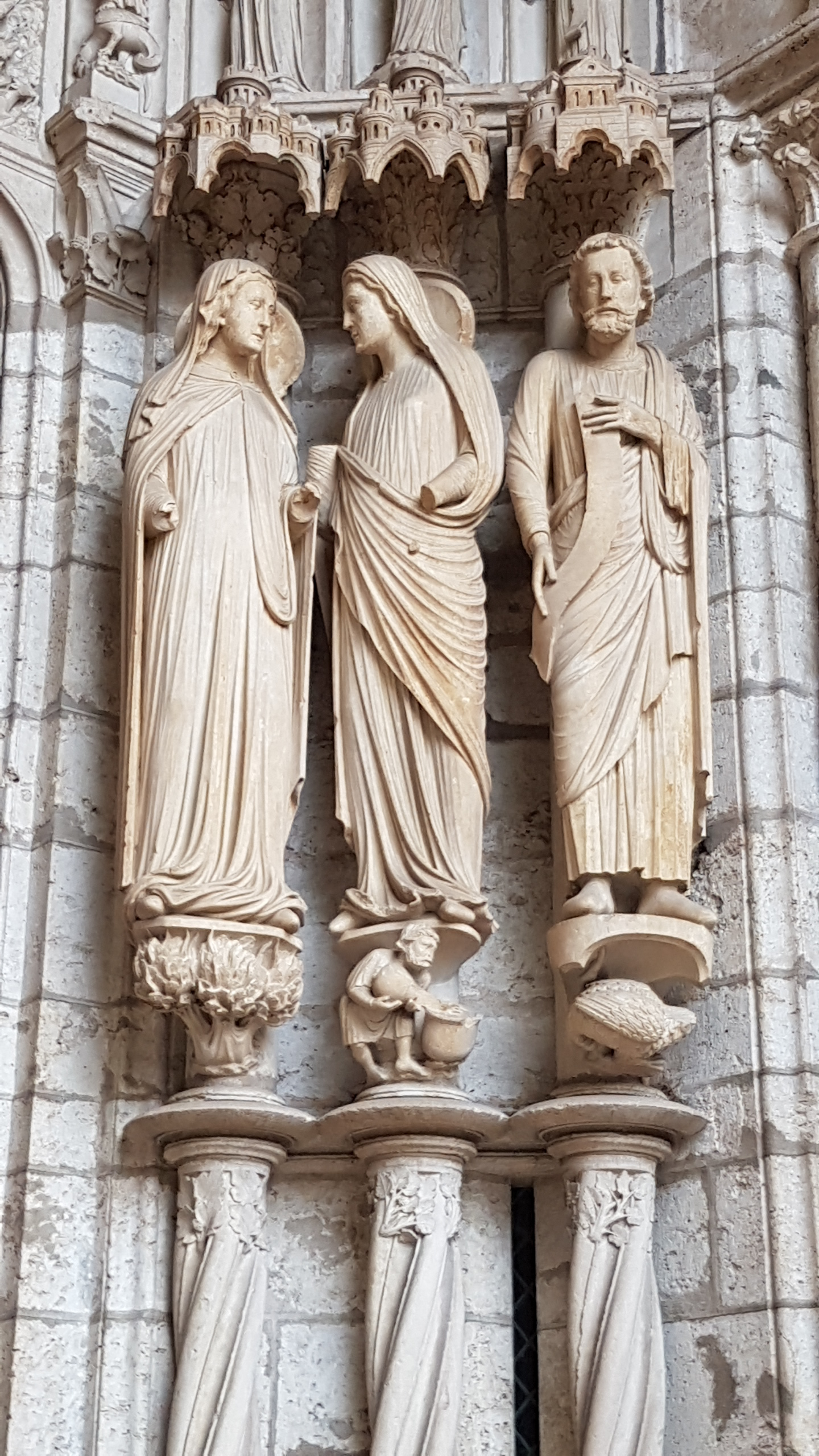
Ébrasement de droite
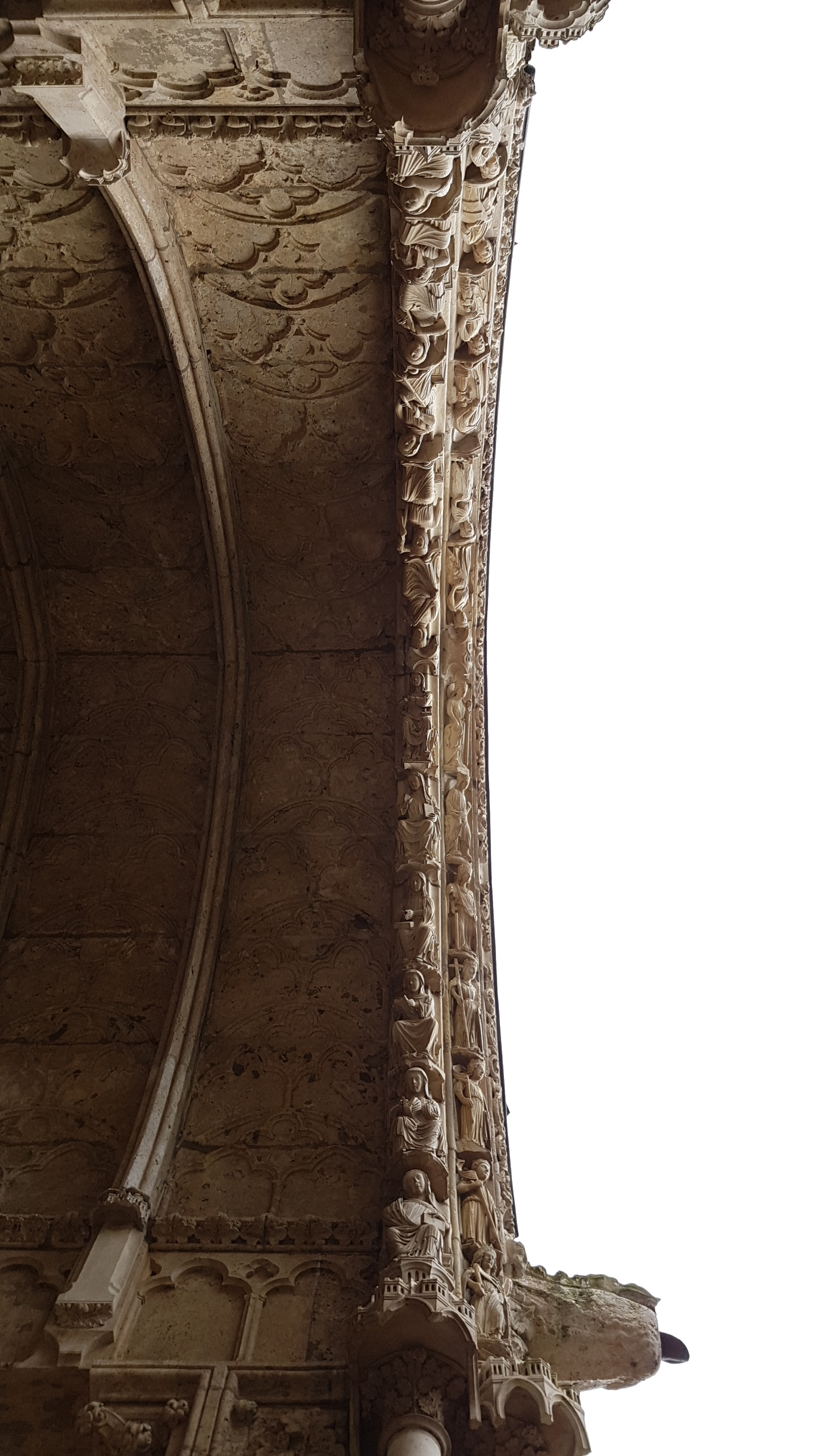
Vie active et vie contemplative (du haut vers le bas)

#### La baie centrale
La baie centrale représente, dans le tympan, le Couronnement de la Vierge et, sur le trumeau, Anne, mère de Marie. La porte est entourée de dix statues représentant des personnages de l'Ancien testament qui ont figuré ou prophétisé la naissance de Jésus-Christ et les évènements de sa vie, soit de gauche à droite, sur l'ébrasement de gauche : Melchisédech, Abraham, Moïse, Samuel ou Aaron, enfin David, et sur l'ébrasement de droite : Isaïe au-dessus de Jessé endormi, Jérémie, Siméon, Jean-Baptiste et saint Pierre.
Sur le bord de l'avant-proche, les deux cordons extérieurs de la voussure représentent la création du Monde selon la Genèse dans dix-huit tableaux se déclinant sur chacun des cordons.

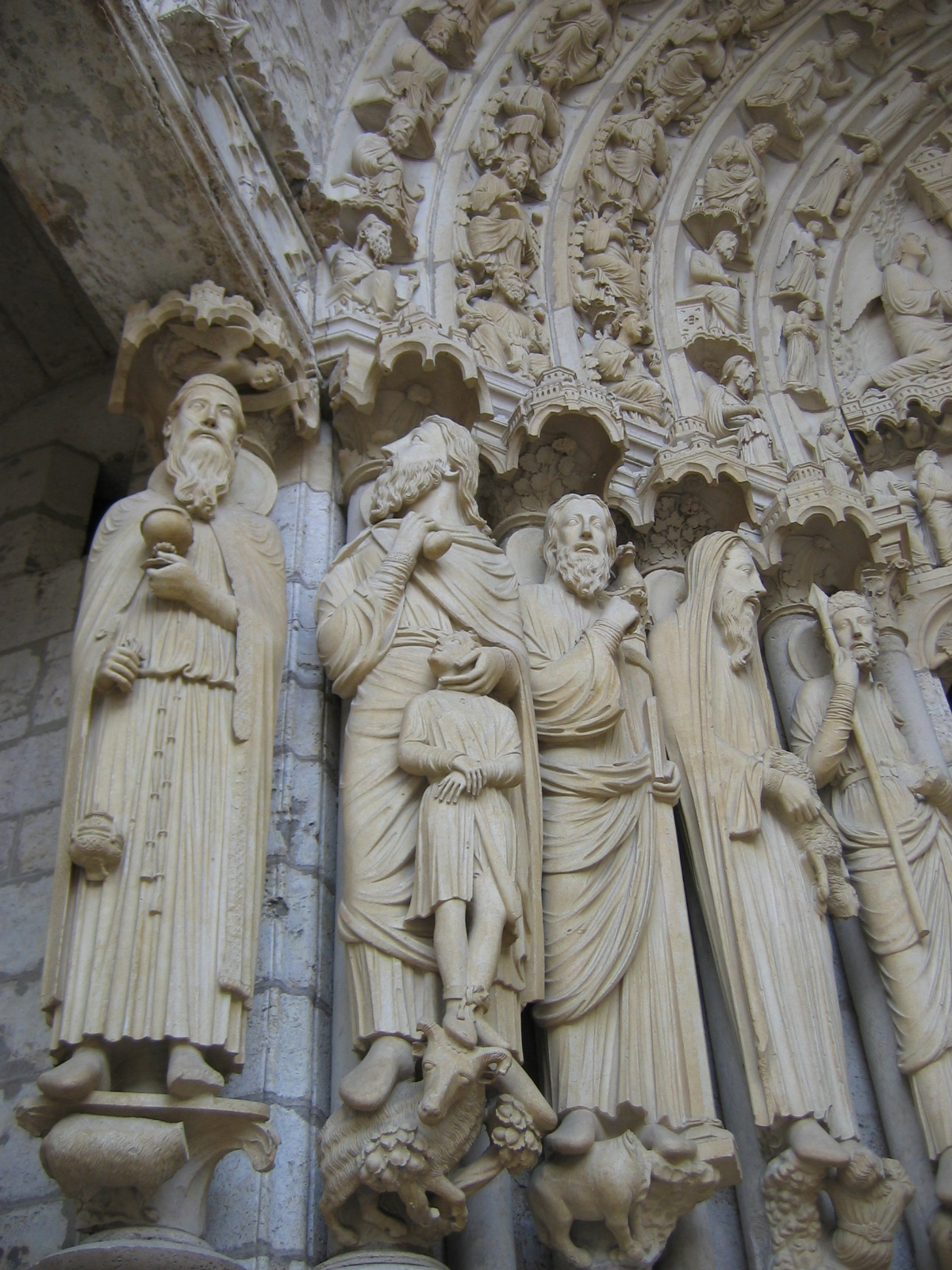
Ébrasement de gauche
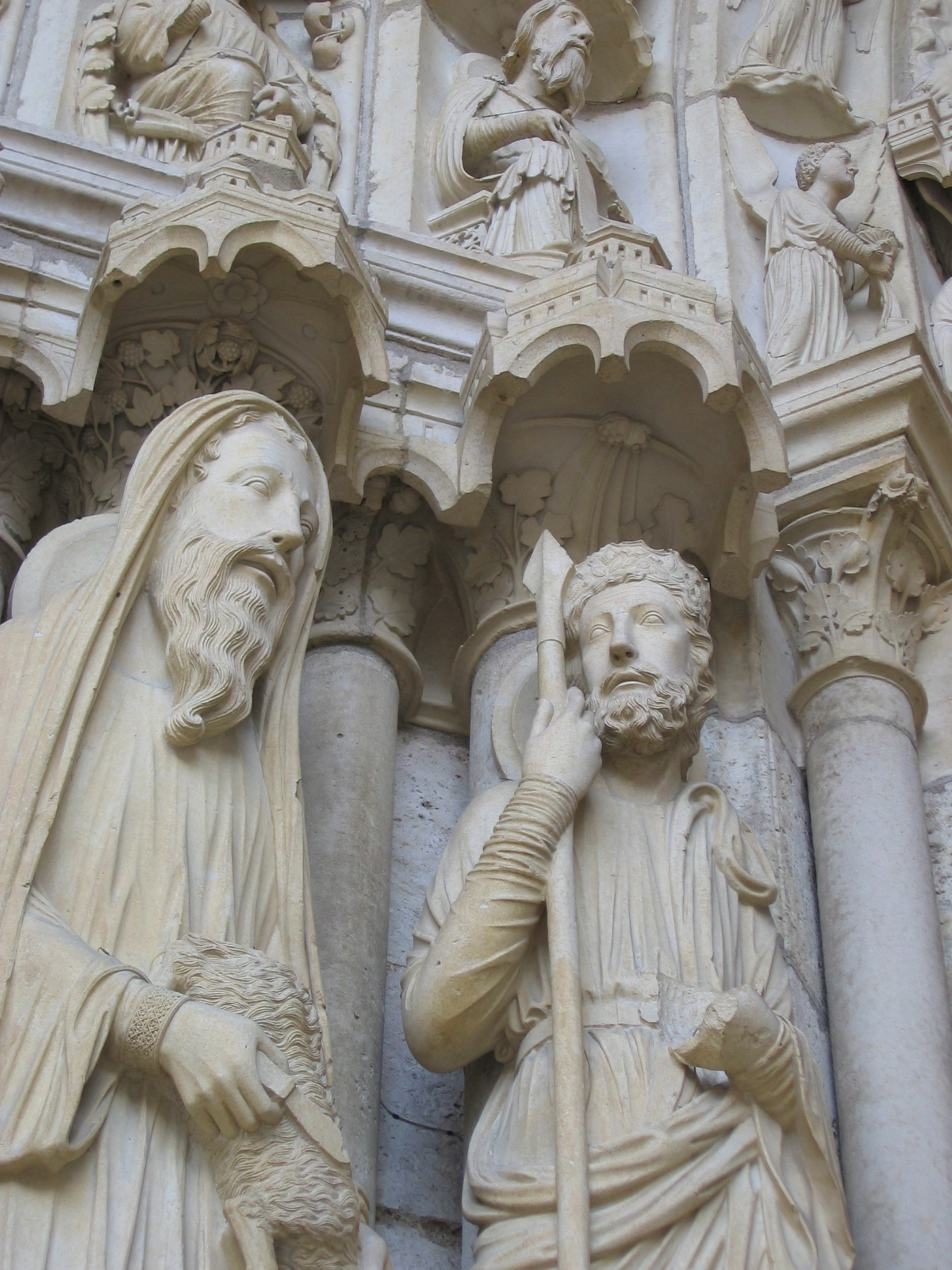
Ébrasement de gauche (détail)
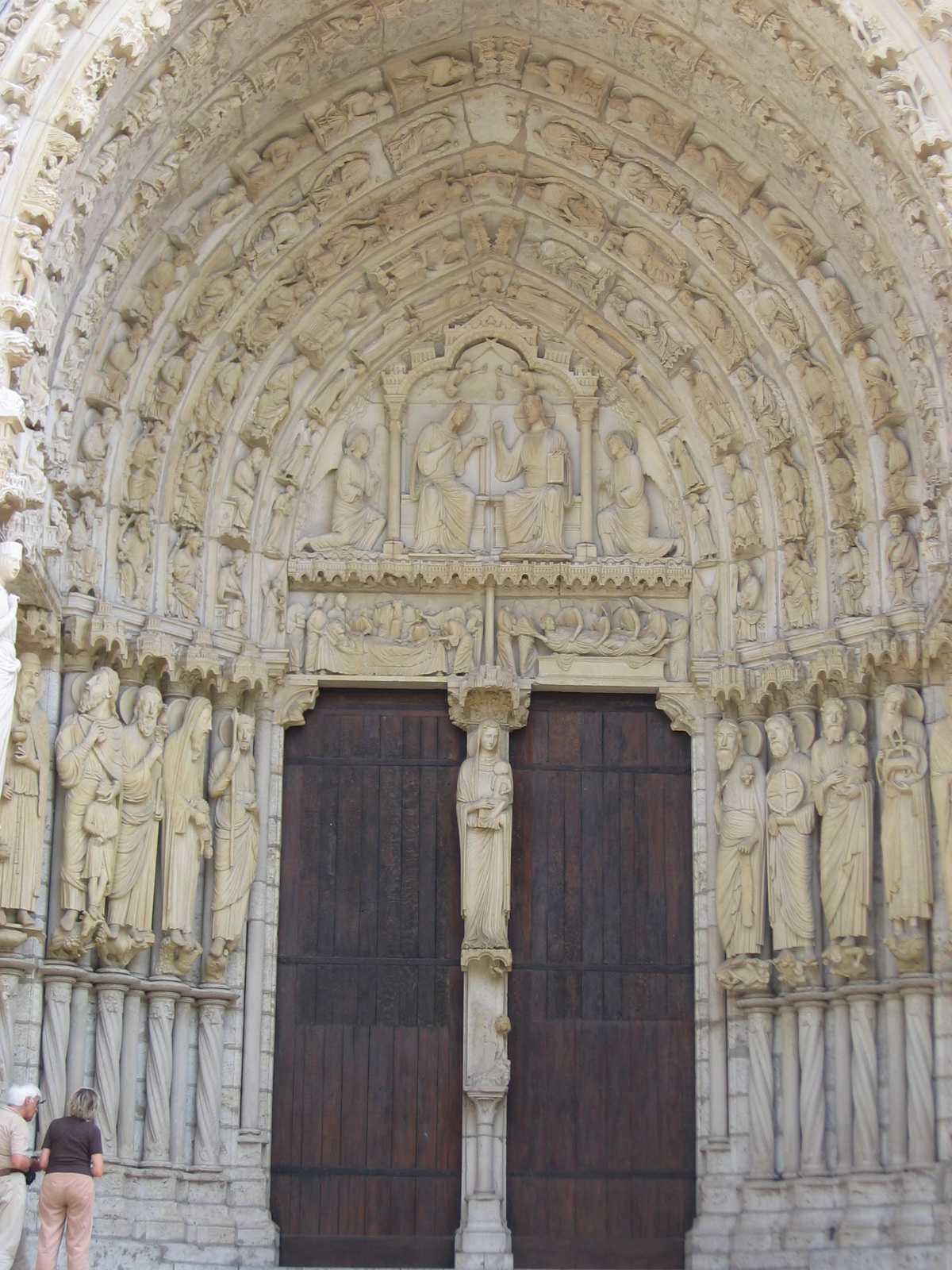
Tympan et trumeau[Note 10]
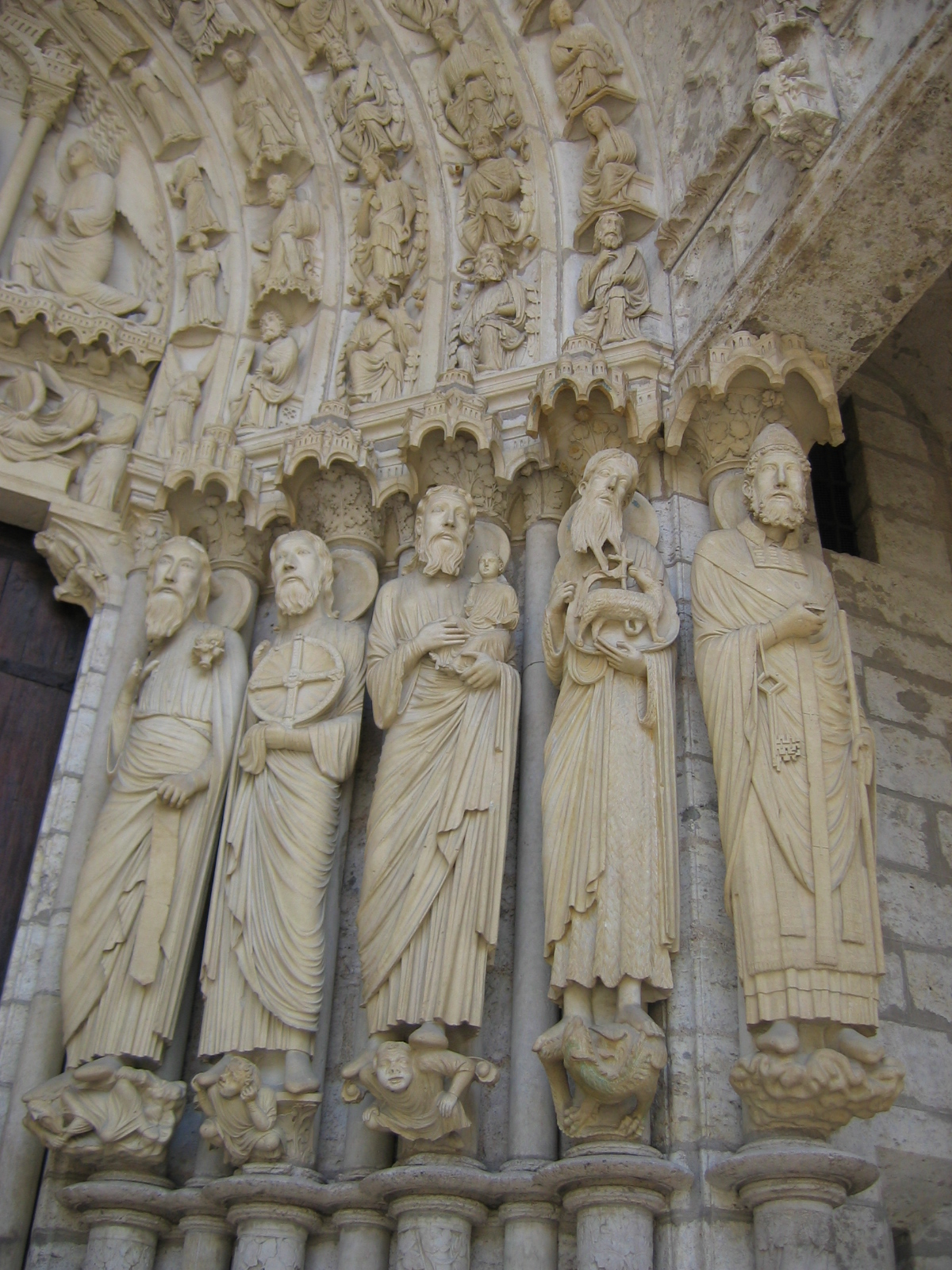
Ébrasement de droite
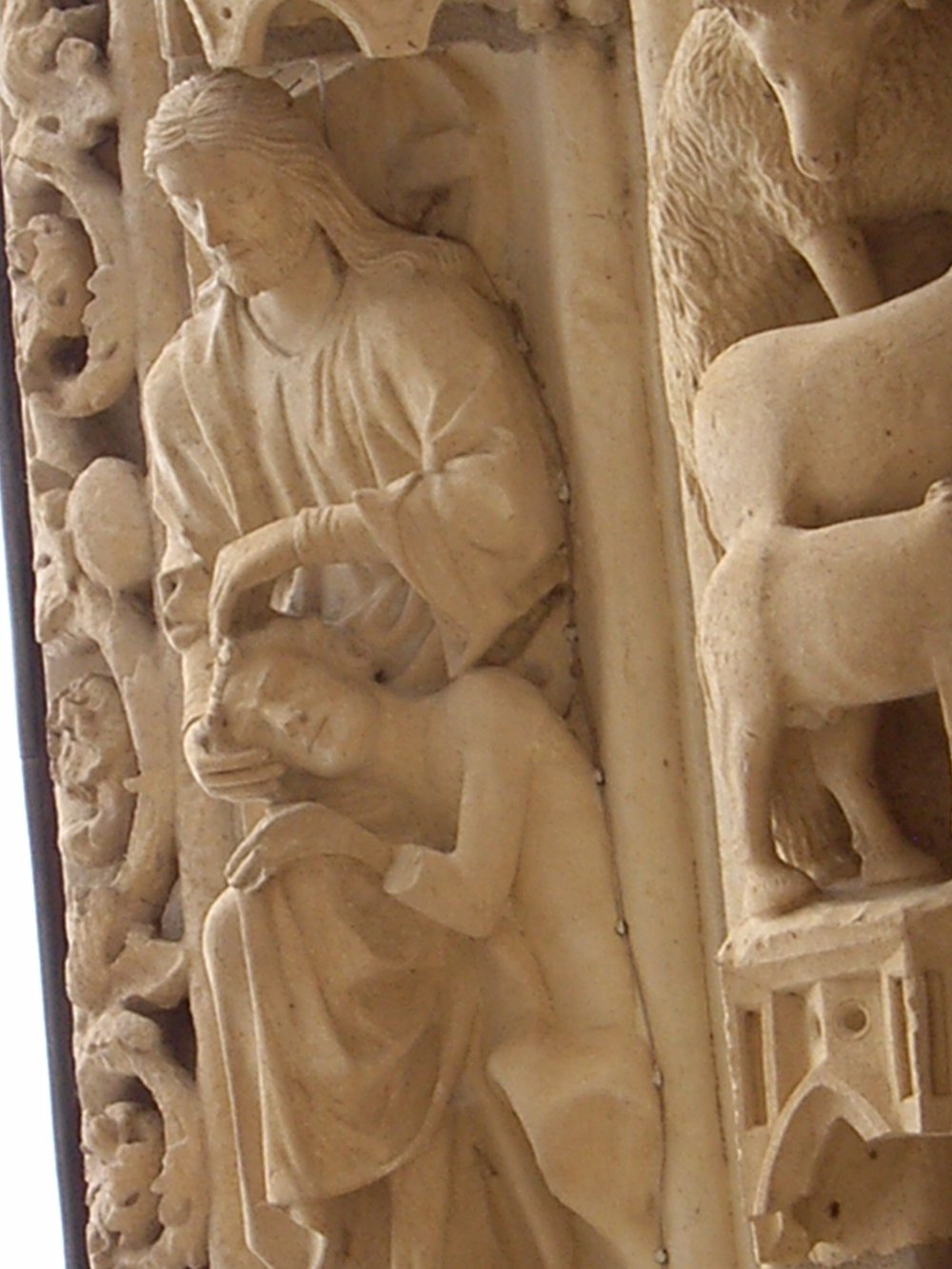
Dieu créant Adam
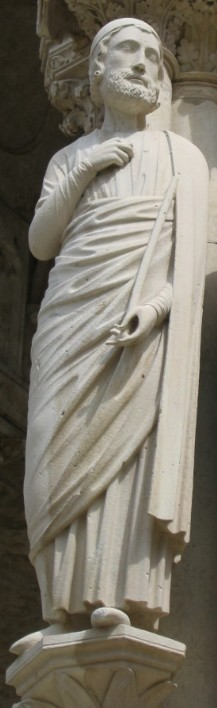
Statue du jambage gauche de l'avant-porche
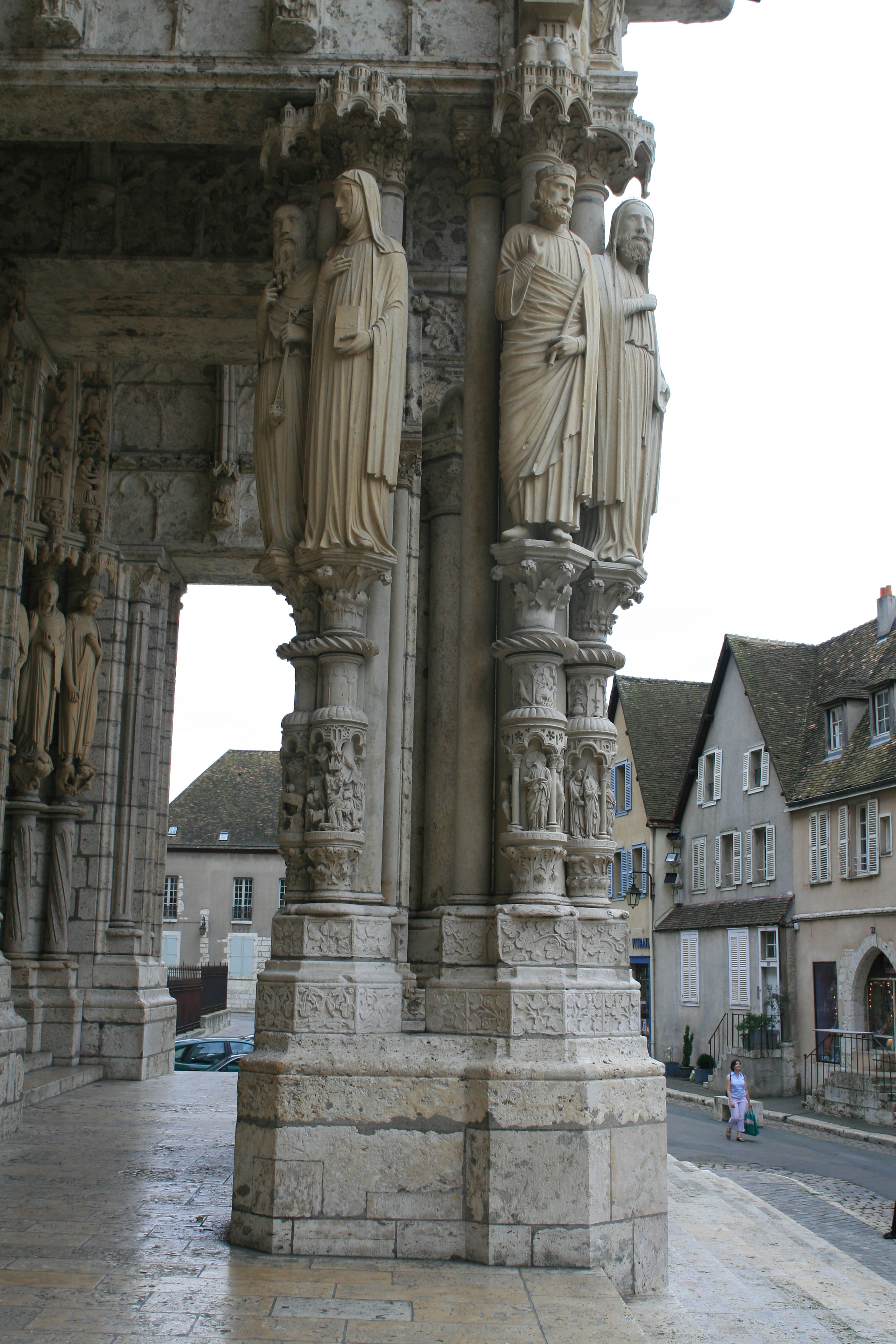
Les statues du jambage droit de l'avant-porche

#### La baie de droite
La baie de droite représente, sur le tympan, le jugement de Salomon dans le registre inférieur et Job sur le fumier dans le registre supérieur. Dans l'ébrasement de gauche on voit, de gauche à droite, les statues de Samson ou de Balaam, de la reine de Saba et de Salomon au-dessus du bouffon Marcolf apparaissant dans un récit médiéval, et dans l'ébrasement de droite celles de Ben Sira, de Judith ou de la Sibylle d'Érythrée et de Gédéon ou de Joseph fils de Jacob.

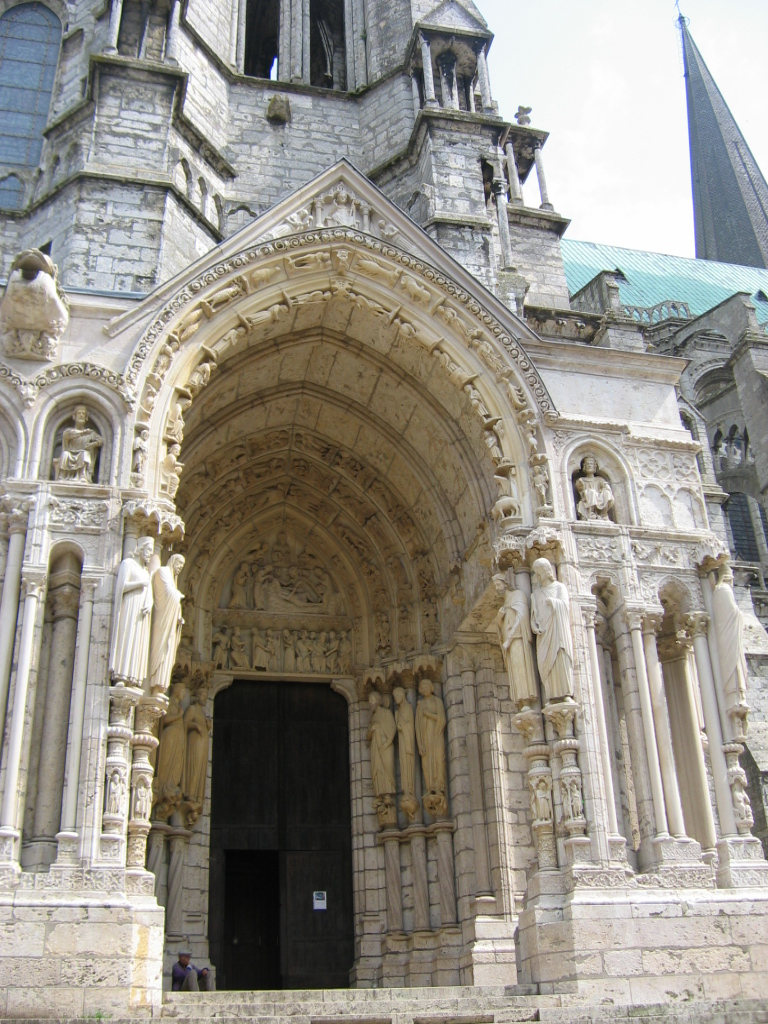
Vue générale
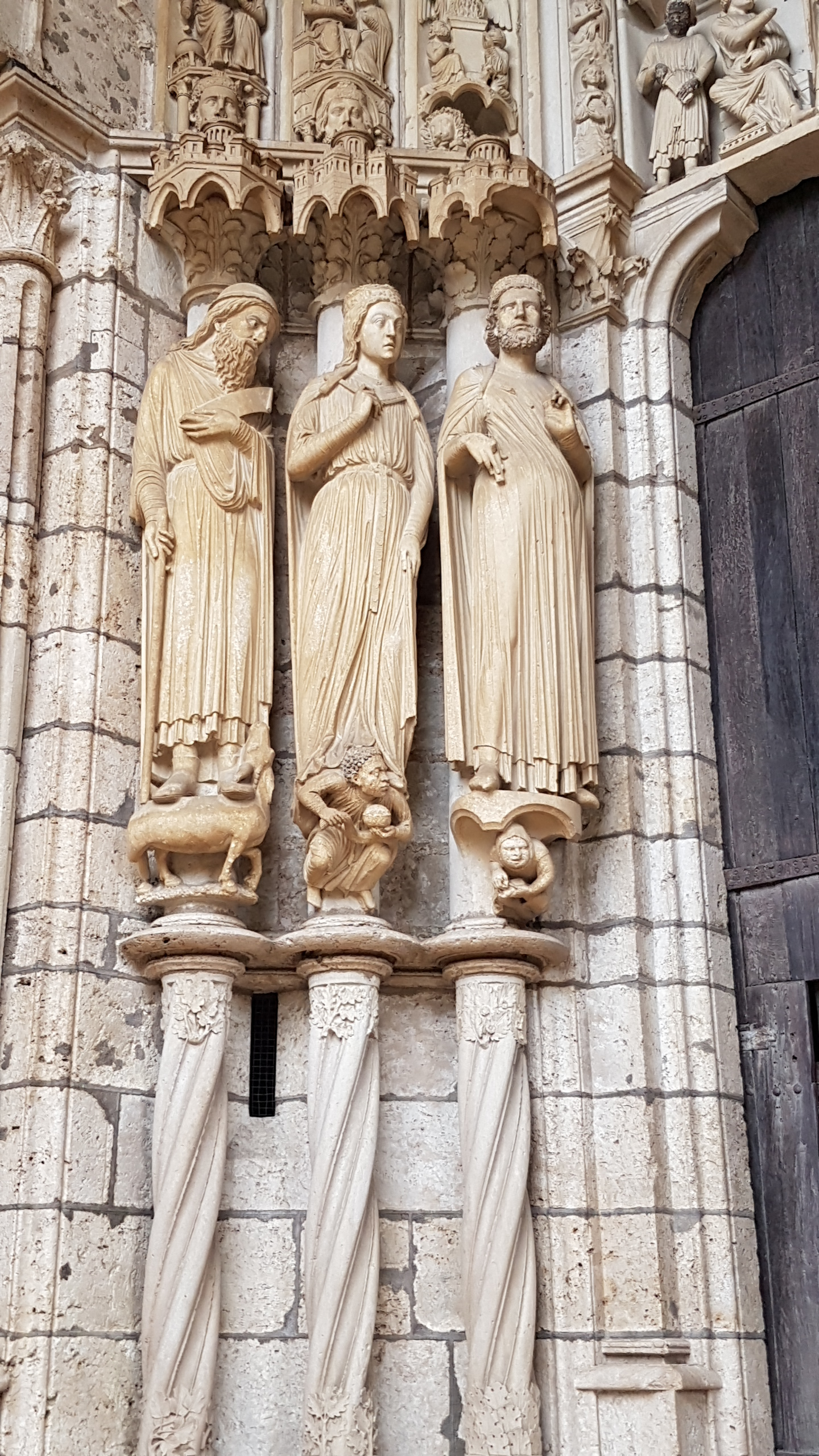
Ébrasement de gauche
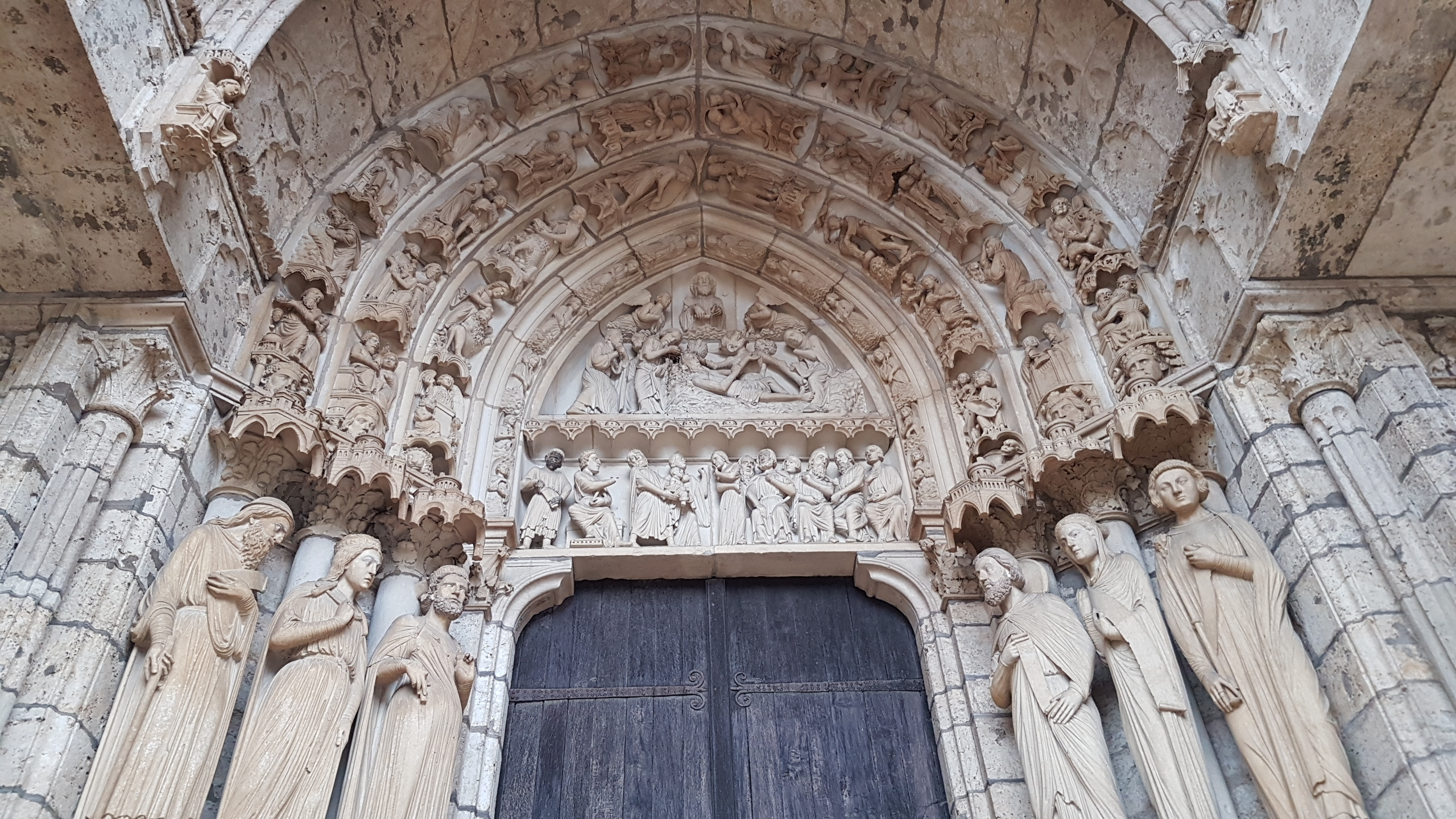
Tympan
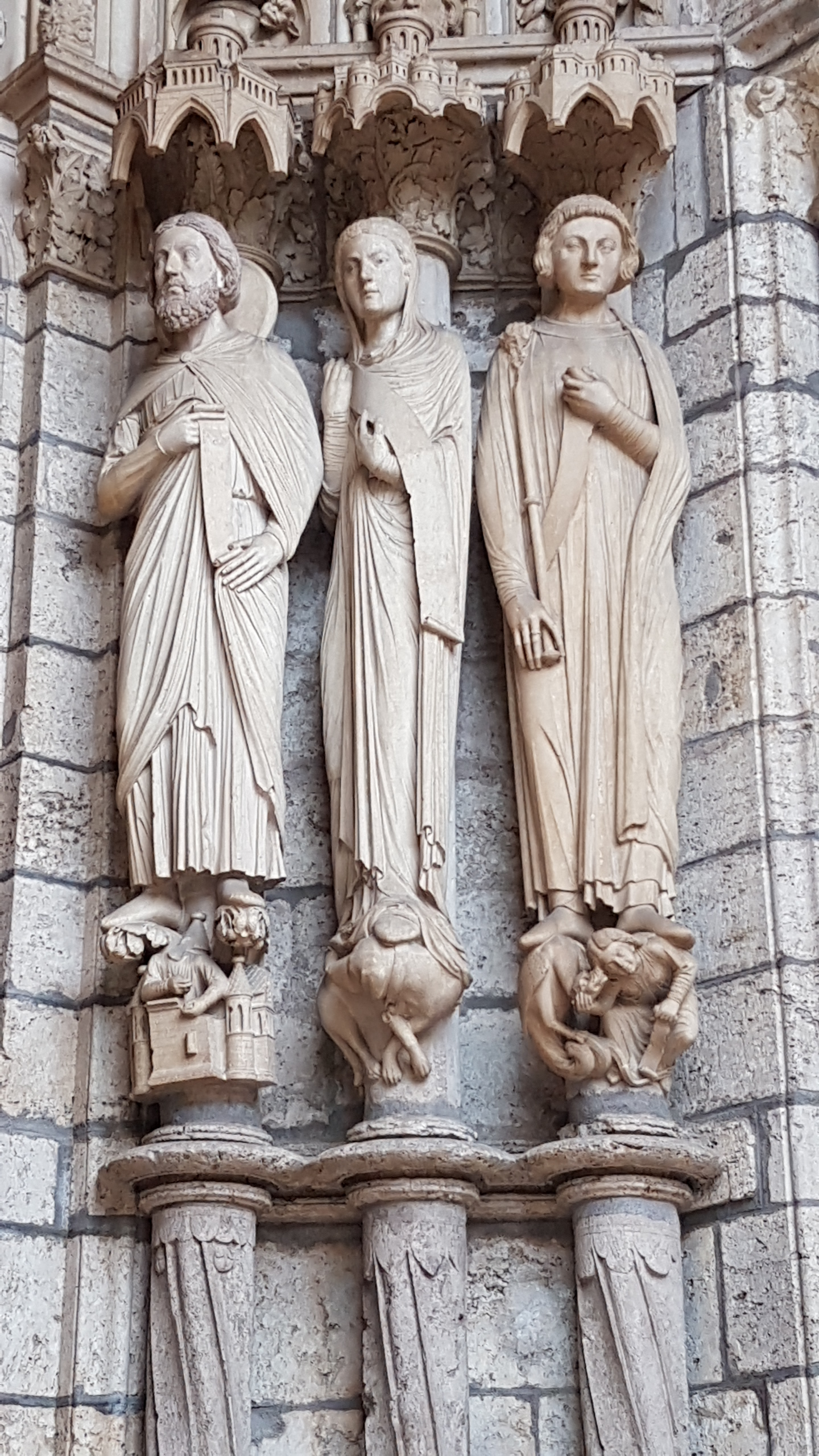
Ébrasement de droite

### Le portail sud
Le portail sud, comme le portail nord, comporte trois baies précédées par un avant-porche. Il est consacré à l'Église, depuis les apôtres (baie centrale) jusqu'aux confesseurs (baie de droite) et aux martyrs (baie de gauche). Sa datation est proche de celle du portail nord, peut-être légèrement antérieure. Sur le trumeau de la baie centrale, on trouve un « Christ enseignant » et au tympan une figuration du jugement dernier.

#### La baie de gauche
La baie de gauche est consacrée aux martyrs de l'Église chrétienne. En particulier, l'histoire d'Étienne, traîné hors de Damas puis tué par lapidation, occupe le tympan, en dessous d'un Christ bénissant entouré de deux anges.
Les colonnes des ébrasements portent, à gauche de la porte, des statues de saint Théodore (Théodore Tiron ou Théodore le Stratilate) ou peut-être de Roland, de saint Étienne, du pape saint Clément et de saint Laurent, et à droite de saint Vincent au-dessus des animaux qui n'ont pas dévoré son corps, de saint Denis ou saint Ignace d'Antioche, de saint Piat ou saint Rustique et de saint Georges.

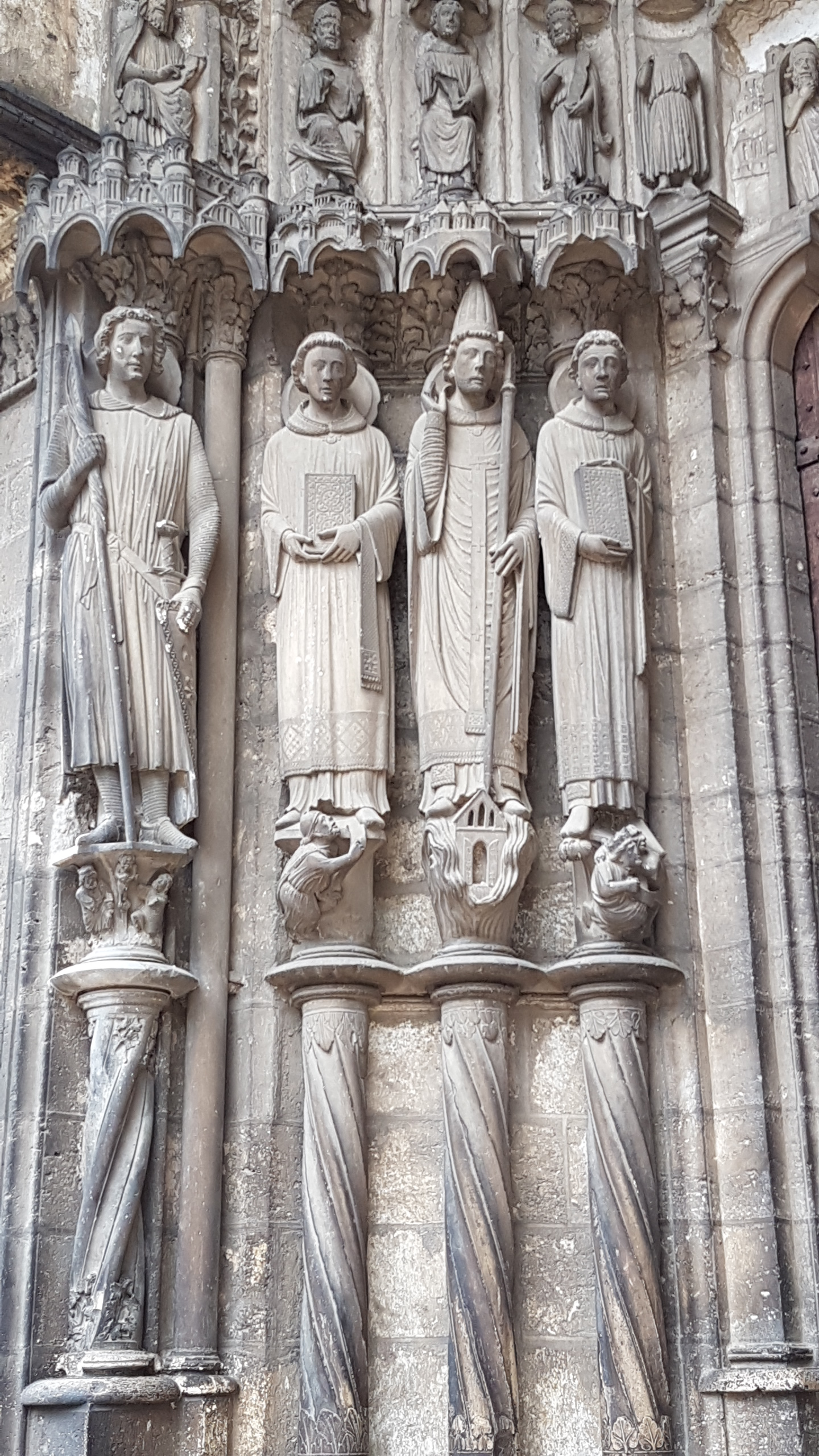
Ébrasement de gauche
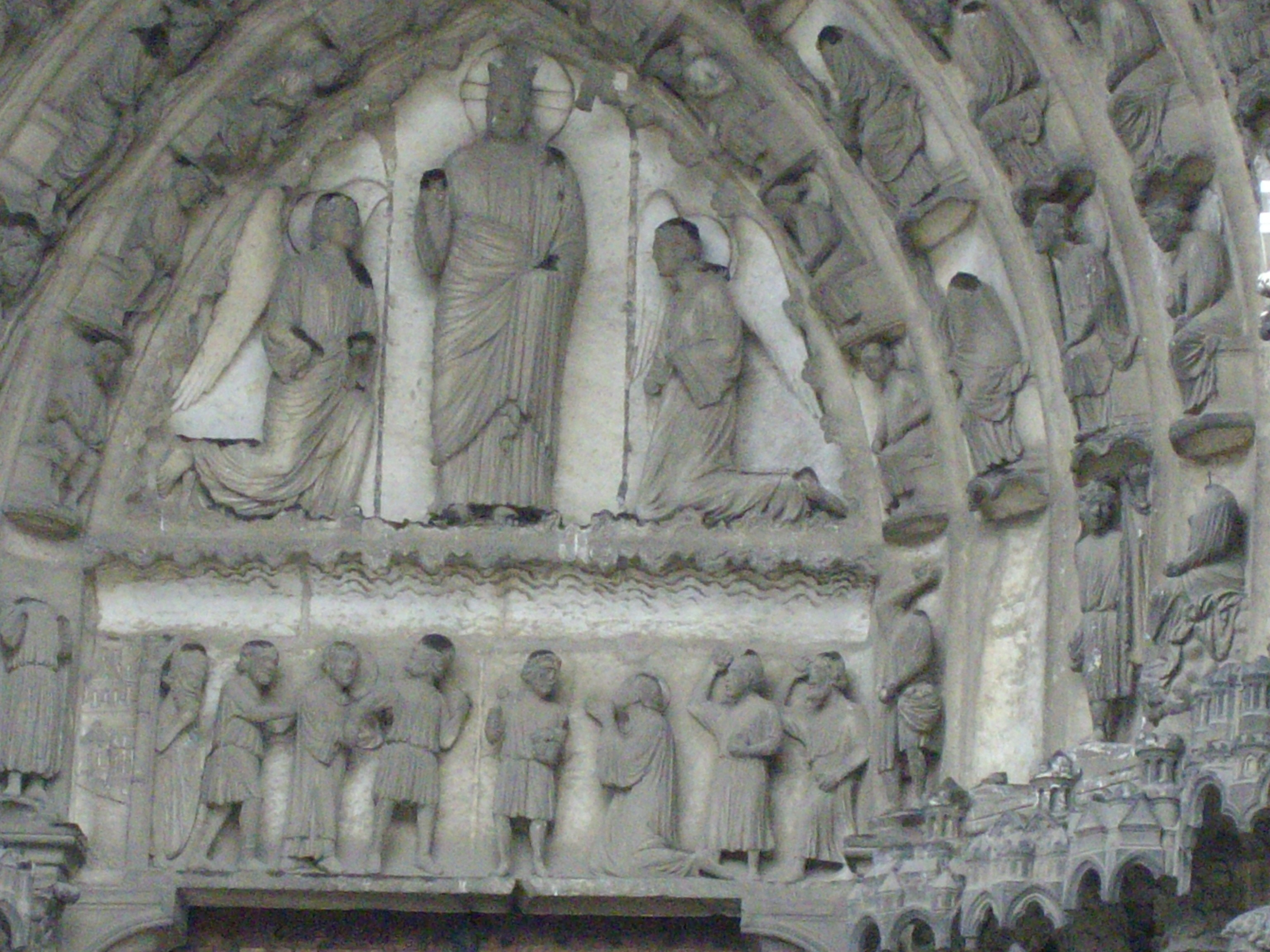
Tympan
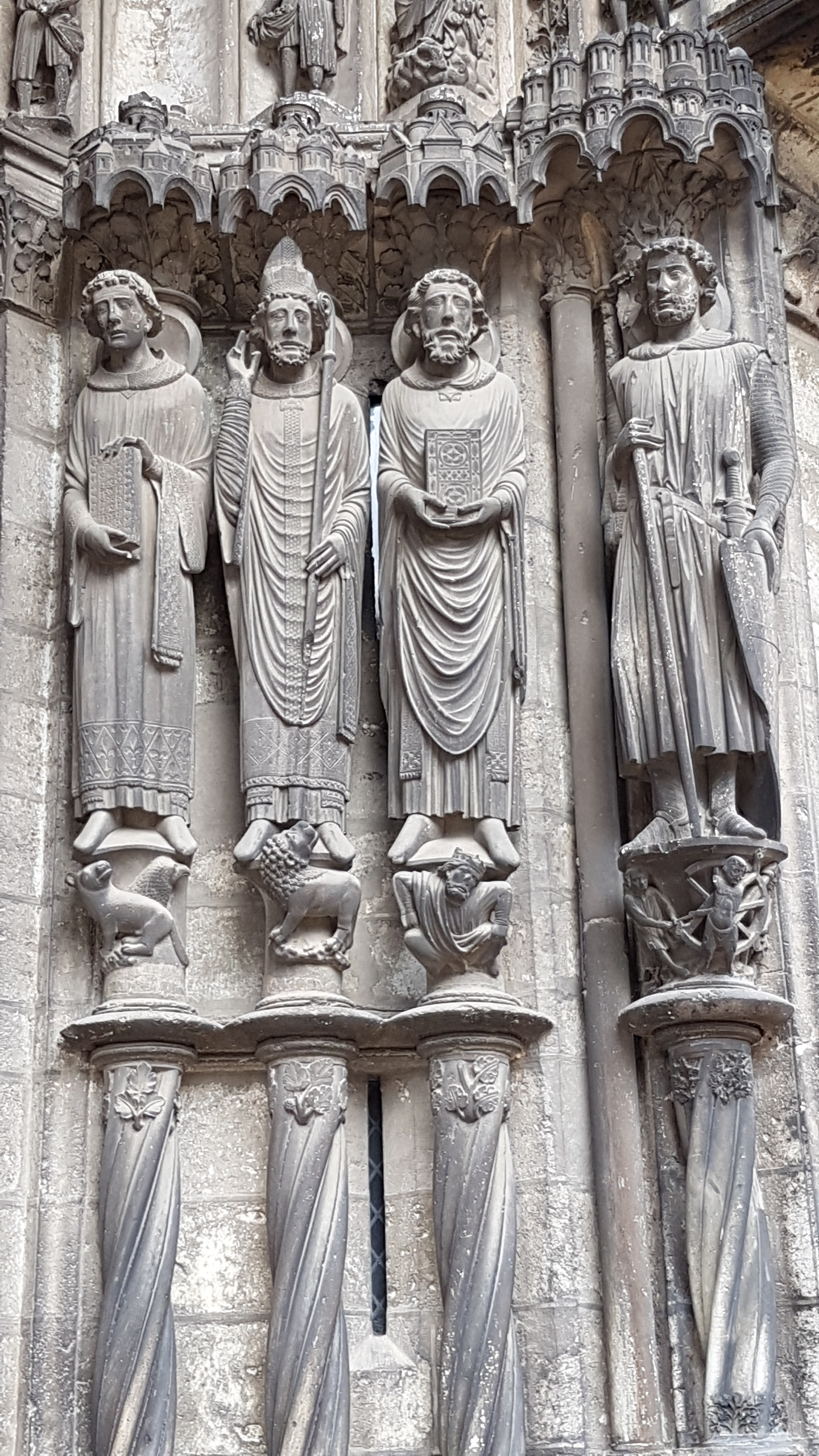
Ébrasement de droite

#### La baie centrale
Le tympan de la baie centrale décrit le Jugement dernier. Jésus, trônant entre Marie et saint Jean, occupe le centre du registre supérieur ; en dessous, l'archange saint Michel pèse les âmes, envoyant les justes vers la gauche tandis que des diables tirent les méchants vers la droite.
En dessous du tympan, le trumeau de la porte d'entrée porte une grande statue du Christ bénissant, un livre dans la main, dans une représentation proche de celle du « Beau Dieu » de la cathédrale d'Amiens.
Les statues des ébrasements représentent, de gauche à droite, Simon le Zélote ou saint Jude un peu à l'écart, saint Matthieu ou Simon le Zélote, saint Philippe ou saint Thomas, saint Thomas ou saint Philippe, saint André et saint Pierre tenant ses clés, puis à droite de la porte saint Paul, saint Jean, saint Jacques le Majeur, saint Jacques le Mineur, saint Barthélemy et saint Jude ou saint Matthieu un peu à l'écart.

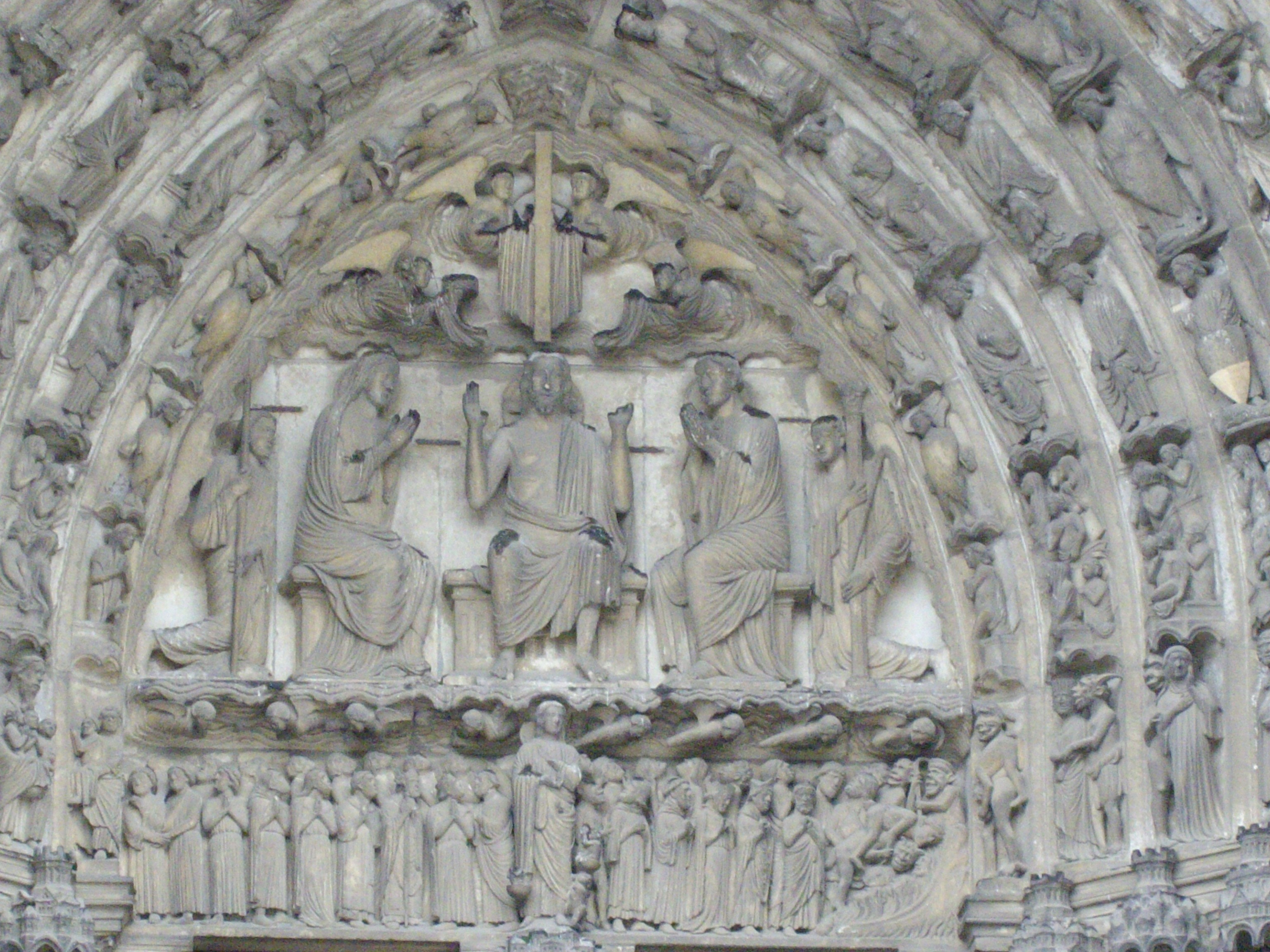
Tympan
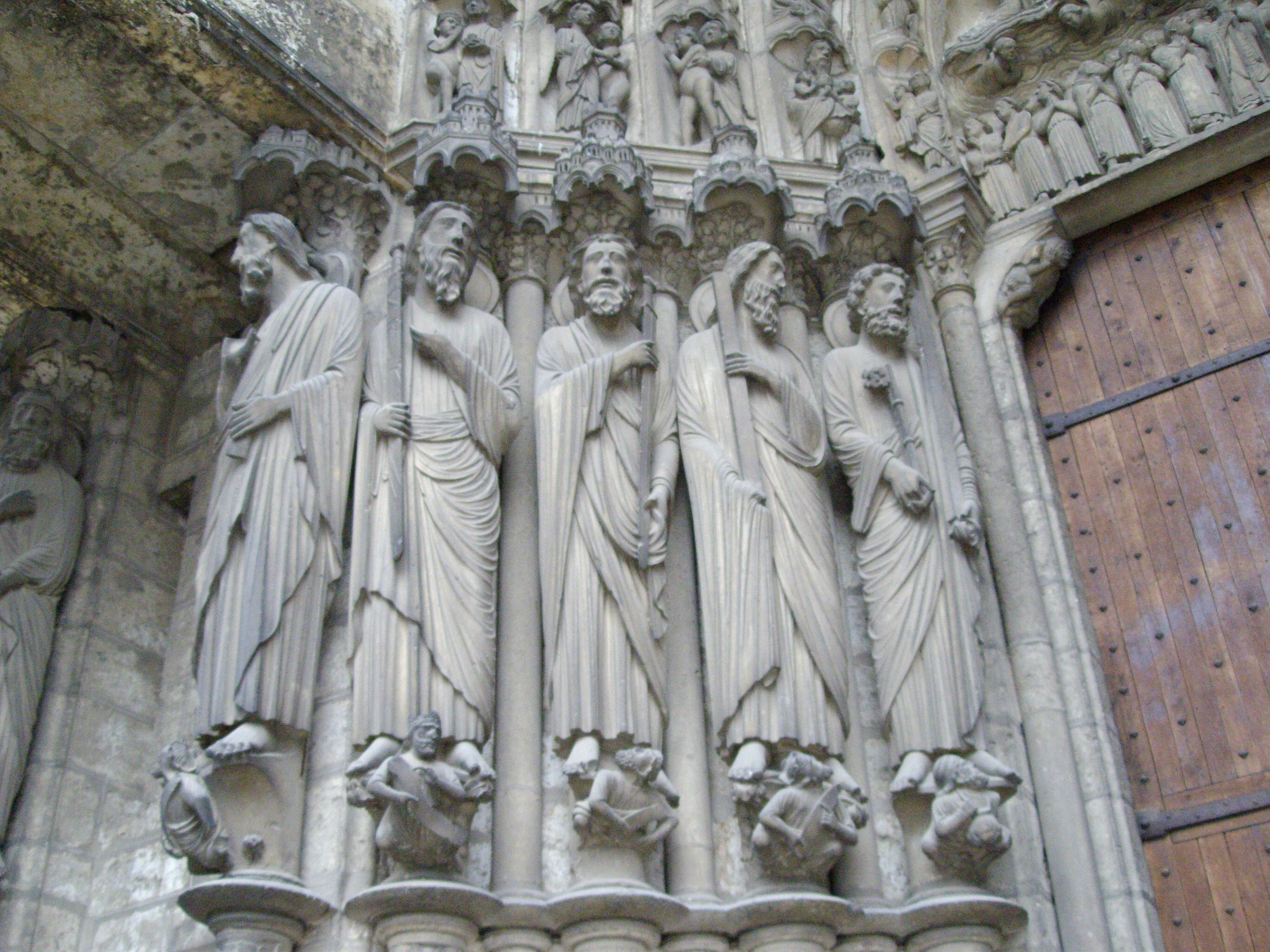
Ébrasement de gauche
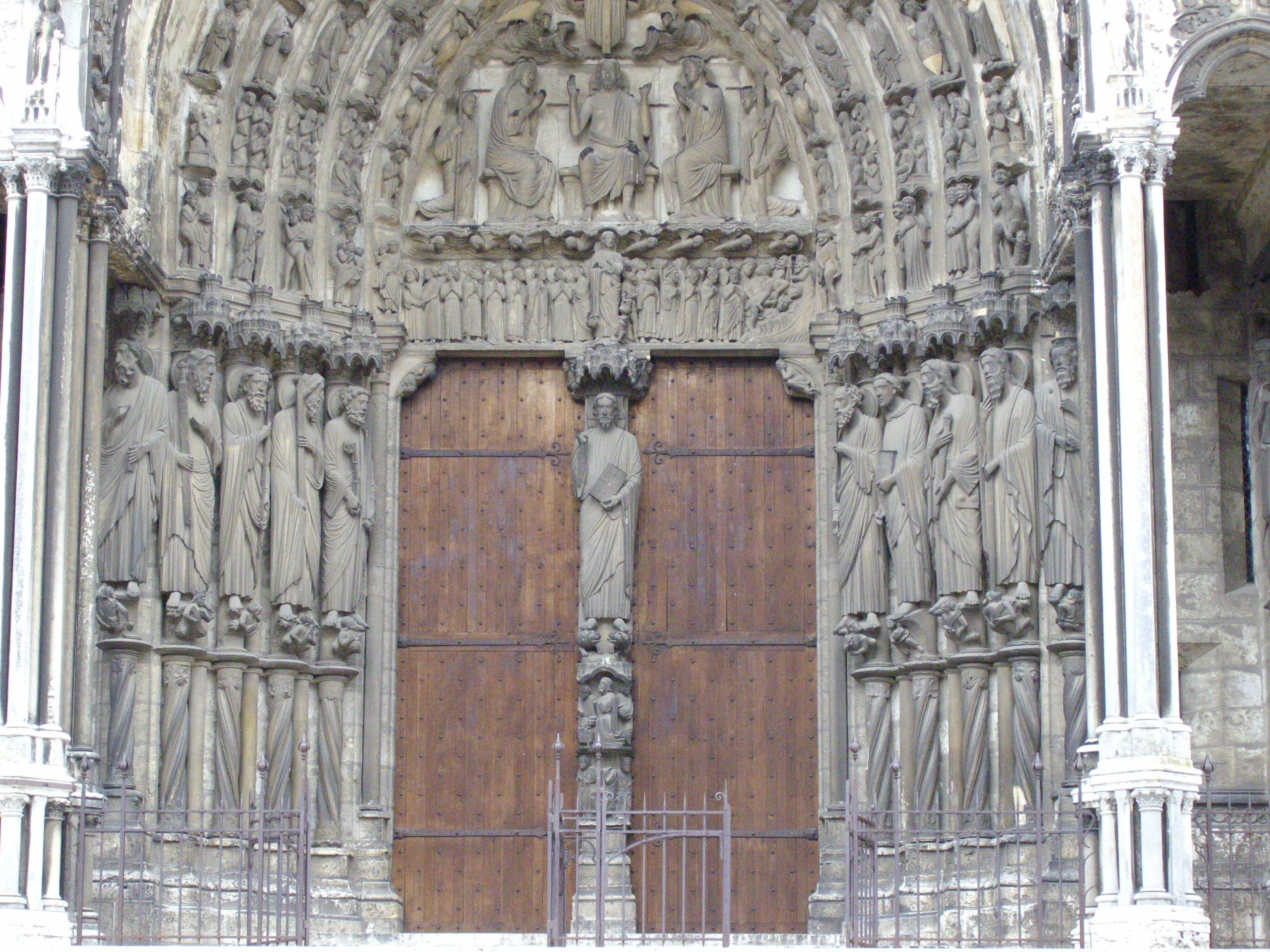
Trumeau
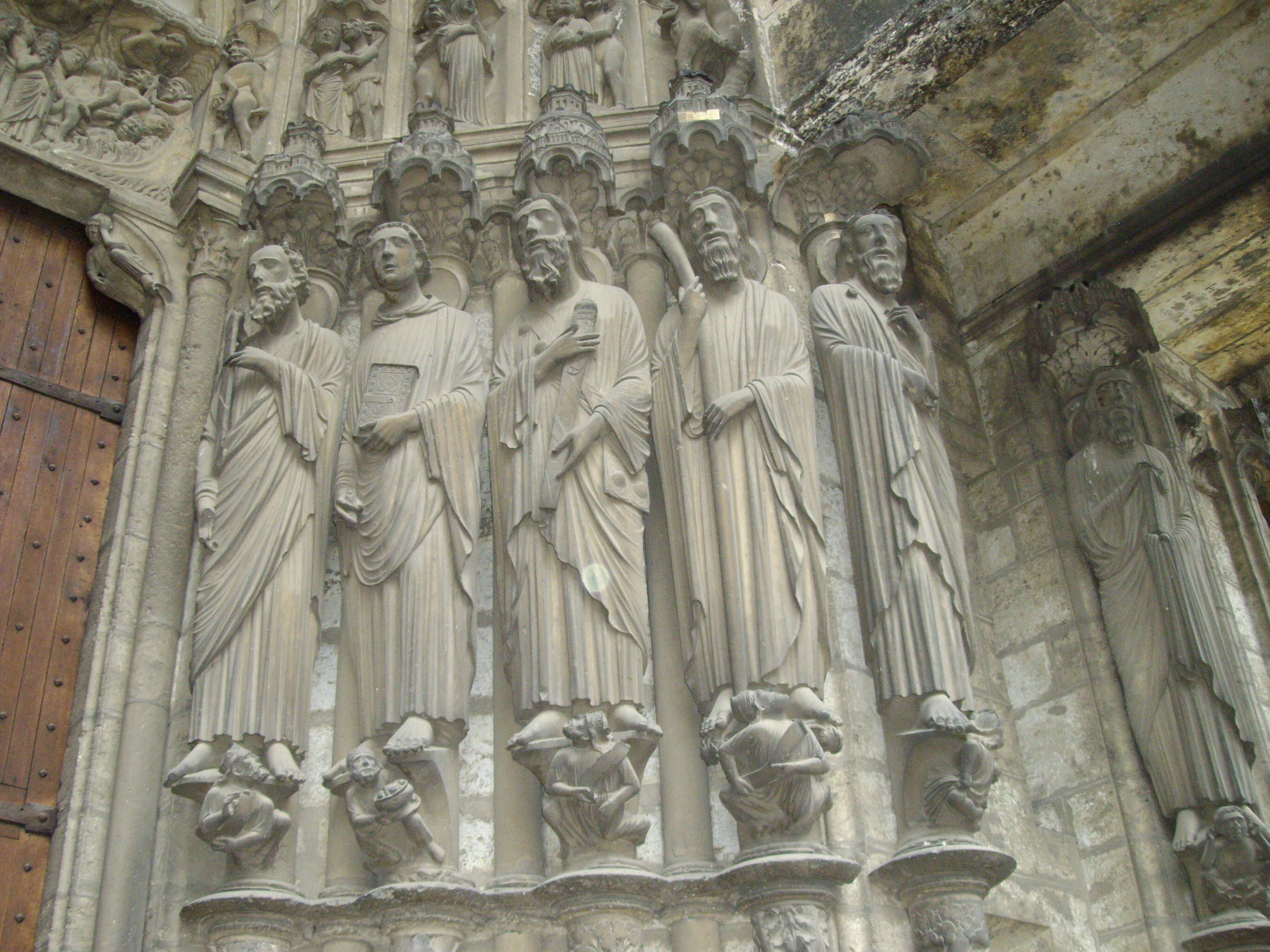
Ébrasement de droite

#### La baie de droite
La baie de droite est consacrée aux Confesseurs, saints n'ayant pas subi le martyre. Dans le tympan, en bas à gauche saint Martin donne à un pauvre la moitié de son manteau ; au milieu à gauche, il voit en songe le Christ, qui est représenté au sommet du tympan. En bas à droite, saint Nicolas donne de l'argent à un père pour sauver ses trois filles ; au milieu à droite, une huile miraculeuse coule du lit dans lequel il est couché.
On trouve dans l'ébrasement de gauche les statues de saint Laumer, du pape saint Léon ou saint Sylvestre, de saint Ambroise et de saint Nicolas ; dans celui de droite, celles de saint Martin, de saint Jérôme, de saint Grégoire le Grand et de saint Avit.

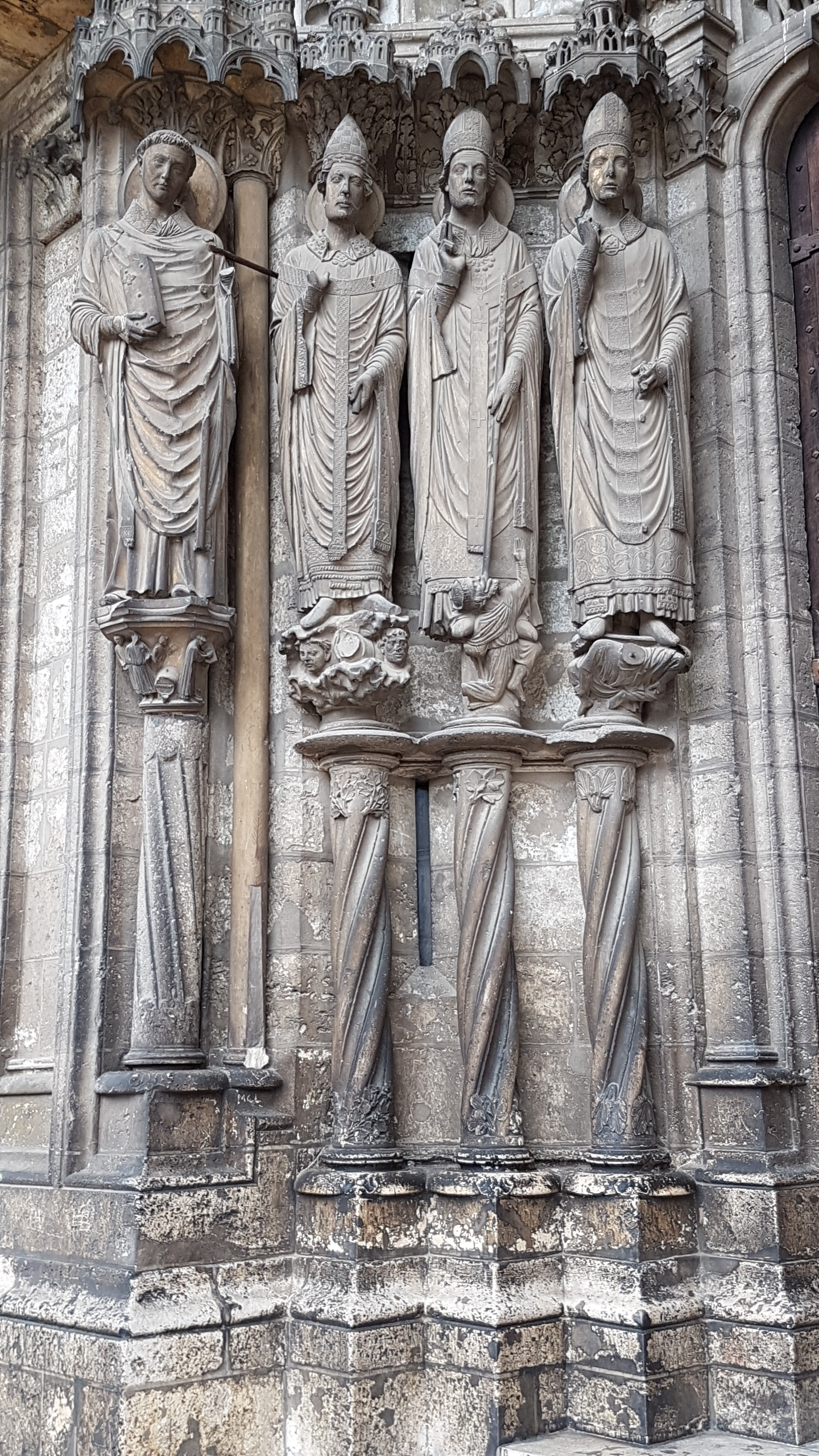
Ébrasement de gauche
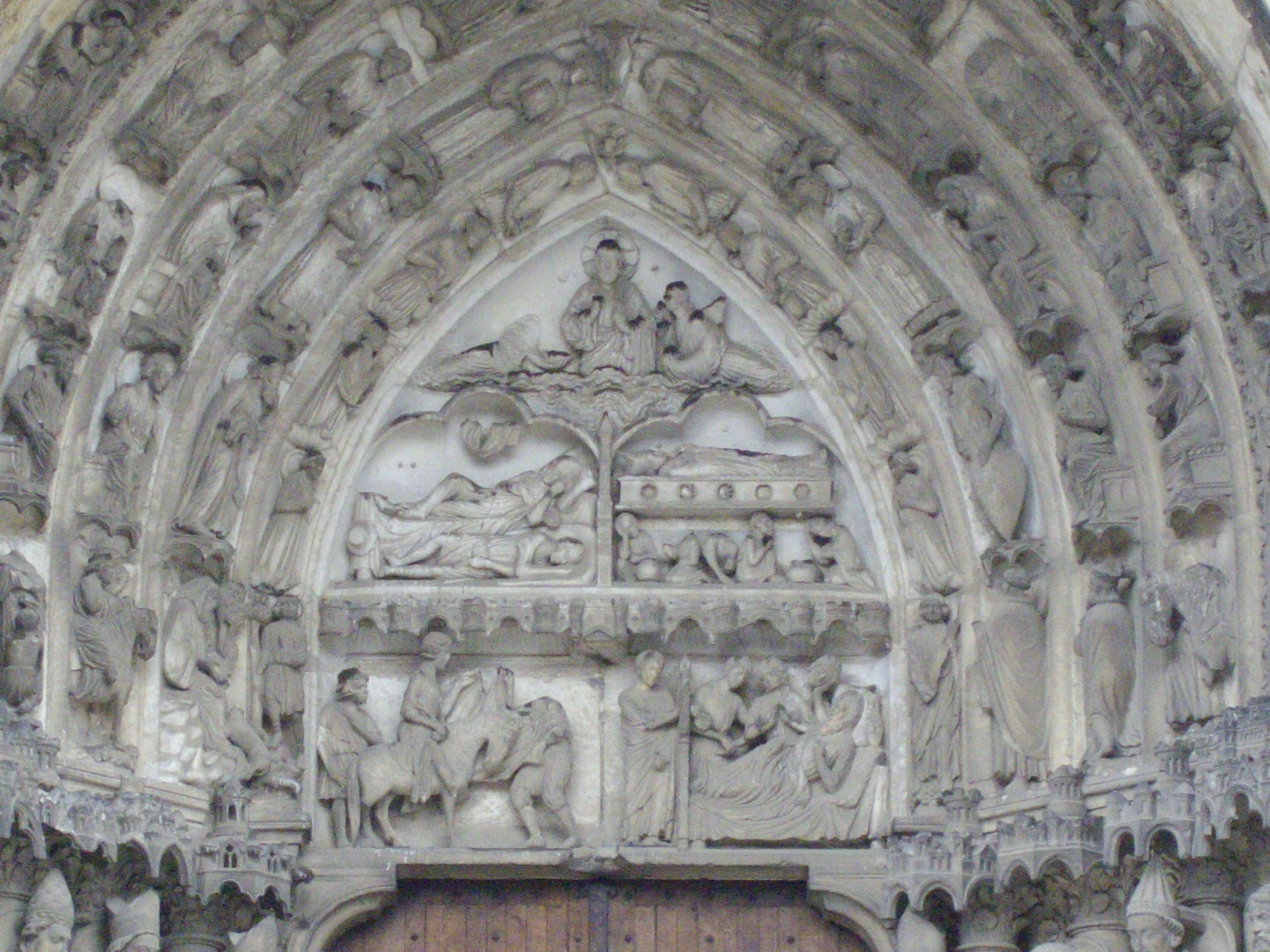
Tympan
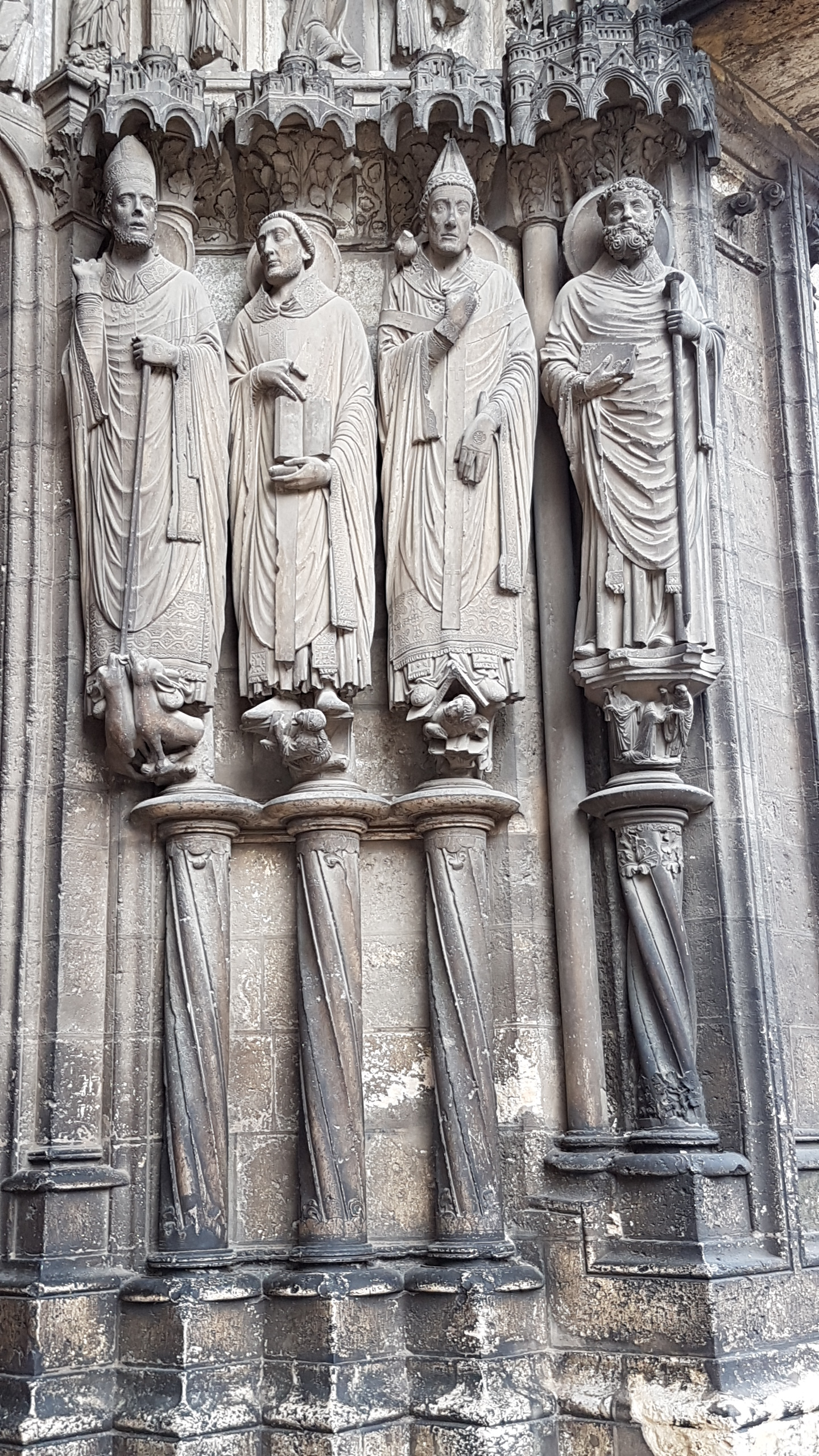
Ébrasement de droite

#### Les piliers soutenant l'avant-porche
L'avant-porche est soutenu par quatre piliers ornés sur chacun de leurs côtés de six bas-reliefs faisant écho aux thèmes traités dans les baies dont ils encadrent l'accès, soit quatre-vingt-seize bas-reliefs au total.
Le premier, à gauche, est consacré au martyre de vingt-quatre saints. Le second et le troisième représentent chacun douze des vingt-quatre vieillards de l'Apocalypse ainsi que six vertus mises en opposition avec six vices. Le dernier pilier contient vingt-quatre scènes de la vie des confesseurs, c’est-à-dire des saints qui ne sont pas morts en martyr.

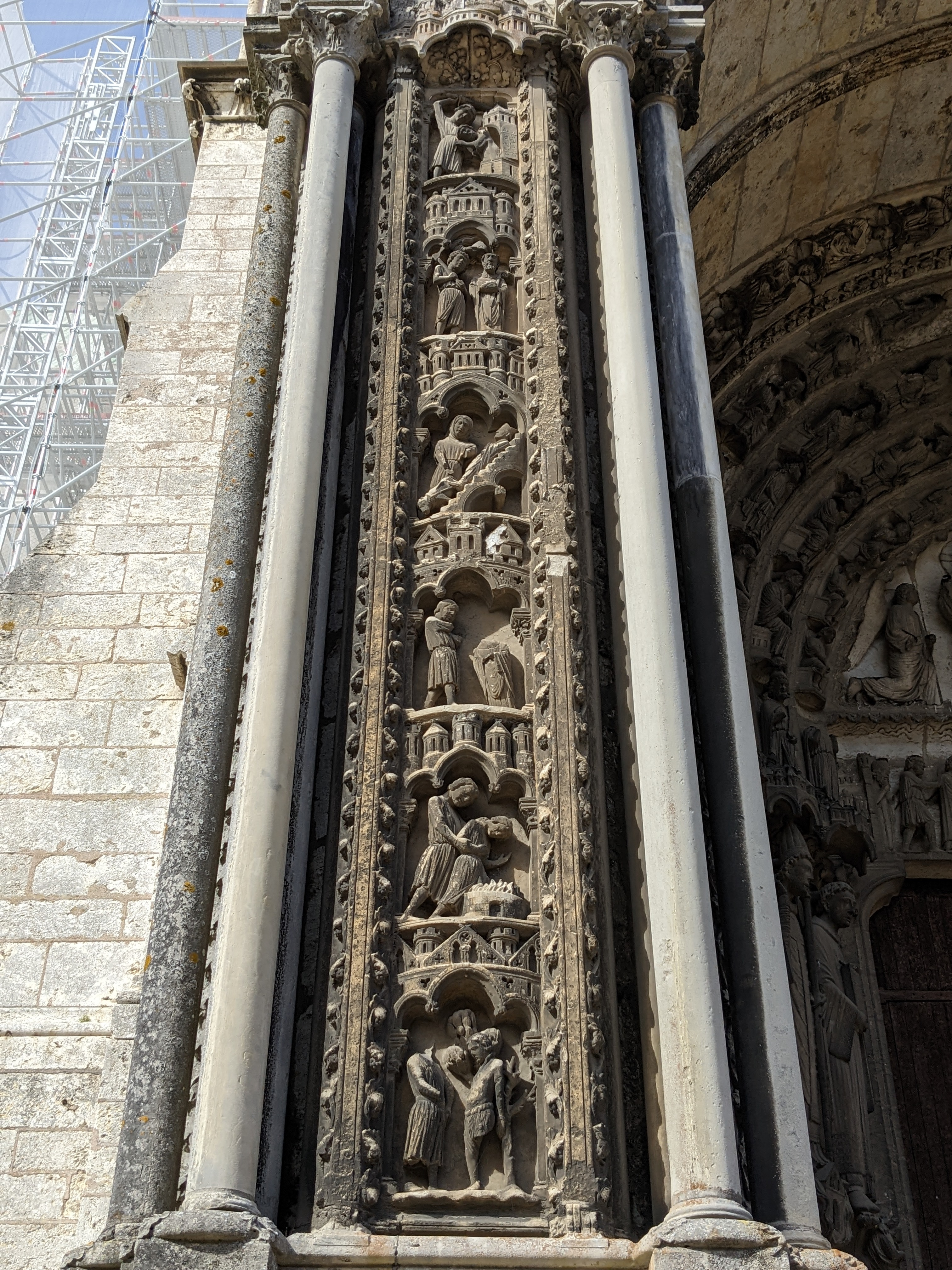
Martyrs (premier pilier)
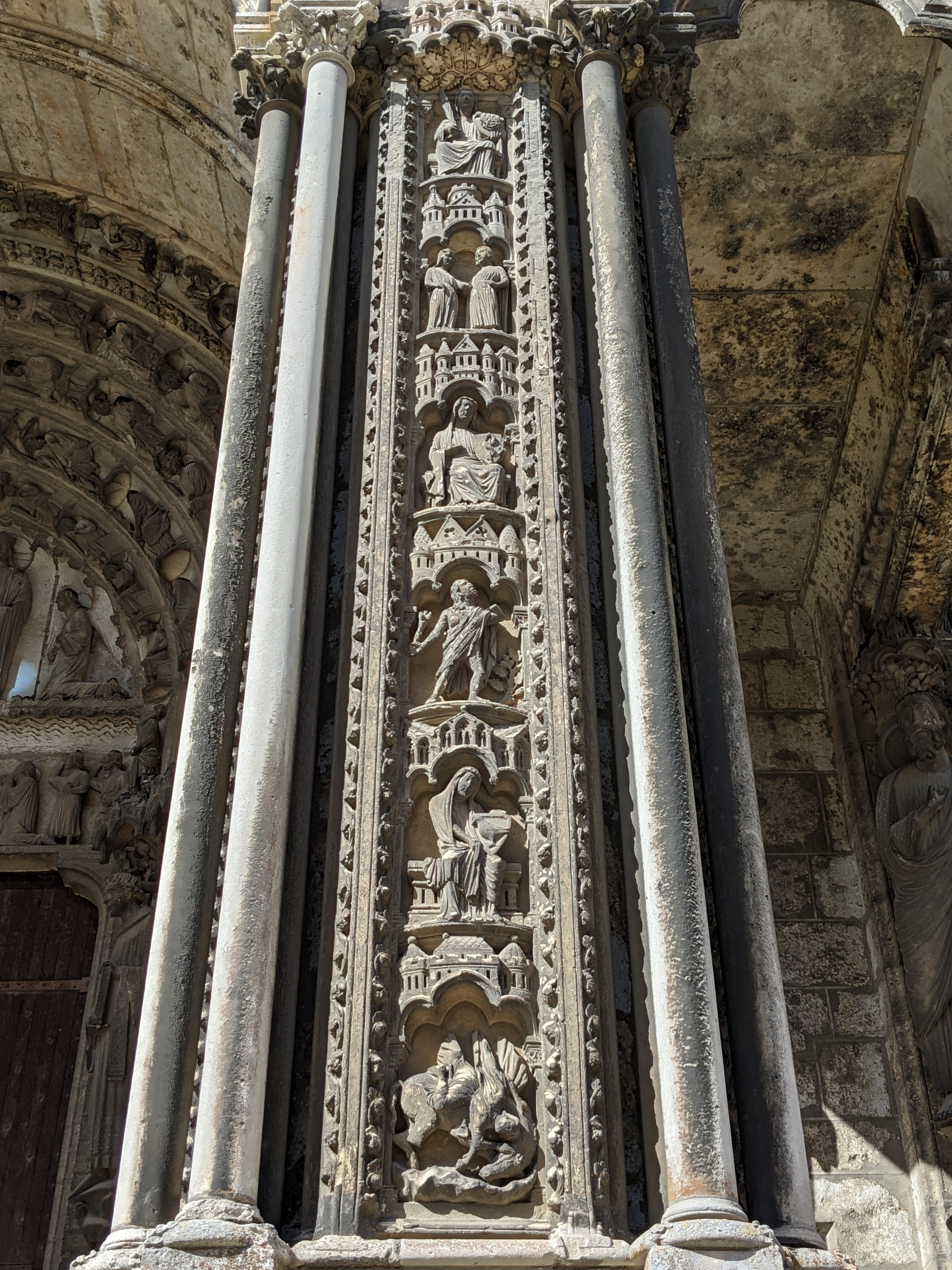
Vertus et vices (deuxième pilier)
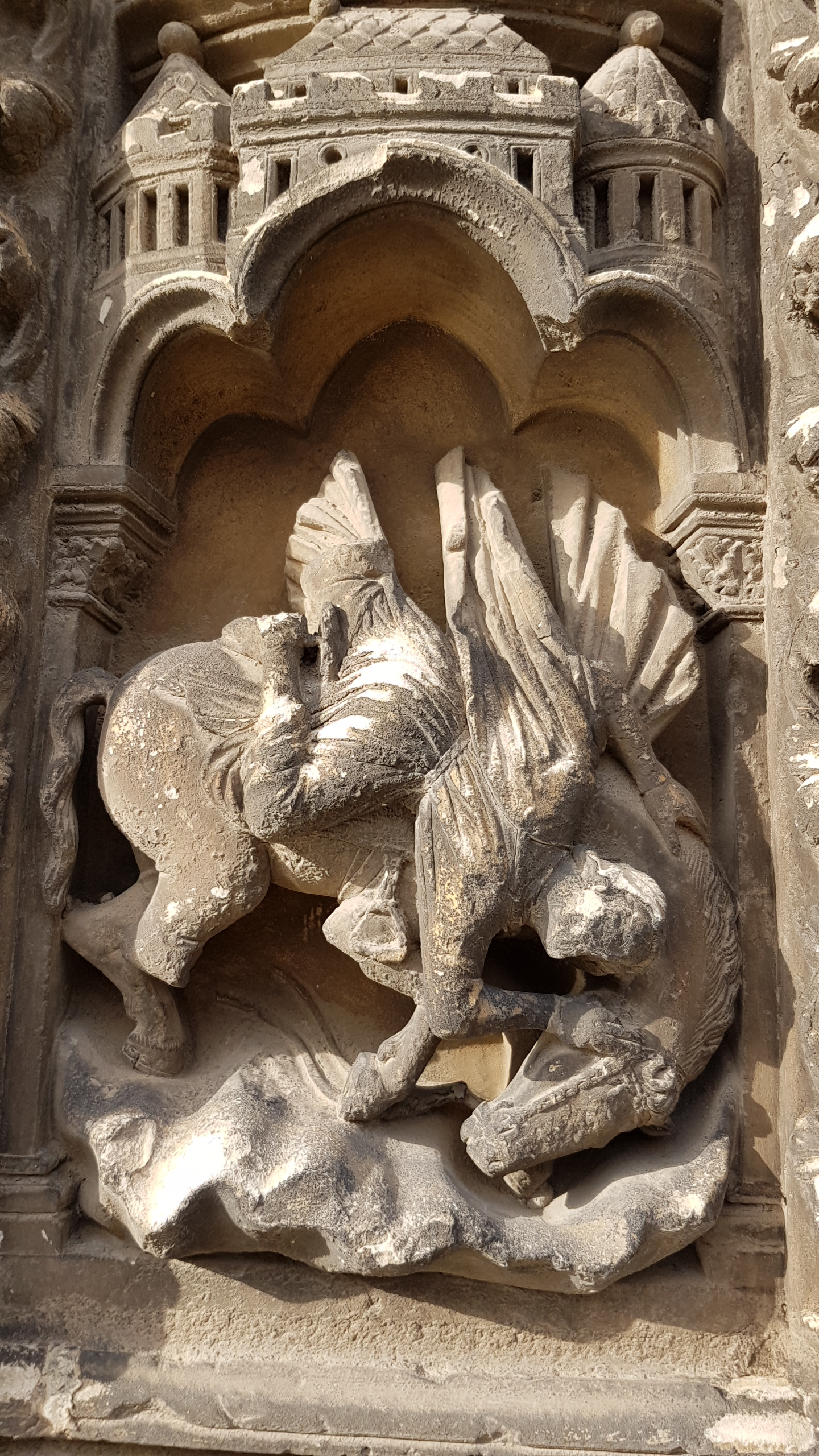
L'Orgueil (deuxième pilier)
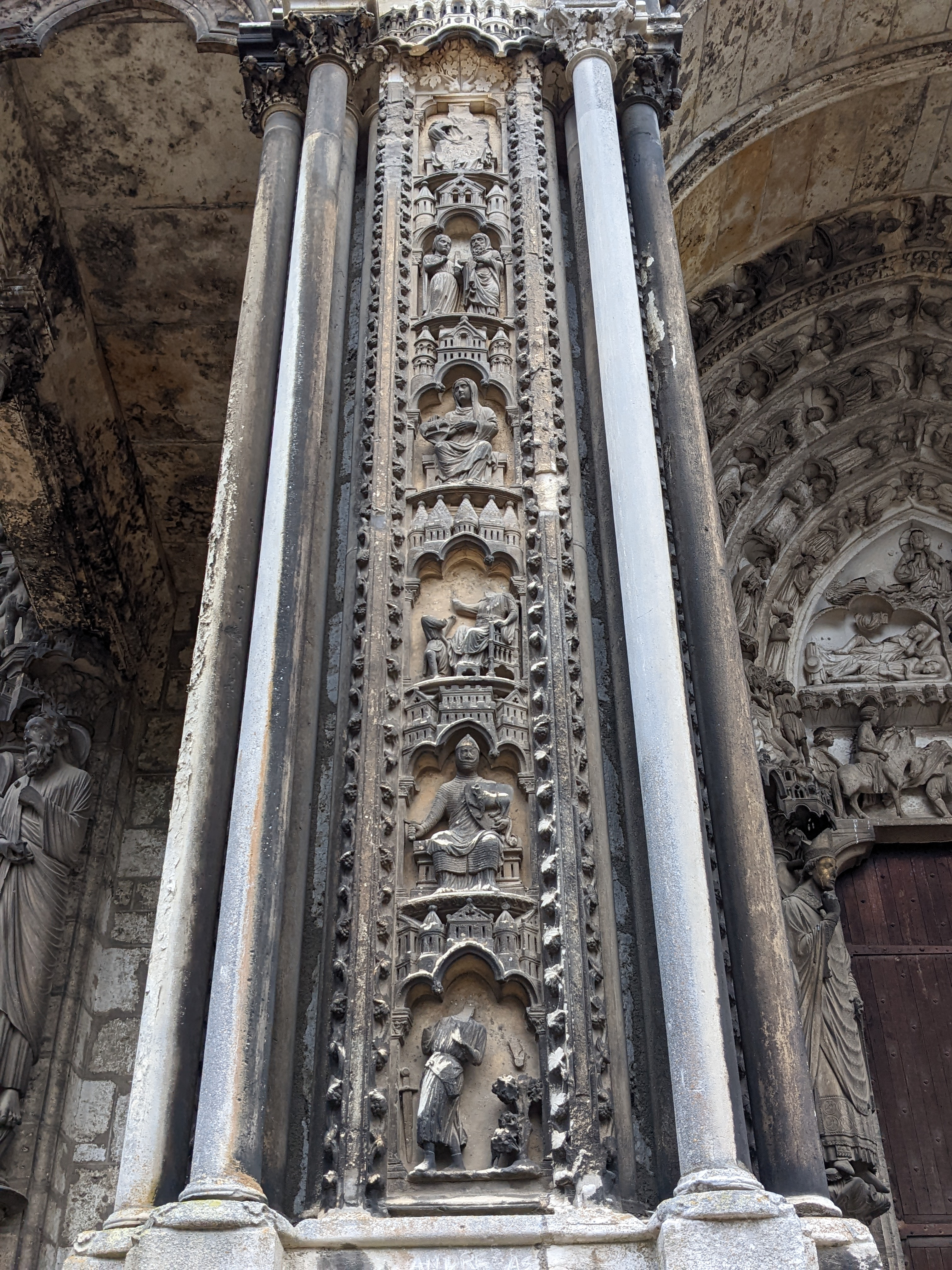
Vertus et vices (troisième pilier)

### Les toits
La précédente toiture (charpente en bois appelée « la forêt ») et la couverture en plomb de la cathédrale ayant été détruites par l'incendie du 4 juin 1836, elles furent remplacées en 1837 par une charpente métallique et une couverture en cuivre qui est à l'origine du vert-de-gris qui lui donne cette couleur verte caractéristique. La nouvelle charpente a été réalisée par Émile Martin et M. Mignon. Elle fut restaurée en 1997 sous la direction de l'architecte en chef des monuments historiques Guy Nicot.

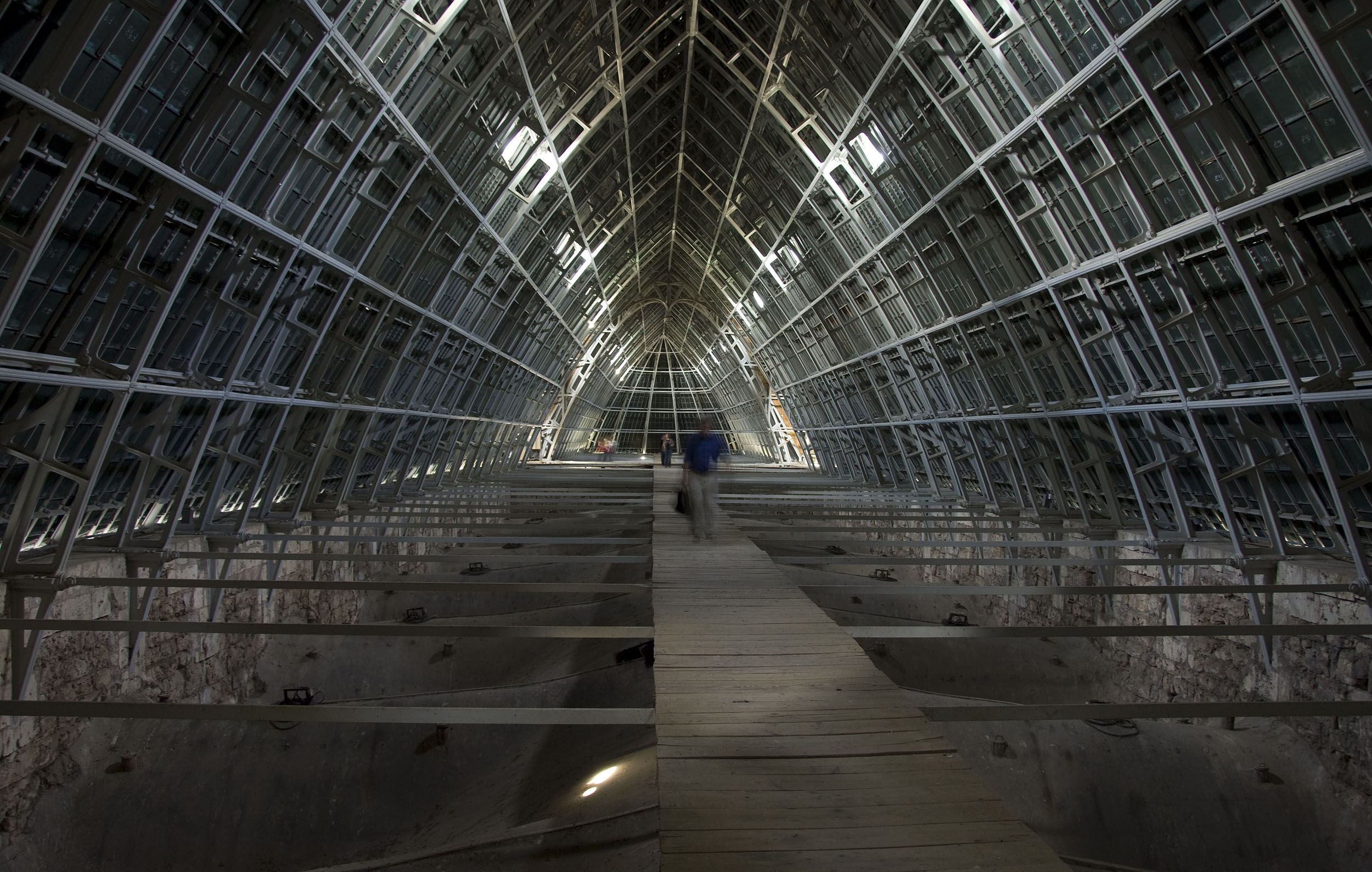
La charpente de fer supportant le toit.
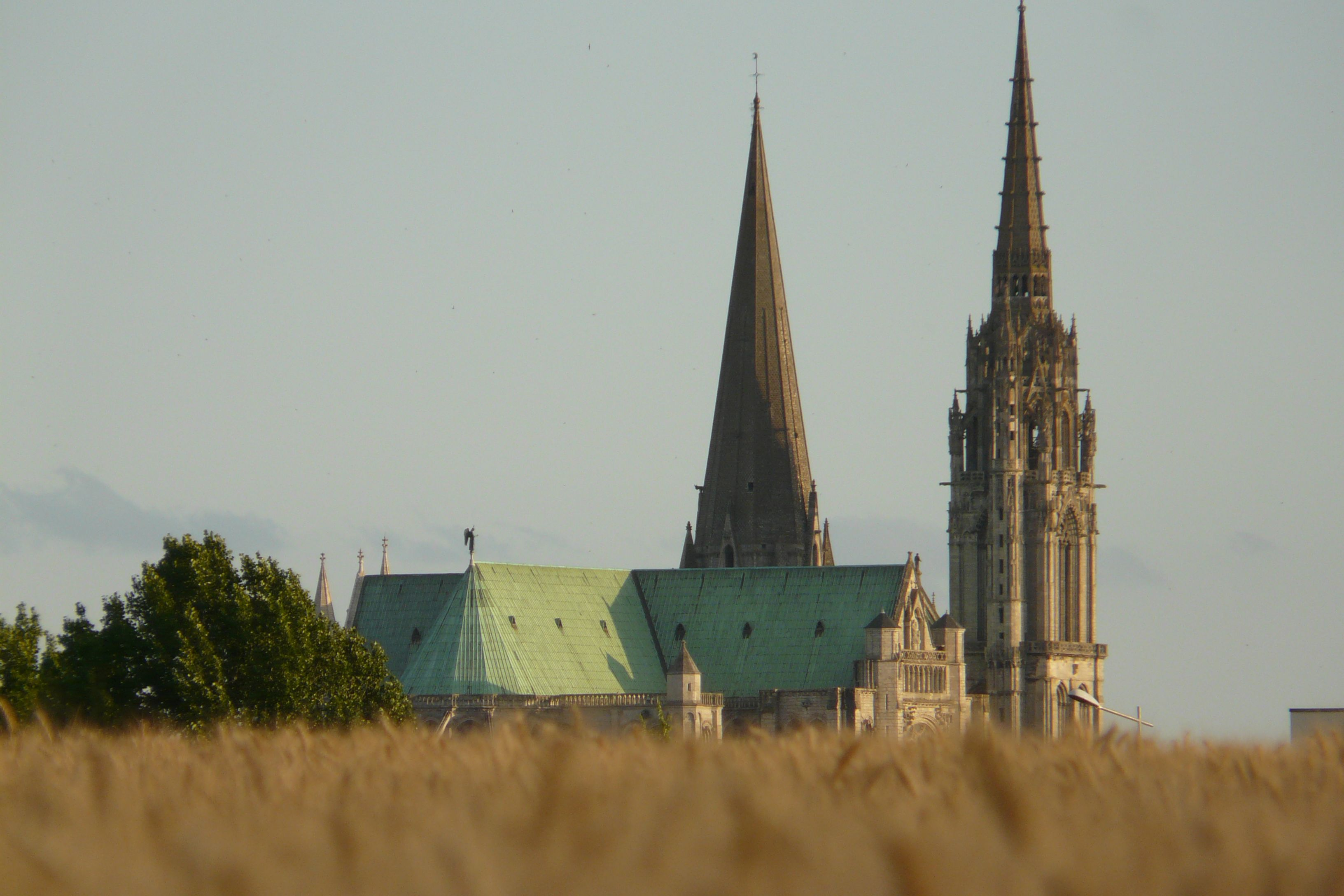
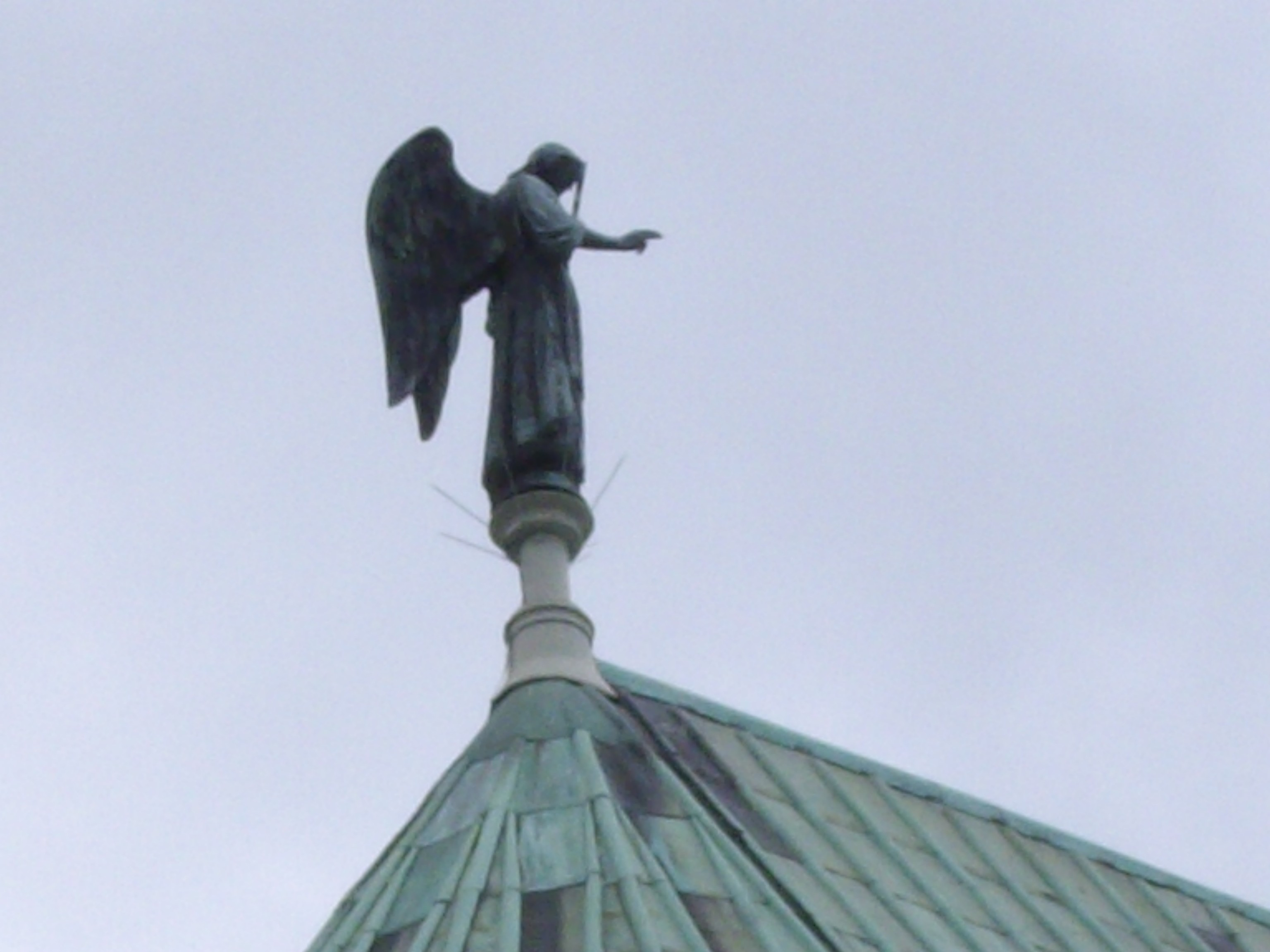
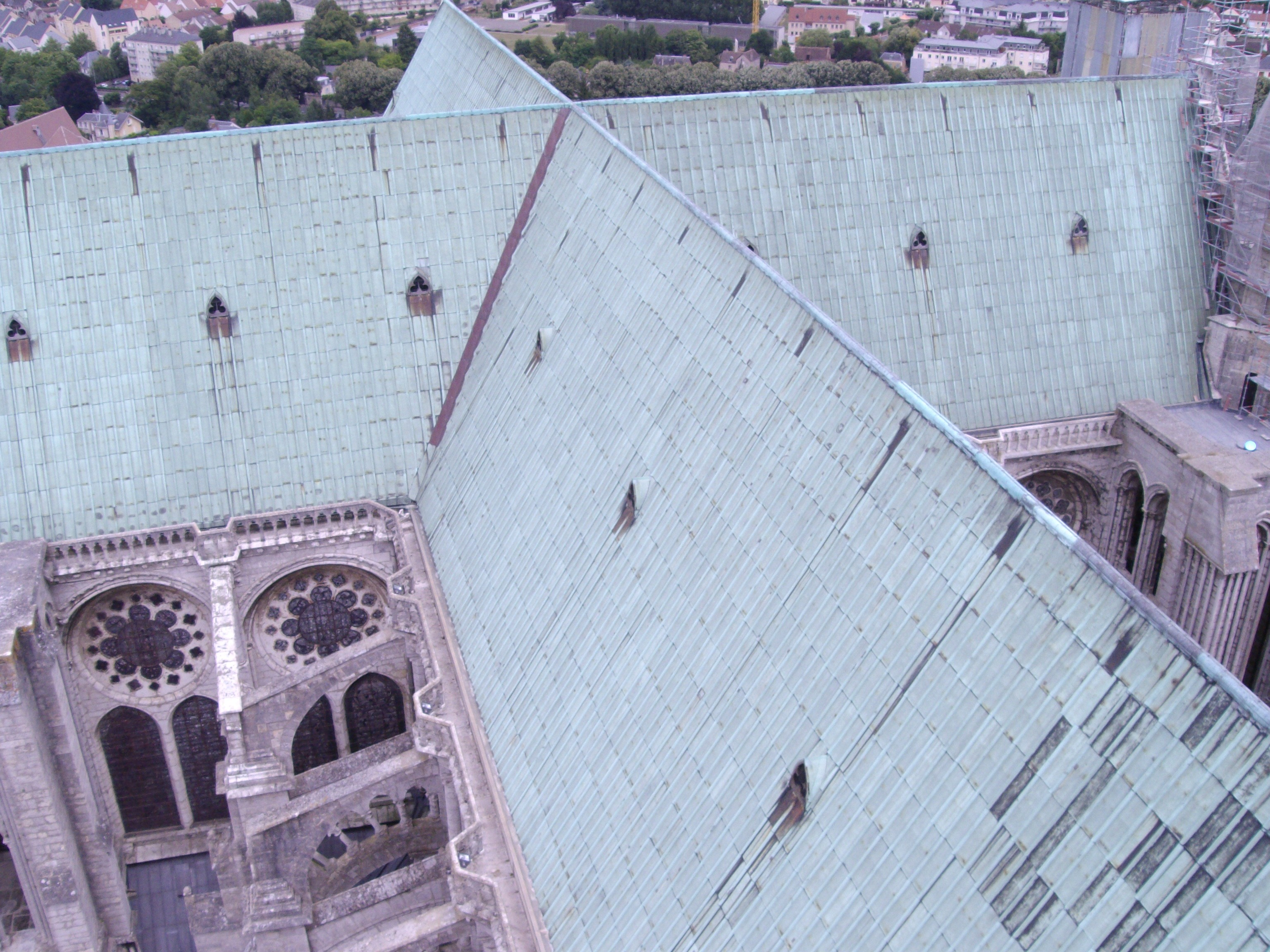
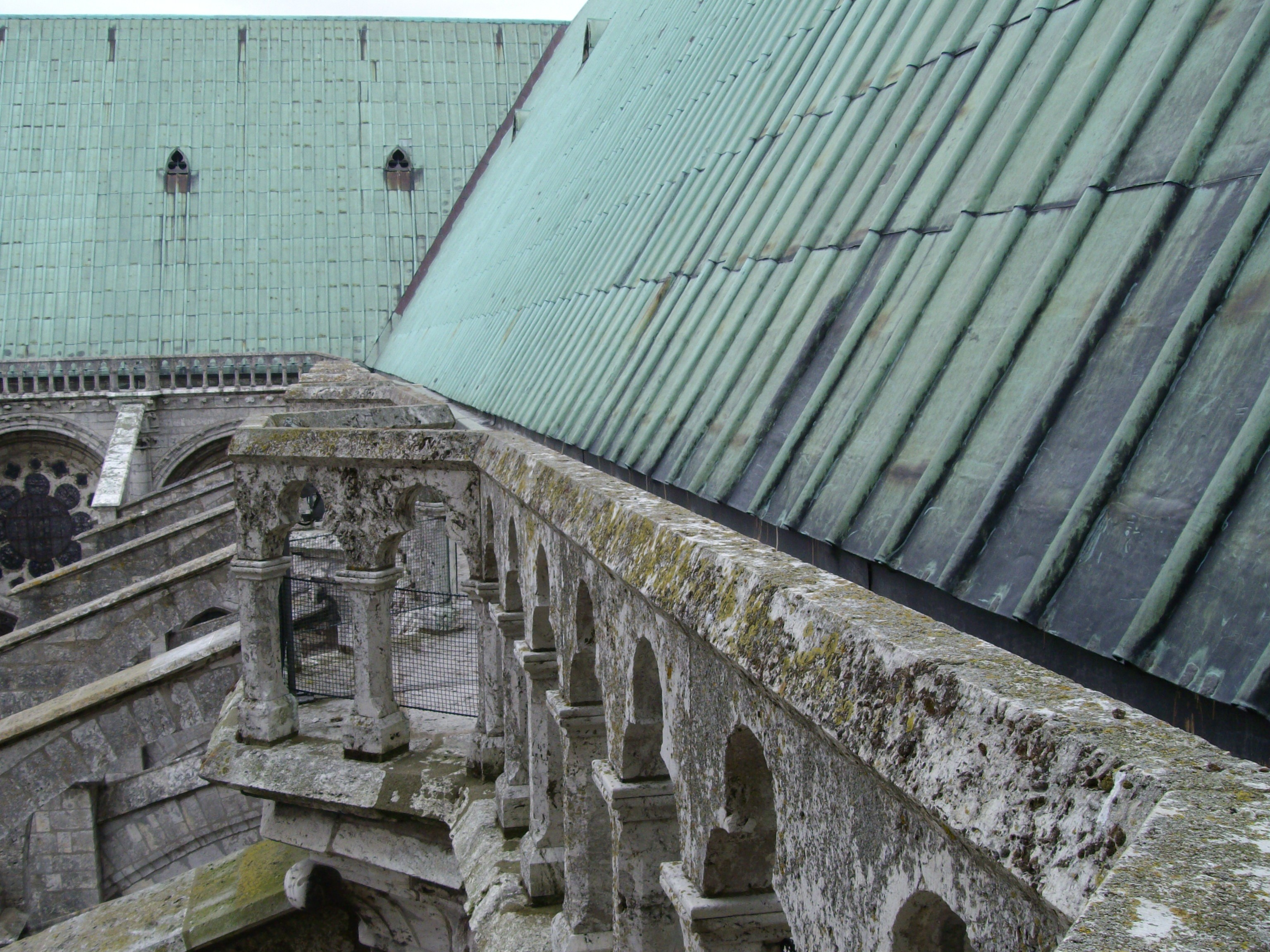
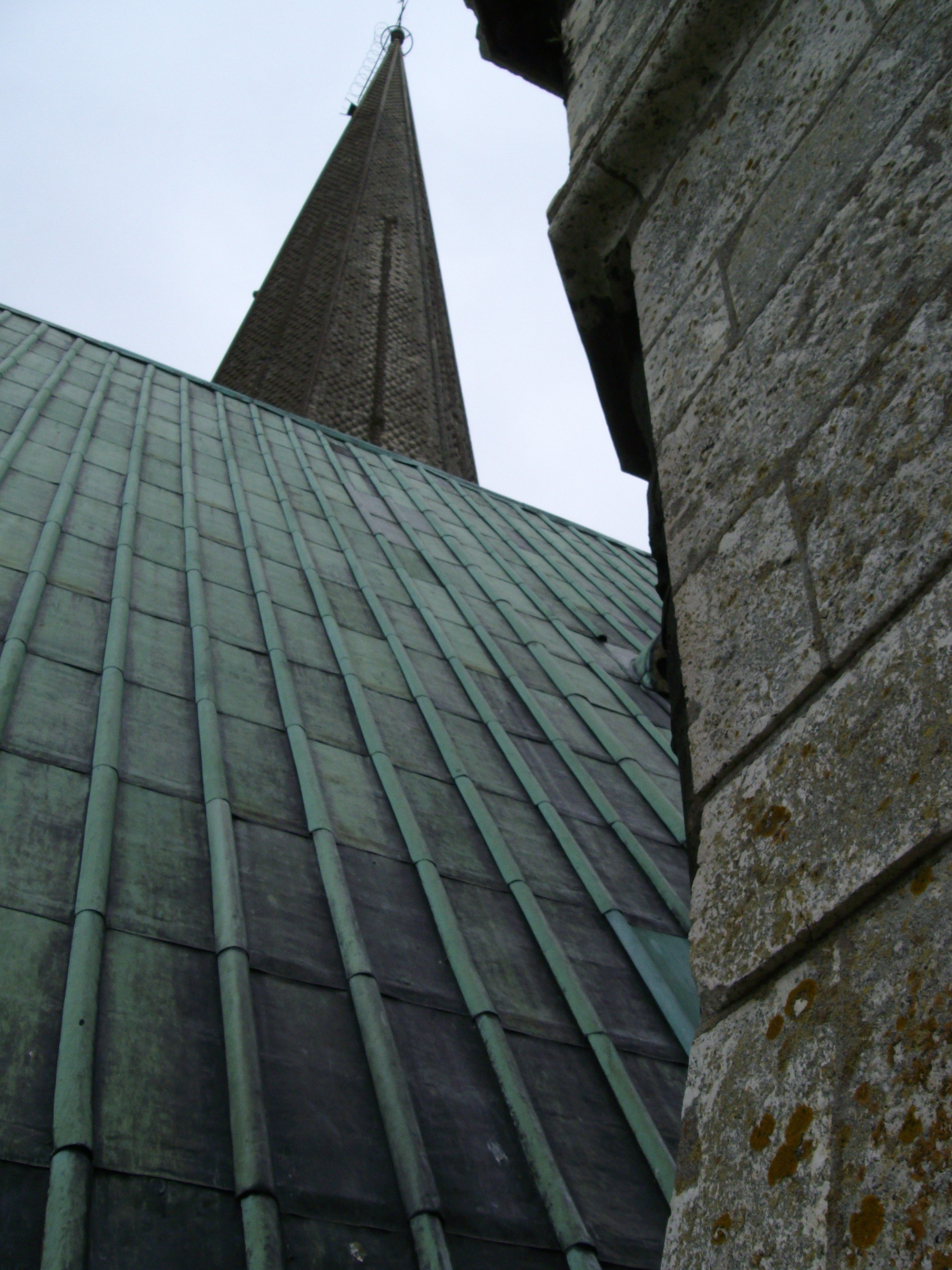

## Intérieur

### Les vitraux

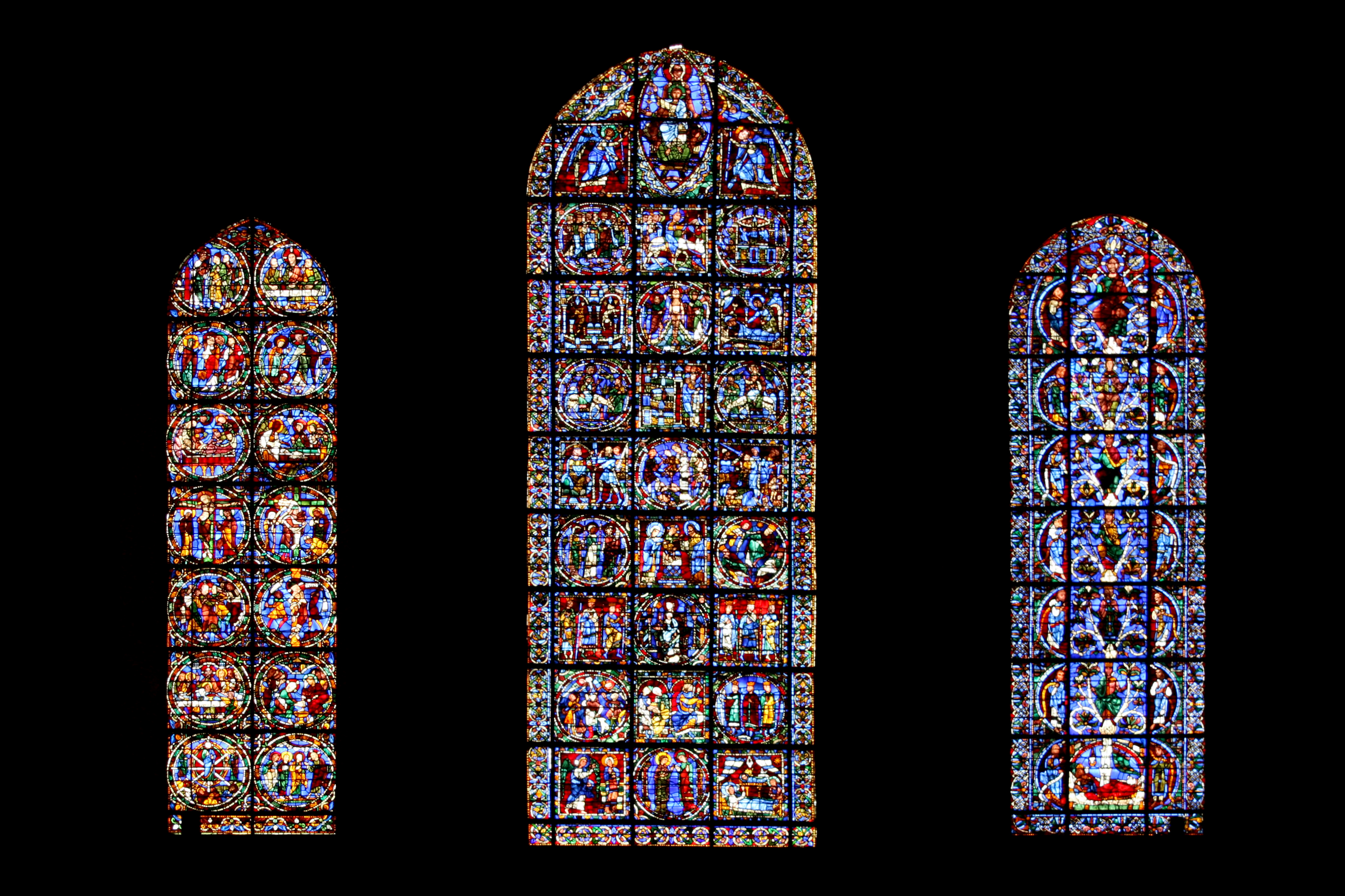
Les trois lancettes de la façade occidentale.

Les vitraux de la cathédrale sont considérés comme l'un des ensembles les plus complets et les mieux préservés de l'époque médiévale. Ils couvrent une surface totale de 2 600 m2 et présentent une collection unique de 172 baies illustrant la Bible et la vie des saints ainsi que celle des corporations de l'époque.
Les plus anciens vitraux de Chartres sont des remplois de la cathédrale antérieure. Ainsi, les trois lancettes de la façade occidentale furent exécutées entre 1145 et 1155 et la partie centrale du vitrail Notre-Dame-de-la-Belle-Verrière, célèbre pour son bleu dit « de Chartres », date de 1180. Toutefois, la plupart ont été réalisés lors du chantier de la cathédrale actuelle, entre 1200 et 1235.
Ils déploient un ensemble iconographique cohérent, nourri par la lecture de la Bible et des Pères de l'Église. Les verrières du bas-côté nord exposent la Passion du Christ et les figures qui annoncent celle-ci tandis que les verrières du bas-côté sud sont consacrées à Marie et à l'espérance de la Vie éternelle. Les verrières du déambulatoire magnifient l'Église. Les fenêtres hautes représentent une série de figures saintes qui mènent à Marie. Enfin, les trois roses illustrent le Jugement dernier (ouest) et le Christ (sud) ainsi que la Vierge (nord) en gloire.

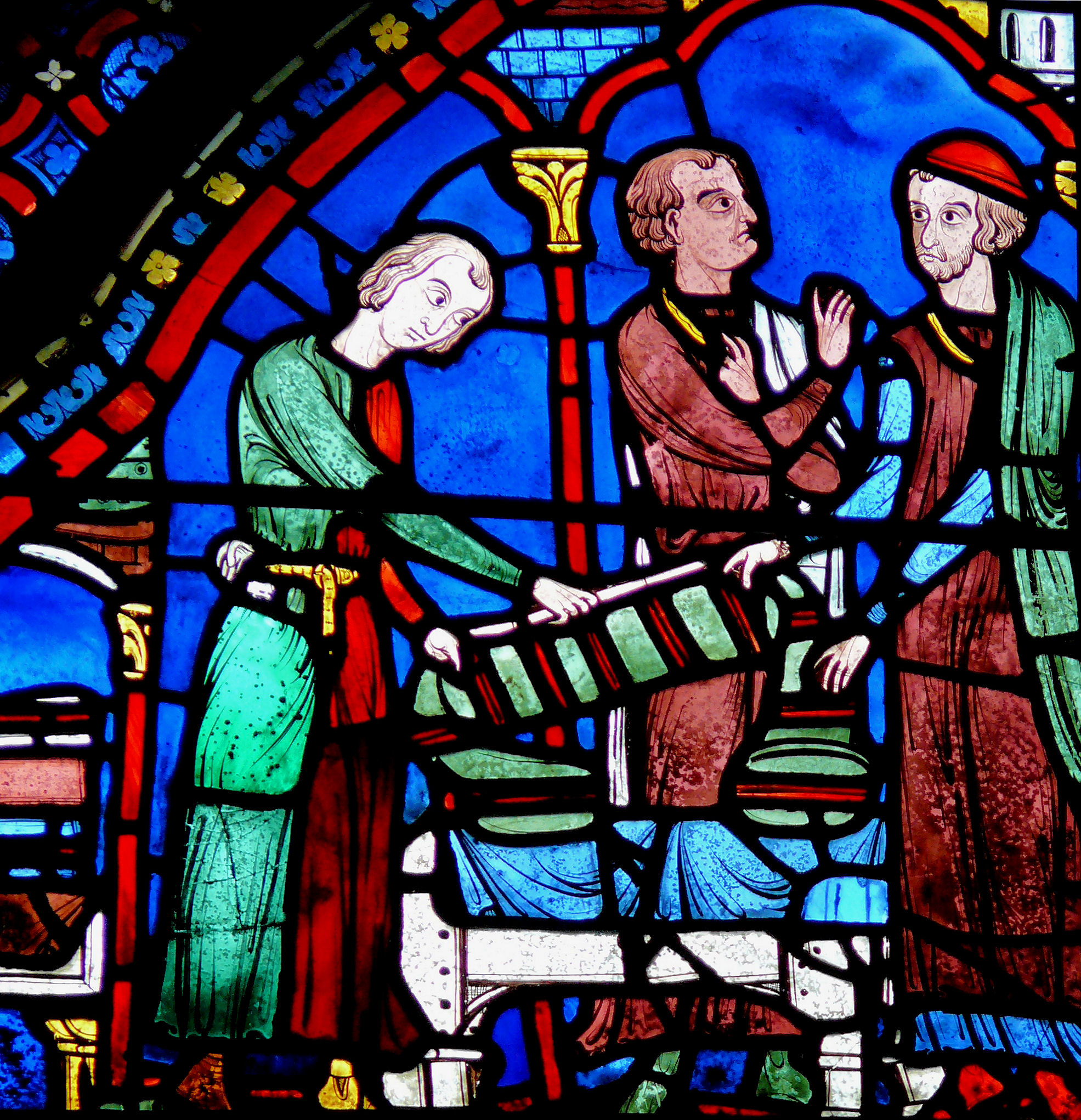
Les drapiers, donateurs
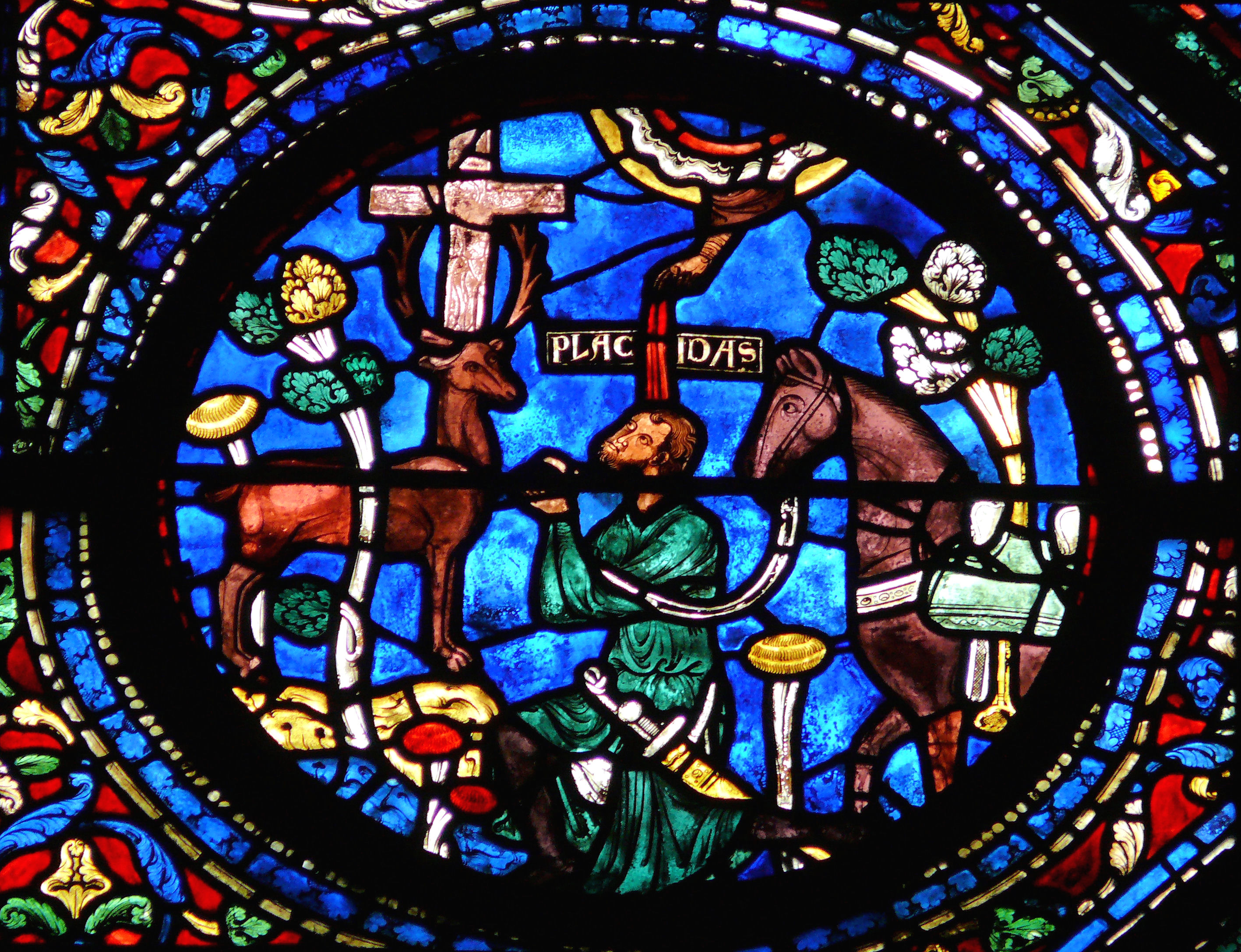
Vie de saint Eustache
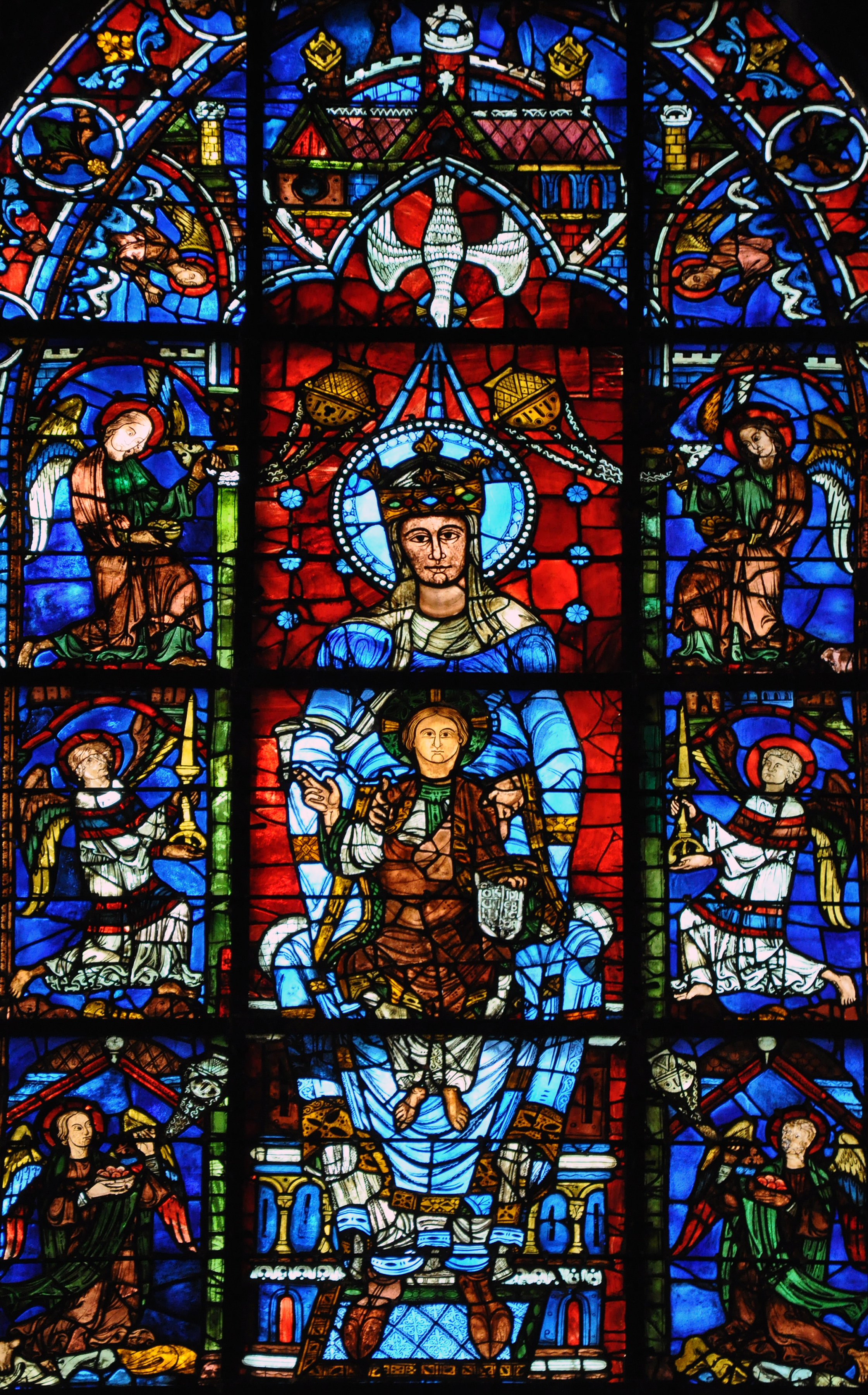
Notre-Dame de la Belle Verrière
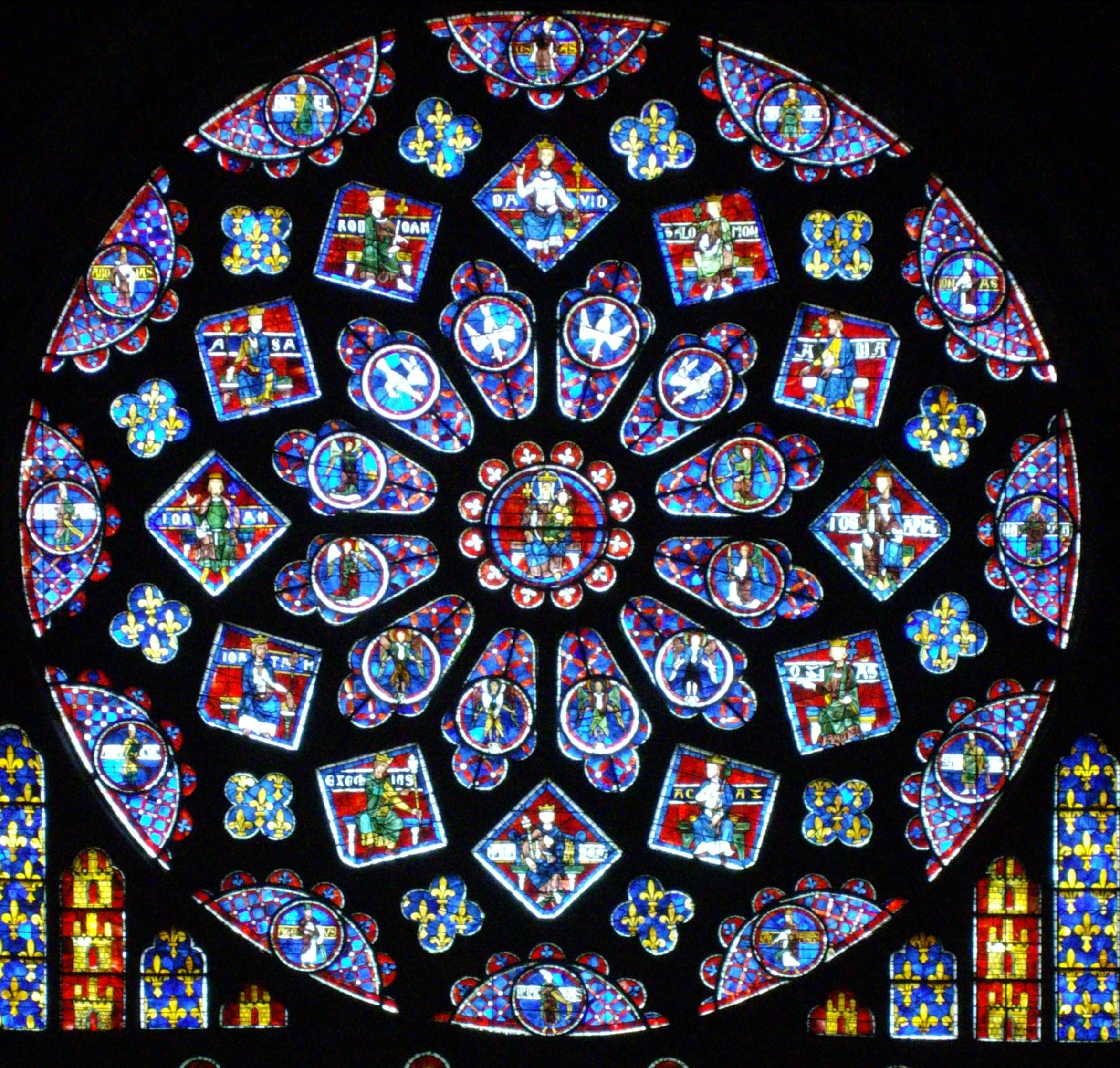
Rosace Nord
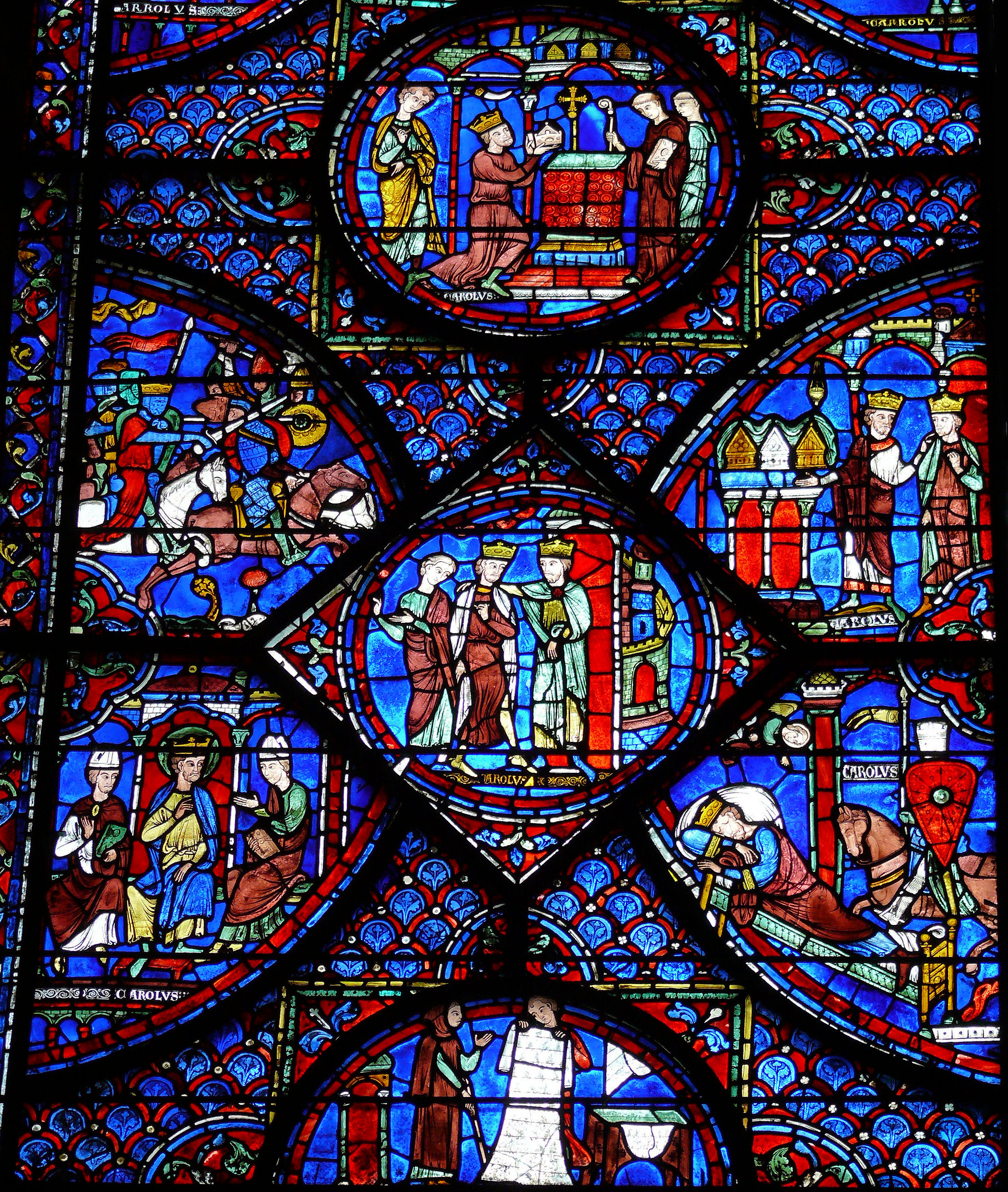
Vie de Charlemagne
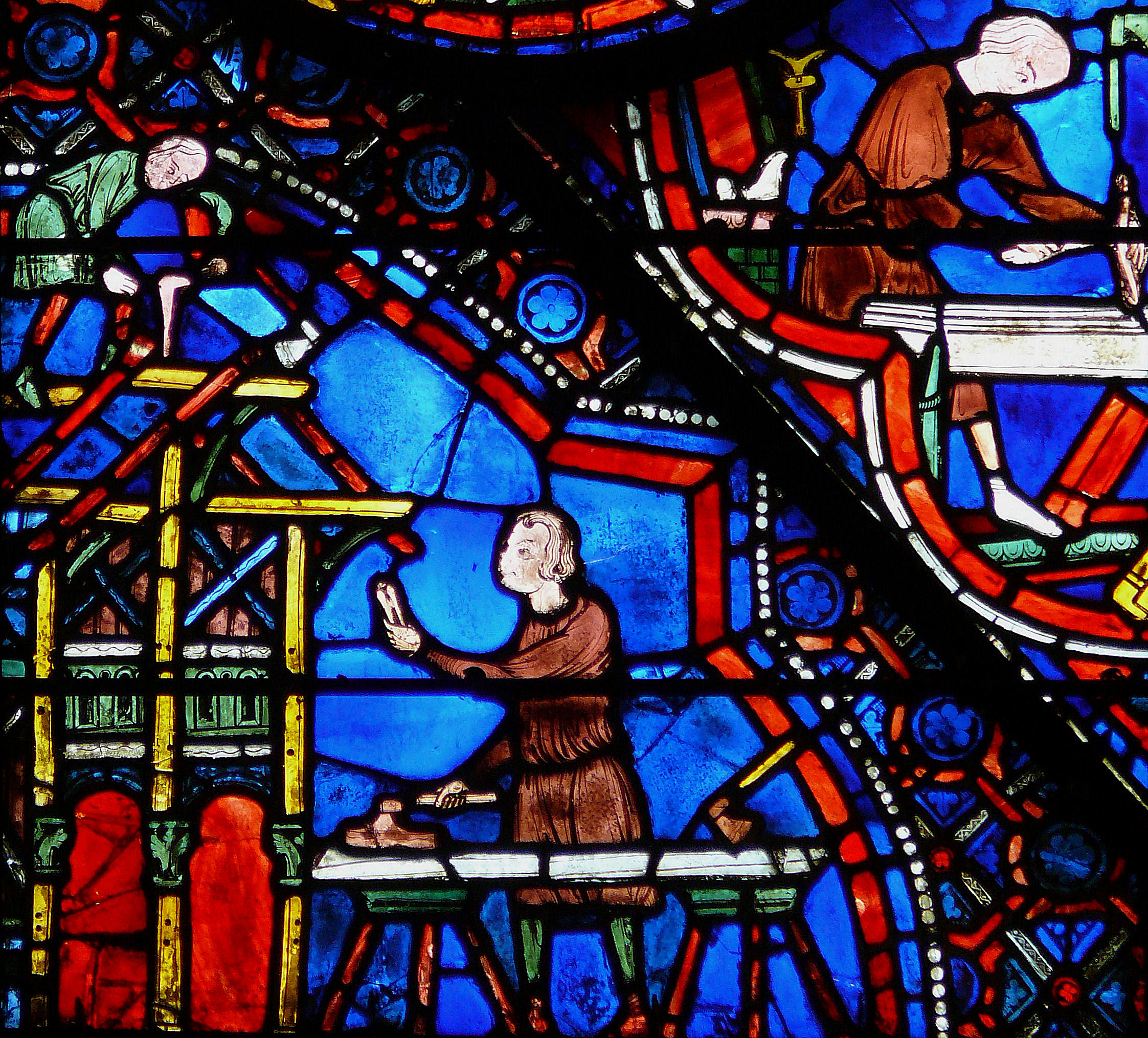
Les charpentiers, donateurs

### Le labyrinthe

Plan du labyrinthe.

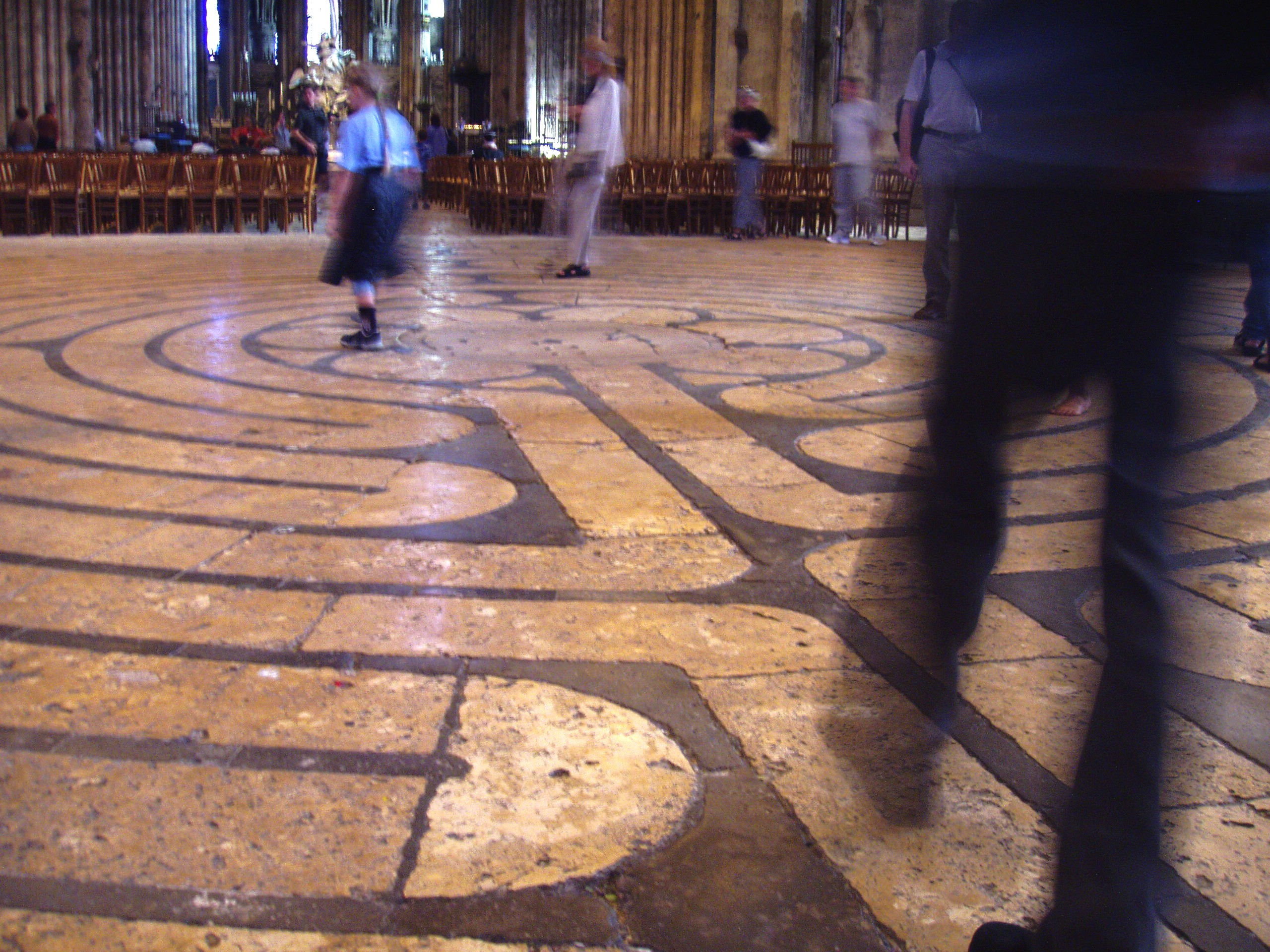
Tous les vendredis, de à, les chaises sont mises de côté.

Le labyrinthe de Chartres, œuvre du XIIe siècle, est une figure géométrique circulaire de 12,89 m de diamètre inscrite dans toute la largeur du pavage de la nef principale, entre les troisième et quatrième travées. Elle représente un tracé continu déployé de 261,55 m, partant de l'extérieur et aboutissant au centre, en une succession de tournants et d'arcs de cercle concentriques. Une des particularités de ce labyrinthe réside dans son cheminement.
Si l'on se réfère à l'univers culturel des chanoines du XIIIe siècle, seuls maîtres d'ouvrage de l'édifice, le labyrinthe serait un chemin symbolique où l'homme va à la rencontre de Dieu. On peut le comprendre comme un pèlerinage « sur place », dont la finalité est d'inviter à la pénitence et à la méditation, vécue aussi bien avec le corps qu'avec l'esprit. On peut aussi y lire symboliquement le parcours qu'est l'existence humaine, long et compliqué, ou s'exprimerait la confiance d'être conduit finalement en présence de Dieu.
Ce labyrinthe s'inspire probablement du mythique Labyrinthe de Crète construit par Dédale, comme semblait l'indiquer la plaque de cuivre située en son centre, ôtée en 1792, et qui aurait représenté le combat de Thésée et du Minotaure,,. Néanmoins, André Peyronie fait part de son scepticisme sur l'existence d'une représentation du Minotaure à Chartres, qui serait un cas unique en France, comme le propose pourtant Marcel-Joseph Bulteau au milieu du XIXe siècle.
Depuis plusieurs années, les responsables de la cathédrale mettent en valeur un rituel qui avait lieu autour de la fête de Pâques, largement documenté par des textes du XIIe siècle et du XIVe siècle et dans lequel le doyen du chapitre (le Christ) parcourait le labyrinthe (les enfers), allait jusqu'à son centre, rappelant l'extermination du minotaure (la mort vaincue), tenant une balle jaune (pelote du fil d'Ariane : fil de vie) qu'il lançait aux participants. Le parcours du labyrinthe serait ainsi – initialement – une évocation de la résurrection, celle du Christ appelant celle des hommes. Le centre de ce grand motif symboliserait ainsi la Jérusalem céleste, soit l'au-delà.
Quand on réalise une projection de la rose de la façade sur le pavement, cette rose consacrée à la résurrection des morts correspond exactement au labyrinthe, le christ de la fin des temps se superposant alors au centre du labyrinthe. La démarche du labyrinthe ne consiste pas seulement à aller jusqu'au centre, mais à en ressortir. Le pèlerin est invité à emprunter la ligne tracée face à lui pour monter vers le chœur de la cathédrale – en particulier l'autel. Le labyrinthe de Chartres a été appelé « La Lieu » — bien que la lieue française soit bien plus longue que la longueur développée du labyrinthe — et plus tard « chemin de Jérusalem ».

### Le chœur

#### La clôture du chœur
La clôture ou tour de chœur est un mur entourant le chœur, destiné à mieux isoler ce dernier du déambulatoire. Entièrement sculpté, il est formé d’un ensemble de 40 groupes totalisant 200 statues.
Le tour du chœur est un projet des chanoines qui se basent sur un programme déjà bien établi suivant les épisodes de la vie de Jésus et de la Vierge Marie. Le cycle se déroule du sud, à partir du transept, jusqu'au nord, au transept. Sa réalisation s'étendit sur deux siècles, mais le style reste cohérent d’un bout à l’autre de la clôture.
En 1513, le chapitre choisit de faire construire la clôture du chœur par Jehan Texier dit Jehan de Beauce. Les travaux commencent par le côté nord. Quatre chapelles sont prévues de chaque côté dans les travées du chœur. Au nord, la chapelle Saint-Guillaume, dans la première travée, est terminée pour la Pentecôte 1515. La suivante, dédiée à saint Jean l'Évangéliste est terminée le 18 janvier 1517. Le sculpteur des groupes sculptés de ces travées est anonyme.
Entre-temps, le chapitre a décidé de faire réaliser la clôture du chœur côté sud en même temps. La chapelle Saint-Lubin, dans la première travée côté sud est consacrée à la fin 1519. Le 2 janvier 1519, le chapitre confie la réalisation des quatre premiers groupes du côté sud au sculpteur Jehan Soulas. Celui-ci va réaliser les groupes suivant du côté sud jusqu'en 1535, avec l'Adoration des Mages.
À partir de 1521, le style gothique flamboyant pur est abandonné et le chapitre adopte le style Louis XII, annonçant la Renaissance,. À la mort de Jehan de Beauce, en 1529, le chœur est clos. Le rond-point a été terminé en 1527 d'après une inscription.
Les travaux se sont probablement arrêtés du fait de la guerre, des épidémies et la tempête du 22 novembre 1534 qui a endommagé sérieusement la couverture de la cathédrale, nécessitant des travaux urgents.
Les deux groupes suivants, côté sud, sont réalisés par François Marchand, en 1542-1544. Le groupe du Baptême du Christ est réalisé dans la seconde moitié du XVIe siècle par un anonyme. Les trois groupes suivants sont sculptés par Thomas Boudin en 1611-1612. Il a aussi réalisé les quatre groupes des troisième et quatrième travée du chœur côté nord. Le groupe de la Femme adultère est exécuté par Jean Dedieu en 1678-1679. Le groupe de la Guérison de l'aveugle-né, avant l'axe du chœur est réalisé par Pierre Ier Legros en 1681-1683. Le groupe de l'Entrée de Jésus à Jérusalem est sculpté par Jean-Baptiste Tuby II en 1703-1705. Simon Mazière a réalisé les sept derniers groupes du tour du chœur entre 1713 et 1716.

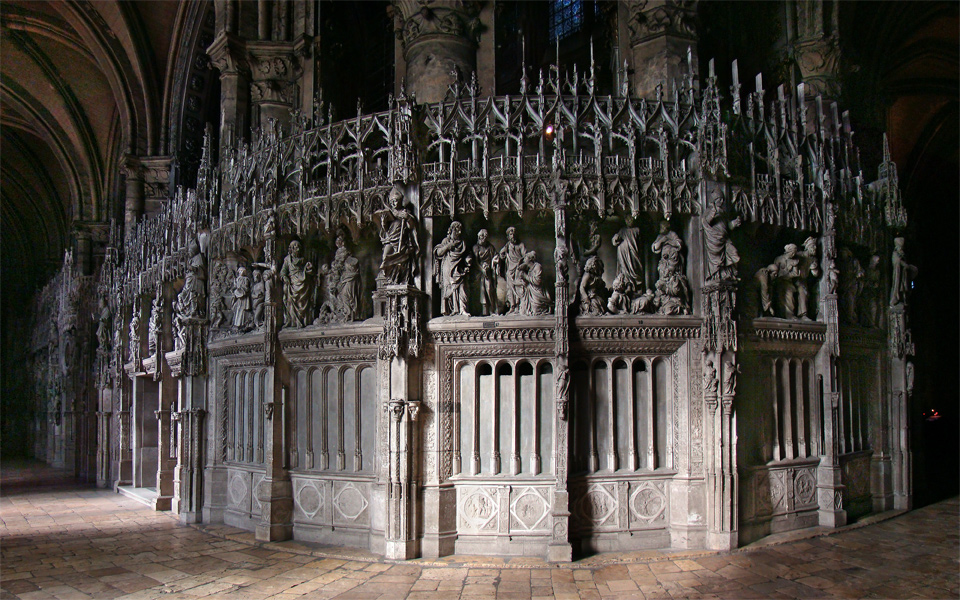
Vue d’ensemble.
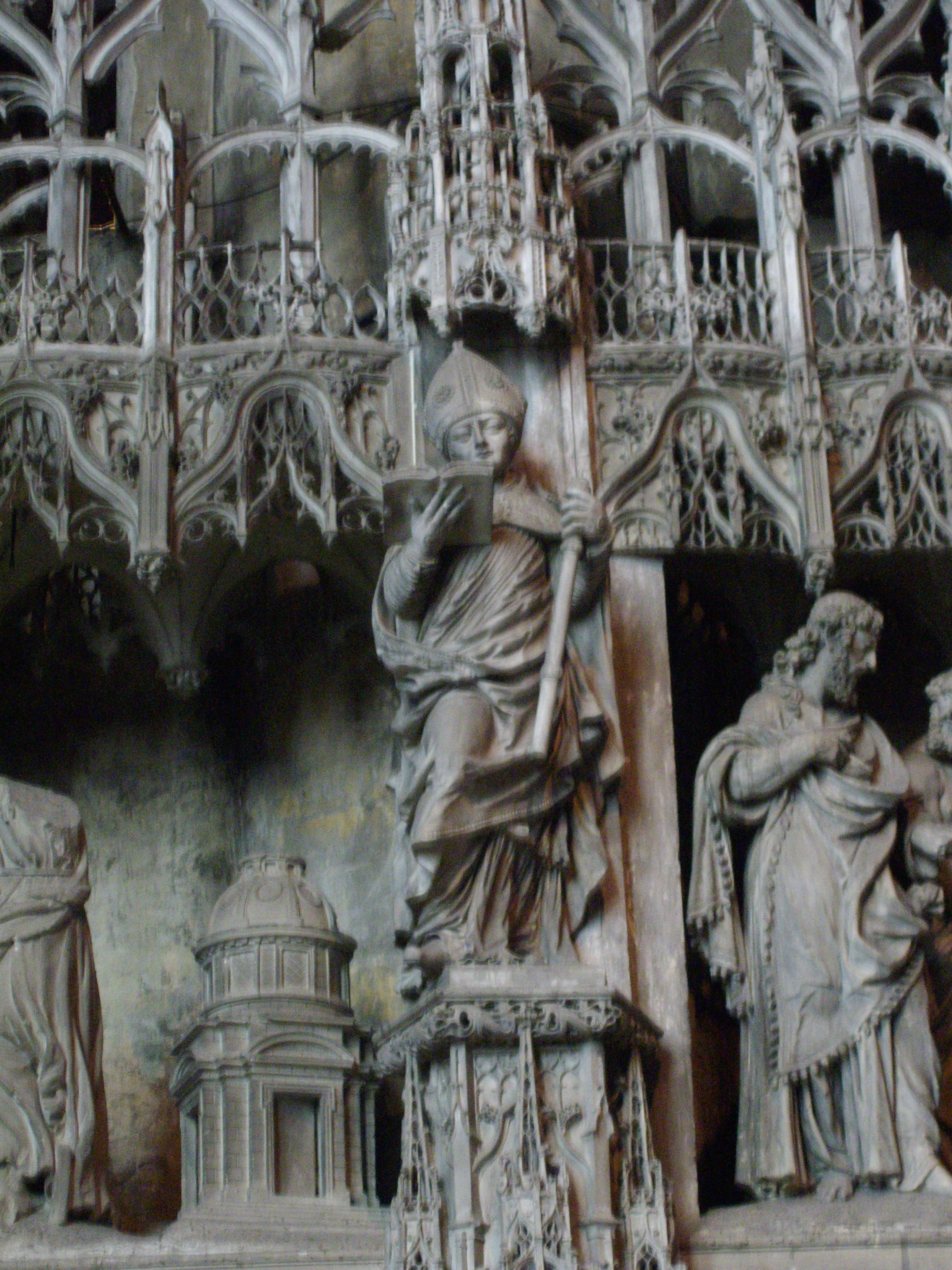
Statue d'évêque.
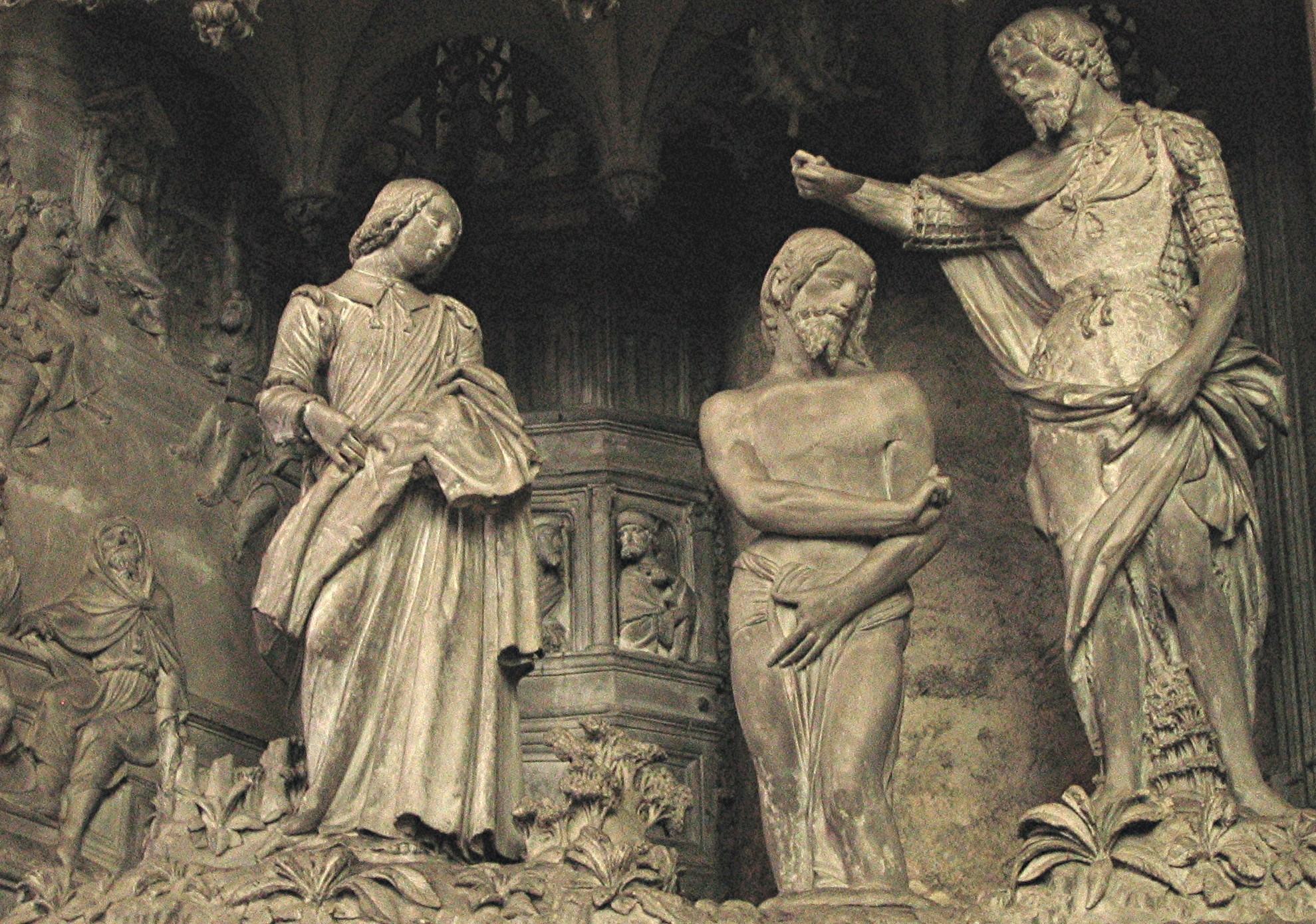
Le baptême de Jésus.
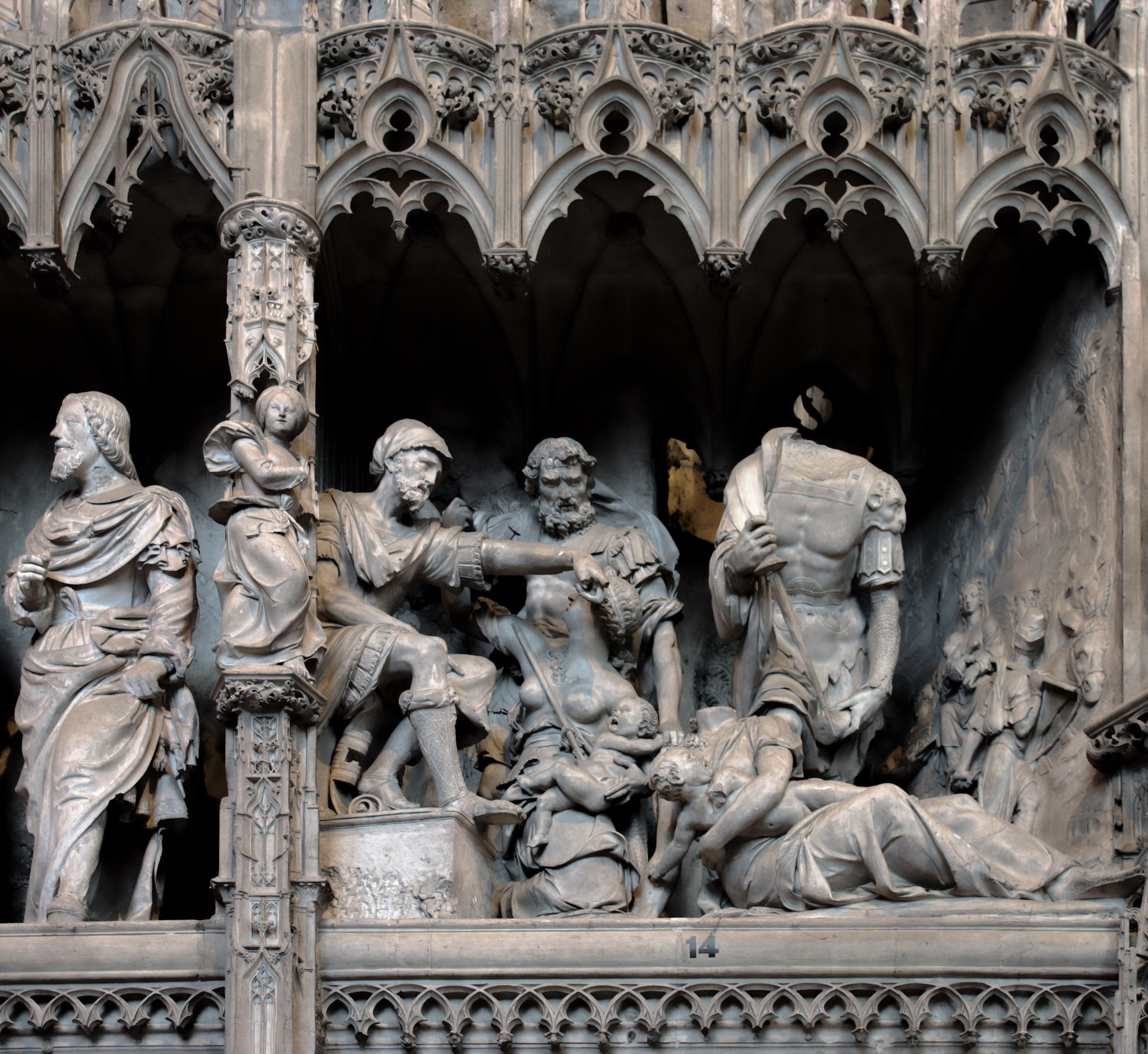
Le massacre des Innocents.

#### L'intérieur du chœur

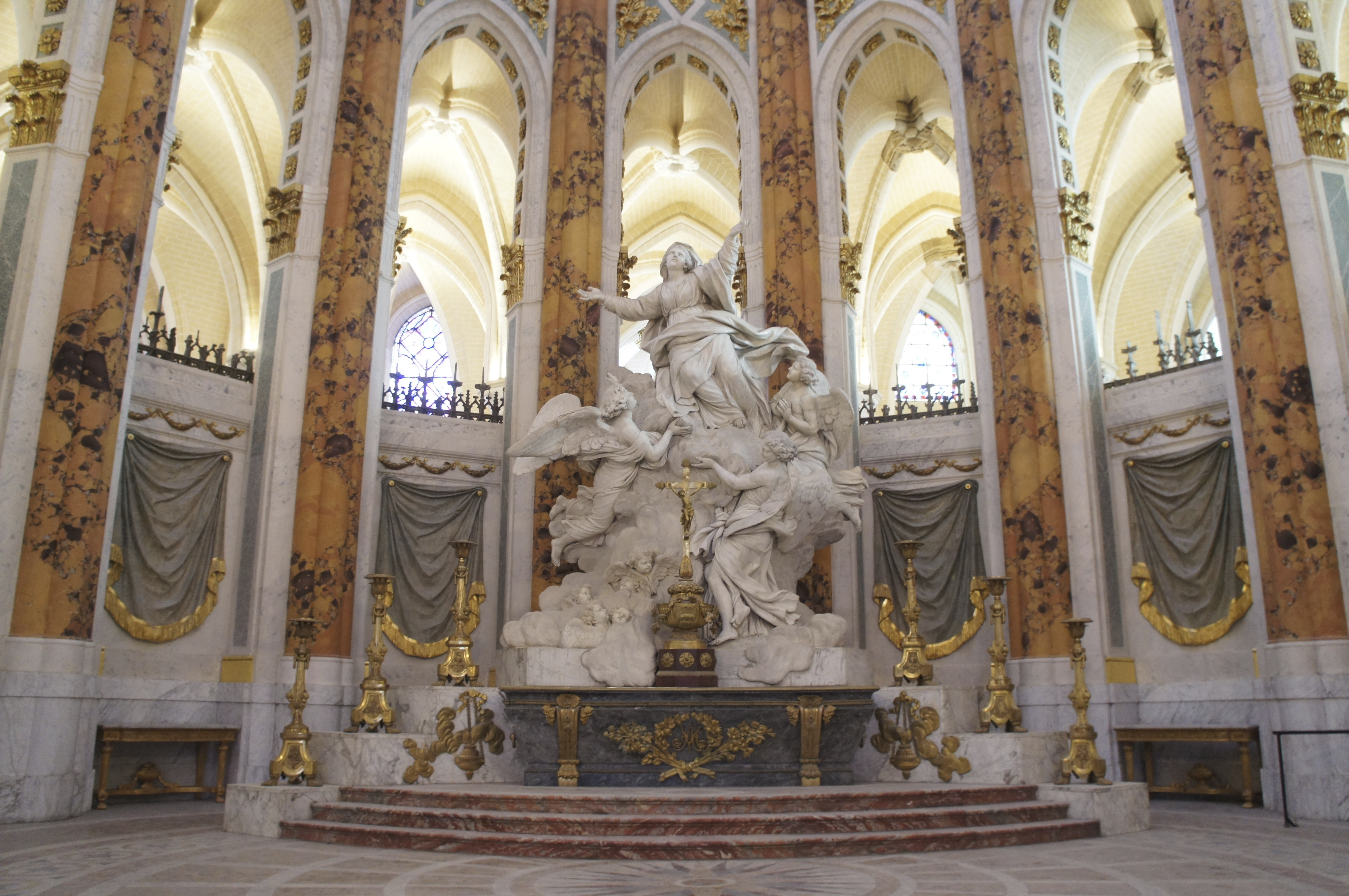
Le maître-autel de Charles-Antoine Bridan.

Le maître-autel monumental date de la fin du XVIIIe siècle. Ce groupe en marbre réalisé en 1772 par Charles-Antoine Bridan représente l'Assomption de Marie.
Bridan et son atelier sont également à l'origine des huit bas-reliefs en marbre de Carrare réalisés entre 1786 et 1789 qui évoquent des épisodes de la vie de la Vierge.
- Six bas-reliefs sont disposés au-dessus des stalles, symétriquement de chaque côté de l'espace central ; en partant de la croisée du transept à gauche, puis à droite, et en remontant progressivement vers le chœur, la chronologie des scènes représentées apparaît : Adoration des bergers, Adoration des mages, Présentation de Jésus au Temple, Mater dolorosa, le concile d'Éphèse (430-431) et le vœu de Louis XIII (1638).

Les bas-reliefs du chœur
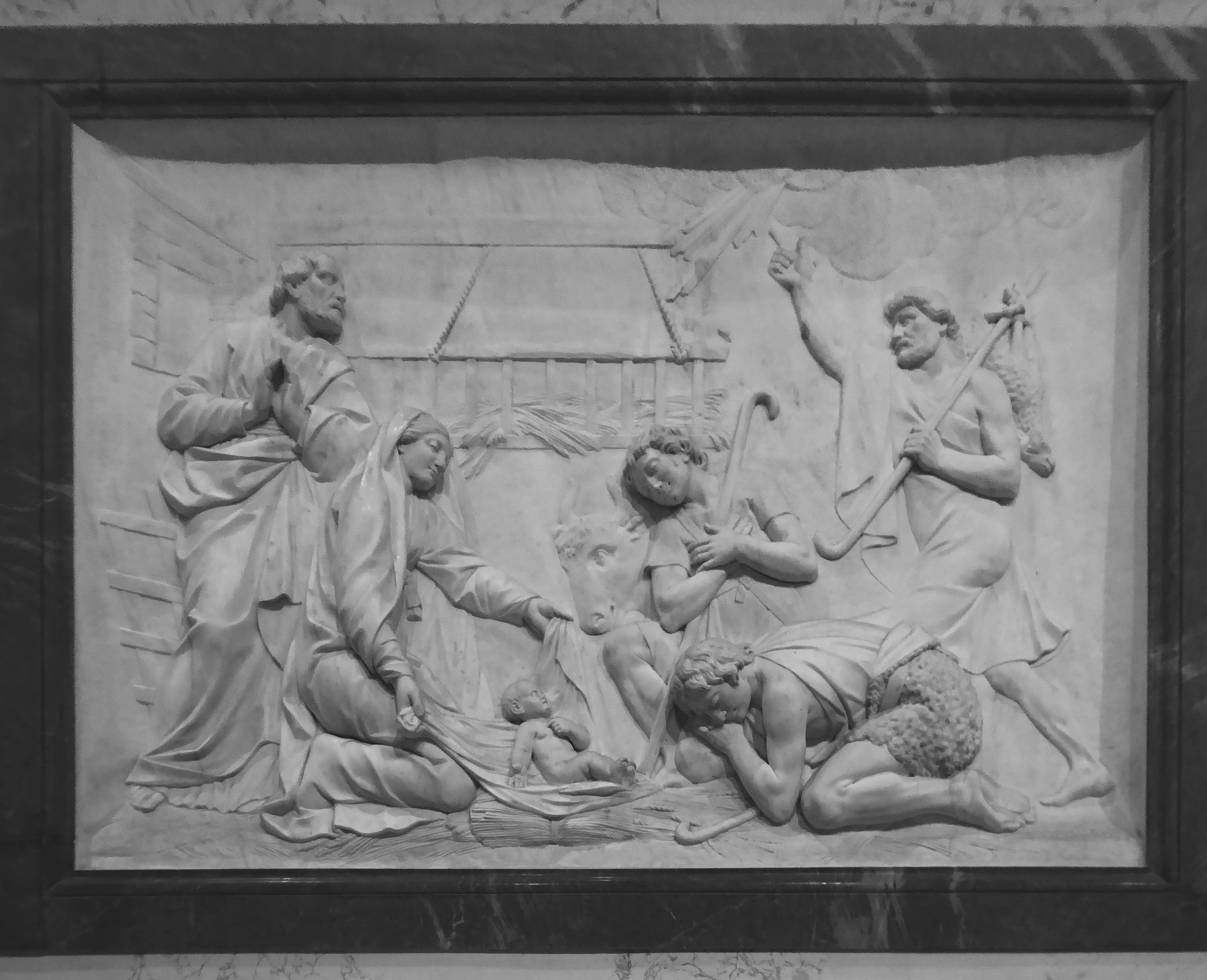
Adoration des bergers.
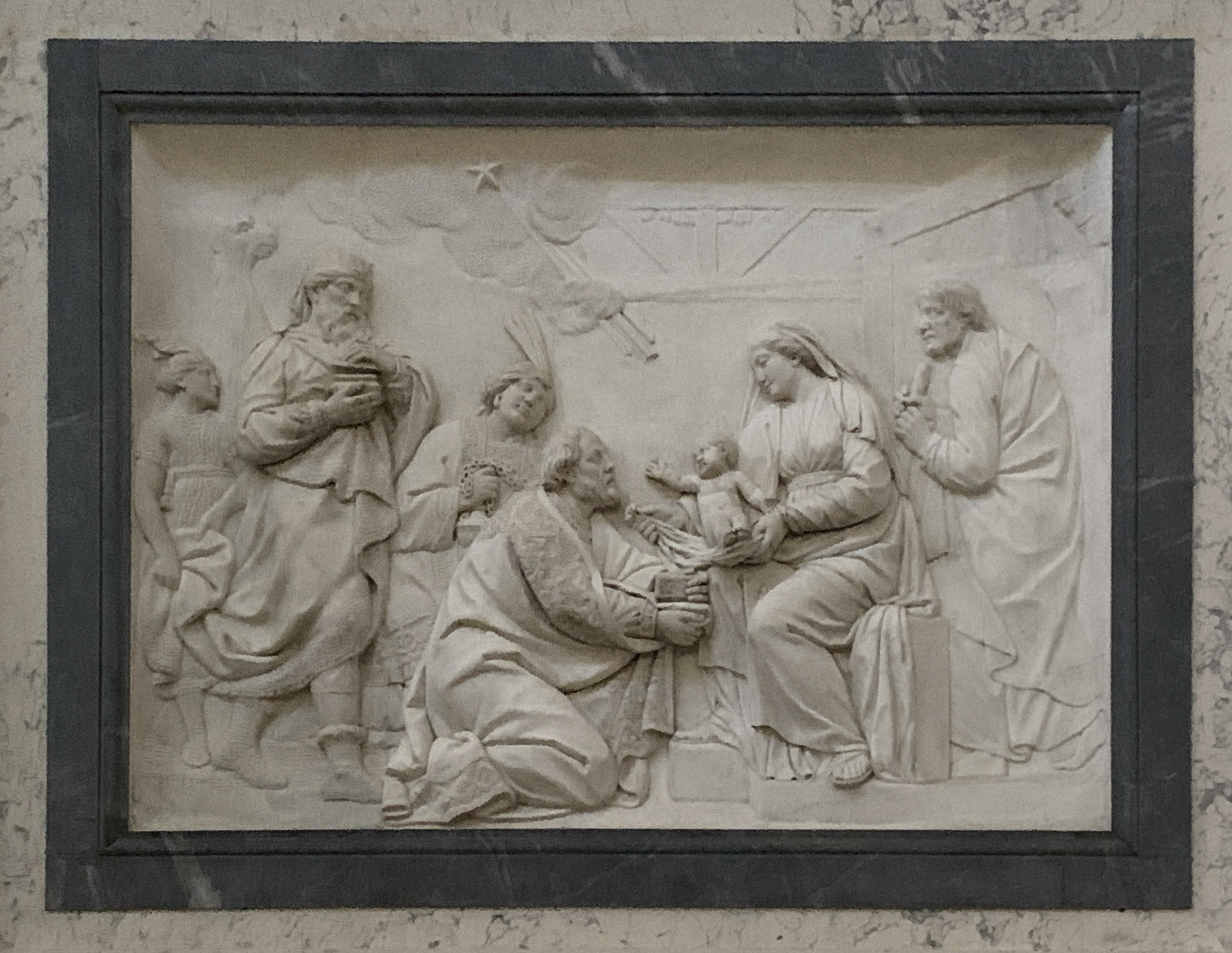
Adoration des mages.
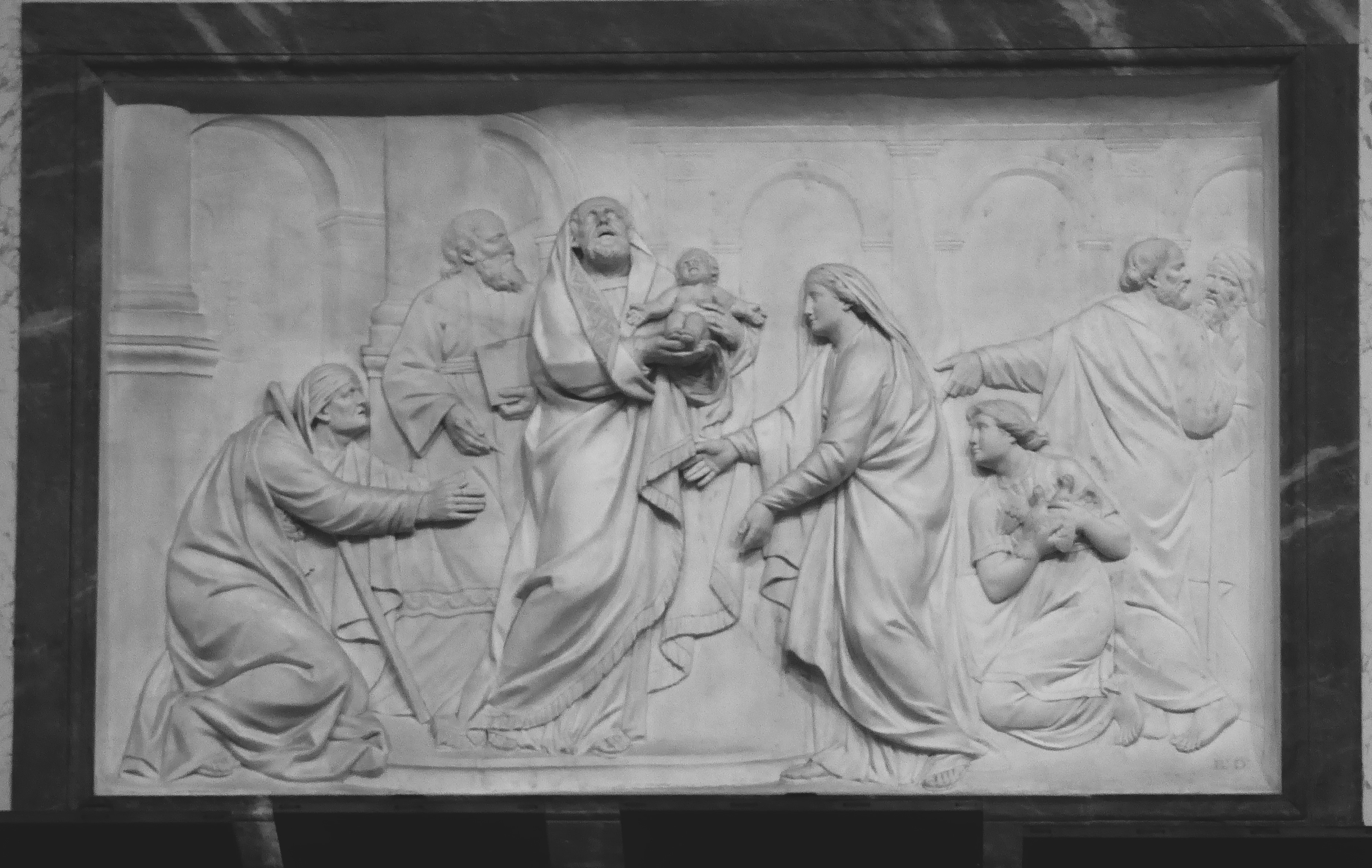
Présentation de Jésus au Temple.

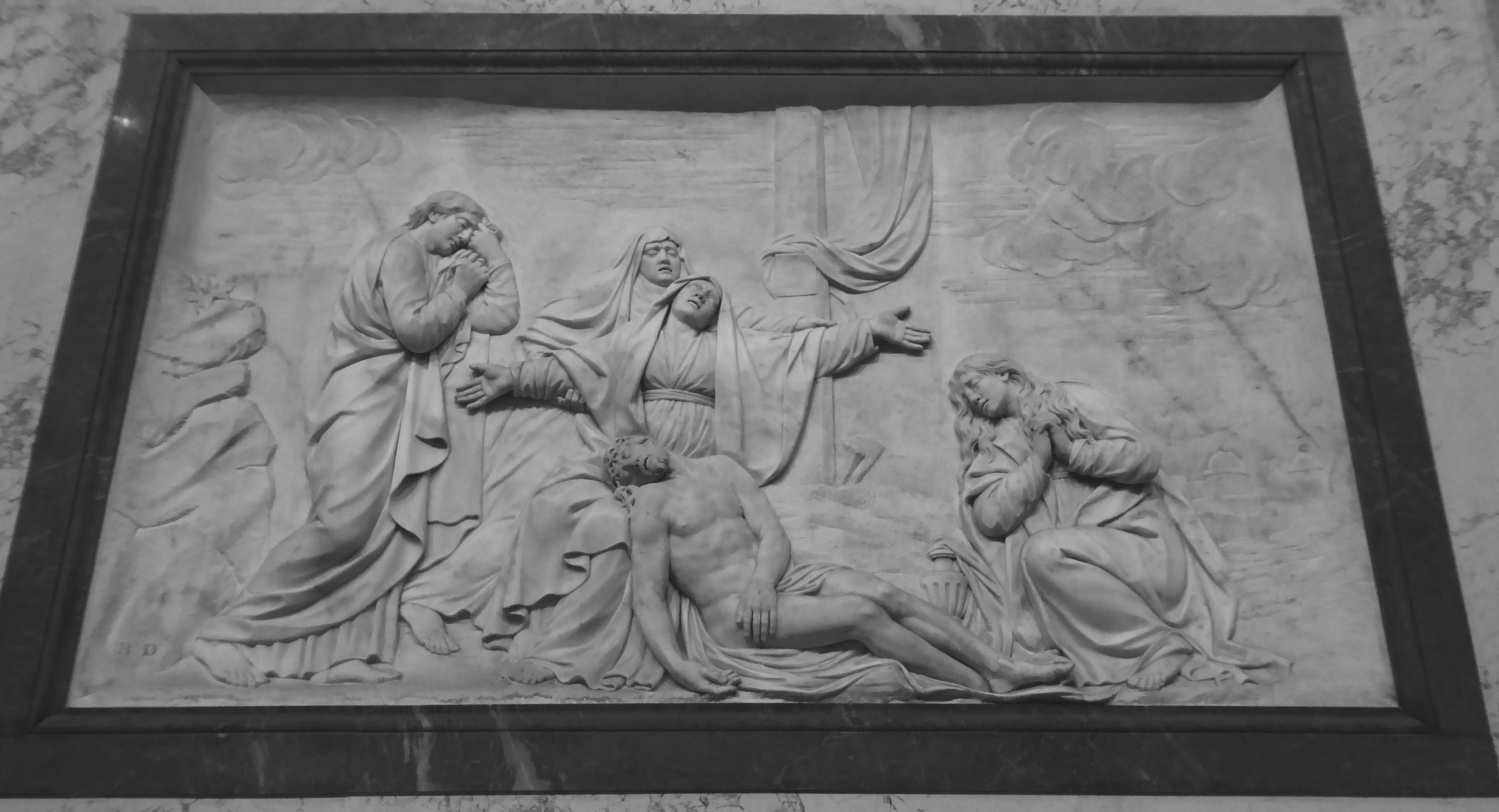
Mater dolorosa (Déploration).
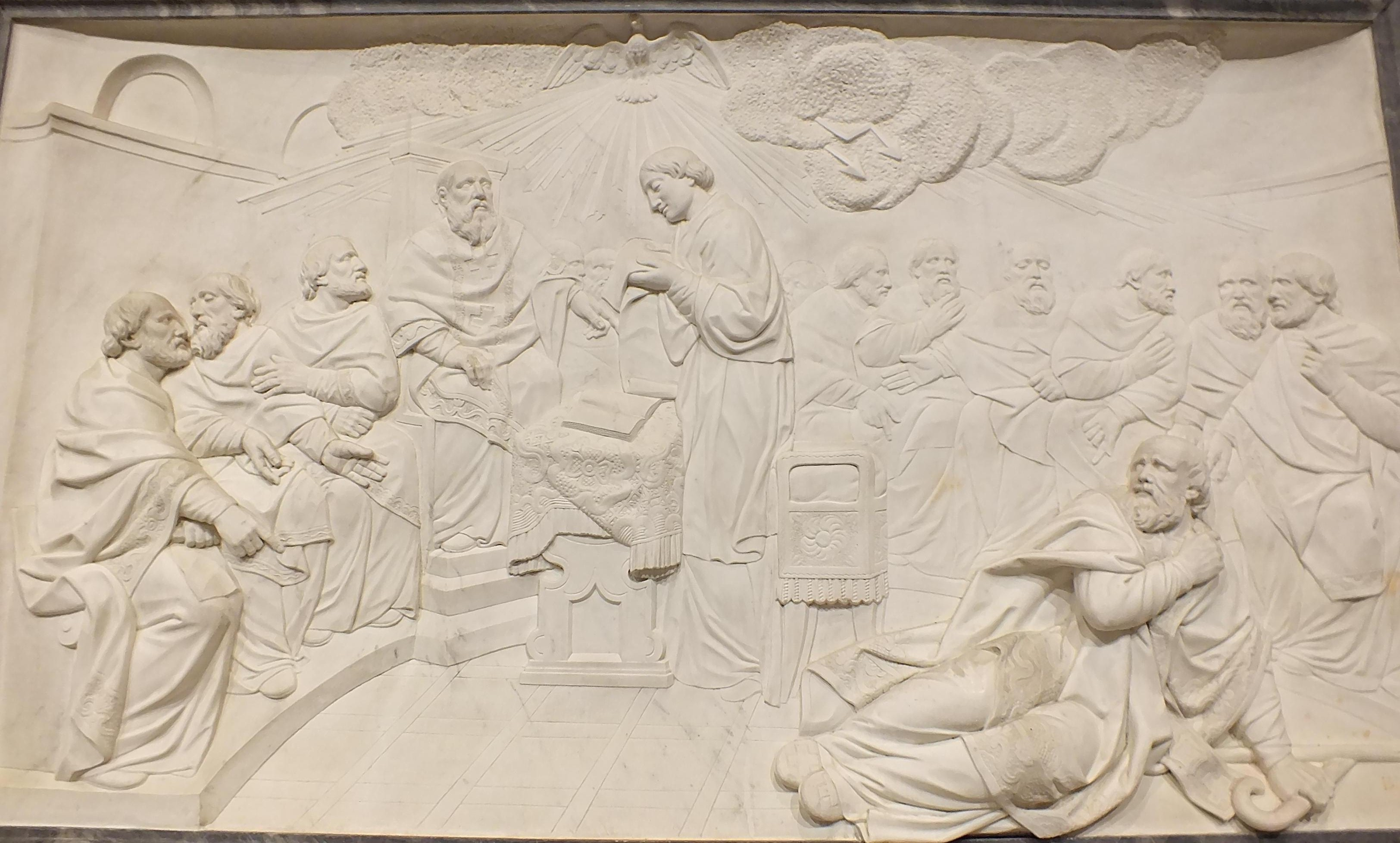
Concile d'Éphèse (430-431).
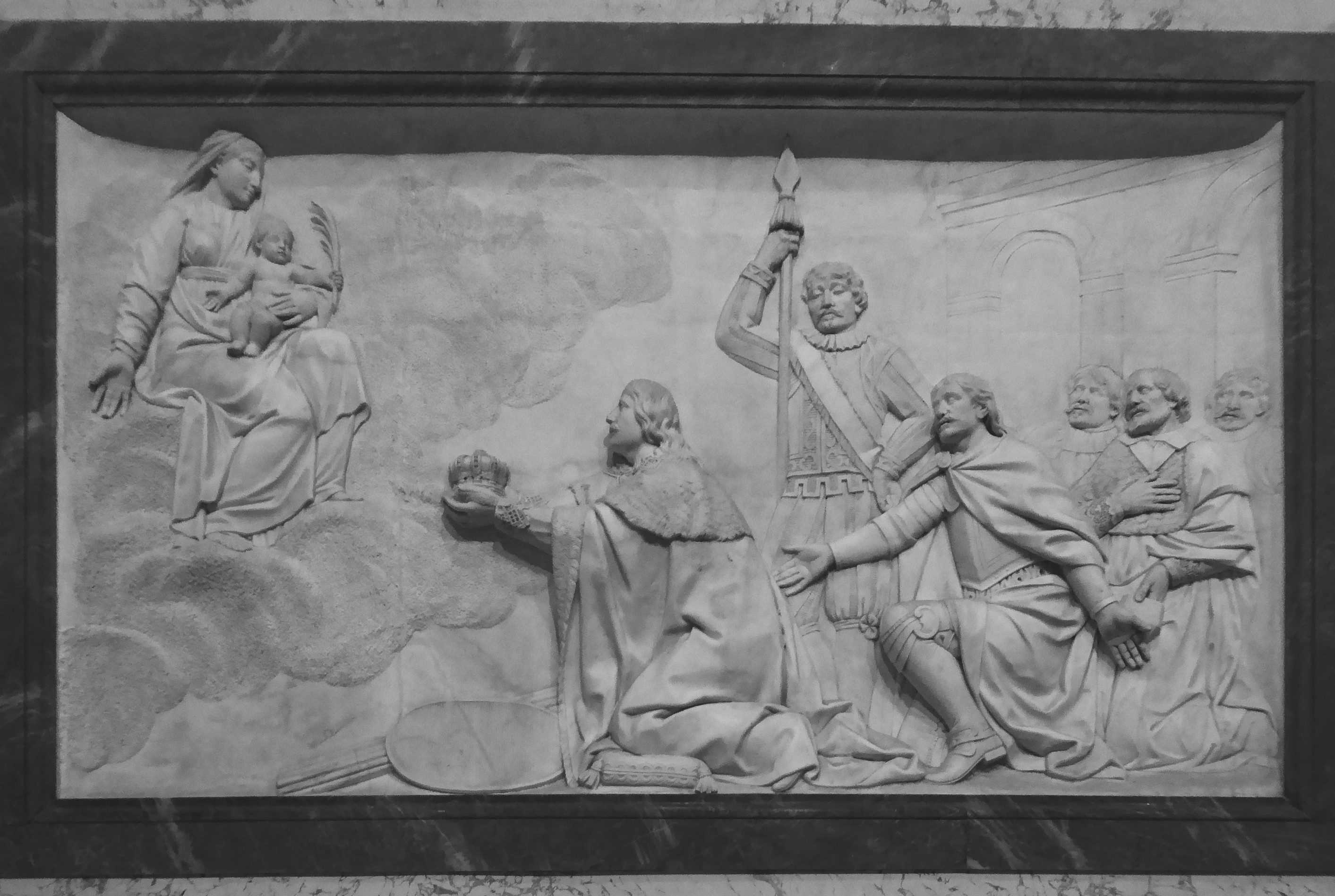
Vœu de Louis XIII (1638).

- Deux bas-reliefs, autrefois placés sur la face postérieure de l'ancien jubé, sont aujourd'hui conservés et présentés par le musée des Beaux-Arts de la ville. Ils représentent Le signe donné à Achaz (VIIIe siècle av. J.-C.)[133] et L'Immaculée Conception.

Les bas-reliefs de l'ancien jubé au musée des Beaux-Arts
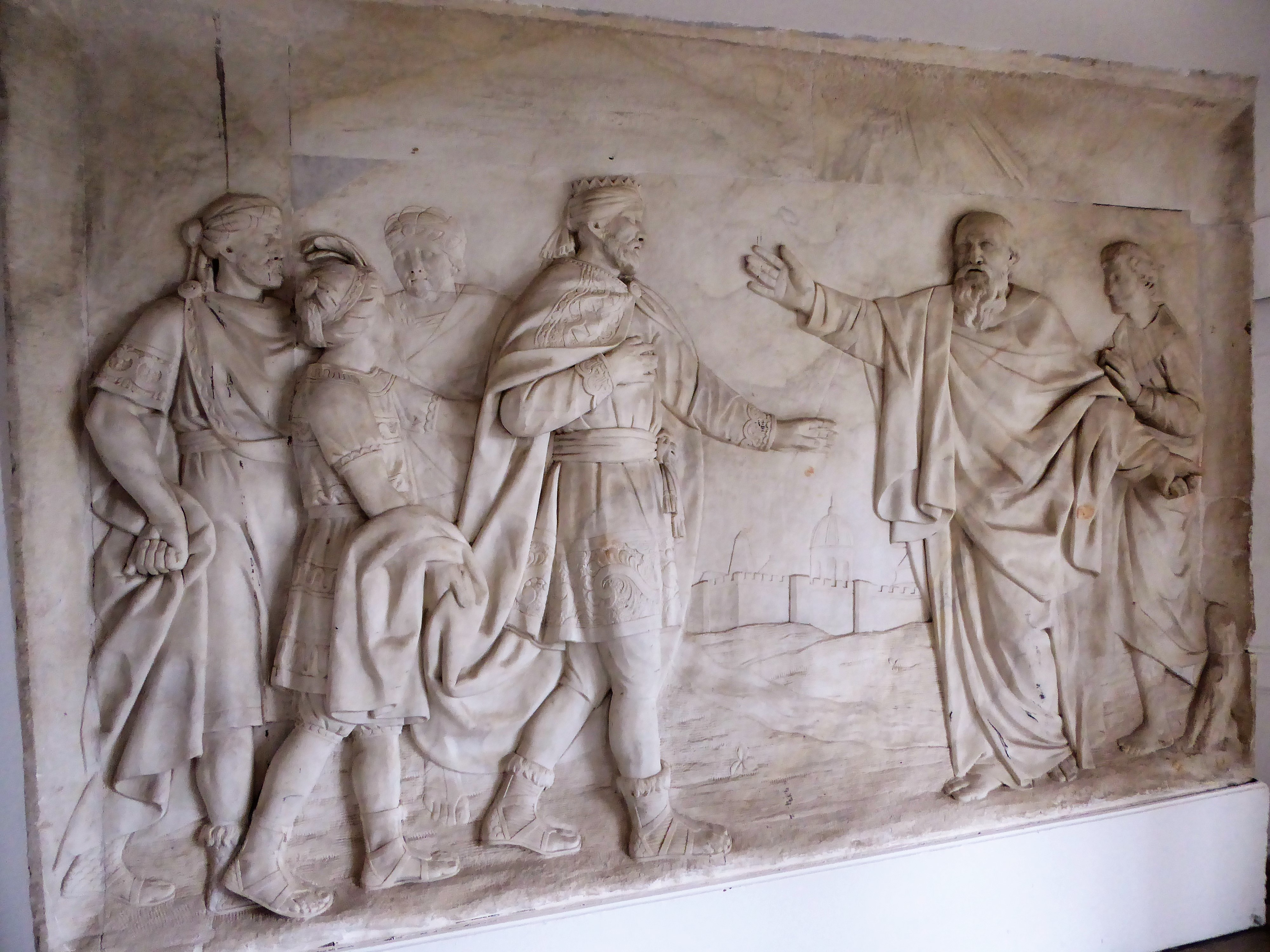
Le signe donné à Achaz (VIIIe siècle av. J.-C.).
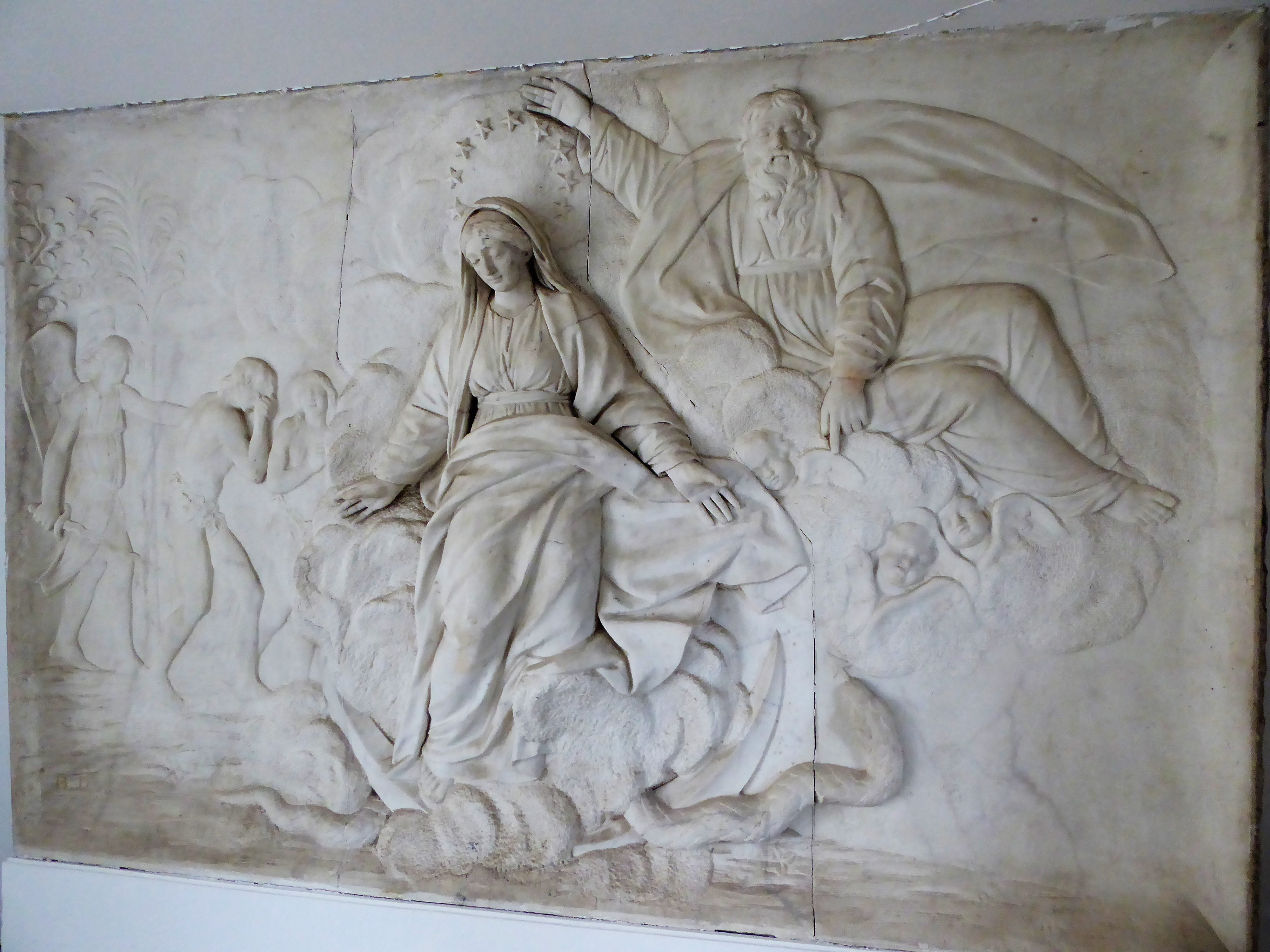
L'Immaculée Conception.

### Le déambulatoire

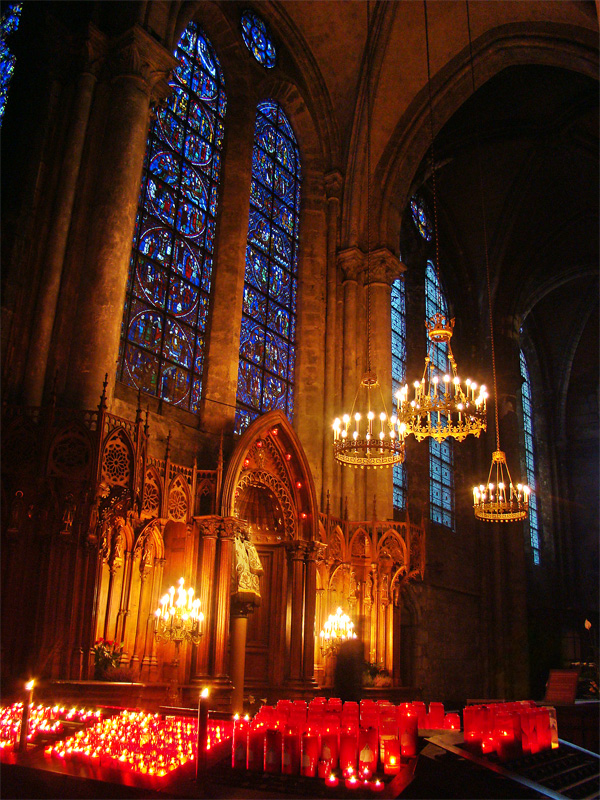
Chapelle de Notre-Dame du Pilier.

#### Le voile de la Vierge
Le voile de la Vierge est une relique qui aurait été envoyée de Byzance par l'empereur d'Orient à Charlemagne. Il est présenté dans la partie nord du déambulatoire, au sein de la chapelle absidiale des Martyrs ou de Saint-Étienne, aujourd'hui du Saint-Cœur de Marie.

#### Notre-Dame du Pilier
Également dans le déambulatoire nord, Notre-Dame du Pilier est une vierge en bois de poirier sculptée vers 1540. Elle était autrefois adossée au jubé qui a lui-même été détruit en 1763 par les chanoines.

### Le Grand orgue

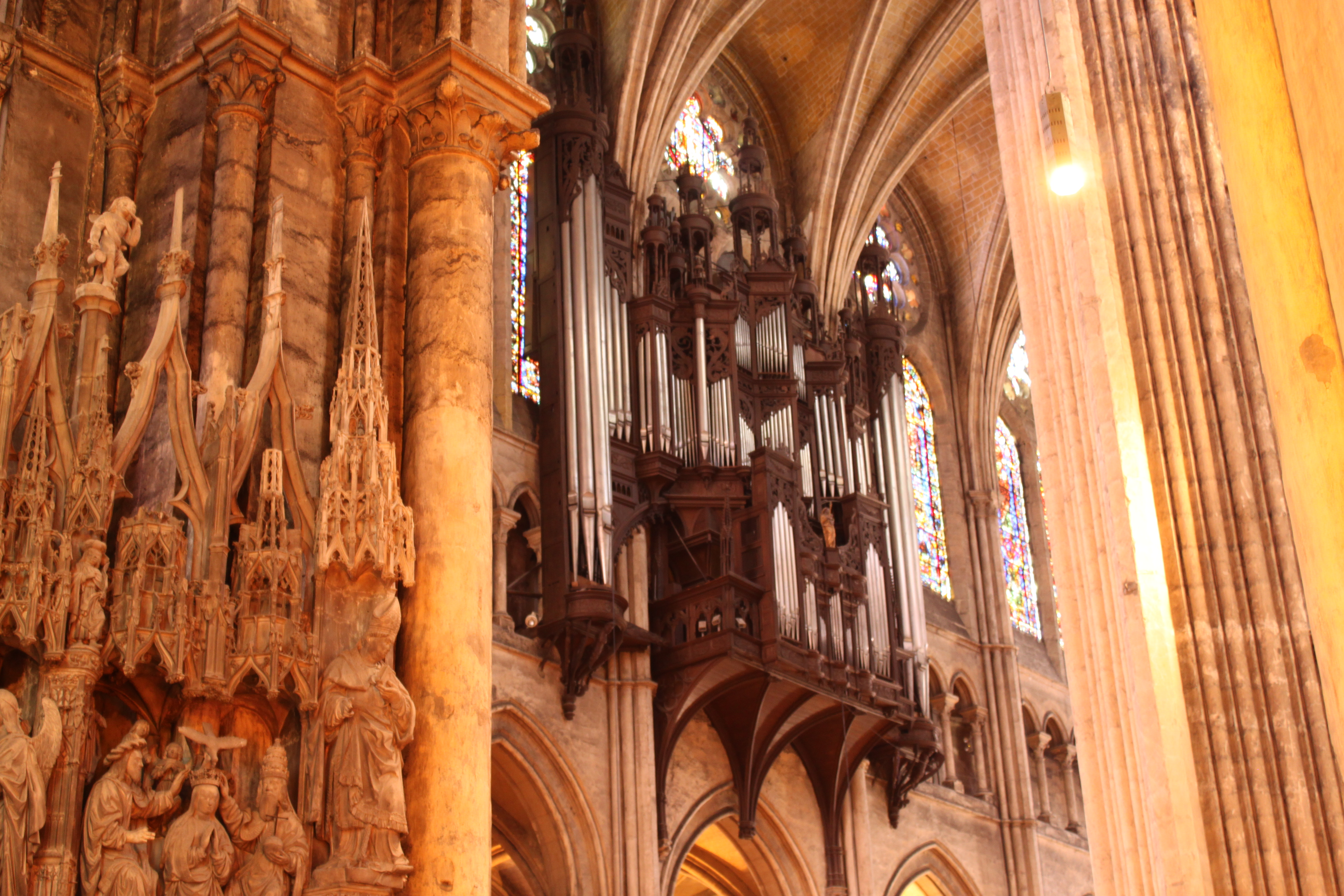
Les grandes orgues actuelles

En 1353, la cathédrale possédait déjà des orgues. Jehan de Châteaudun en est le premier organiste connu.
Au XVe siècle un instrument plus puissant est édifié. Il est désassemblé au XVIe siècle et Robert Filleul, organiste, en construit un nouveau plus important alors que des menuisiers chartrains assurent la réalisation du buffet. L’orgue est installé sur la façade occidentale. Aux XVIIe et XVIIIe siècles la partie sonore évolue. Gilles Jullien, un des principaux organistes français laissant un livre d'orgue pendant le XVIIe siècle, en est titulaire de 1668 (il avait 18 ans) à 1703, date de sa mort.
Cependant le manque de moyens financiers et l’incendie de 1836 coupent court à un projet de restauration et conduiront à un état déplorable de l’instrument à la fin du XIXe siècle. En 1840, le buffet et l'instrument sont classés monuments historiques au titre d'immeuble,,.
En 1964, Pierre Firmin-Didot fonde une association afin d’assurer la rénovation des orgues. Le grand orgue actuel a été construit en 1971 par les établissements Danion-Gonzalez. Le buffet placé en nid d’hirondelle, sur le côté sud de la nef, bien que maintes fois modifié, a gardé son aspect du XVIe siècle.
Au mois d'octobre 2022, l'instrument a été démonté, sa reconstruction étant confiée à la sté Muhleisen et à MM. Cattiaux et Chevron. La restauration du buffet est prise en charge à 100 % par l'État, la partie instrumentale l'étant à 75 %.

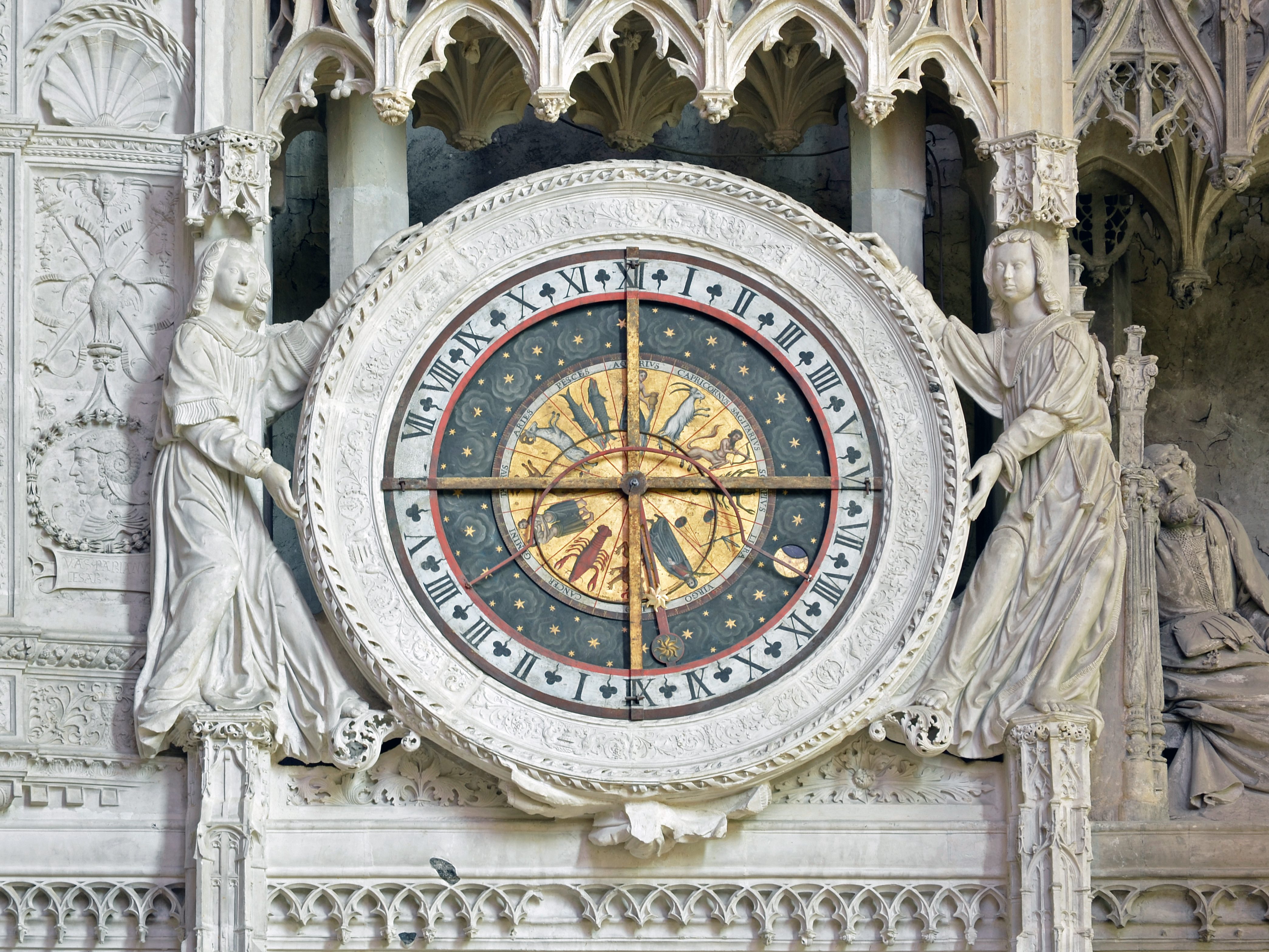
Le cadran intérieur dans le chœur de la cathédrale.

| Claviers (de bas en haut) | Claviers (de bas en haut) | Claviers (de bas en haut)       | Claviers (de bas en haut) | Claviers (de bas en haut)  | Claviers (de bas en haut) | Claviers (de bas en haut) | Claviers (de bas en haut) | Claviers (de bas en haut) | Claviers (de bas en haut) |
| Pédalier                  | Pédalier                  | 1° clavier : Grand-Orgue        | 1° clavier : Grand-Orgue  | 2° clavier : Positif       | 2° clavier : Positif      | 3° clavier : Récit        | 3° clavier : Récit        | 4° clavier : Écho         | 4° clavier : Écho         |
| Plan sonore               | Notes                     | Plan sonore                     | Notes                     | Plan sonore                | Notes                     | Plan sonore               | Notes                     | Plan sonore               | Notes                     |
| ------------------------- | ------------------------- | ------------------------------- | ------------------------- | -------------------------- | ------------------------- | ------------------------- | ------------------------- | ------------------------- | ------------------------- |
| Principal                 | 32'                       | Montre                          | 16'                       | Montre                     | 8'                        | Principal                 | 8'                        | Principal                 | 8'                        |
| Montre (emprunt GO)       | 16'                       | Bourdon                         | 16'                       | Flûte                      | 8'                        | Cor de nuit               | 8'                        | Bourdon                   | 8'                        |
| Soubasse                  | 16'                       | Montre                          | 8'                        | Bourdon                    | 8'                        | Gambe                     | 8'                        | Flûte                     | 4'                        |
| Montre                    | 8'                        | Flûte                           | 8'                        | Prestant                   | 4'                        | Voix céleste              | 8'                        | Doublette                 | 2'                        |
| Bourdon                   | 8'                        | Bourdon                         | 8'                        | Flûte                      | 4'                        | Flûte                     | 4'                        | Nazard                    | 2' 2/3                    |
| Principal                 | 8'                        | Prestant                        | 4'                        | Doublette                  | 2'                        | Viole                     | 4'                        | Tierce                    | 1' 3/5                    |
| Flûte                     | 4'                        | Flûte                           | 4'                        | Nazard                     | 2' 2/3                    | Doublette                 | 2'                        | Piccolo                   | 1'                        |
| Flageolet                 | 2'                        | Doublette                       | 2'                        | Tierce                     | 1' 3/5                    | Sesquialtera              | 2 rgs                     | Cymbales                  | 3 rgs                     |
| Plein jeu                 | 5 rgs                     | Fournitures (résultante de 16') | 2 rgs                     | Larigot                    | 1' 1/3                    | Plein jeu                 | 4 rgs                     | Trompette                 | 8'                        |
| Basson                    | 8'                        | Fournitures                     | 3 rgs                     | Cornet (à partir du 3° do) | 5 rgs                     | Cymbales                  | 3 rgs                     | Clairon                   | 4'                        |
| Bombarde                  | 16'                       | Cymbales                        | 4 rgs                     | Plein-jeu                  | 4 rgs                     | Voix humaine              | 8'                        |                           |                           |
| Trompette                 | 8'                        | Cornet (début : sol2)           | 5 rgs                     | Cymbales                   | 3 rgs                     | Basson-Hautbois           | 8'                        |                           |                           |
| Clairon                   | 4'                        | Bombarde                        | 16'                       | Cromorne                   | 8'                        | Bombarde                  | 16'                       |                           |                           |
|                           |                           | Trompette                       | 8'                        | Trompette                  | 8'                        | Trompette                 | 8'                        |                           |                           |
|                           |                           | Clairon                         | 4'                        | Clairon                    | 4'                        | Clairon                   | 4'                        |                           |                           |

### L'horloge astronomique
La cathédrale comporte les restes d'une ancienne horloge astronomique. Le cadran a fait l'objet d'une restauration vers 2008-2009. Cette restauration a nécessité la reconstitution de plusieurs roues et pignons manquants.

### Les peintures
La collection de peintures de la cathédrale de Chartres comprend notamment 21 œuvres classées ou inscrites en tant qu'objets monuments historiques, dont : 
- triptyque de la chapelle de Tous-les-Saints, déambulatoire sud :
  - deux tableaux d'autel Crucifiement de saint Pierre (à gauche) et Décollation de saint Paul (à droite) provenant de l'église Saint-Pierre, huiles sur bois, 136 × 179 cm, limite XVIe et XVIIe siècles, d'après Albrecht Dürer,  Classé MH (1981)[140],[141] ;
  - tableau d'autel La petite parente  ? ou La Nativité ou Sainte Anne Trinitaire et un ange (au centre) provenant de l'église Saint-Barthélemy (?), huile sur toile, 153 × 124,5 cm, XVIIe siècle, d'après Sébastien Bourdon, Le Repos de la Sainte Famille en Égypte avec sainte Catherine, via la gravure de Nicolas de Poilly,  Classé MH (1908)[142],[143].

Peintures de la chapelle de Tous-les-Saints
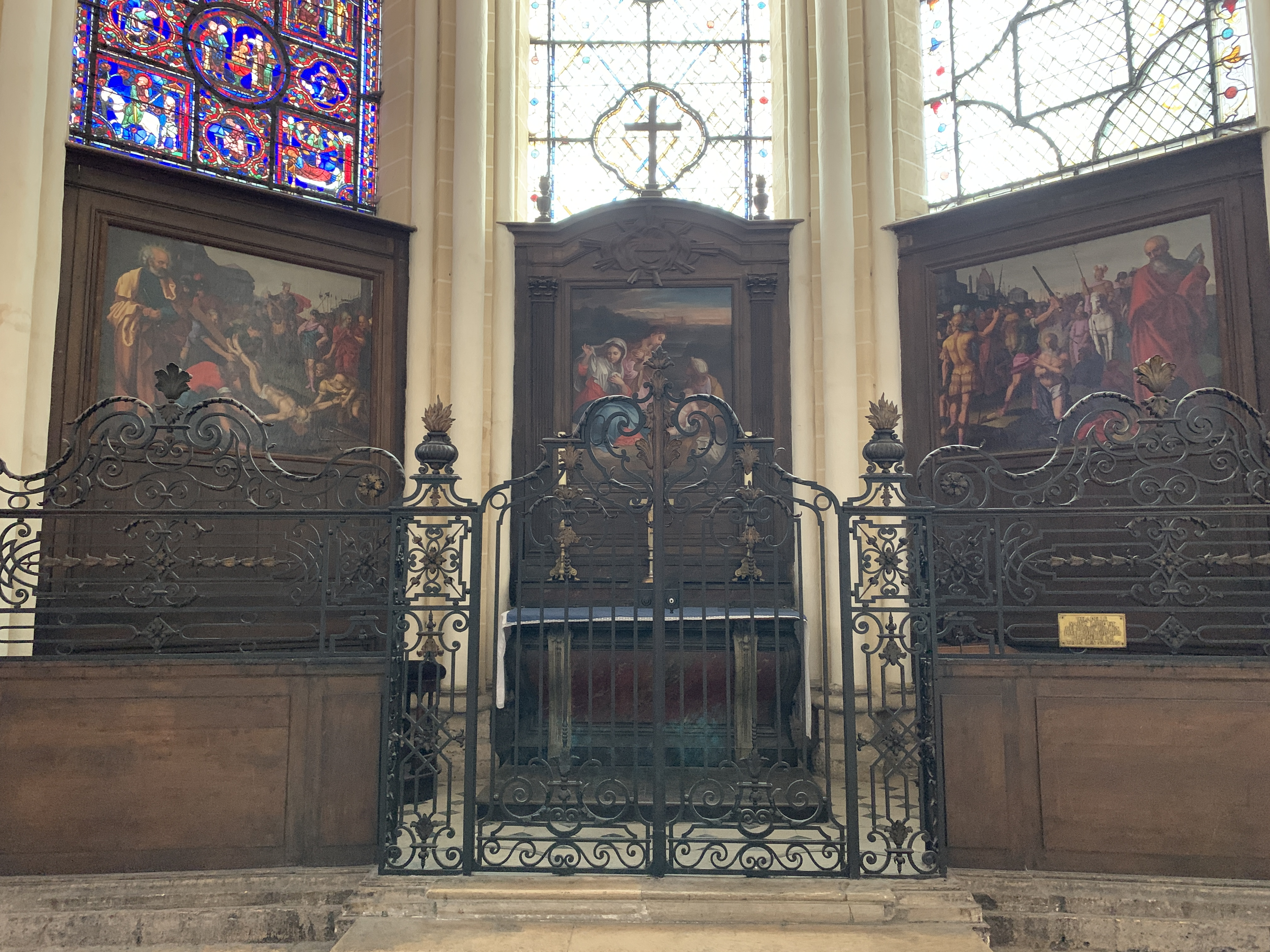
Vue générale.
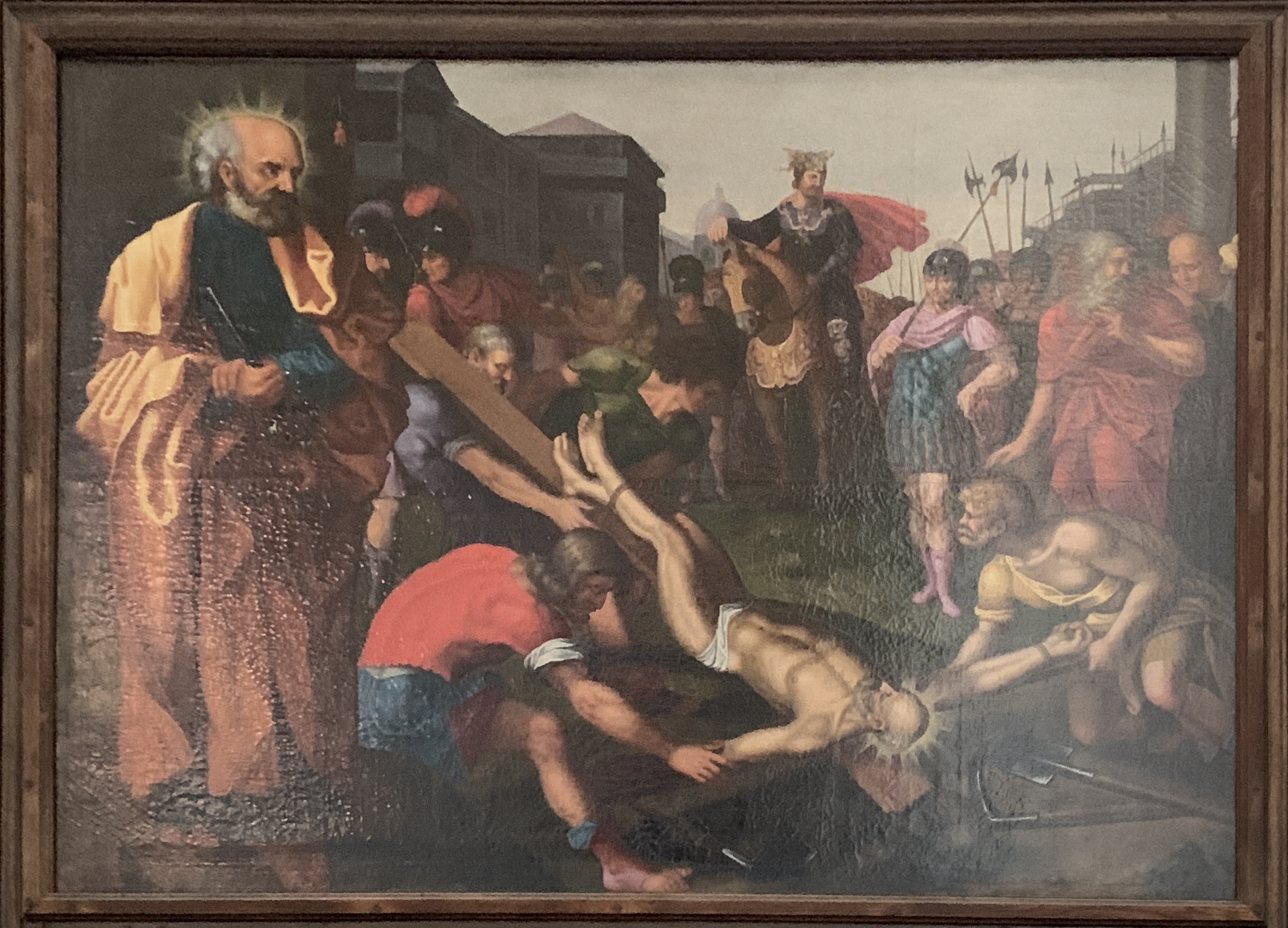
Crucifiement de saint Pierre.
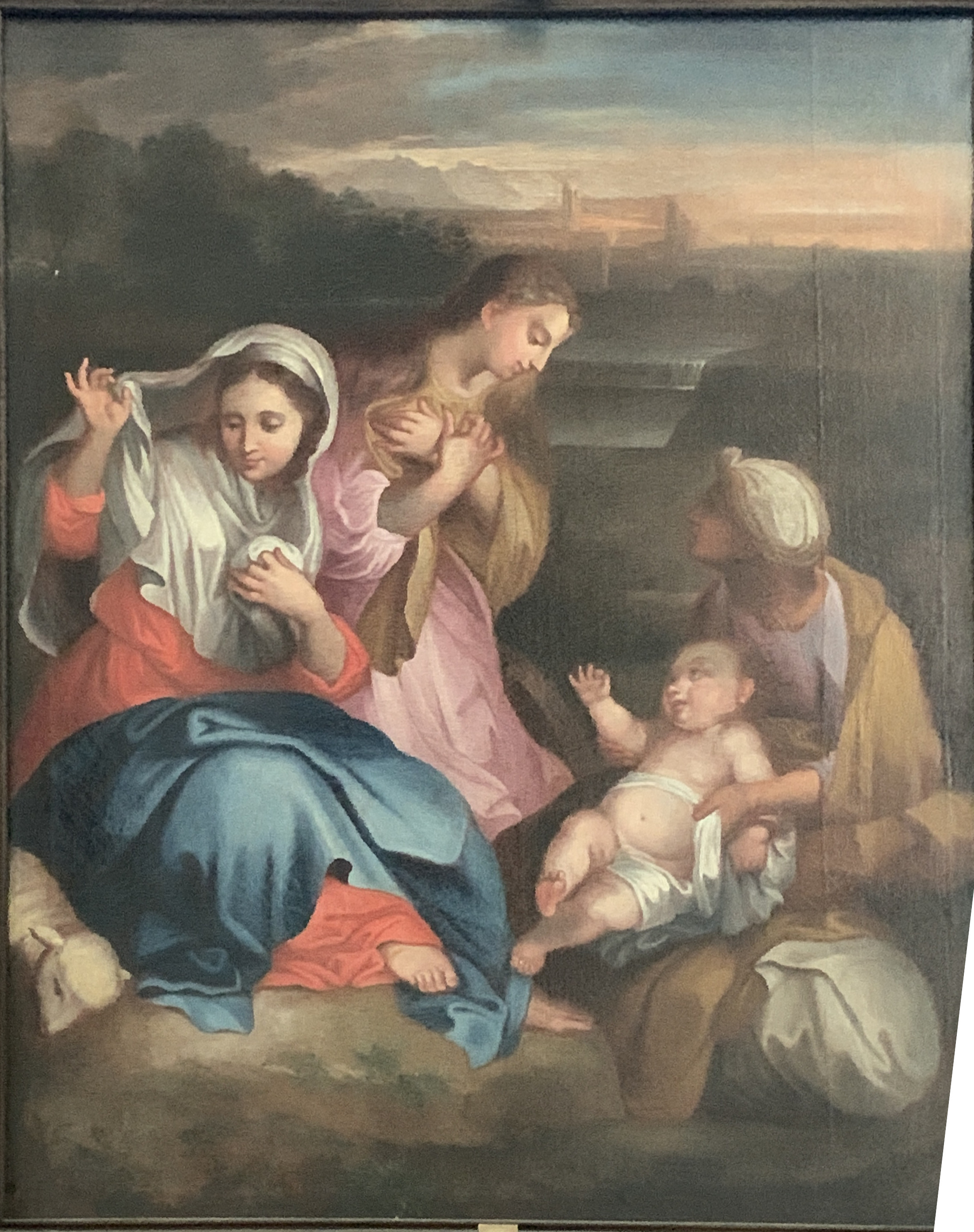
Tableau central.
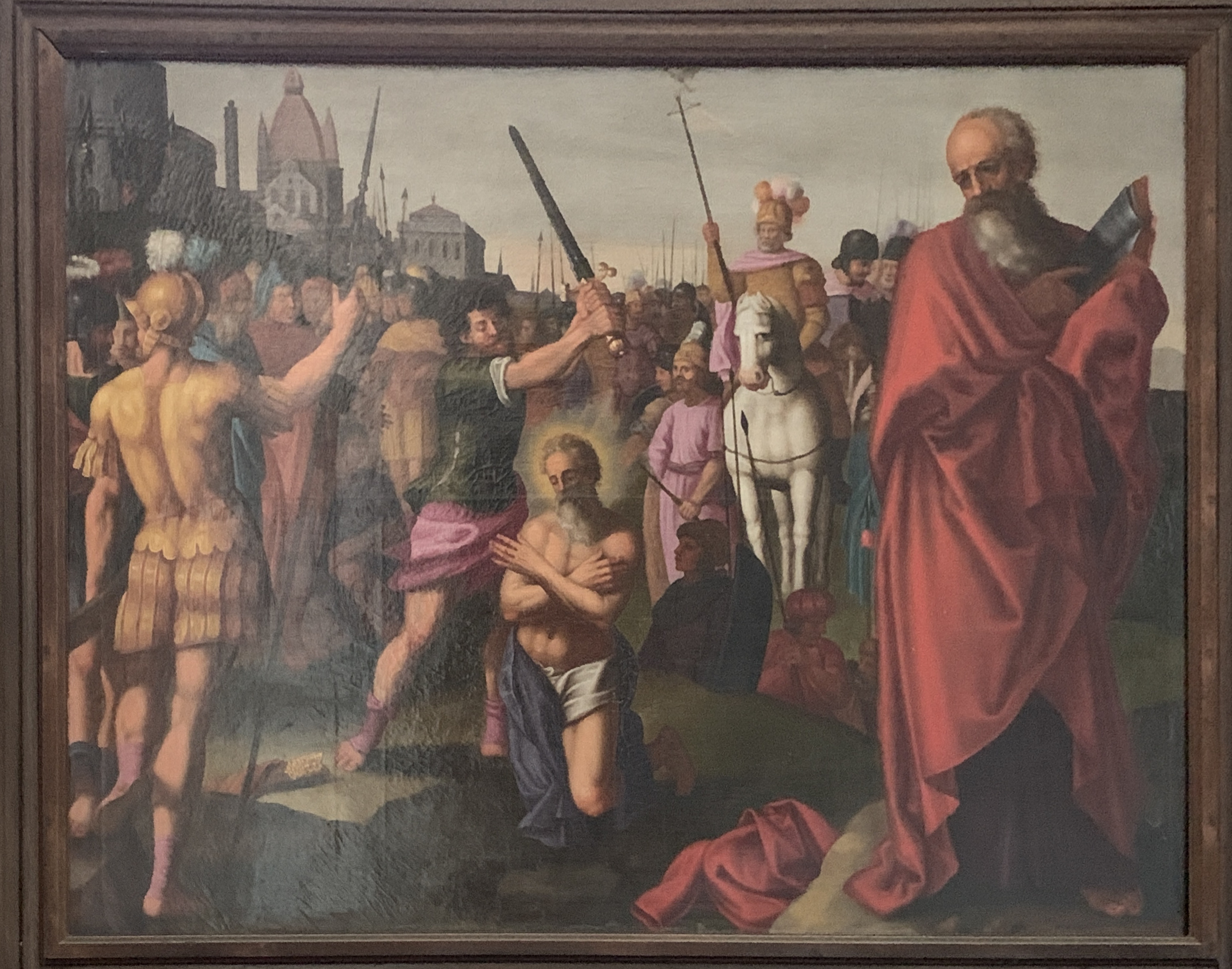
Décollation de saint Paul.

- chapelle de Vendôme (collatéral sud), deux tableaux sont classés monuments historiques depuis 1982 :
  - La Mort de la Vierge de Jean François Bosio, 1819, mur ouest, huile sur toile encadrée de bois, 350 × 250 cm[144] ;
  - La Visitation, seconde moitié du XVIIe siècle-XVIIIe siècle, œuvre anonyme d'après Pierre Mignard, mur est, huile sur toile menacée provenant du couvent des Visitandines de Chartres, environ 300 × 200 cm[145].

Peintures de la chapelle de Vendôme
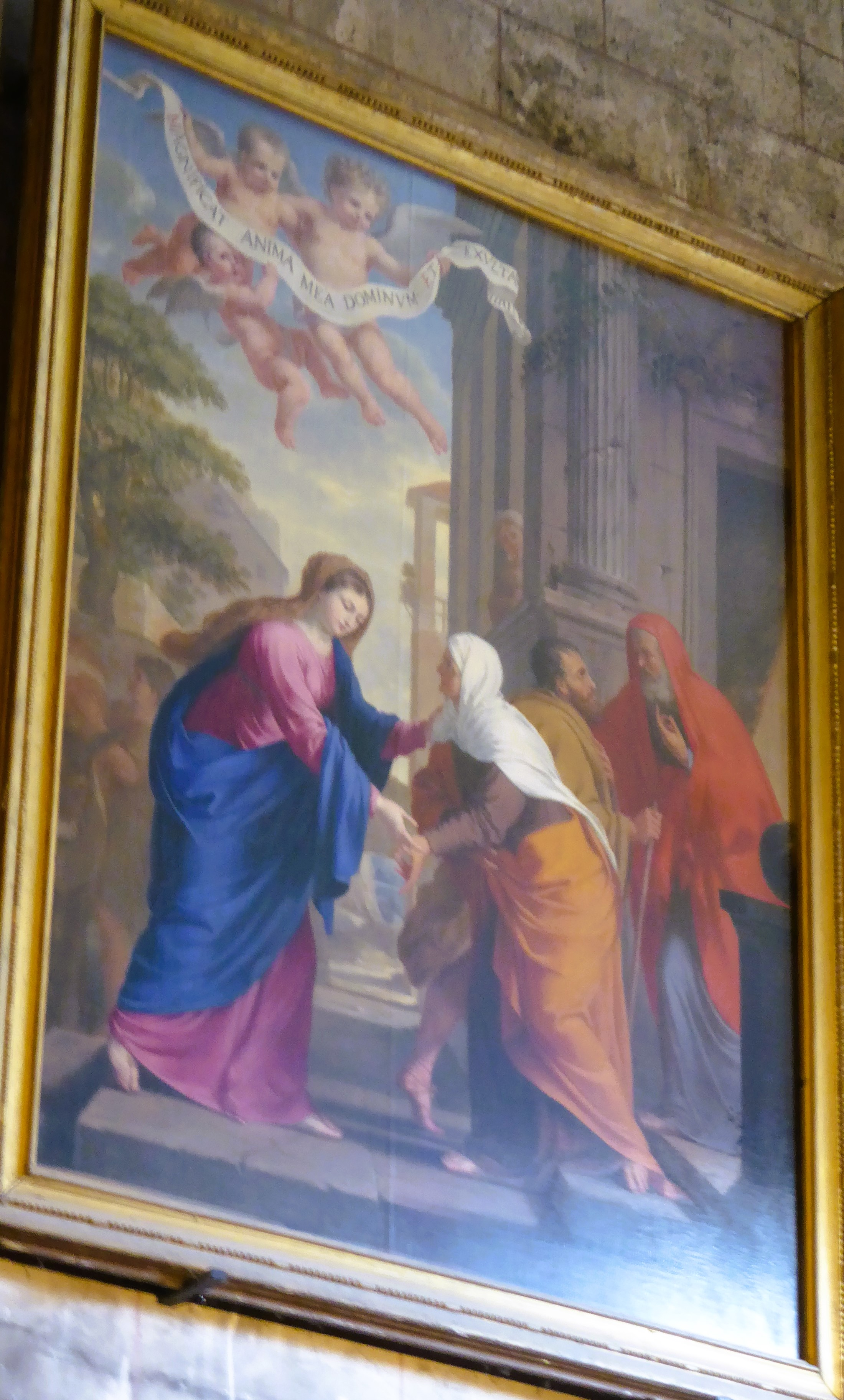
La Visitation, d'après Pierre Mignard, seconde moitié du XVIIe siècle-XVIIIe siècle.
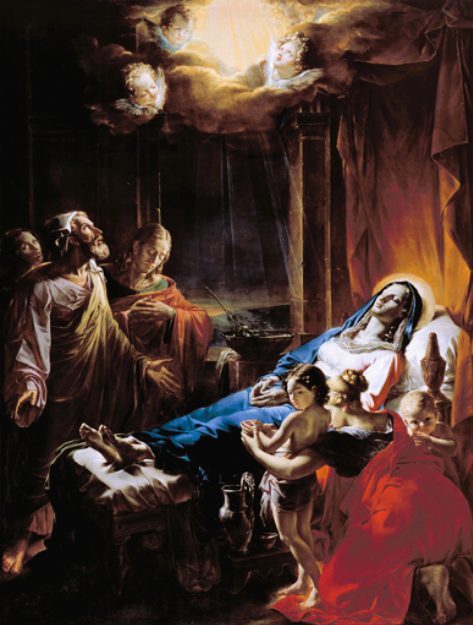
La Mort de la Vierge de Jean François Bosio, 1819.

- tour sud :
  - Le Baptême du Christ, huile sur toile de Verpré, d'après Guido Reni (tableau au musée d'Histoire de l'art de Vienne), 273 × 177 cm, 1663, restauré en 2014,  Classé MH (1982)[146].

- transept sud :
  - Transfiguration, huile sur toile, 350 × 310 cm, XVIIe siècle, restaurée en 1989, copie interprétée de Raphaël,  Classé MH (1982)[147],[148].

- bas-côté nord :
  - Résurrection du Christ de Pierre Pauvert (Voir sur Wikidata), huile sur toile et cadre en bois doré et mouluré, décoré de végétaux et feuilles de laurier, 360 × 170 cm, 1676, bas-côté nord,  Classé MH (1982)[149],[150] ;

- la collection de peintures de la cathédrale comprend également :
  - Le Sacrifice d'Abraham de Jean Mosnier (attribution), huile sur toile 224,5 × 171 cm, vers 1620-1640, provenant du transept nord de la cathédrale Notre-Dame de Chartres, dépôt temporaire de l’État au musée des Beaux-Arts,  Classé MH (1982)[151],[152],[153] ;
  - Madeleine pénitente, huile sur toile, 131 × 98,6 cm, 1657, copie ancienne d’après Philippe de Champaigne, provenant de l’ancien carmel de Chartres,  Inscrit MH (2019)[154] ;
  - Ex voto : Une famille en prière, huile sur bois, XVIIe siècle,  Classé MH (1903)[155] ;
  - Les Noces de Cana, anonyme, huile sur toile et cadre en bois peint faux marbre, 150 × 240 cm, XVIIe siècle, restaurée en 1989,  Classé MH (1982)[156] ;
  - Saint Michel terrassant le démon, huile sur toile, 58 × 98 cm, XVIIIe siècle, restaurée en 1990,  Classé MH (1982)[157] ;
  - deux tableaux dans la chapelle des Confesseurs.

Autres œuvres
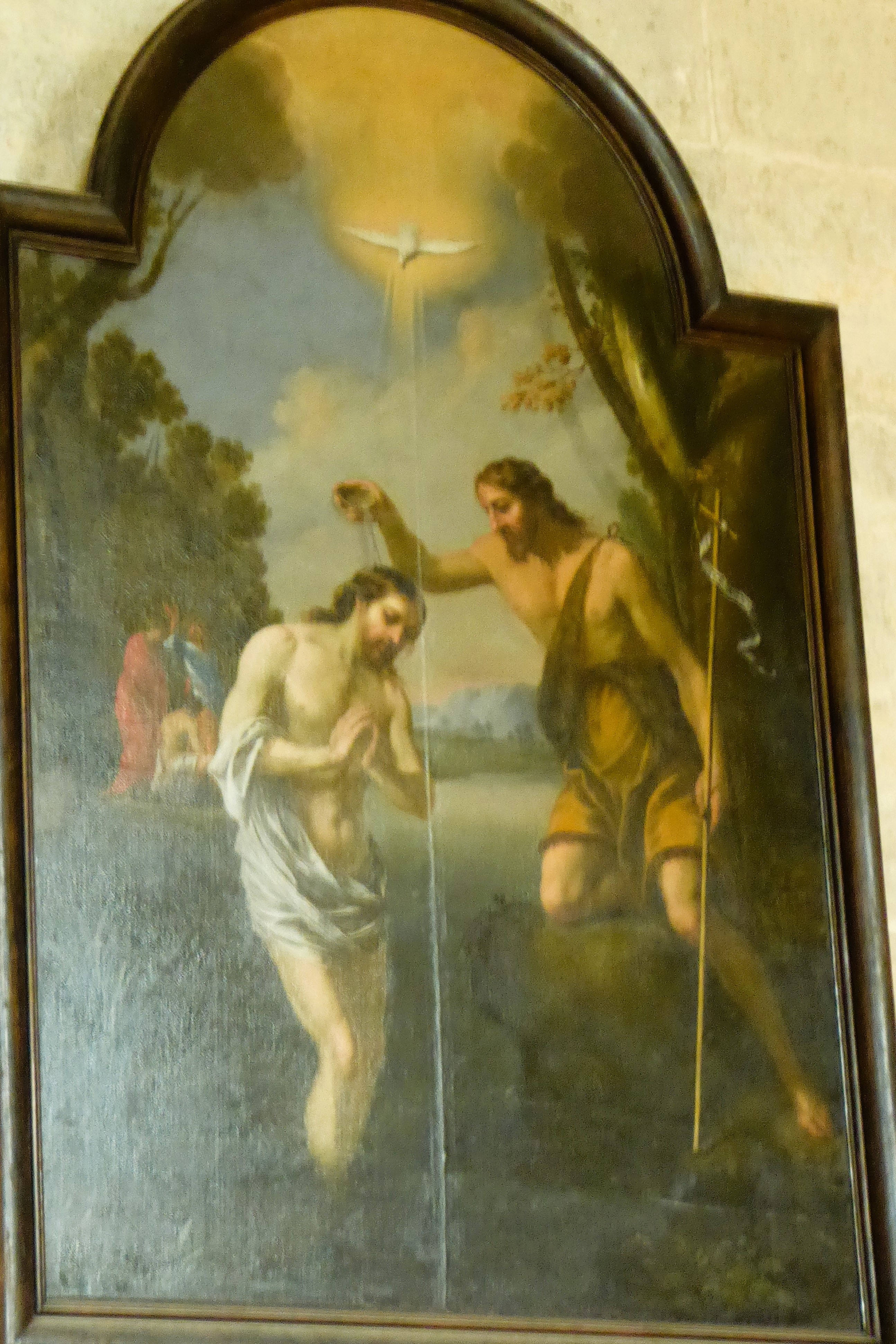
Le Baptême du Christ, d'après Guido Reni, tour sud.
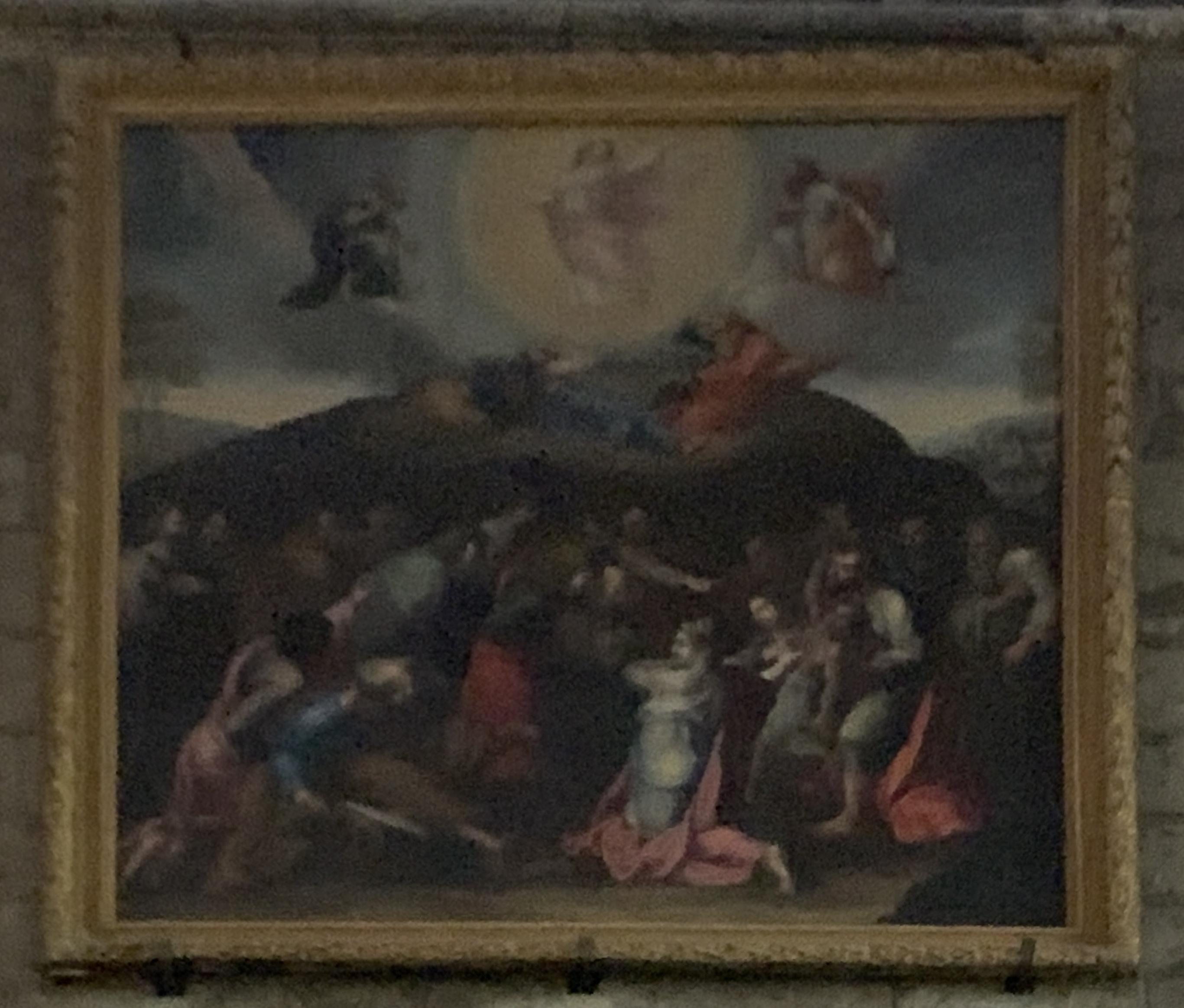
Transfiguration, XVIIe siècle, copie de Raphaël, transept sud.
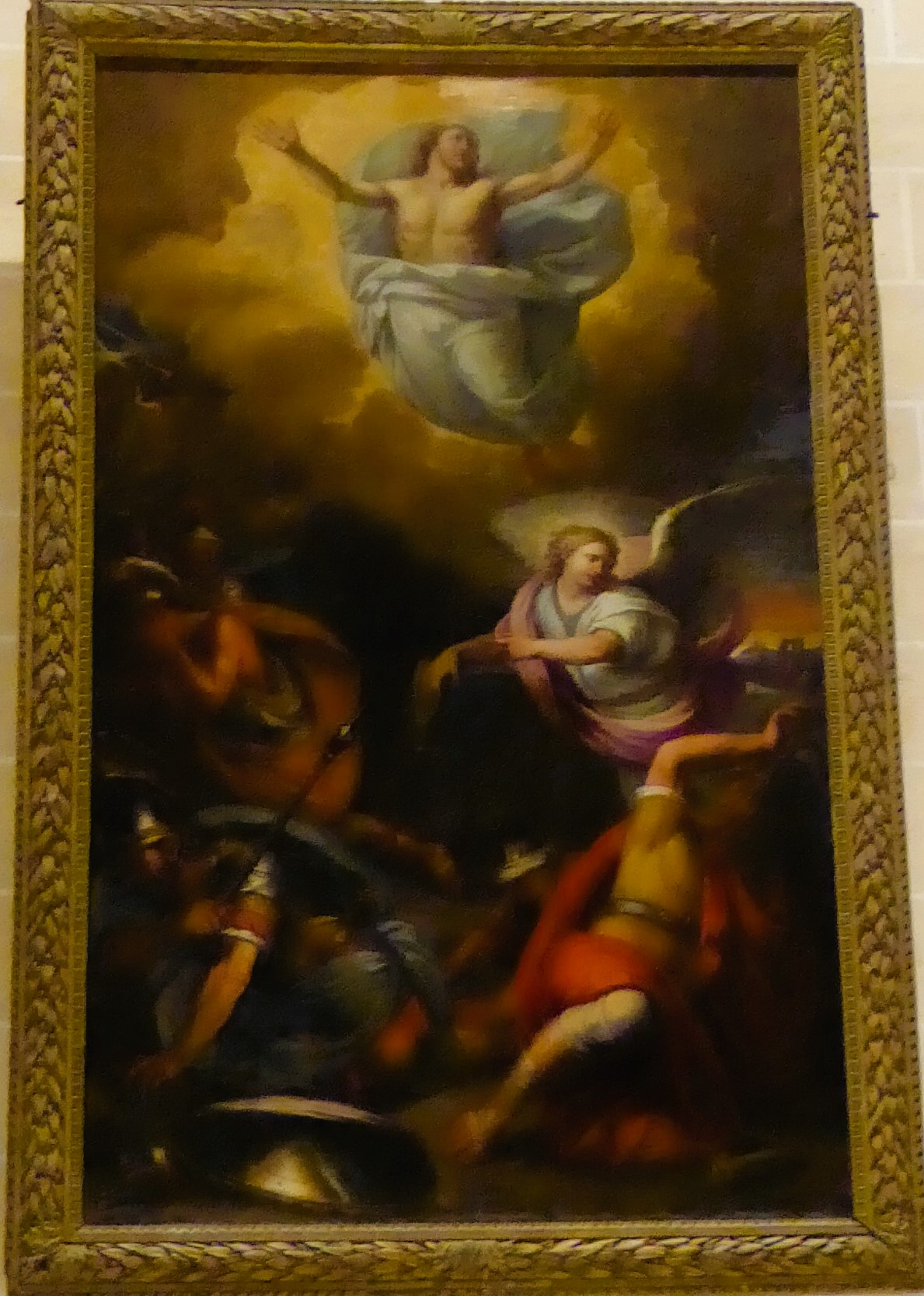
Résurrection du Christ, 1676, Pierre Pauvert, bas-côté nord.
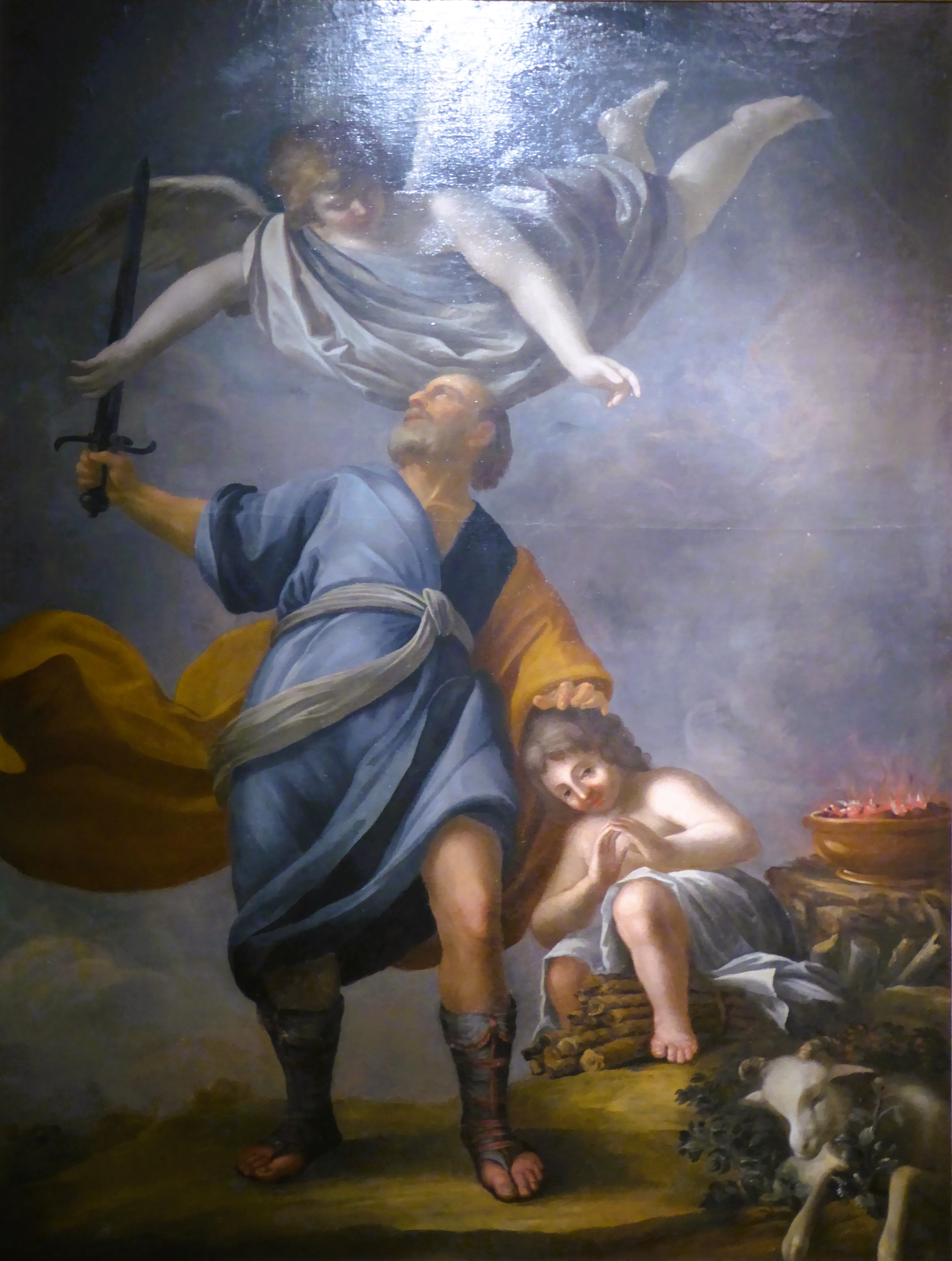
Le sacrifice d'Abraham, 1620-1640, Jean Mosnier.
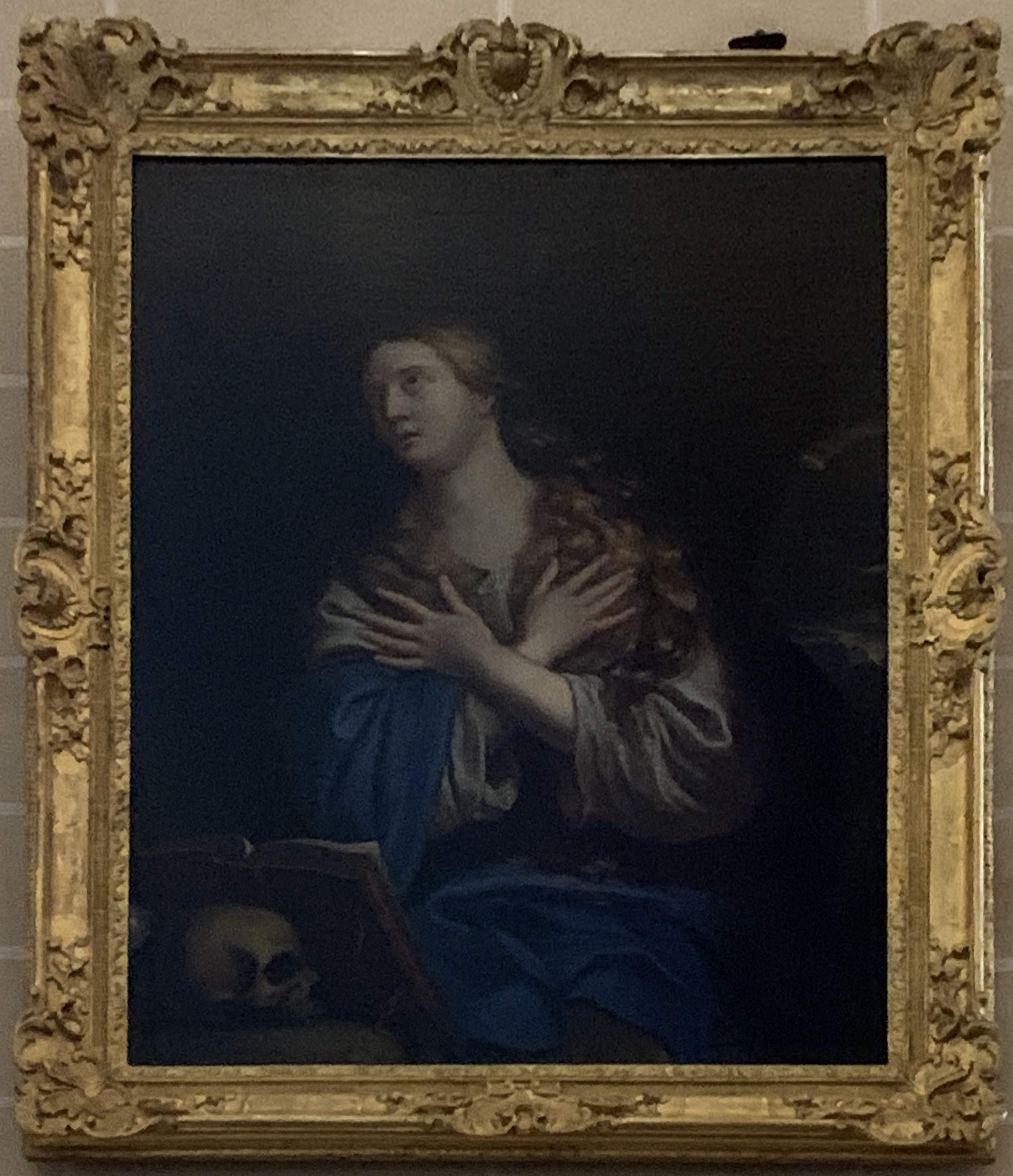
Madeleine pénitente, 1657, d’après Philippe de Champaigne.
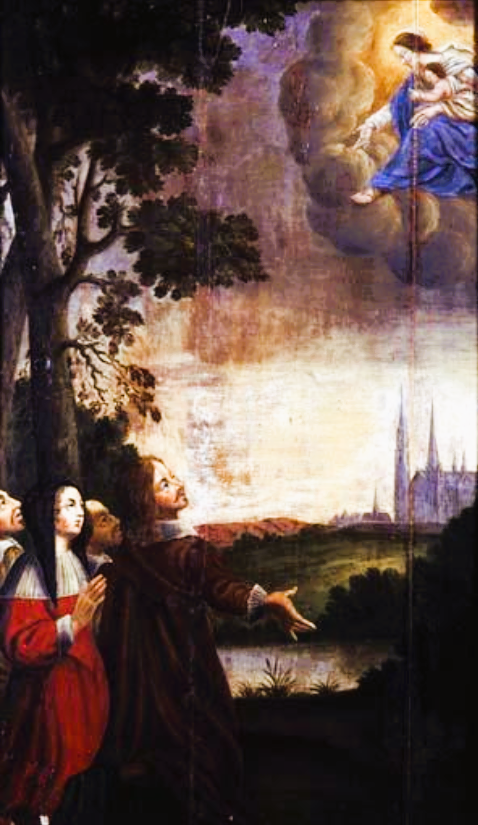
Ex-voto : une famille en prière, huile sur bois, XVIIe siècle.

- voir ci-dessous les peintures monumentales de l'église basse, datées des XIIe et XIIIe siècles,  Classé MH (1840)[158],[159].

## Les cryptes
La cathédrale actuelle résulte de constructions de différentes époques. Les cathédrales ont souvent été superposées, servant chacune de fondations à celle qui lui succédait. Les parties qui n'ont pas été remblayées forment deux cryptes concentriques : la crypte dite de Saint-Lubin située sous le chœur et la crypte dite de Fulbert qui l’entoure partiellement.

### La crypte de Saint-Lubin (IXesiècle)

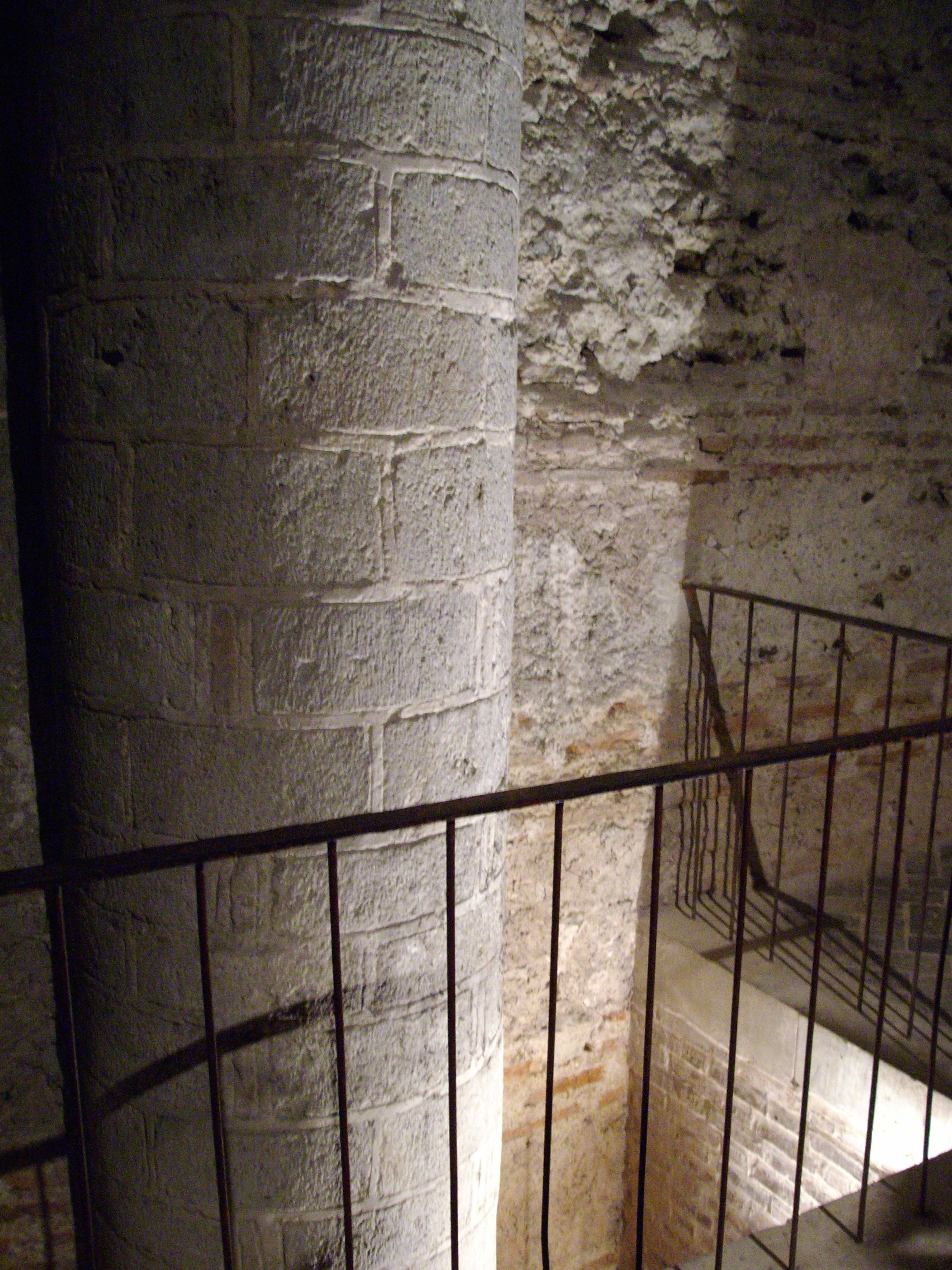
Caveau Saint-Lubin.

Les premiers chrétiens auraient édifié du IVe au XIe siècle des sanctuaires successivement dévastés par les flammes ou les persécutions religieuses. Un vestige de muraille, généralement attribué à l'époque gallo-romaine, fait référence à l'époque de la première église. Il ne subsiste rien de celle du VIe siècle. Dans un couloir de fouille, on a tout au plus quelques marches de celle du VIIIe siècle. 
Par contre, la crypte de l'église carolingienne édifiée par Gislebert de Chartres au IXe siècle correspond vraisemblablement à une salle conservée. Elle porte le nom de caveau Saint-Lubin et se situe sous le chœur de la cathédrale actuelle, juste sous le maître-autel.

### La crypte de Fulbert (XIesiècle) et Notre-Dame-Sous-Terre
La crypte de Fulbert, ou église basse, enveloppe ce caveau et va d'un clocher jusqu'à l'autre, en faisant le tour de l'édifice. Datant du XIe siècle, avec ses 230 mètres de long sur 5 à 6 mètres de large, elle est la plus grande crypte de France. Elle se compose de deux galeries parallèles, longues de 110 mètres qui s'étendent sous les bas-côtés de la cathédrale et se rejoignent, du côté du chevet, par une allée semi-circulaire sur laquelle s'ouvrent des chapelles. Au Moyen Âge, les pèlerins dormaient et même se faisaient soigner dans ces galeries.
En partant de l'extrémité de la galerie nord, on arrive à la chapelle Notre-Dame-Sous-Terre, peut-être l'un des plus anciens sanctuaires consacrés à Marie en Occident. Rouverte au culte en 1857, une messe y est célébrée chaque jour à 11 h 45. On peut y observer une reproduction datant de 1975 d'une statue en chêne sombre d’époque romane, le modèle original ayant disparu au cours de la Révolution,. Cette même année 1975, Marthe Flandrin y réalisa une tapisserie des Gobelins, destinée à ce lieu.
La galerie devient semi-circulaire sous le chevet et s'ouvre sur trois chapelles romanes profondes, encadrées par quatre plus petites chapelles gothiques du XIIIe siècle. C'est là que se trouve le puits dit des Saints-Forts. Dans la galerie sud, on peut admirer une fresque du XIIe siècle avec plusieurs grands saints populaires (Clément, Gilles, Martin, Nicolas…). À l'extrémité de cette même galerie, une piscine baptismale en pierre est installée, datant du XIIe siècle.
| - Chapelle Notre-Dame Sous-Terre. - Puits dit des Saints-Forts. - Chapelle romane Sainte-Anne, vitrail de Simone Flandrin - 1975. - Chapelle gothique Sainte-Marie-Madeleine, vitraux de la Maison Lobin de Tours - 1860-1861. - Fresque du XIIe siècle. |

## Vie spirituelle

### Les principaux pèlerinages

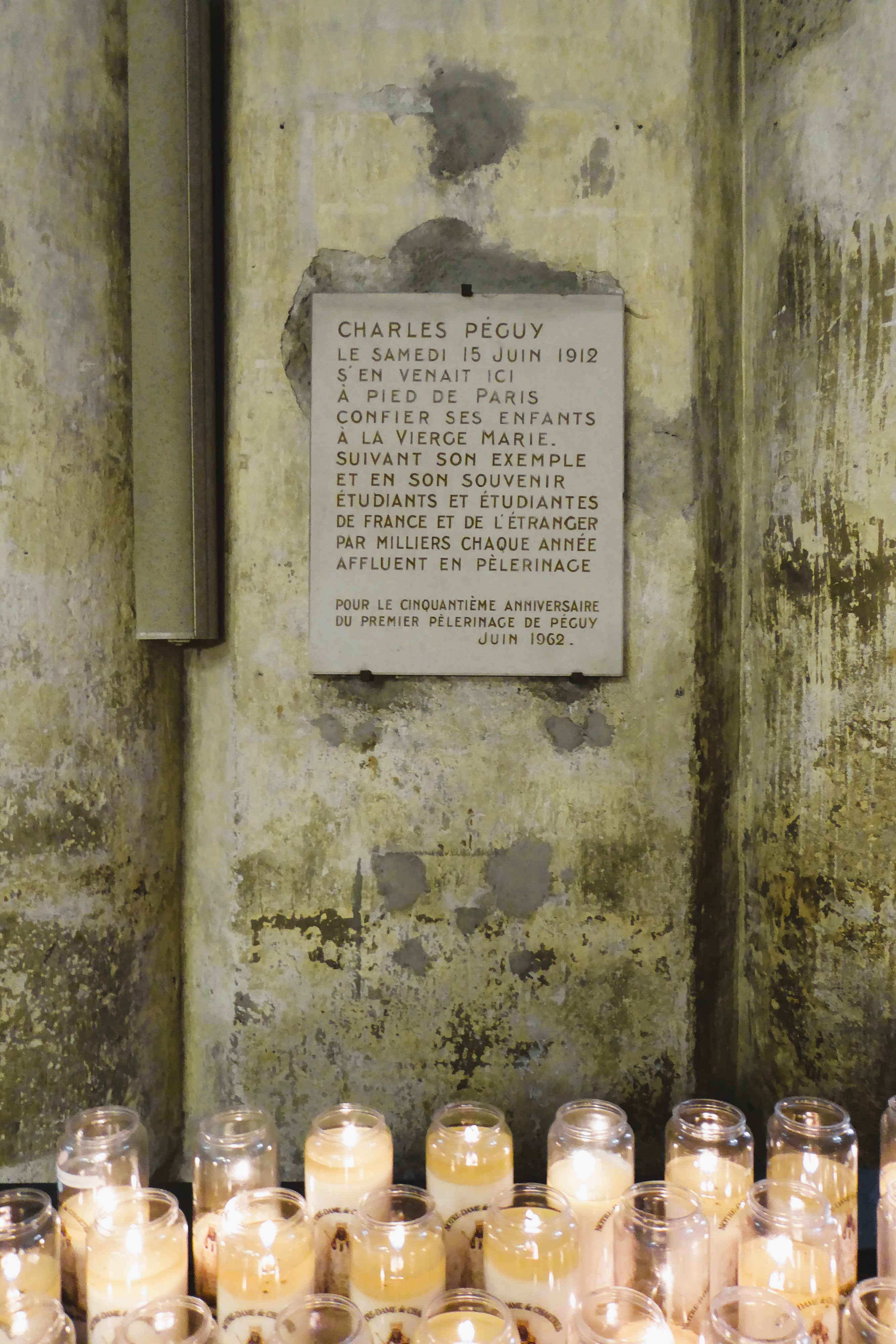
Plaque anniversaire du pèlerinage de Péguy le 15 juin 1912.

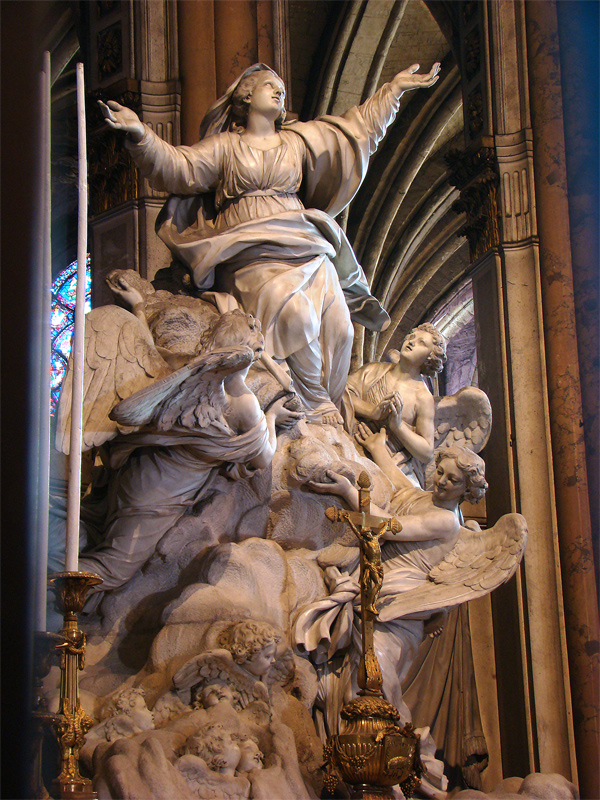
Groupe de l'Assomption, maître autel du chœur, de Bridan.

La cathédrale Notre-Dame de Chartres est, depuis son édification, un haut lieu de pèlerinage pour les catholiques français et avant tout un pèlerinage marial – ce qui explique notamment l'ampleur du déambulatoire, permettant la circulation des fidèles autour du chœur. Au cours du XXe siècle, les pèlerinages à Chartres ont connu un nouvel élan, à la suite de l'écrivain Charles Péguy qui se rendit à pied de Paris à Chartres en 1912, accomplissant un vœu fait au chevet de son fils malade. Après la mort de Péguy en 1914, certains de ses amis refirent la route en méditant ses poèmes, lançant ainsi un vaste mouvement de pèlerinages à Chartres, parmi lesquels :
- le pèlerinage estudiantin, organisé par les aumôneries de l'enseignement supérieur en Île-de-France, aux Rameaux depuis 75 ans, qui s'est fini en 2022.
- le pèlerinage Notre-Dame de Chrétienté à la Pentecôte, qui dure trois jours, durant lesquels la messe est célébrée dans la forme tridentine du rite romain et qui réunit 15 000 personnes chaque année depuis 30 ans, faisant de celui-ci le plus grand pèlerinage à pied d’Europe.
- le « pèlerinage Chartres-Paris », organisé par l'association « Pèlerinages de Tradition » (Fraternité sacerdotale Saint-Pie-X - FSSPX).

Le passé de ce pèlerinage se confond avec celui de Notre-Dame de Chrétienté puisque les deux n'en formaient originellement qu'un. Leur séparation est due à la scission qui s'est produite après les consécrations à Écône par l'archevêque Marcel Lefebvre en 1988 et la création de la Fraternité sacerdotale Saint-Pierre, issue d'une partie du FSSPX.
Il est réalisé, comme son nom l'indique en sens inverse, lors du week-end et du lundi de Pentecôte. Comme au pèlerinage de Chrétienté, ils célèbrent la messe dans la forme tridentine du rite romain pendant les trois jours de marche, mais en devant de la cathédrale de Chartres au début, devant celle de Saint-Louis-des-Invalides par la suite.
- le pèlerinage des Guides et Scouts d'Europe du département des Yvelines, le premier dimanche d'octobre (4 000 scouts et guides).
- le pèlerinage du monde du travail, depuis 60 ans au mois d'avril.

Chartres est également une étape importante pour les pèlerins qui viennent du nord de l'Europe et qui font route vers Saint-Jacques-de-Compostelle, en empruntant la route de Paris à Tours (Via Turonensis).

### Liturgie
Sous l'Ancien régime, la maîtrise de la cathédrale a été très active et longtemps réputée. Les archives donnent une vision assez précise de son fonctionnement tant liturgique que musical. Parmi les maîtres de chapelle qui s'y sont illustrés, on compte, Vincent Jolliet, Pierre Robert, Pierre Laurent et Valentin de Bournonville, notamment.
La cathédrale accueille toujours une vie liturgique intense. L'eucharistie est célébrée chaque jour sauf le dimanche à 11 h 45 (crypte) et à 18 h 15. Le dimanche, elle est célébrée à 9 h en latin (messe grégorienne) selon le rite de Paul VI, à 11 h (messe solennelle qui regroupe ordinairement plus de mille personnes) et à 18 h.
Chaque soir, depuis le 11 septembre 2001, la communauté du Chemin Neuf chante les vêpres, à la demande de Bernard-Nicolas Aubertin, puis de Michel Pansard, qui lui a succédé. Le Chemin Neuf continue ainsi l'œuvre que les chanoines avaient initiée.
La cathédrale était le lieu central du festival de Pâques au cours de ses huit éditions, de 2003 à 2010.

## Maîtres maçons et architectes de la cathédrale
Entre 1300 et 1417, cinq architectes sont connus d'après les registres des délibérations du chapitre de Notre-Dame de Chartres : Jean de Carrières en 1300, Simon Daguon cité en 1311, 1315 et 1316, Jean Cabours en 1370, Laurent Vuatier de 1400 et 1416, et Geoffroi Sevestre en 1417. René Merlet cite Huguet d'Ivry comme maître d'œuvre d'une nouvelle salle capitulaire en 1325 à l'emplacement de l'ancienne salle construite à la fin du XIe siècle par le doyen Adalart. En 1324, le chapitre a décidé de construire la chapelle Saint-Piat au-dessus de la salle capitulaire. La chapelle Saint-Piat n'a été terminée qu'après 1358. Le maître maçon Jean Guignart est gratifié de 100 sous tournois par le chapitre. Il a peut-être construit les voûtes et la toiture de la chapelle Saint-Piat.

## La cathédrale de Chartres dans les arts et la culture

### Représentations picturales
Dans leurs œuvres, plusieurs peintres ont représenté la cathédrale :
- l'un des tableaux les plus connus est La Cathédrale de Chartres de Jean-Baptiste Camille Corot, peint en 1830 (musée du Louvre, Paris). Un second tableau de la main de Jean-Baptiste Camille Corot représentant peut-être la cathédrale de Chartres, malgré une mauvaise localisation lors de sa mise en vente, est conservé au musée d'Art et d'Histoire Paul Eluard de Saint-Denis[168] ;
- Charles Fournier des Ormes en 1836 (tableau conservé dans la sacristie de la cathédrale)[169] et François Alexandre Pernot en 1837 (musée des Beaux-Arts de Chartres) représentent l'incendie du 4 juin 1836 ;
- Chaïm Soutine a représenté la cathédrale en 1933 (musée d'Art moderne de Troyes), de même que Maurice Utrillo entre 1912 et 1914 (collection privée) et Antoon Kruysen en 1957 et 1960 (musée des beaux-arts de Chartres) ;
- Henri Villain, peintre orientaliste, représente l'intérieur de la cathédrale en 1936, puis en 1938, dernière œuvre avant sa mort.
- Pierre de Belay réalise vers 1943 une peinture à l'huile mettant en scène l'Eure, Chartres et la cathédrale.

Représentations picturales
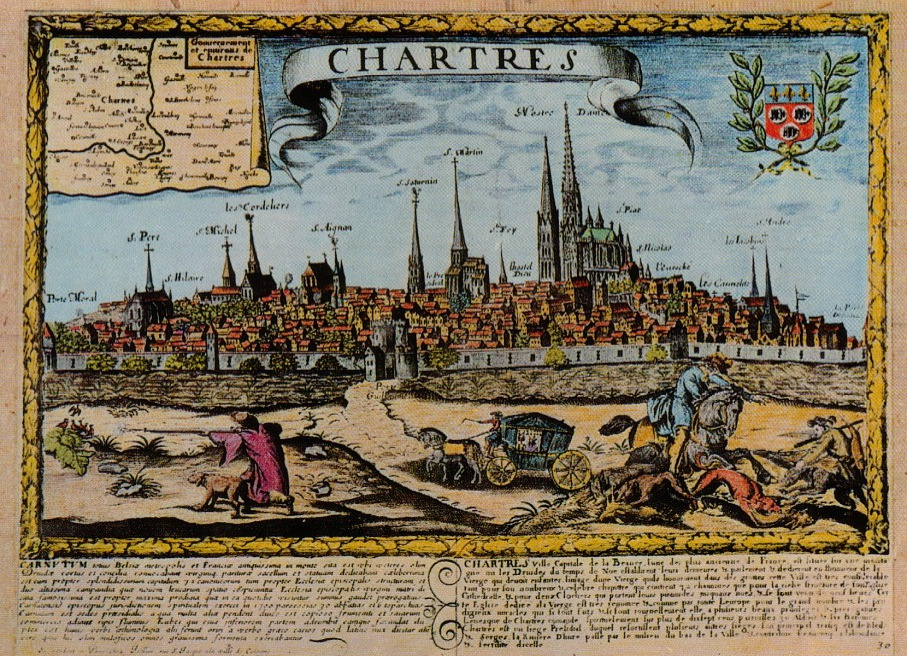
Gravure du XVIIe siècle Anonyme.
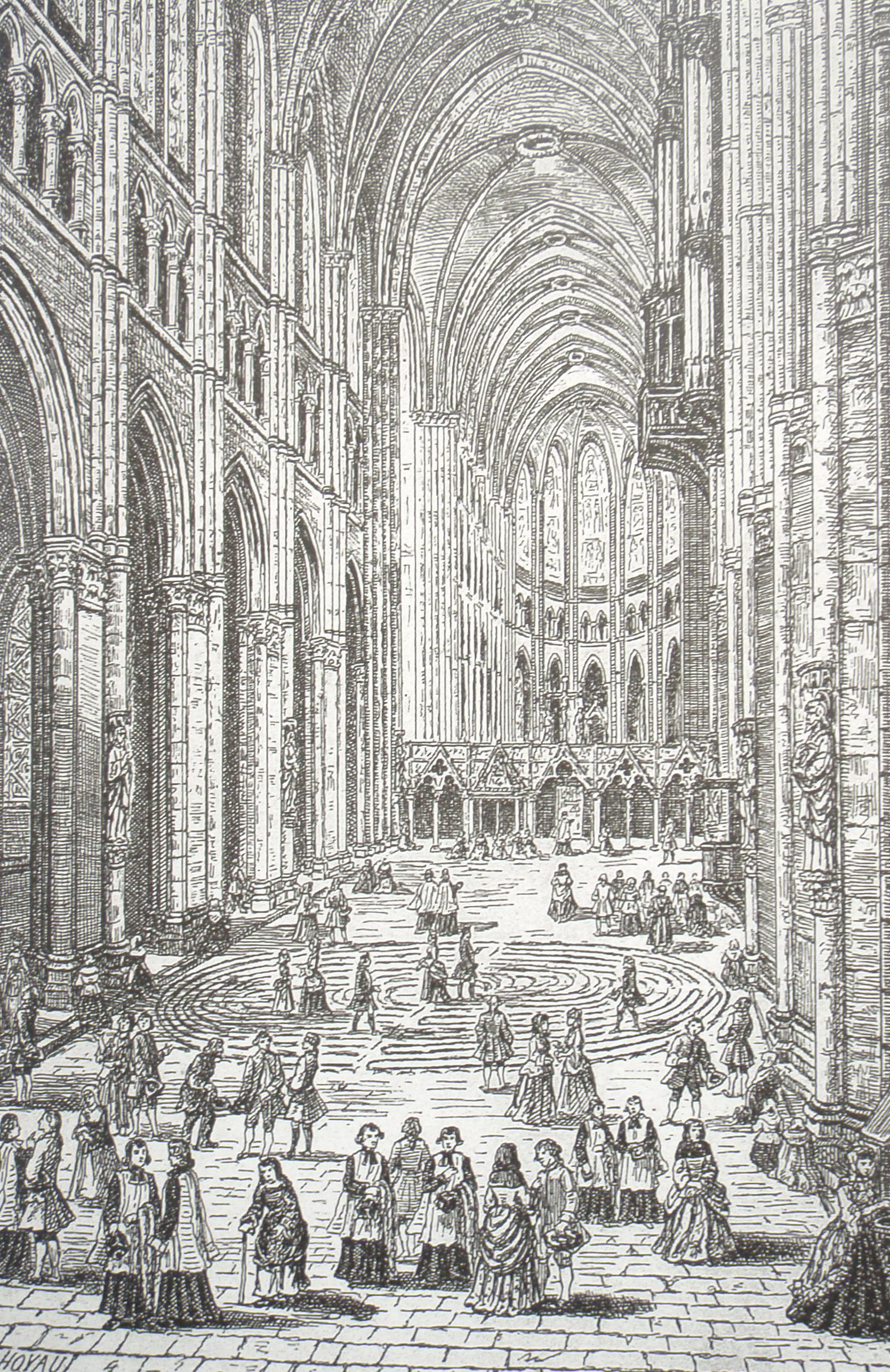
Vers 1750 Jean-Baptiste Rigaud intérieur de la cathédrale.
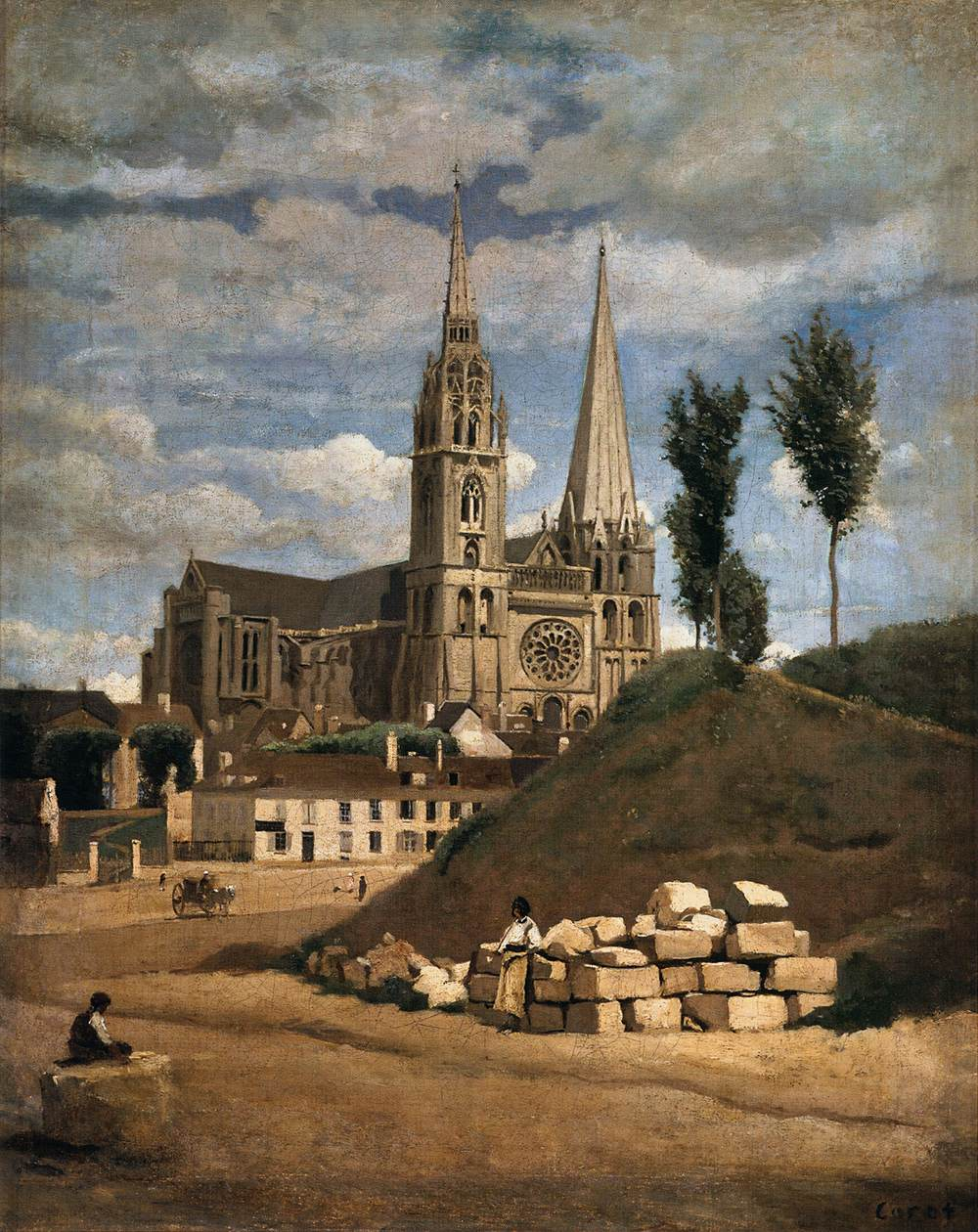
1830 Corot Cathédrale de Chartres, 64 × 54 cm, musée du Louvre, Paris.
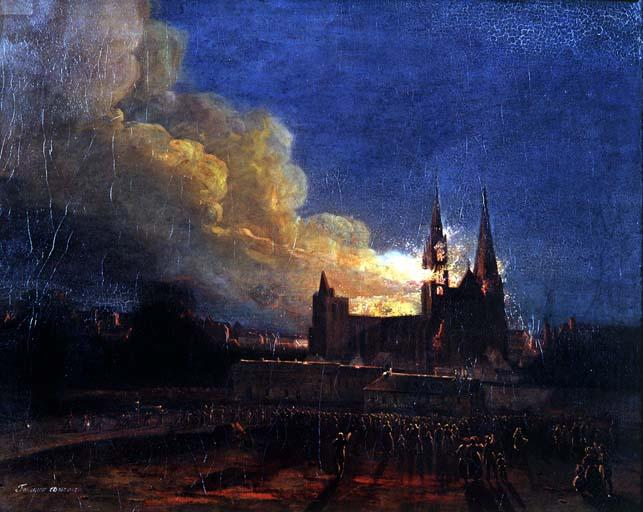
1836 Fournier-Désormes Incendie de la cathédrale de Chartres du 4 juin, huile sur toile, 75 × 92 cm,  Classé MH (1982)[170].
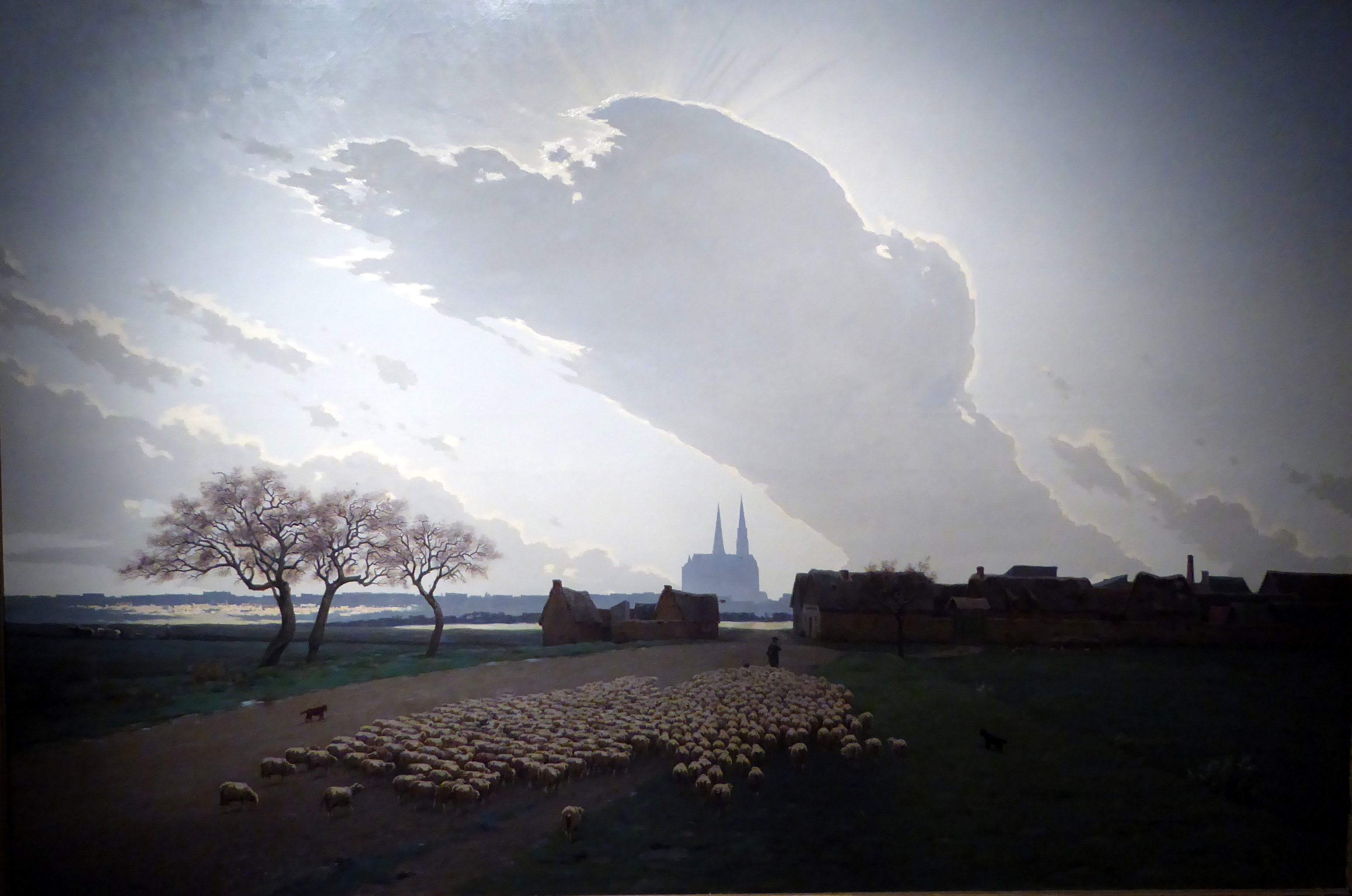
Vers 1885 Ségé En Pays Chartrain, musée des beaux-arts de Chartres.
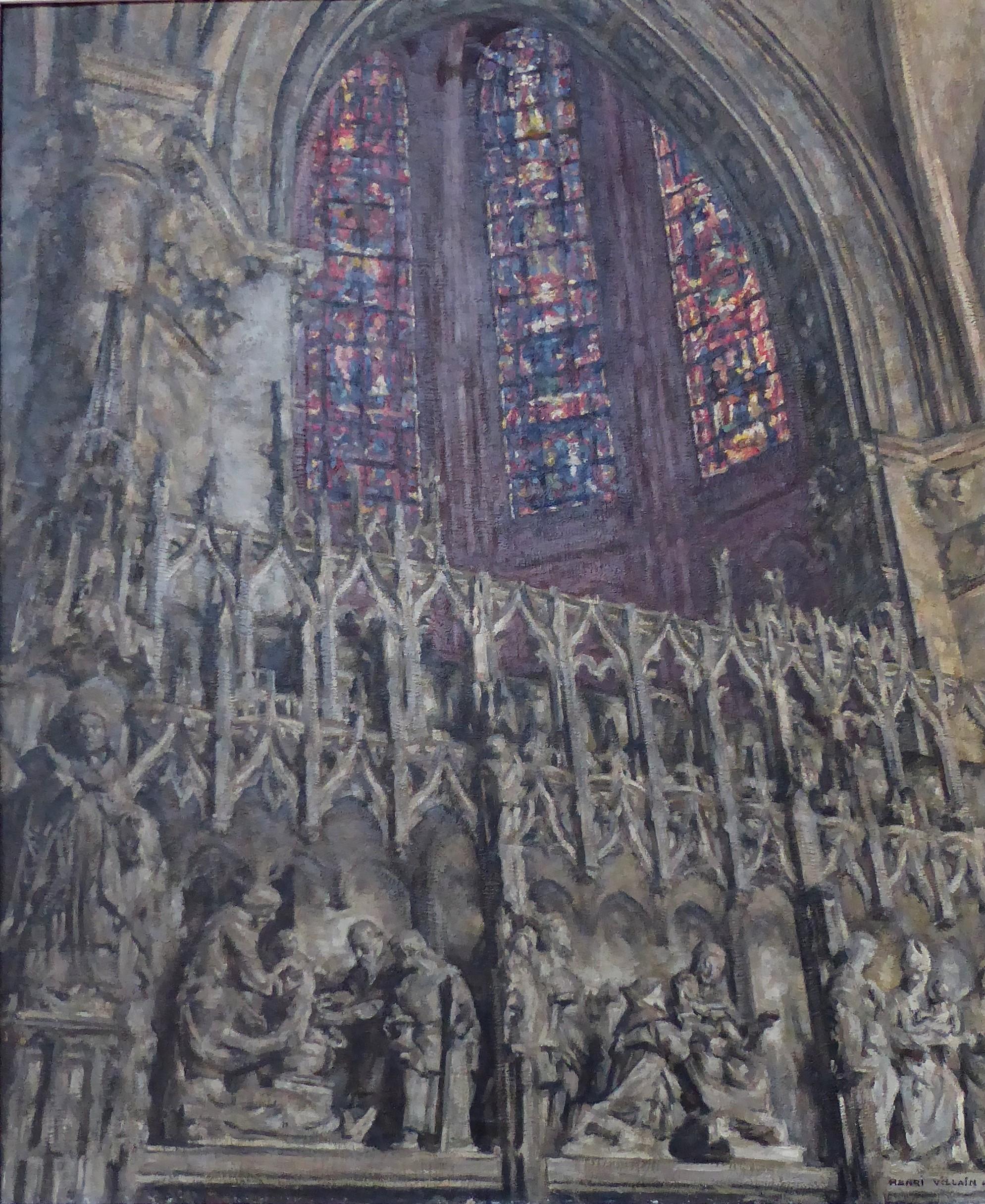
1936 Villain Intérieur de la cathédrale de Chartres, musée des beaux-arts.
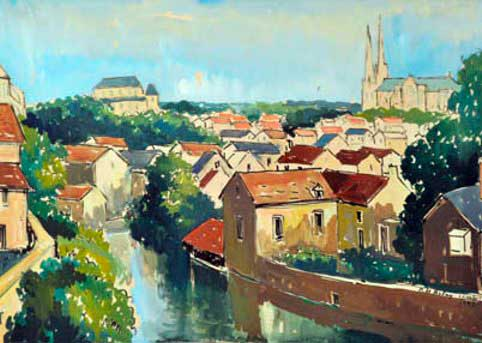
Vers 1943 Pierre de Belay, depuis le pont de la Courtille.

### La cathédrale de Chartres dans la littérature
- Joris-Karl Huysmans, La Cathédrale, Paris, P.-V. Stock, 1898, 488 p., in-18 (BNF 30631450), La Cathédrale sur Gallica et sur Wikisource.
Publié en 1898. La Cathédrale est un roman où l’auteur s'initie à la symbolique médiévale et catholique à Chartres. Ce livre connut un certain écho à l'époque et fit dire à François Mauriac que Huysmans « avait réintroduit Chartres dans la vie spirituelle française »[17].
- Charles Péguy, La Tapisserie de Notre Dame, Paris, Cahiers de la Quinzaine, coll. « Cahiers de la Quinzaine / 14e série » (no 10), 1913, 103 p. (BNF 35571577)
Charles Péguy dans son recueil « la Tapisserie de Notre-Dame » écrit le long poème Présentation de la Beauce à Notre-Dame de Chartres[171].
- Auguste Rodin, Les Cathédrales de France, Armand Colin, 1914 (lire sur Wikisource). Le sculpteur compare à plusieurs reprises les cathédrales gothiques, et tout particulièrement celle de Chartres, au Parthénon grec : « Chartres, notre Cathédrale splendide entre toutes ! N'est-ce pas l'Acropole de la France ? » », « Glorieux auteurs du Parthénon, reconnaissez ici l’œuvre de vos frères, de vos égaux. De la grande science du plein air sculptural, les Gothiques savaient autant que vous. »
- Blaise Cendrars, dans la Quatrième Rhapsodie de L'Homme foudroyé, voit dans la cathédrale de Chartres « la première évocation de la forêt vierge » (pp. 452-453, éd. Folio-Denoël, 1945).
- Kathleen McGowan (trad. Arlette Stroumza), Le livre de l'amour : Traduction de : The book of love, Paris, XO éd., 2009, 493 p., couv. ill. en coul. ; 24 cm (ISBN 978-2-84563-307-0, BNF 41490518)
De New York à Chartres, Kathleen McGowan nous entraîne dans un voyage initiatique pour nous révéler la plus incroyable des vérités.
- (en) Salley Vickers, The Cleaner of Chartres, New York, Viking, 2013, 298 p. (ISBN 978-0-670-92212-3)
Travaillant comme femme de ménage dans la cathédrale de Chartres depuis plus de vingt ans, Agnes Morel transforme profondément la vie locale en utilisant son influence subtile jusqu'à ce qu'une rencontre fortuite révèle les tragiques incidents qui lui sont arrivés durant sa jeunesse.

### La cathédrale de Chartres dans la bande dessinée
- Jean-Pierre Pécau et Igor Kordey, L'Histoire secrète : La Ville aux milles piliers, Paris, Delcourt, coll. « Néopolis », novembre 2012, 32 cm (ISSN 1248-5152, BNF 40080554)
Une partie de l'histoire se passe à Chartres, où Erlin parcourt le labyrinthe, porte d'entrée de la Route d'Or. Il disparaît en arrivant au centre, passant dans un autre monde. On y voit aussi une prétendue explication d'un des incendies.
- Claude Auclair, Les Pèlerins, Bruxelles, Le Lombard, 1977-78
Une partie de l'action de ce quatrième album de la série Simon du Fleuve (science-fiction post-apocalyptique) se passe à Chartres et dans la cathédrale.

##### Architecture

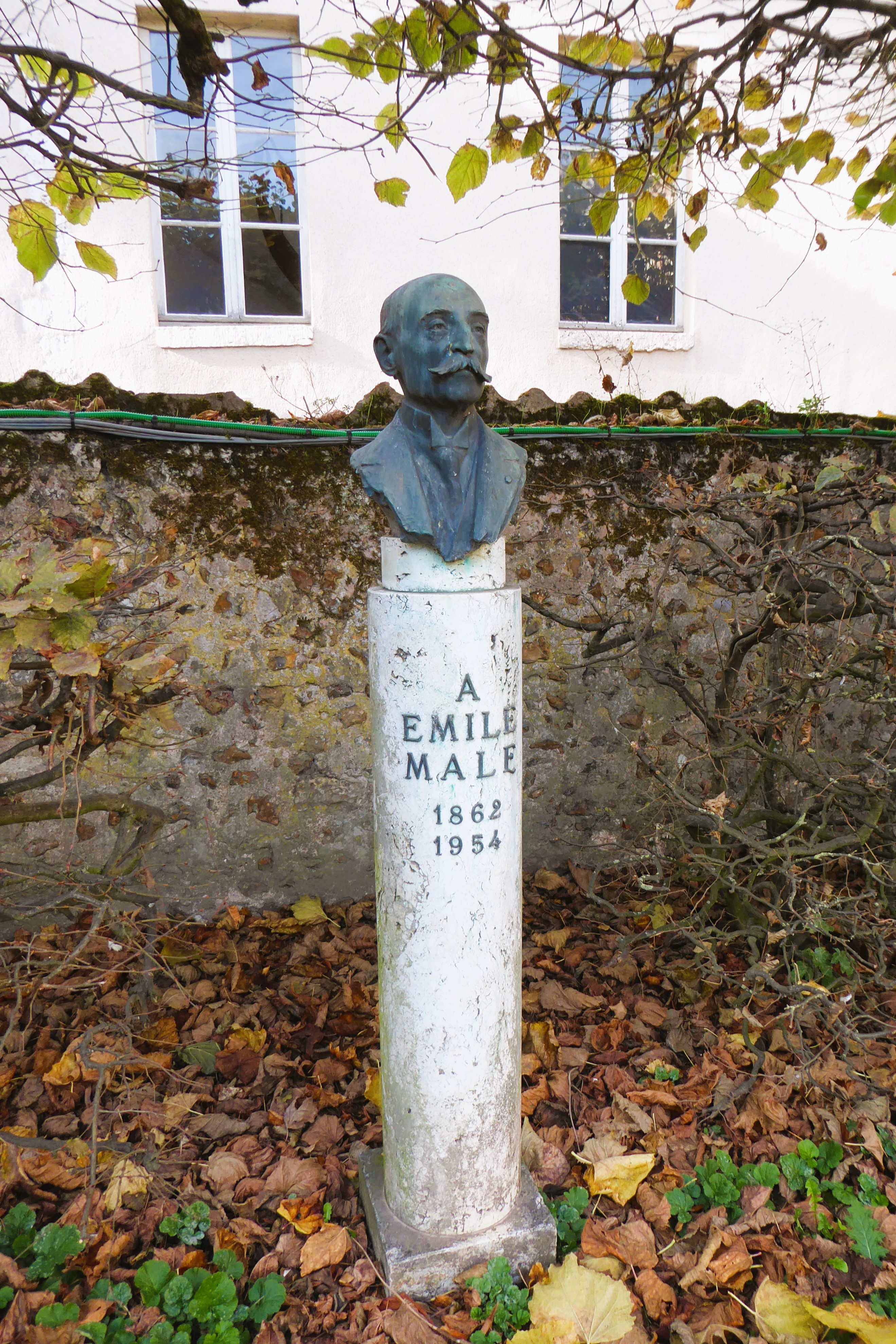
Buste d’Émile Mâle à l'entrée du musée des Beaux-Arts dans le jardin de l'évêché de Chartres.